# Octav Băncilă
Octav Băncilă (n. 4 februarie 1872, Botoșani, România – d. 3 aprilie 1944, București, România) a fost un pictor realist român. Datorită influențelor pe care le-a avut din copilărie din partea deputatului socialist Ion Nădejde, a feministei marxiste, jurnalista Sofia Nădejde (sora lui), și a lui Nicolae Beldiceanu care au înființat revista Contemporanul, principiile care l-au călăuzit în viață precum și întreaga carieră plastică a lui Octav Băncilă au fost tributare ideilor socialiste, fapt pentru care a fost și un fervent activist politic de stânga. Ca urmare, a înființat în anul 1919 împreună cu Constantin Ion Parhon și cu Paul Bujor Partidul Muncitor, care a avut o viață scurtă, deoarece a fuzionat în scurt timp de la înființare cu Partidul Țărănesc. Cu toate că la sfârșitul vieții a fost un simpatizant al ideilor comuniste, el nu a fost niciodată membru al Partidului Comunist Român.
Octav Băncilă a făcut studiile la Școala de Arte Frumoase din Iași și i-a avut ca profesori pe Gheorghe Panaiteanu-Bardasare și Constantin Stahi. A urmat în perioada 1893-1898, Academia de Arte Frumoase din München care era în acea perioadă condusă de Nikolaos Gyzis și a fost influențat de Fritz von Uhde, Fritz Mackensen, Leopold Graf von Kalckreuth, Heinrich von Zügel și mai ales de Franz von Lenbach.
Octav Băncilă a lăsat posterității o operă caracterizată de un realism critic foarte puternic, artistul fiind cunoscut ca un deschizător de drumuri și ca Pictorul răscoalelor de la 1907. Atașat celor mulți și exploatați, pictorul a avut patru mari tematici cu care a făcut epocă în pictura românească. Acestea au fost: tematica proletariatului, tematica țărănească, tematica evreiască și tematica țigănească. La toate acestea se mai adaugă tematica militară, Octav Băncilă fiind unul dintre primii artiști plastici români care au criticat prin opera lor, starea materială precară a armatei române la sfârșitul secolului al XIX-lea.
În întreaga sa viață, Băncilă a rămas critic la toate evoluțiile politice și sociale din România. A susținut acțiunile muncitorești din Lupeni, Valea Jiului și a folosit arta pentru a ataca tendințele antisemite din societatea românească. Începând din anul 1905, tematica proletariatului a făcut parte integrantă din creația artistului, primele lucrări Muncitorul și Muncitor în repaus fiind unele dintre cele mai bune din întreaga sa carieră.
Picturile cu tematica socială din viața țărănimii din România a fost începută de către Ștefan Luchian în anul 1905 când a realizat celebrul tablou La împărțirea porumbului. Octav Băncilă a avut meritul de a fi pictorul care a ilustrat Răscoala țărănească din 1907. Relativ, puținele reprezentări plastice înfăptuite în imediata apropiere a anului 1907, au dus iremediabil la schimbarea iconografiei țăranului existentă până atunci. Ca urmare, au existat artiști ca Ștefan Luchian, Abgar Baltazar, Nicolae Tonitza, Camil Ressu, Ion Theodorescu-Sion, Francisc Șirato, Ștefan Dimitrescu, Ary Murnu și mulți alți adepți ai curentelor tradiționaliste care au apărut după anul 1920, a căror atenție a fost îndreptată către lucrările dramatice realizate în jurul anului 1907. Acest lucru s-a întâmplat cu toate că ei se revendicau din pictura lui Nicolae Grigorescu. Ulterior, momentul 1907 s-a constituit într-o puternică sursă de inspirație pentru curentul realismului socialist, în care, artiștii au avut o abordare de manieră eclectică și rezultatul obținut a fost un melanj între duritatea realistă a lui Băncilă și idilicul reprezentării lui Nicolae Grigorescu.
Majoritatea picturilor care fac obiectul tematicii țărănești, înfățișează felurite aspecte ale muncii pe ogoare. A pictat sute de pânze în care apar ciobani cu oile prin luminișurile pădurilor sau pe câmp, țărani secerând și culegând recolta, țărani care ară și seamănă țarina, țărani cu căruțe cărând lemne și vreascuri din pădure. Apar de asemenea femei care spală rufe, care torc fuioare, femei care aduc apă sau aruncă năvodul în râu. Multe din picturile lui Băncilă zugrăvesc prânzul sau cina sărăcăcioasă pe care doar țăranul și-o putea permite. Artistul și-a surprins personajele în cele mai importante și permanente îndeletniciri și destul de des în ipostaze melancolice sau de odihnă. El nu a căutat idilicul vieții la țară ca predecesorii săi. Realismul muncii, a luptei cu greutățile vieții și cu exploatarea care era în acele timpuri o obișnuință, a făcut ca tablourile lui Băncilă să rămână posterității ca documente vii ale condițiilor în care și-a dus traiul țărănimea din România.
În toată opera creată cu tematică evreiască, Octav Băncilă a deosebit clasele sociale și a evidențiat antagonismul dintre ele. A înfățișat viața evreilor săraci din Iași, a dezvăluit suferințele caracteristice ființelor exploatate, a criticat pe zarafii bogați și pe cămătari și a redat cauzele care au determinat valul de emigrări de la începutul secolului al XX-lea. Fasciștii și antisemiții epocii de atunci și-au exprimat ostilitatea contra lui Octav Băncilă, acesta fiind detestat atât de bogătașii evrei cât și de cei creștini. Artistul a avut popularitate în rândul celor umili deoarece omenia lui s-a revărsat deopotrivă asupra celor asupriți indiferent de cultură, naționalitate sau religie.
Un loc important în opera lui Octav Băncilă îl reprezintă picturile care au ca izvor de inspirație viața țiganilor, cu predilecție a țiganilor nomazi. Pictorul a realizat peste o sută de lucrări în care a evocat căruțele cu nomazi care străbat depărtările pe sub cerurile albăstrii sau vineții ca petunia ori stânjenelul. Așa se remarcă tablourile intitulate Caravana, Căruțe cu nomazi, Spre necunoscut, Nomazii, etc. Toate compozițiile care au ca tematică viața țiganilor au în ele ceva trist, dar melodios. Sunt ca niște cântece de inimă albastră, întregul colorit are dominată albastră cu întrepătrunderi de roșuri închise și movuri care-și susură aleanul. Această pribegie care se dezvăluie privitorului, face să se înțeleagă simpatia pictorului pentru oamenii care sunt nevoiți să-și câștige traiul din îndeletnicirile mărunte.
Prin tematica militară, Octav Băncilă a înfățișat în opera sa ostilitatea țărănimii față de serviciul militar precum și față de viața de cazarmă cu toate neajunsurile și greutățile ei. Astfel, în anul 1898, Băncilă a pictat celebrul tablou intitulat Recrutul, care a fost începutul criticii sale împotriva modului în care era organizată și condusă armata română. În plus față de tematicile care l-au consacrat în arta plastică românească, Octav Băncilă a creat numeroase portrete, naturi statice, tablouri cu flori și peisaje, toate aceste făcând deliciul caselor de licitații contemporane.

## Biografie

### Copilăria / Precizarea vocației
Octav Băncilă s-a născut în data de 27 ianuarie 1872 în apropierea orașului Botoșani în comuna Corni, în  familia lui Vasile Băncilă și a Profirei, născută Necule. Profira a făcut parte dintr-un neam de răzeși scăpătați, înrudită cu cea a cronicarului Ion Neculce. Vasile și Profira au avut cinci copii, pe: Sofia, Ecaterina, Elena, Ioan și Octav. După nașterea lui Octav, Vasile și Profira s-au mutat în Botoșani unde și-au deschis o prăvălie. Negustoria a mers foarte prost și Vasile a fost nevoit în scurt timp să-și ipotecheze casa. Cum o nenorocire nu vine de una singură, tatăl lui Octav a decedat în anul 1876 și grijile familiei au rămas în sarcina mamei sale. La vârsta de opt ani, Octav s-a mutat la Iași, adus fiind de către surorile mai mari Sofia și Ecaterina, care erau căsătorite cu frații Ioan și Gheorghe Nădejde. În capitala Moldovei, Octav a locuit la surorile lui, cu predilecție pe strada Sărăriei la Sofia și Ioan Nădejde, unde a copilărit alături de cei șase copii ai acestora. La Iași s-a mutat și Profira Băncilă, în mahalaua Țicăului, foarte aproape de casa Sofiei de pe Sărăriei, unde Ioan Nădejde a fondat revista Contemporanul, în vecinătatea bojdeucii lui Ion Creangă. Profira era atât de săracă încât nu și-a putut crește singură copiii - ci doar pe Elena, fiica cea mică.  Elena s-a căsătorit mai târziu cu pedagogul Ion Teodorescu și a locuit la Broșteni unde Octav Băncilă a poposit verile pentru a picta peisaje și scene de muncă. Pentru a avea un venit, Profira presta munci prost plătite și de multe ori umile. Adesea , ea lucra mult cu acul, așa cum Octav o va înfățișa mai târziu în câteva portrete.

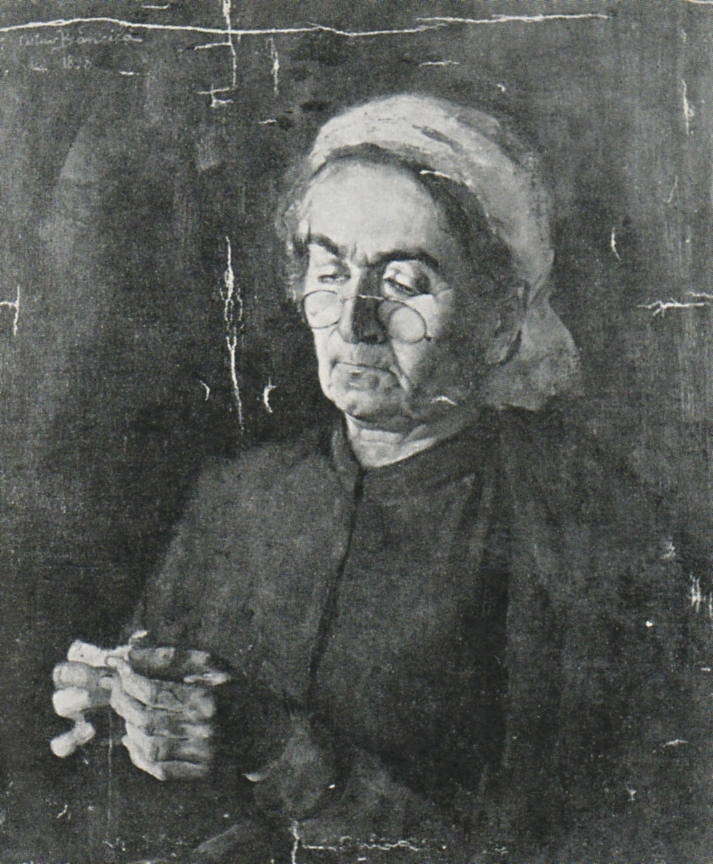
Mama... - 1908 (pictură - foto a/n)
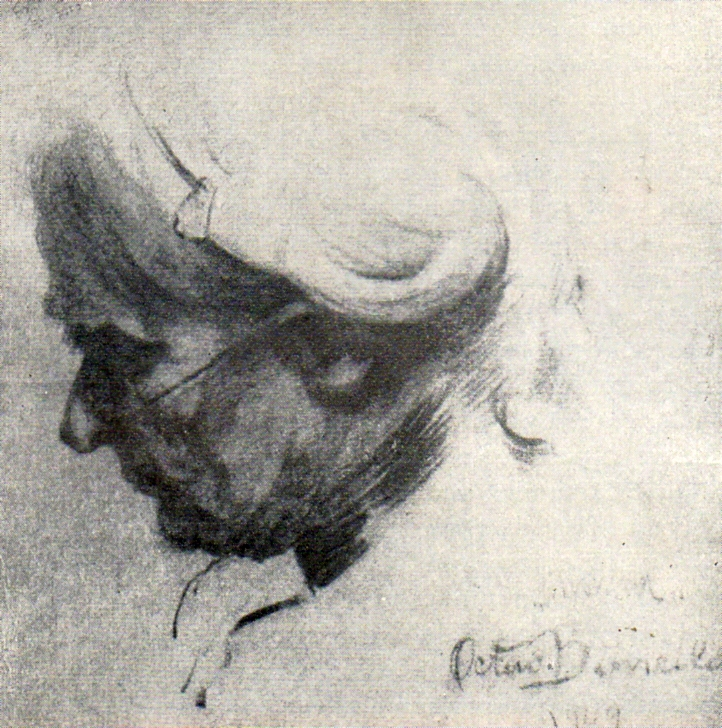
... - 1909 (desen)
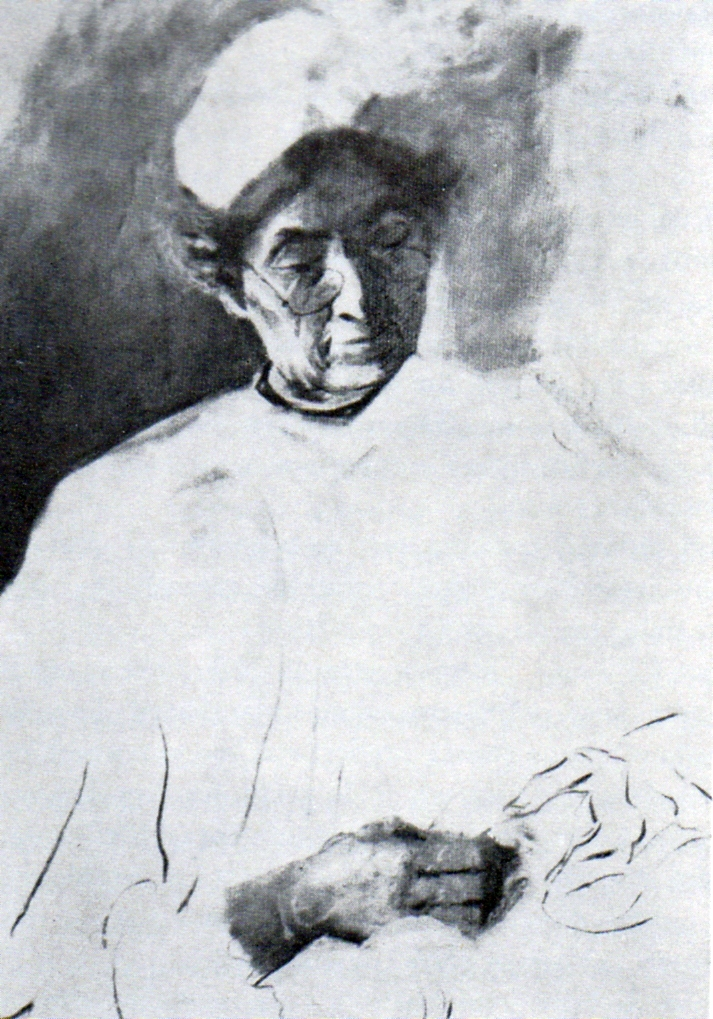
... - 1910 (desen)

Octav Băncilă a urmat cursurile gimnaziale de la școala primară din Iași și două clase la gimnaziul Ștefan cel Mare. În școală, profesorii l-au considerat greu de cap și de multe ori îndărătnic, sfios, scump la vorbă dar neastâmpărat. A avut ca profesori liberali și conservatori-junimiști, mulți dintre ei făcând parte din grupul lui Gheorghe Panu. Dintre ei s-au remarcat „independenții” Gheorghe Nădejde și Nicolae Beldiceanu de care Octav Băncilă s-a simțit cel mai atras, mai ales că-l vedea și acasă, căci era colaborator al revistei Contemporanul. Profesorii săi, ținând cont de orientările politice diferite la care au aderat, duceau discuții aprinse între ei și Beldiceanu și Nădejde care aveau idei socialiste, de aceea se autointitulau independenți, făceau notă aparte. Octav Băncilă l-a evocat mai târziu pe Nicolae Beldiceanu când l-a caracterizat într-un interviu pe colegul său de gimnaziu Avram Steuerman-Rodion:
„ Steuerman-Rodion... a devenit curând poetul de talent, care a activat în mișcarea socialistă. Parcă-l văd și acum venind la școală de pe strada Albineț, cu geanta la subțioară, și plină de cărți, mai grea decât dânsul, așezându-se tăcut în bancă, solitar în mijlocul băieților, străin de jocurile și ghidușiile lor și înapoindu-se acasă tot atât de tăcut și singur. Era foarte apreciat și iubit de Nicolae Beldiceanu, ca și de toți profesorii.”— Ziarul Adevărul, 19 septembrie 1933, interviu dat de Octav Băncilă lui C. Săteanu.

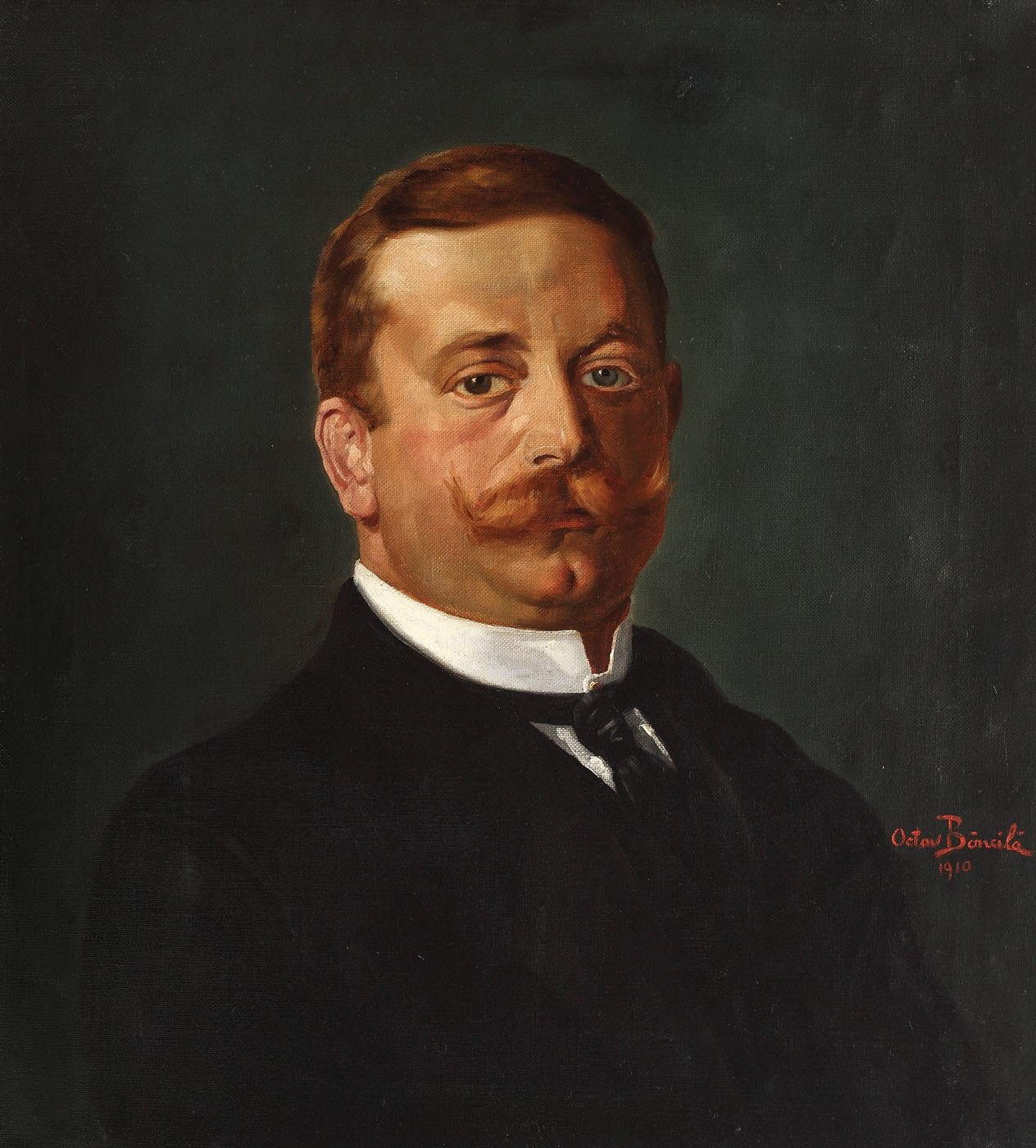
Ioan Nădejde (1910)

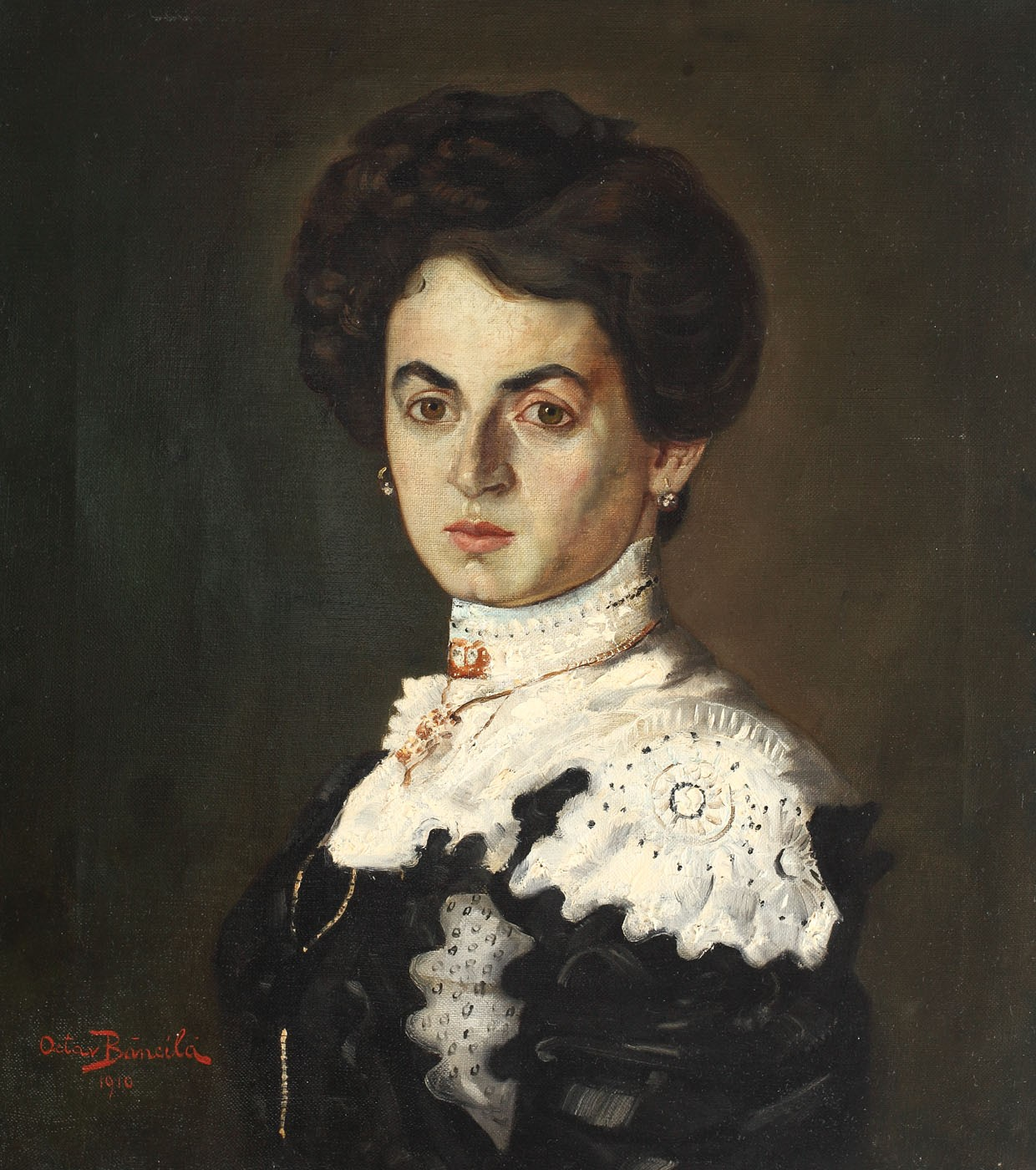
Sofia Nădejde (n. Băncilă), 1910

Reciproc, Avram Steuerman-Rodion i-a dedicat un articol lui Octav Băncilă, încă de la primele manifestări artistice pe care pictorul le-a avut.
„Odinioară, Băncilă - cu care am fost coleg în prima clasă gimnazială - se îndărătnicise până a nu da nici cea mai mică speranță despre viitorul său intelectual. Care nu ne-a fost mirarea noastră, a băieților harnici, când mai târziu aflarăm pe Băncilă, rând pe rând, elev al Școlii de belle arte, artist premiat la München, când îl văzurăm pe cât de talentat pe atât de pasionat; noi toți ajunși oameni cu titluri, dar mediocri înainte de toate, am adus cel mai sincer omagiu celui mai "leneș" dintre vechii noștri colegi, dar și celui mai bogat în talent și în imaginație. El singur din generația noastră gimnazială a ajuns cineva.”—Ziarul Lumea, Iași, 1 octombrie 1899
Încă din primii ani de gimnaziu, Octav Băncilă a fost preocupat de desen, caietele sale fiind pline de schițe și desene care reprezentau oameni,  unele dintre ele executate destul de stângaci. Mutându-se la Iași, Octav se juca împreună cu verii săi prin curtea casei unde s-a înființat revista Contemporanul. De acolo se puteau vedea peste gard mahalalele sărace, valea Țicăului și dincolo de ele spinările verzi ale dealurilor Ciricului și Șorogarilor. Octav Băncilă a păstrat o vie amintire a copilăriei sale de pe strada Sărăriei:

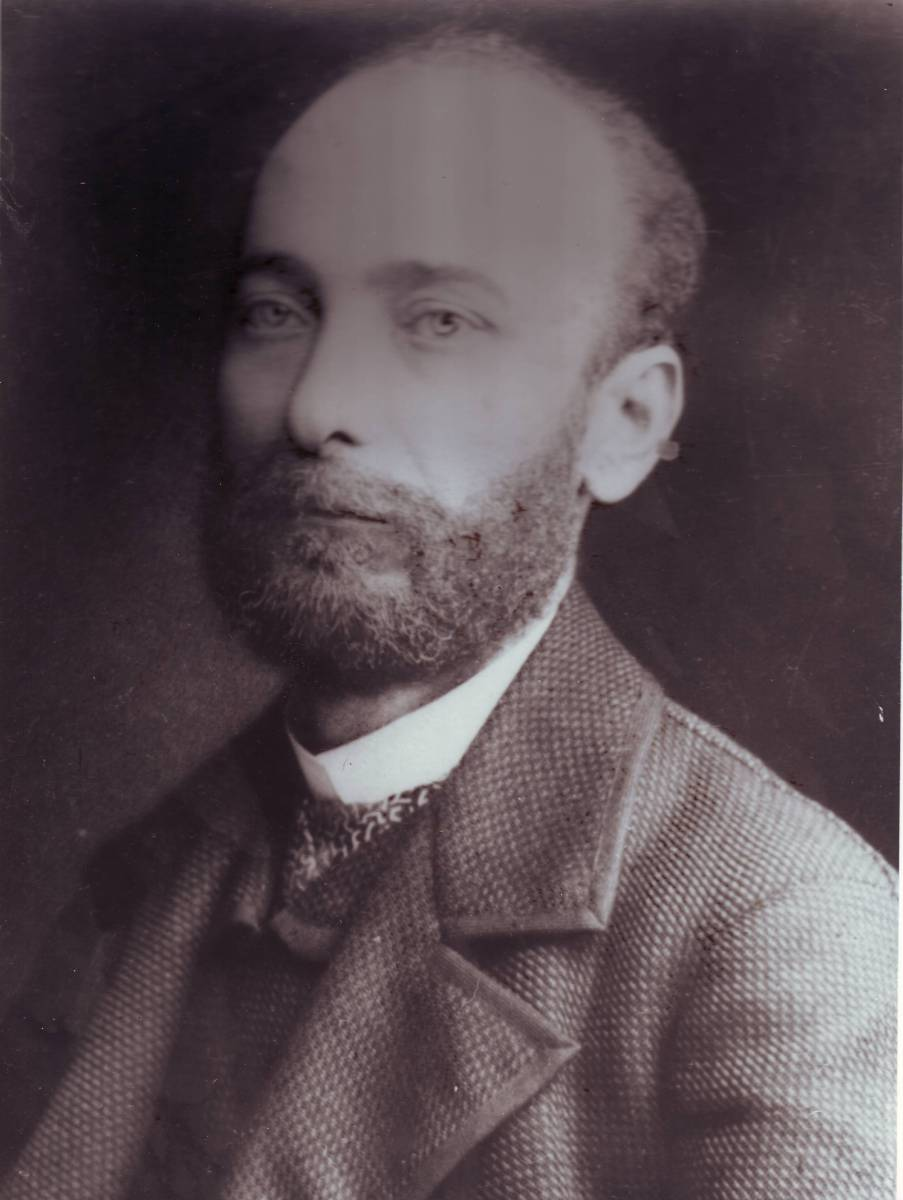
Nicolae Beldiceanu

„Într-un rând, îmi amintesc bine și cu drag (Ion Creangă, fiind la noi, m-a luat la el, în vestita bojdeucă, pe care mai târziu am pictat-o. Sfătos și prietenos cum era cu copiii, căci avea un dar dumnezeesc de a cuceri sufletele lor - Creangă, cogeamitea cum era, m-a apucat pe mine după cap, încolăcindu-și mâna înapoia gâtului, și așa am parcurs strada Sărăriei până la bordeiul său. Am intrat în casă. Creangă fiind întâmpinat de motanii săi favoriți. Apoi, am ieșit amândoi în cerdac, de unde am admirat fermecătoarea panoramă a Ciricului și a Șorogarilor, la ale căror poale se văd pitoresc iezăturile, grădinile și bojdeucile din valea Țicăului”
Copilăria lui Octav Băncilă a fost marcată de activitatea revistei Contemporanul la care asista pe furiș și unde asculta cum Nicolae Beldiceanu citea la lumina lămpii poezii.  Astfel, el a declarat  că a fost și el un mic stâlp, o țărușă a Contemporanului. Când veneau revistele de la tipografie, Octav ajuta la descărcarea lor din căruța cu care soseau și le aranja în ordine, scria benzile, lipea timbrele și ducea revistele la poștă. De multe ori ducea manuscrisele la tipografie sau „mă duceam la unii și la alții după manuscrise, ca trimis special”.
Un rol deosebit în stabilirea carierei sale l-a avut Ioan Nădejde,  care a văzut un desen făcut de Octav pe când se juca în păpușoiul din ograda casei din strada Sărăriei. Desenul înfățișa un chip de om foarte expresiv, a-i cărui ochi erau marcați cu cărbune negru și părul, mustățile și barba erau făcute din mătasea porumbului. Acest desen l-a determinat pe Ioan Nădejde să-l înscrie pe Octav Băncilă la Școala de belle arte din Iași, care în acele vremuri funcționa în clădirea din josul străzii Muzelor, pe locul unde era o dată Universitatea veche și mai apoi Facultatea de medicină.

### Studiile

#### Școala de belle-arte din Iași

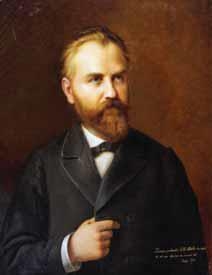
C.D. Stahi - autoportret

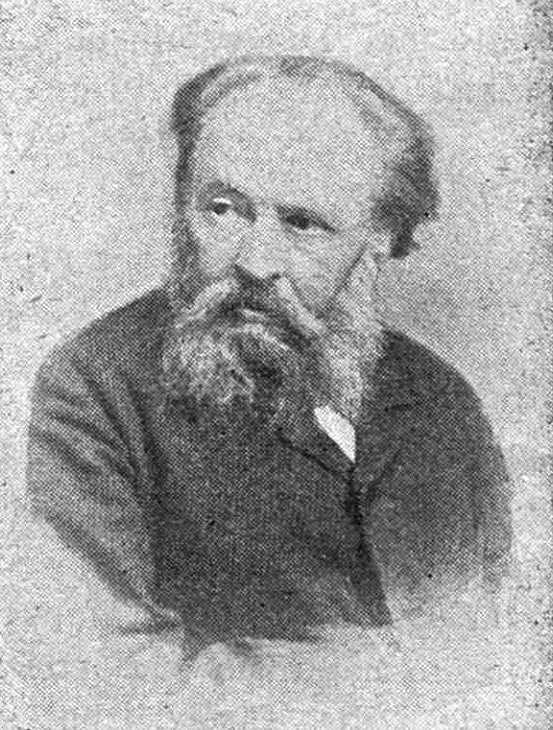
Gheorghe Panaiteanu-Bardasare

Detaliile despre activitatea lui Octav Băncilă la Școala de belle-arte din Iași sunt destul de lapidare și puțin cunoscute. El însuși a vorbit foarte puțin despre acei ani de studiu în interviurile pe care le-a dat de-a lungul anilor. Se știe că Octav Băncilă a fost înscris de Ioan Nădejde la această școală înainte de a termina cursurile gimnaziale. Pictorul a declarat că au existat intervenții semnificative pentru înscrierea  sa la Belle Arte, făcute de unii prieteni ai familiei care activau în cercul Contemporanului. Astfel, la o vârstă care nu depășea șaisprezece ani, cu gimnaziul neterminat el a reușit să intre la  cursurile Școlii de belle arte „unde a urmat cu multă silință la toate cursurile practice și teoretice în desen și în pictură până la finele anului școlar 1892 - 1893”. Directorul Școlii de belle arte a fost George Panaiteanu-Bardasare pictor renumit și prim director al instituției. Octav Băncilă a primit în timpul școlii diferite medalii la concursurile organizate de către școală. La terminarea ei, în anul 1893, Octav Băncilă a primit premiul întâi în fața comisiei condusă de directorul școlii de atunci, Constantin Stahi, pentru compoziția Caritatea. Profesorii lui Octav Băncilă au fost Gheorghe Panaiteanu-Bardasare și Emanoil Bardasare la pictură și Constantin Stahi la gravură și xilografie În anul 1893, Octav Băncilă a absolvit Școala de belle arte după care a urmat cursurile de istoria artelor, anatomie și estetică, precum și de sculptură, obținând o medalie de bronz clasa a III-a la concursul de bust antic (1888-1889).

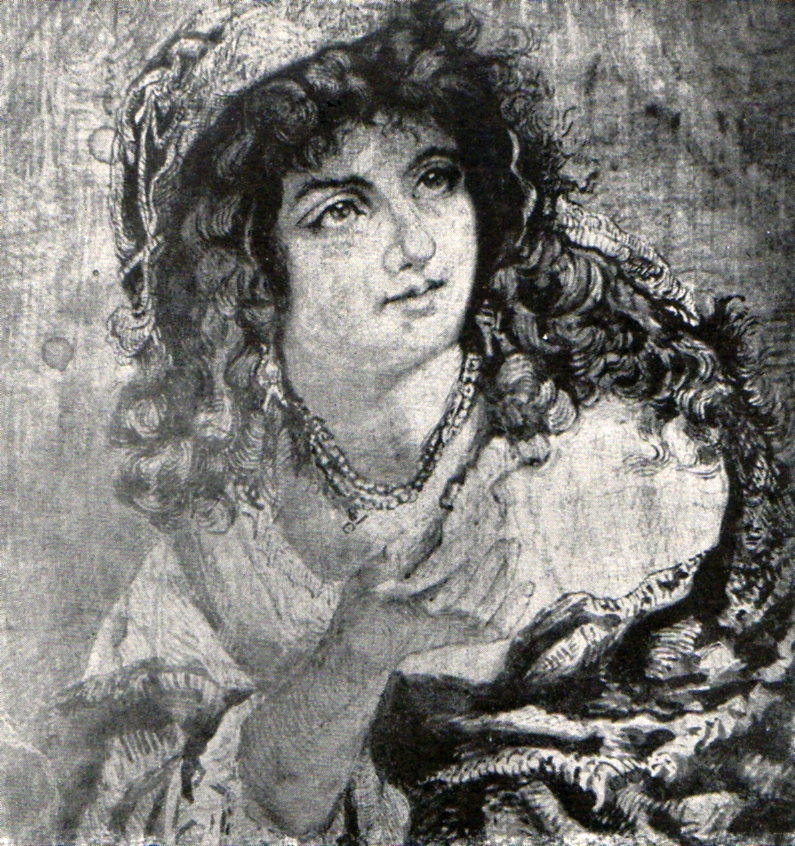
Studiu de desen pentru xilografie (1891)

Octav Băncilă a fost foarte atașat de Gheorghe Panaiteanu-Bardasare, dovadă stând faptul că mai târziu i-a făcut portretul. Băncilă l-a prins pe Panaiteanu în ultimii ani de profesorat, acesta fiind trecut la pensie în anul 1892. Panaiteanu fusese elevul lui Giovanni Schiavoni și a lui Gheorghe Asachi, stătuse mulți ani la München (până în 1859) și la reîntoarcerea sa în țară a fost militant fervent pentru înființarea Școlii de belle arte și a Pinacotecii din Iași. El a fost susținut în demersurile sale artistice de către Mihail Kogălniceanu și Alexandru Ioan Cuza, într-un mod similar ca și Theodor Aman la București. Gheorghe Panaiteanu-Bardasare a fost un foarte bun portretist și a avut o serie de elevi care au continuat activitatea lui Gheorghe Asachi, printre ei remarcându-se Constantin Stahi pe care l-a caracterizat mai târziu Octav Băncilă în fața studenților săi „ ...a fost un mare desenator, iar gravurile lui pot concura la orice expoziție internațională, dar păcat că prea a fost robul naturii”. Similar lui Stahi a fost și Emanoil Bardasare care se lansase în arta picturii fiind considerat un copil genial. Panaiteanu era nemulțumit de lâncezeala capitalei Moldovei după eșecul spiritului înnoitor care se manifestase în perioada 1848 - 1859. De aceea el și-a motivat elevii să părăsească Iașiul și să-și desăvârșească studiile în Occident, acolo unde fusese și el.
Octav Băncilă a preluat în arta sa tot ce a putut de la profesorii săi ieșeni. Acest lucru se poate vedea în lucrarea sa Caritate pe care a făcut-o la vârsta de douăzeci și unu de ani. Ea are o temă alegorică și exprimă mai mult un simț moral decât o imagine critică a realității. Caritatea dezvăluie privitorului sentimentele profunde ale pictorului, care, sensibil la necazurile oamenilor s-a agățat în acel moment de o înfățișare cu tentă umanitaristă. Stilul practicat a fost unul care duce spre decorativismul picturii murale. Modul de abordare arată calități personale de netăgăduit, calități care nu mai apar atât de pregnant în alte picturi executate înaintea perioadei sale de studii din străinătate. Așa sunt lucrările Fata ieșind din baie (1893), Nud (1893) cu care a participat la concursul pentru bursă, Secerișul (1892) cu care a participat la concursul de compoziție, Nostalgie, Vrăjitoarea și câteva din portretele de familie. Au mai rămas trecerii timpului, câteva plăci de lemn pe care Octav Băncilă a făcut xilografie semnate de el (1891) și care au și contrasemnătura pictorului Constantin Stahi.

#### Academia de Arte Frumoase din München
Cu toate că trebuia să plece în străinătate încă din anul 1893, Octav Băncilă a reușit să plece de abia în  anul 1894, cu toate că a câștigat premiul concursului din 1893 care-i oferea o bursă în acest scop. Ministerul nu a alocat fondurile necesare și ca urmare a acordat un ajutor financiar premianților în valoare de două sute de lei pentru fiecare. Cu acești bani, Octav Băncilă s-a deplasat la București în luna martie a anului 1894 și a protestat în fața ministerului pentru nerespectarea clauzelor concursului de la Iași.

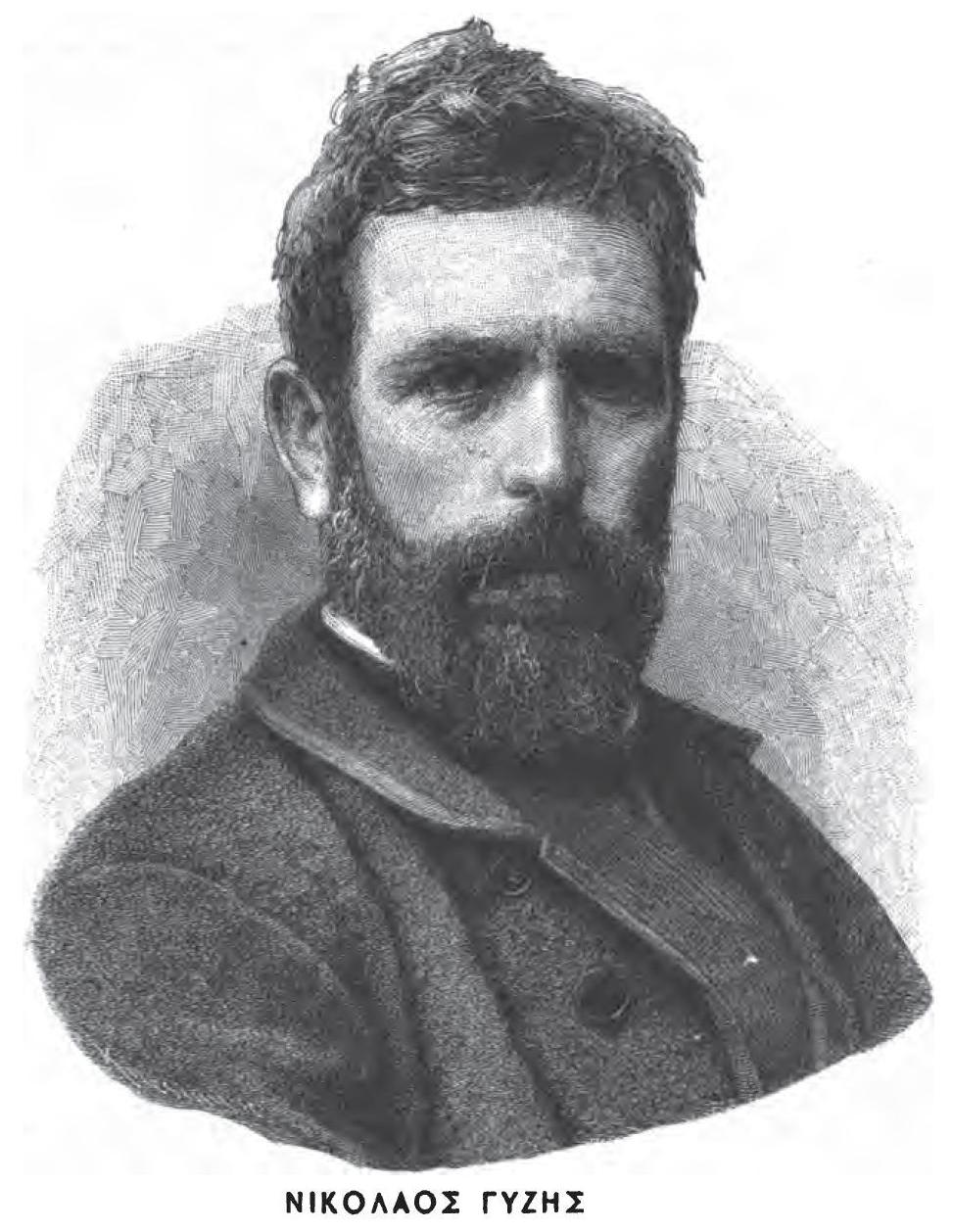
Nikolaos Gyzis

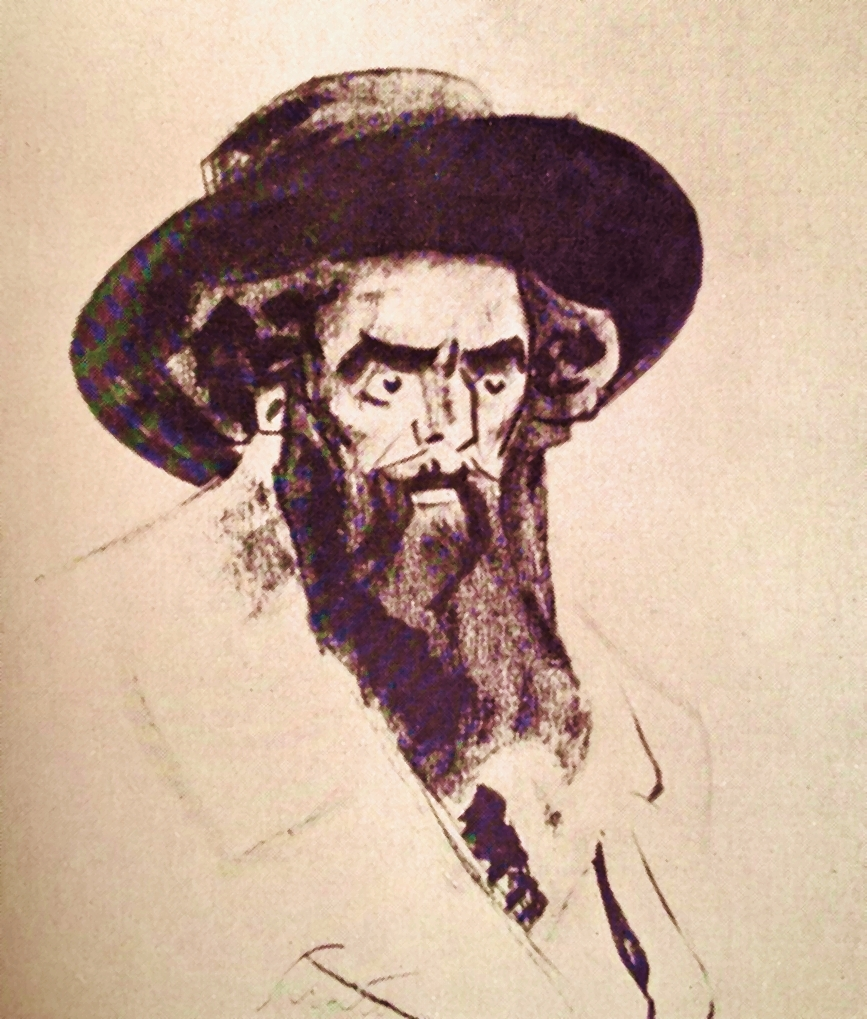
Octav Băncilă - portret realizat de Francisc Șirato

Octav Băncilă s-a înscris la Academia de Arte Frumoase din München în toamna anului 1894 și a urmat cursurile acestei academii până în anul 1898. Pe tot acest parcurs, bursa obținută de la autoritățile administrative din România, a rămas nesigură. În cele din urmă, oficialitățile române au suprimat bursa pentru economii bugetare care au fost dictate de consecințele crizei economice care a existat în România la sfârșitul secolului al XIX-lea.  Suprimarea burselor de studii a cauzat revoltă în cercurile intelectualității românești, dovadă stând versurile scrise de către Anton Bacalbașa sub pseudonimul de Wunder, în revista umoristică Moș Teacă: Nu-ți zidi castele-n Spania, nu visa vreo Sibilă / Când virtutea e lovită cu a răutății bilă, / Când talentu-i ros de cei mari cu'a disprețului lor pilă / Când la Iași se taie bursa chiar și lui Octav Băncilă. În toți acești ani, Octav Băncilă a lucrat intens la München de unde a trimis în țară o serie de tablouri care au fost expuse în expozițiile care se făceau în București și Iași. A revenit adesea în România din cauza suspendării bursei care în cele din urmă i-a fost redată.
La academia müncheneză, Băncilă i-a avut ca profesori pe Nikolaos Gyzis și Raub (vezi capitolul Controverse, incertitudini), și a lucrat în atelierul lui Haschbé (vezi capitolul Controverse, incertitudini) unde a realizat studii în ulei și cărbune.
În acele vremuri, pictura germană trecea printr-o perioadă de rătăciri și confuzii, fapt care a determinat apariția în anul 1892, a curentului secesionist intitulat „Secesiunea müncheneză”. Pictorii münchenezi doreau ruperea cu trecutul și militau pentru o artă înnoitoare. Astfel, ei s-au depărtat de realitate și au trecut la fel de fel de alegorii, reverii sau fantezii idealizante, care s-au dovedit în final a fi un semn al decăderii, nefast pentru artă. „Secesiunea müncheneză” a avut o mulțime de adepți, ea răspândindu-se la Viena sub numele de „Secesiunea vieneză”, la Berlin sub numele de „Secesiunea berlineză” și mai apoi în întreaga Germanie. Octav Băncilă s-a remarcat prin meritul de a nu se fi lăsat influențat decât trecător de către acest curent, care pe atunci era unul la modă. La München, secesioniștii aveau expozițiile lor exclusiviste și de multe ori zgomotoase pe când cei care se opuneau curentului secesionist expuneau la Glaspalast. Lucrările celor din urmă afișau o artă mai variată și mai amplă, o artă care valorifica învățămintele trecutului. Octav Băncilă a văzut aceste manifestări pe viu și în cele două Pinacoteci, cea veche și cea nouă, totul întărindu-i înclinația spre realism. La Kunstverein  și Glaspalast au expus și pictorii români  care făceau și ei studii acolo: Ludovic Bassarab, Nicolae Vermont, Ipolit Strâmbu precum și sculptorii Oscar Spaethe și Frederic Storck.

Cei care l-au influențat pe Octav Băncilă
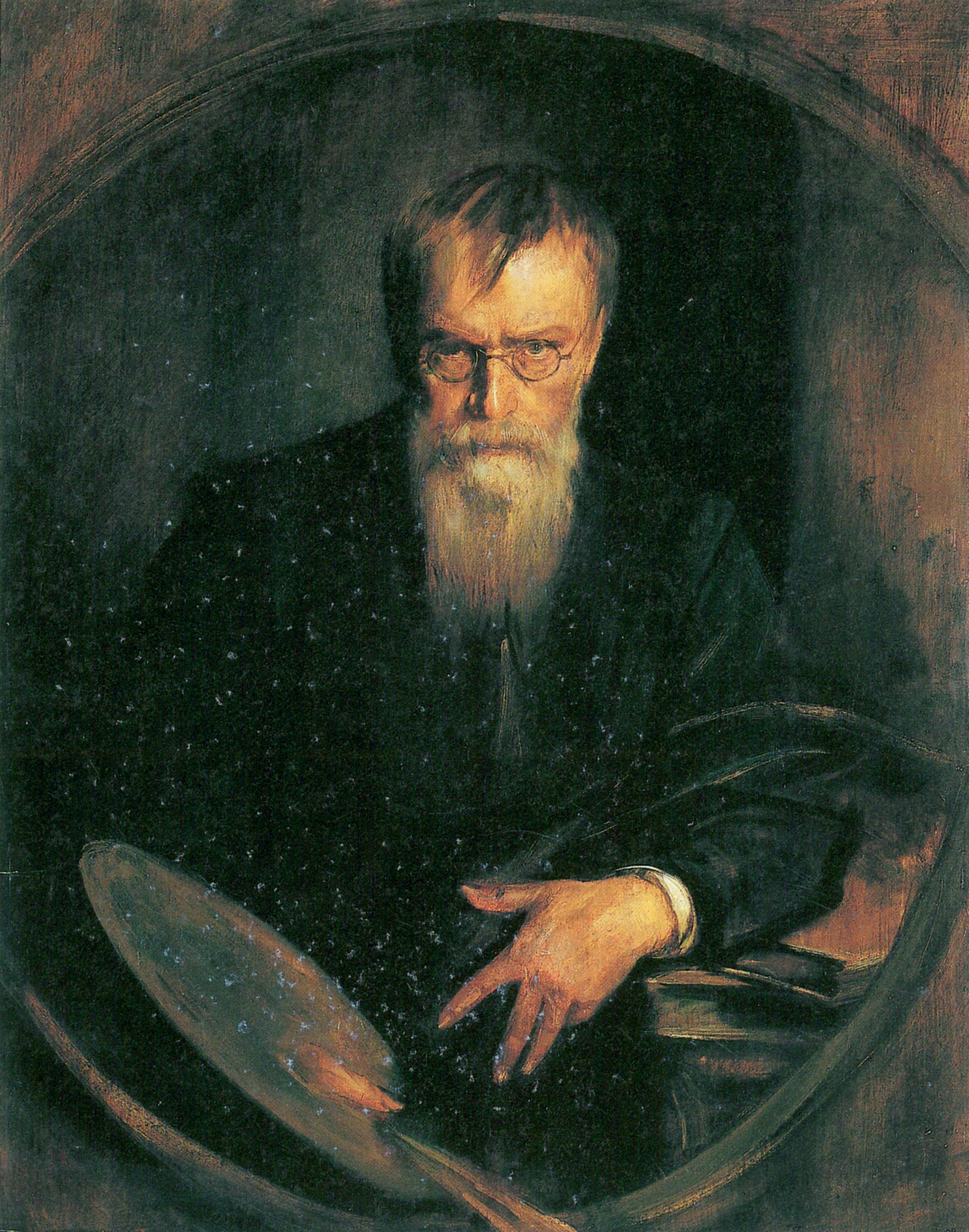
Franz von Lenbach
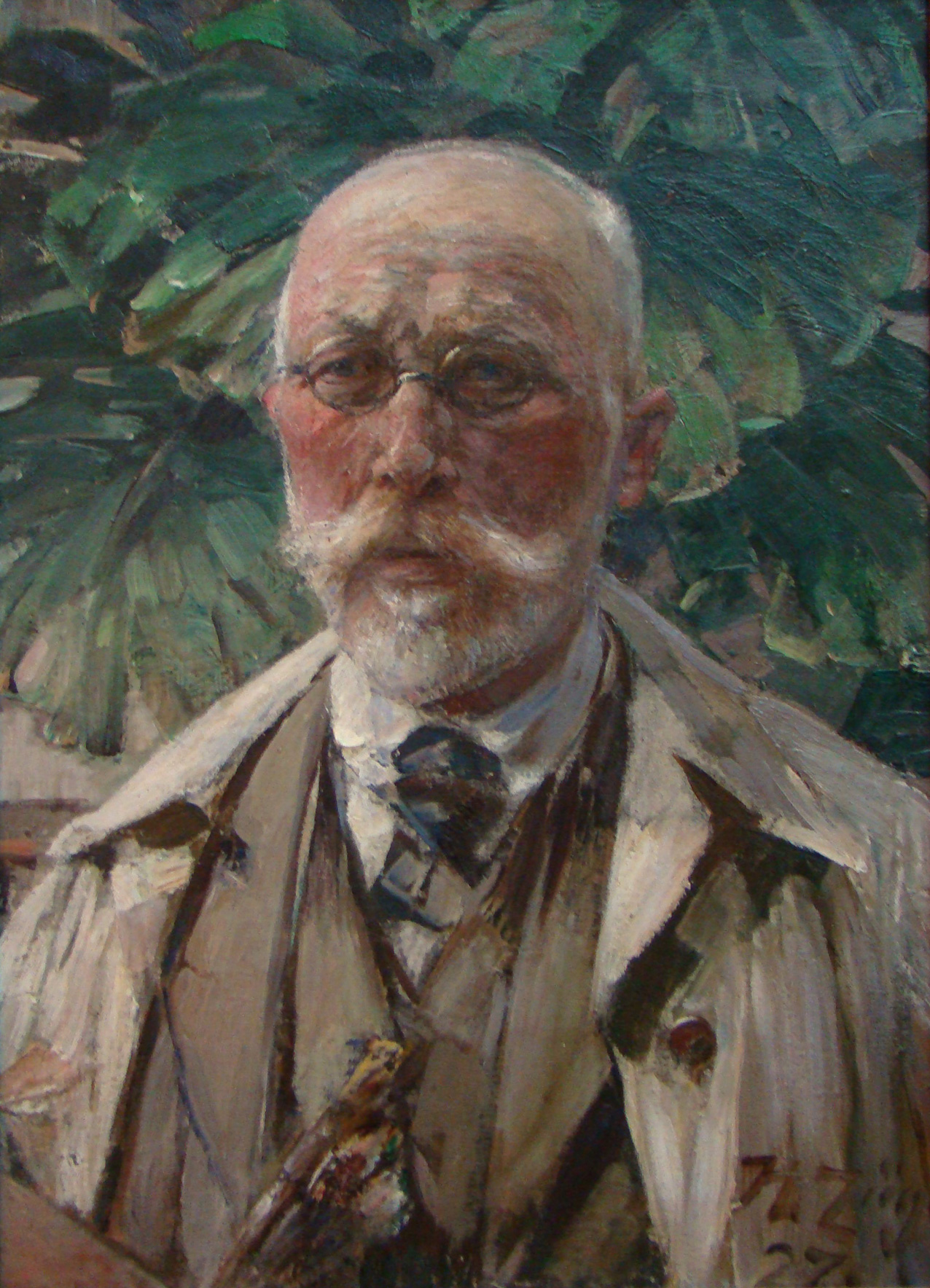
Heinrich von Zügel
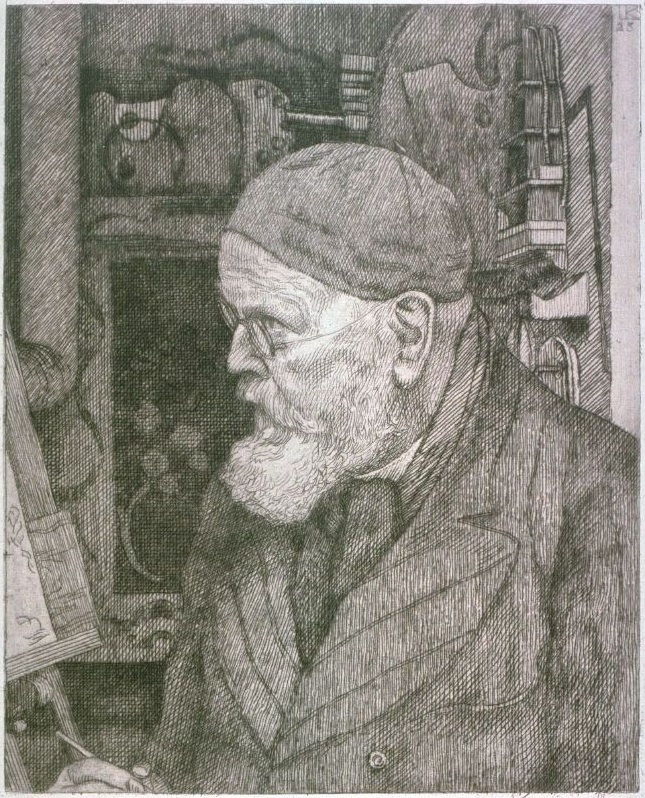
Leopold Graf von Kalckreuth
Fritz Mackensen
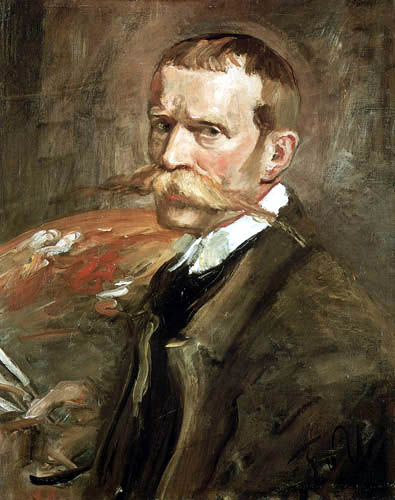
Fritz von Uhde

La München existau pictori secesioniști care au continuat să abordeze în opera lor tematica realistă a celor mulți, care nu s-au depărtat de arta cu un conținut viu și au folosit în tehnica lor mijloace adecvate. Așa erau Fritz von Uhde, Fritz Mackensen, Leopold Graf von Kalckreuth și Heinrich von Zügel. Pe aceștia, Băncilă i-a prețuit cu precădere și mai ales pe Franz von Lenbach, un realist münchenez care a căutat să reprezinte oamenii cu tipicul lor chiar dacă a urmat căile Renașterii în opera lui. Lenbach a pictat și portretul unei verișoare de-a lui Băncilă și lucrarea a apărut în reproducerile expozițiilor care s-au făcut la Glaspalast.
Octav Băncilă s-a întors de la studii în România în anul 1898, după München și după călătoria pe care a făcut-o la Paris și Italia.[A]

### Primele lucrări cu caracter realist critic
Octav Băncilă s-a întors la Iași în anul 1898 și până în anul 1900 și-a efectuat serviciul militar. După lăsarea la vatră și-a amenajat un mic atelier în curtea Gimnaziului Ștefan cel Mare, unde Gheorghe Nădejde era în acea vreme director. Cu sprijinul diaconului Gheorghe Ștefan, după un timp, Băncilă a mutat atelierul în curtea mitropoliei din Iași. Pictorului Băncilă i-a plăcut în acea perioadă să se plimbe prin târgul Cucului unde mizeria oamenilor se întretăia cu pitorescul naturii. Acest târg era o adunătură de dughene ponosite și sărace în care locuiau evreii în camerele întunecoase din spatele prăvăliilor. Erau pe alocuri case insalubre, aflate pe pantele străzilor unde atunci când ploua se inundau și când arșița verii le ardea erau înecate de praf. Târgul Cucului se afla la poalele dealului Sărăriei în apropierea intersecțiilor străzii Sărăriei cu Golia (Cuza Vodă), Costache Negri, Elena Doamna și Pădure pe care dacă coborai se ajungea la poalele dealului Tătăranilor și cel al Cimitirului Eternitatea. Dimitrie Anghel a evocat acest cartier în volumul de proză Fantome, chiar așa cum era el pe vremea pictorului Octav Băncilă. Aici și-a găsit Băncilă modelele pe care le-a pictat în perioada 1899 - 1900 și mai târziu, cum au fost peticarii, cârpacii, bătrânii care se rugau sau se sfătuiau și vânzătorii de haine vechi.

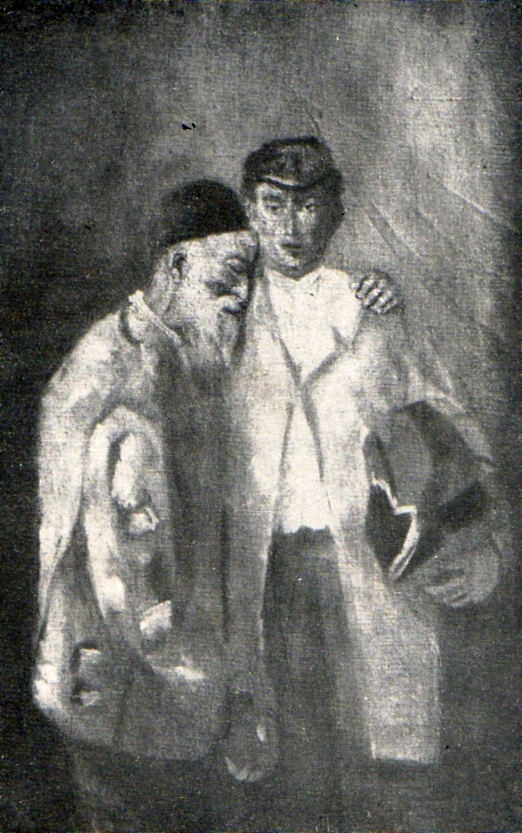
Emigrantul (1904)

Octav Băncilă a realizat o serie de picturi cu evrei, care au devenit notabile prin realismul lor. Prin această tematică a evreilor, pictorul a atras atenția că majoritatea acestora ca și a creștinilor nu sunt bogătași sau bancheri, ci ei suferă împreună din cauza nedreptăților sociale. Săraci fiind, ei erau lipsiți de drepturi cetățenești și erau nevoiți să presteze meserii lăturalnice, nerentabile, și un comerț mărunt, periferic. Celebre prin  faptul că au fost comentate îndelung în presa vremii sunt picturile Emigrantul și O afacere bună, intitulat uneori Un ghișeft. La Iași s-au publicat trei foiletoane semnate M. Kișineff, din  care se evidențiază textul:

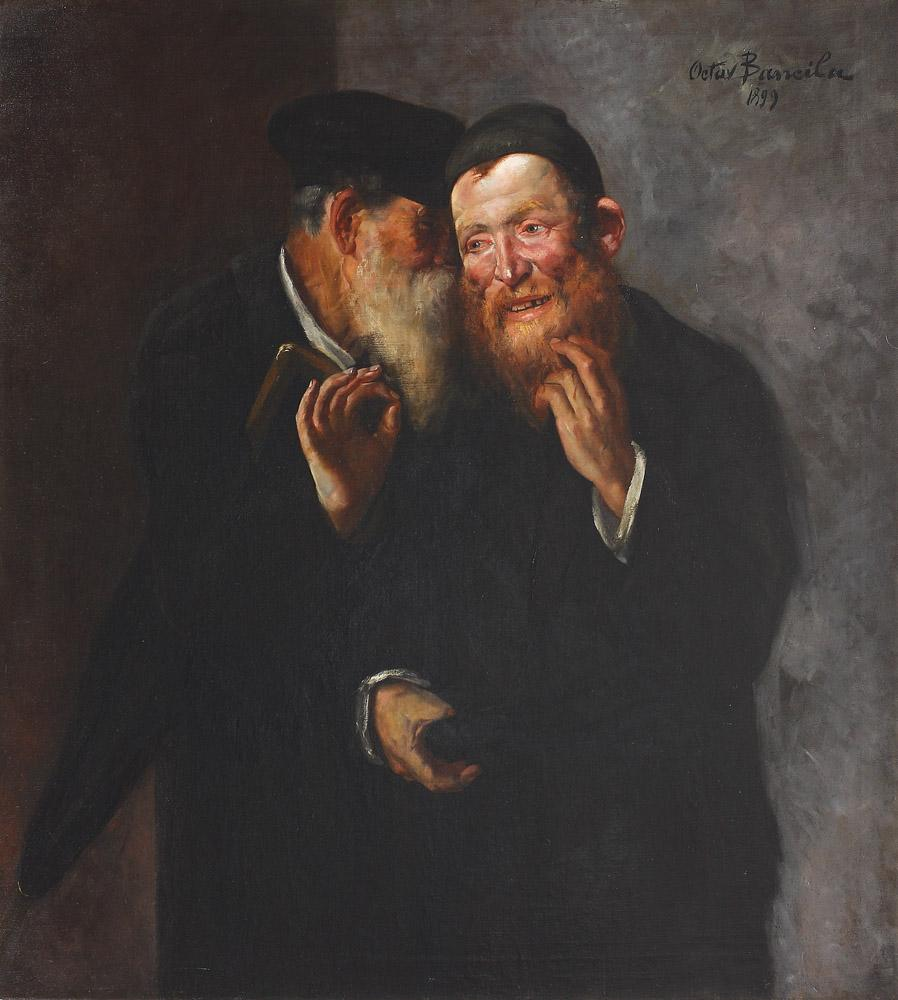
O afacere bună (1899)

„Tabloul <<O afacere bună>> reprezintă veșnica luptă a evreului -- a aceluia din popor -- în veșnica goană după o bucățică de pâine. <<O afacere bună>> nu-i bine zis, ci numai <<O afacere>>. Căci uitați-va la evreul acela roșcovan, cu obrajii plini de viață, cu ochii scânteind de focul inteligenții, cum e cu gândurile în altă parte, poate la o altă <<bună afacere>>. Căci lui în fiecare clipă i se pare că a găsit  o bună afacere, un mijloc de a-și câștiga pâinea de toate zilele... Aici e adevărata notă, aici s-a potrivit de minune talentul viguros, sănătos al artistului, cu optimismul fără seamăn al evreului... Iar <<Emigrantul>> ar putea fi socotit ca pandant al <<Afacerii>>. Iată <<Buna afacere>>, iată lupta înverșunată a evreului, iată roadele muncii și inteligenței! <<Afacerea>> nu a fost bună deloc -- a fost numai o iluzie ca multe altele -- sărăcia și hula s-au ținut scai de el și acum, bătrân vlăguit, deznădăjduit, își trimite singurul copil departe, departe, peste mări și țări, unde nevoia îl mână, îl mână neîncetat. Mama a murit: el, bătrânul, cu capul pe umărul băiatului, plânge că o să rămână stingher pe lumea asta, unde nu-și poate găsi un locușor pentru odihnă, după atâta goană...”—Revista Răsăritul, Iași, din anul 1900 -- trei foiletoane semnate M. Kișineff
În ultima parte a anului 1899, Octav Băncilă s-a mutat în Comuna Bucium, astăzi cartier al Iașiului, în locuința fratelui său Ion Băncilă care era directorul Școlii de meserii din localitate. Aici, pictorul a realizat o serie de picturi inspirate din viața oropsită a țăranilor buciumeni, lucrări cu care a participat la expoziția din anul 1900 din Iași. Cum în acest an el era în serviciul militar, el a abordat tematica militară într-un număr de desene și picturi cu care a avut un succes deosebit. În acea perioadă, spiritele progresiste ale societății priveau cu ură și circumspecție acest instrument al claselor stăpânitoare cu care, prin represalii își asigurau dominația asupra maselor. Așa a fost în anul 1888 și mai apoi în 1907. Similar scriitorilor inspirați de ideologia socialistă ca: Traian Demetrescu, Anton Bacalbașa, Paul Bujor, Ion Bacalbașa, Constantin Mille, Nicolae Beldiceanu, Dumitru Theodor Neculuță și mult mai târziu Mihail Sadoveanu, Octav Băncilă a înfățișat în opera sa ostilitatea țărănimii față de serviciul militar precum și față de viața de cazarmă cu toate neajunsurile și greutățile ei. Astfel, în anul 1898, Băncilă a pictat celebrul tablou intitulat Recrutul, care a fost începutul criticii sale împotriva modului în care era organizată și condusă armata română. Compoziția picturii Recrutul a fost realizată cu o adâncime psihologică remarcabilă prin contrastul reușit dintre nepăsarea frizerului, bărbierului și gradatului în opoziție cu  deznădejdea plină de spaimă a părinților recrutului, a babei și a moșneagului. Lucrarea este, în schimb, deficitară la amplasarea personajelor și în nerespectarea proporțiilor. Altfel, prin tehnici deosebit de simple, lucrarea este grăitoare și oglindește într-un anumit fel critica socială.

Tematică militară în opera lui Octav Băncilă
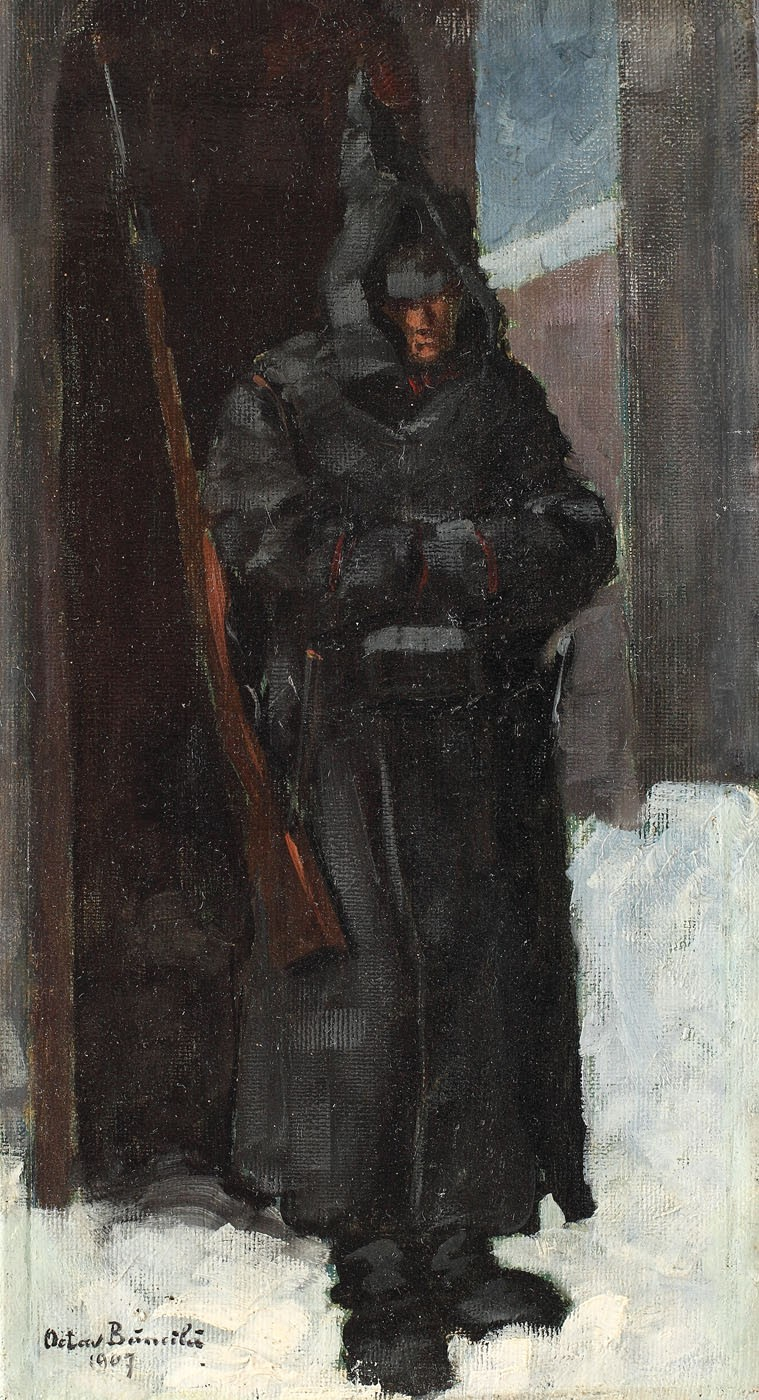
Santinela - 1907
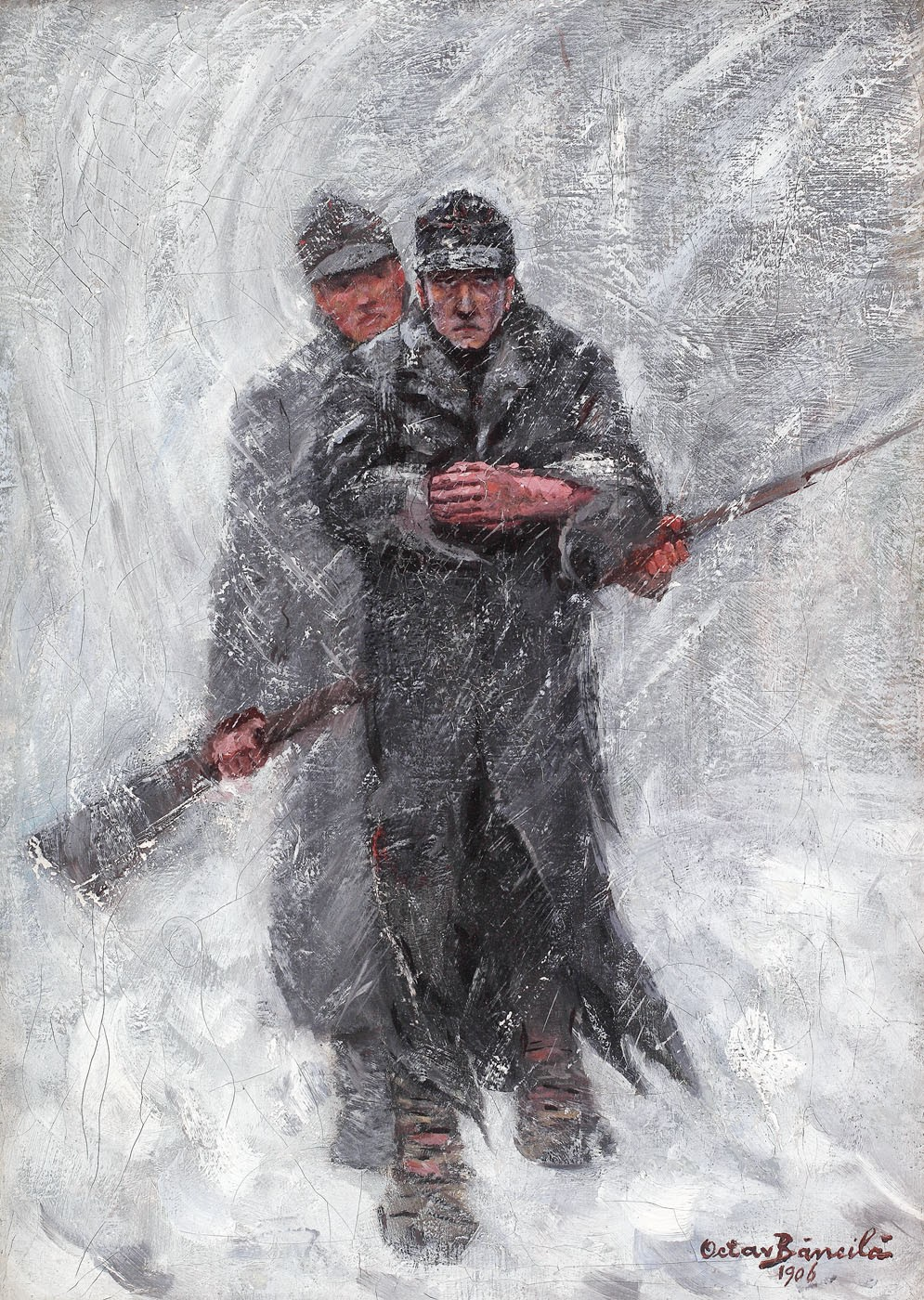
Dezertorul - 1906
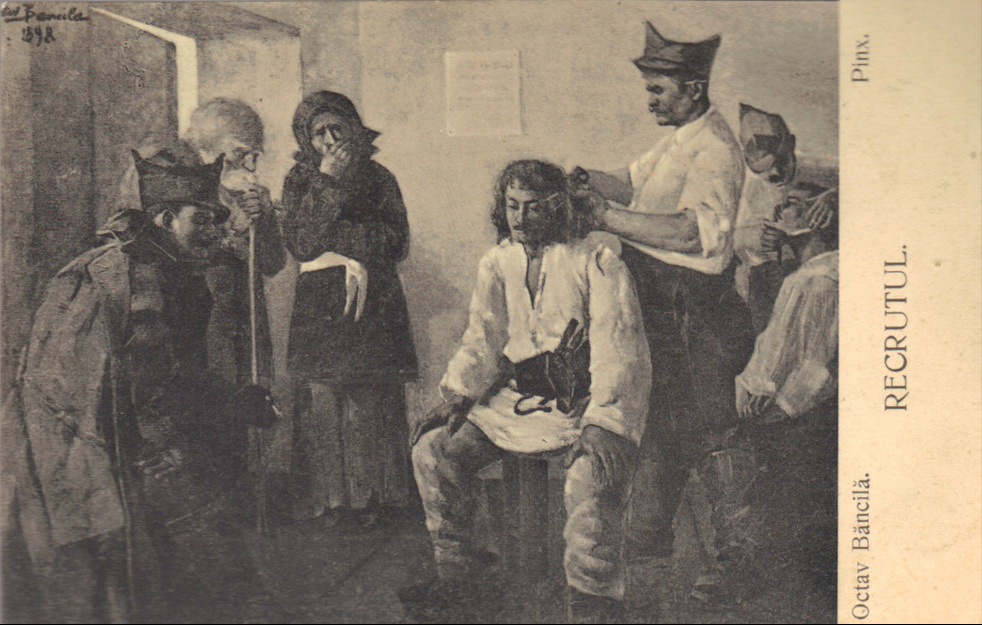
Recrutul, 1898 (pe o carte poștală)
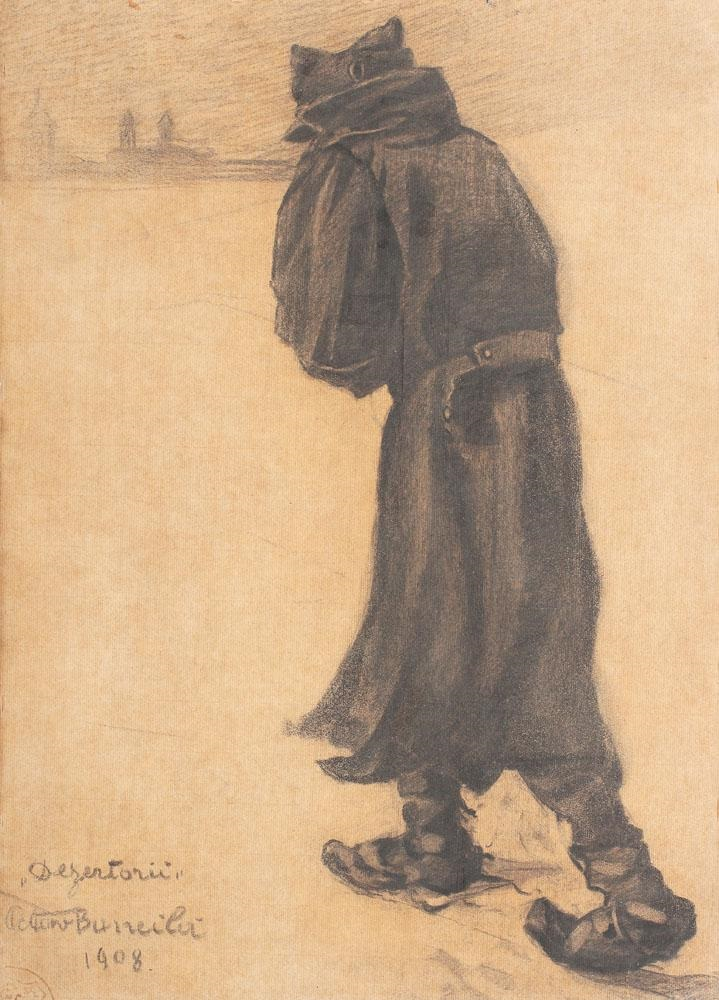
Dezertorul - 1908
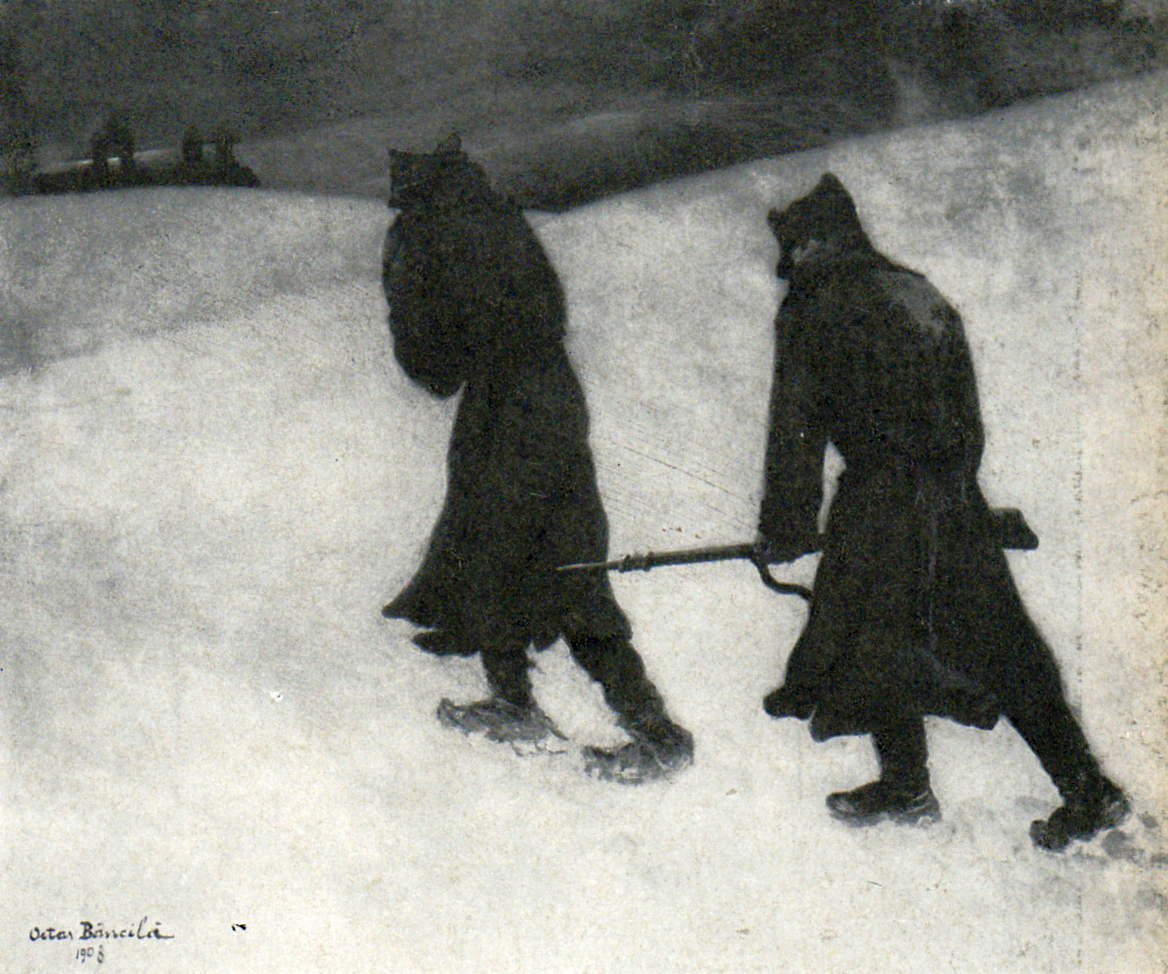
Sub escortă - 1908
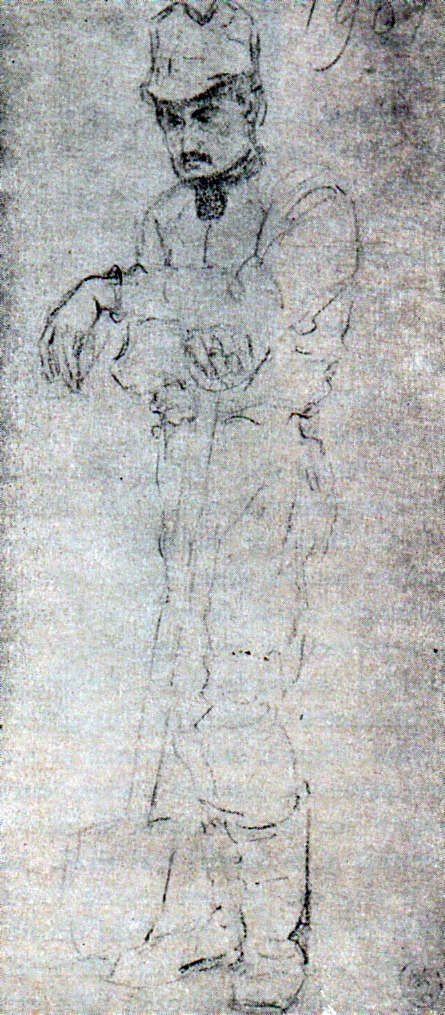
Soldat săpând
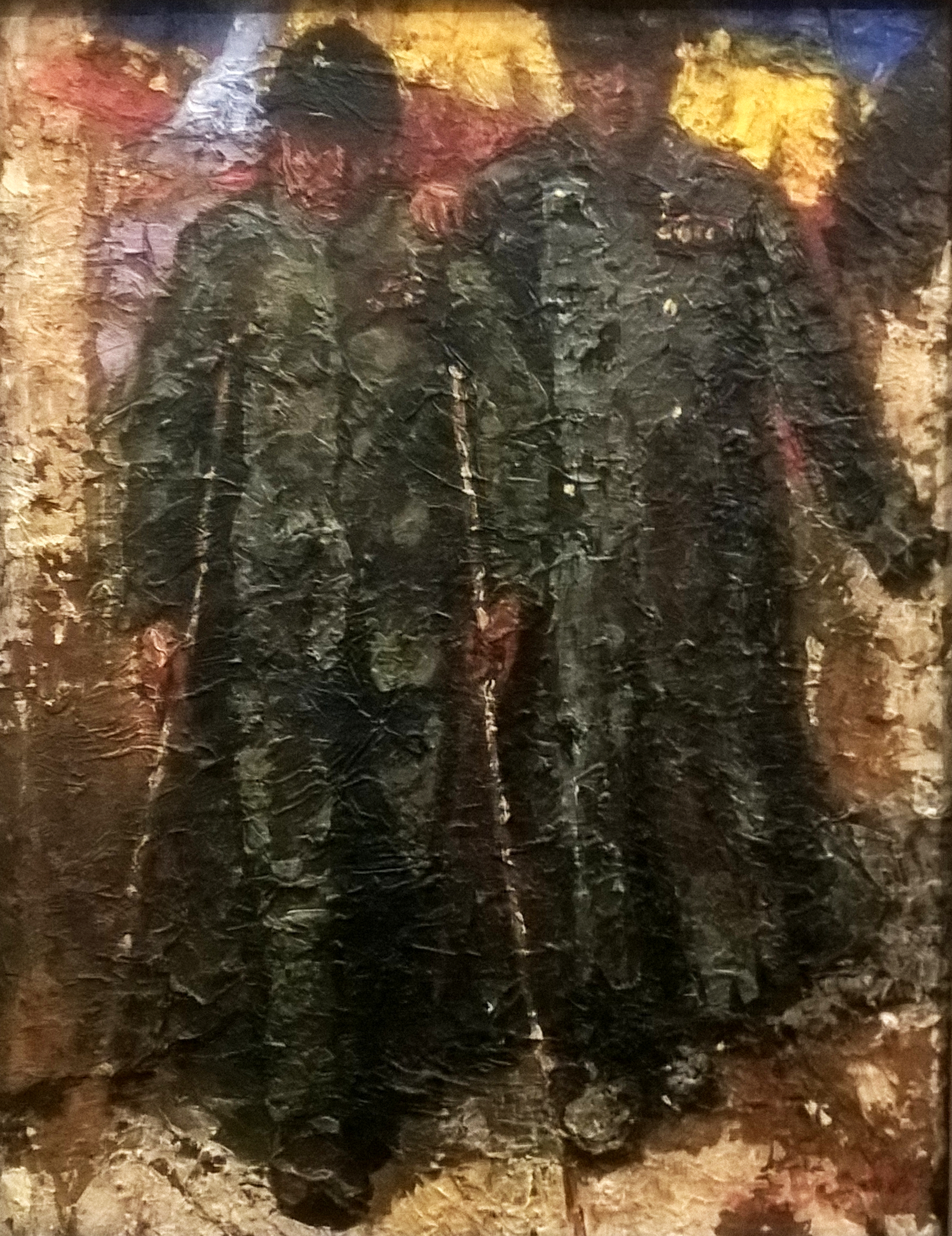
Invalizii

Tematica militară l-a preocupat pe Octav Băncilă o lungă perioadă din cariera sa. A mai pictat tabloul De planton în 1900 cu multe variante ulterioare acestui an, Santinela și Din Armată în anul 1912, precum și Orbul de la Frumoasa și Dezertorul în câteva variante. Acestea, cele mai reprezentative dintre ele, descriu viața grea din armata de odinioară, în care oamenii erau măcinați de persecuții și boli și astfel, ajungeau să dezerteze.
Ca urmare a faptului că Băncilă a învățat arta portretului de la Gheorghe Panaitescu-Bardasare și mai apoi de la Franz von Lenbach și de la ceilalți münchenezi pe care-i admira, în perioada anilor 1898 - 1890, Băncilă a făcut și o seamă de portrete. Reprezentative din acea perioadă au fost două autoportrete și portretul lui Panaiteanu-Bardasare.

### Primele expoziții de la Iași 1900 / 1901

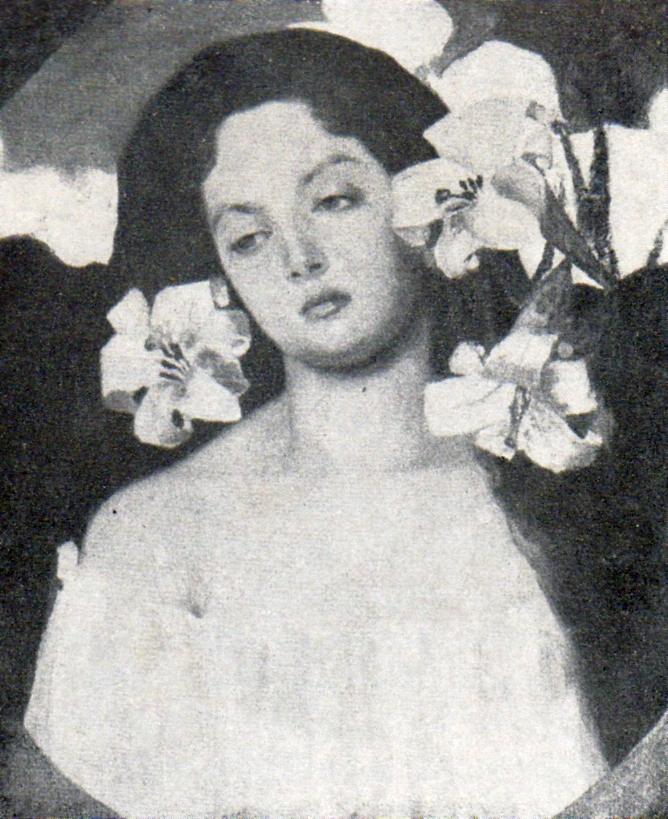
Între crini (1897)

În anul 1900, Octav Băncilă deschide în luna septembrie o expoziție în sala de decoruri aflată în Teatrul Național din Iași. A expus pe simezele sălii peste o sută de picturi în ulei, acuarele, guașe, pasteluri și desene. Majoritatea lucrărilor au fost realizate în perioada dintre terminarea Școlii de belle arte și momentul deschiderii expoziției. A fost de fapt expunerea muncii pe care Octav Băncilă a făcut-o pe tărâmul picturii timp de șapte ani, incluzându-se aici și perioada müncheneză a studiilor sale. Au fost înșiruite pe pereții expoziției și compozițiile cu tematică socială O afacere bună, Recrutul, Emigrantul, Ignoranța și Doi vagabonzi. Un loc de frunte în galeria expoziției l-au avut și o serie de alegorii müncheneze, care au rămas a fi totuși convenționale: un portret de fată romanticizată intitulat Melancolie și chipul unei fete neprihănite încadrat de flori numit Între crini. Tuturor acestor lucrări făcute în spiritul capitalei Bavariei li s-au alăturat tablouri de inspirație alegorică antică, care erau la modă pe atunci la München: Bancantă, Bancante și un Bachus încununat cu lauri, obez, gol până la brâu și cu o căutătură porcină.

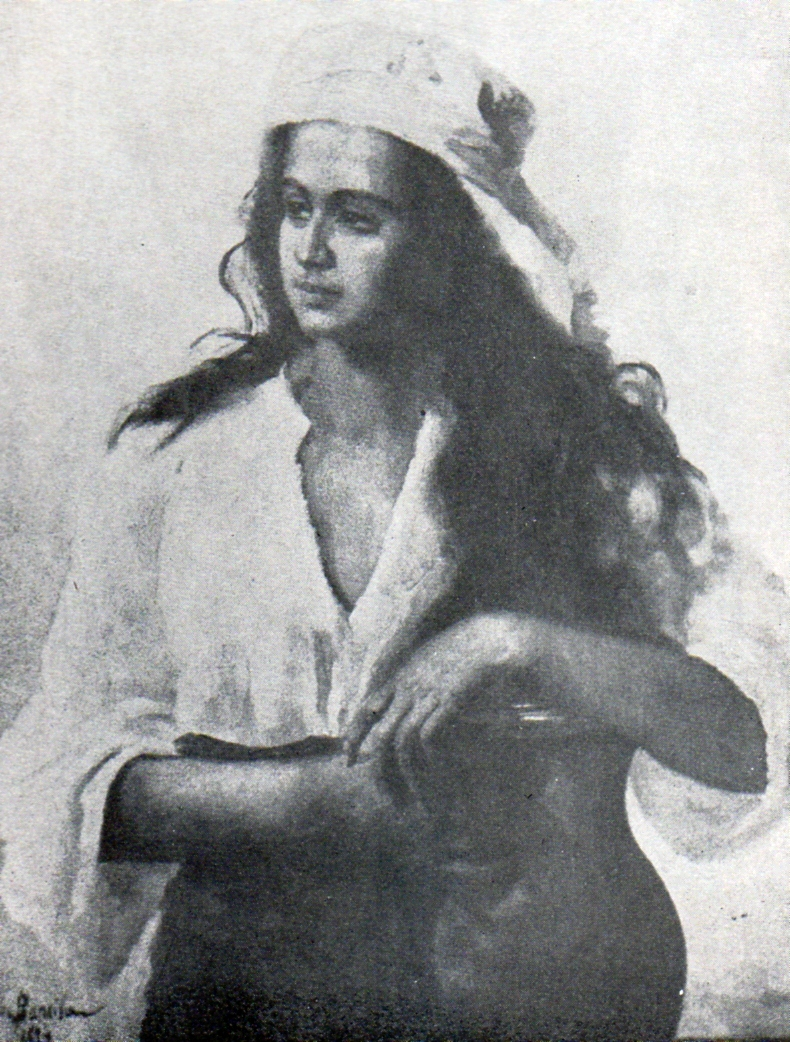
Nostalgie (1891)

Tematica socială, care arată înclinarea spre realism a pictorului Octav Băncilă, a fost prezentă prin o serie de portrete cum a fost Nostalgie în care a pozat o verișoară a sa pe nume Victoria, Vrăjitoarea care, a fost lucrată la Iași în anii studenției. În Vrăjitoarea, Băncilă a înfățișat o bătrână ghicitoare vicleană care încurajează visele unei fete tinere. În această pictură, Băncilă a reușit să realizeze o psihologie profundă a personajelor, fapt care iese în evidență în primul rând prin contrastul dintre candoarea tinerei și viclenia ghicitoarei. Alte compoziții sociale au fost Toamnă, Un alcoolic, Țigănci și Bavarezul în care este reprezentat un boem cu beretă și barbă blondă înconjurat de capete de tineri și bătrâni de la țară sau de la oraș.

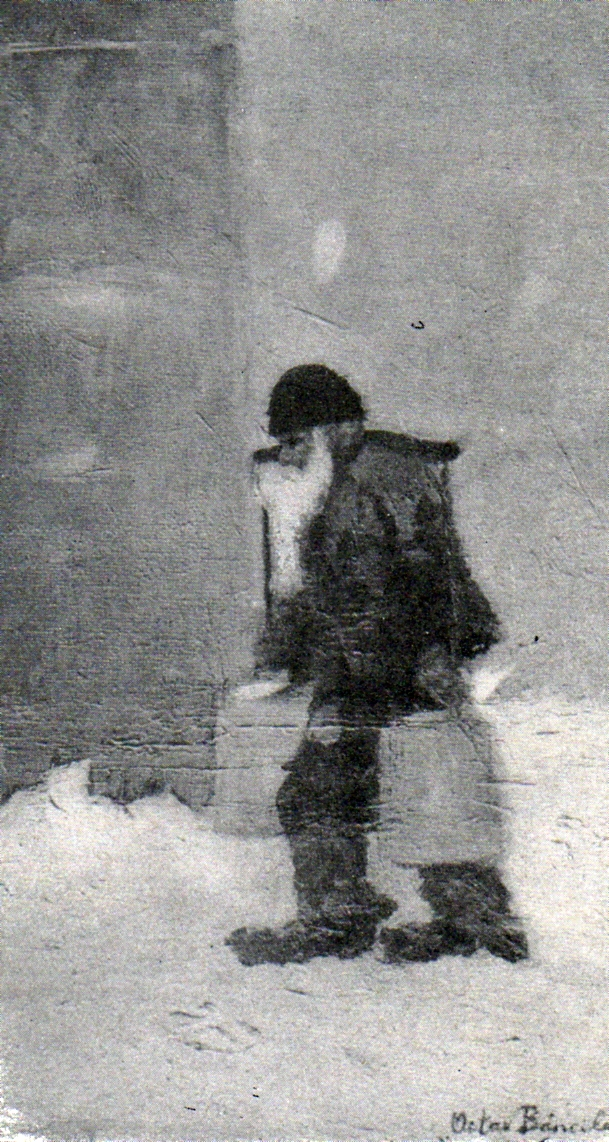
Aparul - variantă din 1906

Tematica rurală a fost slab reprezentată la această expoziție. Au fost câteva capete de expresie și doar două mai elaborate: La fântână și Idila. Au mai fost peisaje din Comuna Bucium dintre care s-a remarcat în critica timpului, un nuc cu frunze arămii și un peisaj îngălbenit de toamnă. Expoziția a fost completată de lucrări cu flori, o guașă care reprezenta niște motani, un nud și acuarela Plantonul (o santinelă adormită în post). În final au urmat portretele.
Ca o scurtă sinteză, poate fi concluzionată opinia ca expoziția a prezentat un cumul de probleme sociale și artistice care au fost dezbătute multă vreme după ce ea s-a închis. Chiar dacă expoziția  nu a avut un succes binemeritat și Băncilă a vândut foarte puține lucrări, artistul a început din acel moment să intre în conștiința multora ca un artist îndrăzneț în plină afirmare.
În acele timpuri, cele mai rentabile lucrări erau portretele. De aceea, Octav Băncilă a pictat portretele personalităților ieșene. În anul 1901 a deschis o expoziție în palatul Neuschotz (azi complexul hotelier Select din Iași). Evenimentul a inclus numeroase lucrări cu peisaje din Bucium, flori și multe portrete de evrei săraci dintre care s-a remarcat, Aparul. Cel mai reușit portret  a fost cel al Adelaidei Neuschotz, soția baronului Jacob de Neuschotz. Adelaida a fost înfățișată în mărime naturală, plină de demnitate, cu chip luminos și blând, cu rochie albă cu dantelă și cu multe accesorii decorative. Compoziția se remarcă printr-o strălucire sobră. Această lucrare a fost prezentă mai târziu la expoziția internațională de la Berlin.
Expoziția din 1901, din cauză că Octav Băncilă nu a avut timpul necesar pregătirii ei, ea fiind prea apropiată de precedenta, nu a însemnat un pas semnificativ înainte în cariera pictorului. O explicație în acest sens a fost faptul că portretele realizate între cele două evenimente expoziționale, au putut fi catalogate ca și concesive în modul de realizare.  C. Săteanu, un fervent susținător al artelor, consemna în presa vremii că pentru artele plastice lumea manifesta mai puțin interes comparativ cu celelalte arte. El a mai susținut că Băncilă a trebuit să facă față concurenței și ca urmare, a organizat o tombolă a biletelor de intrare pentru câștigarea a două dintre tablourile expuse.

Tematica evreiască în opera lui Octav Băncilă
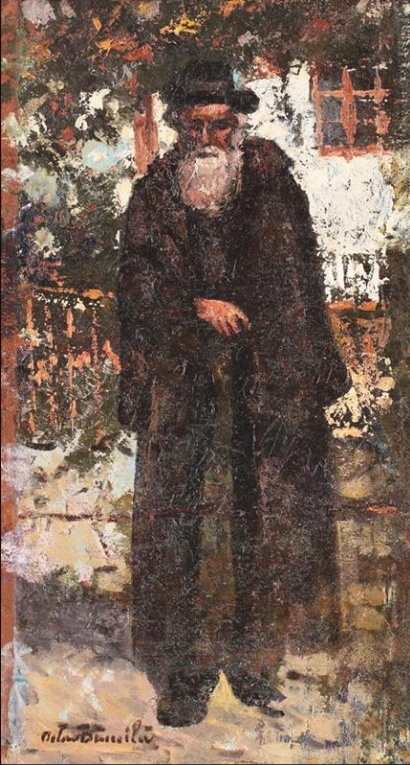
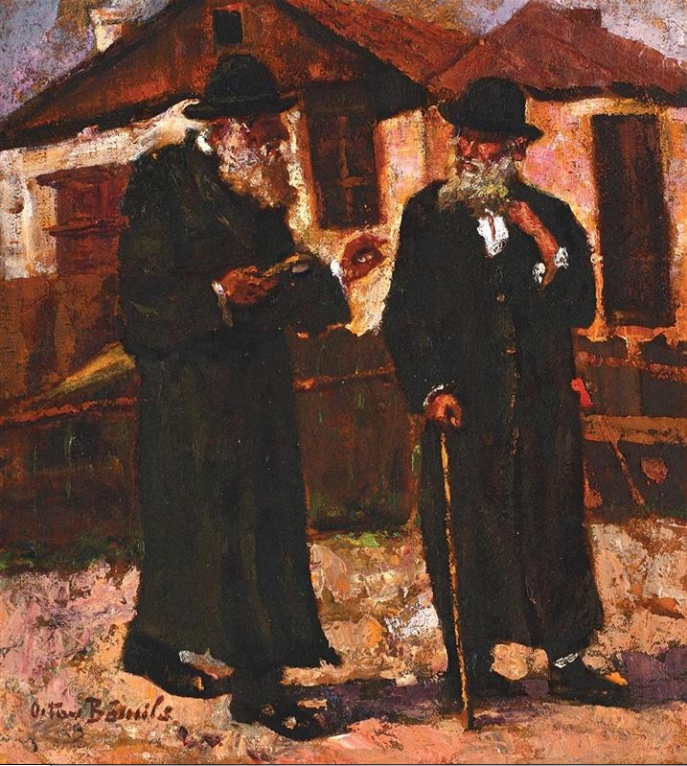
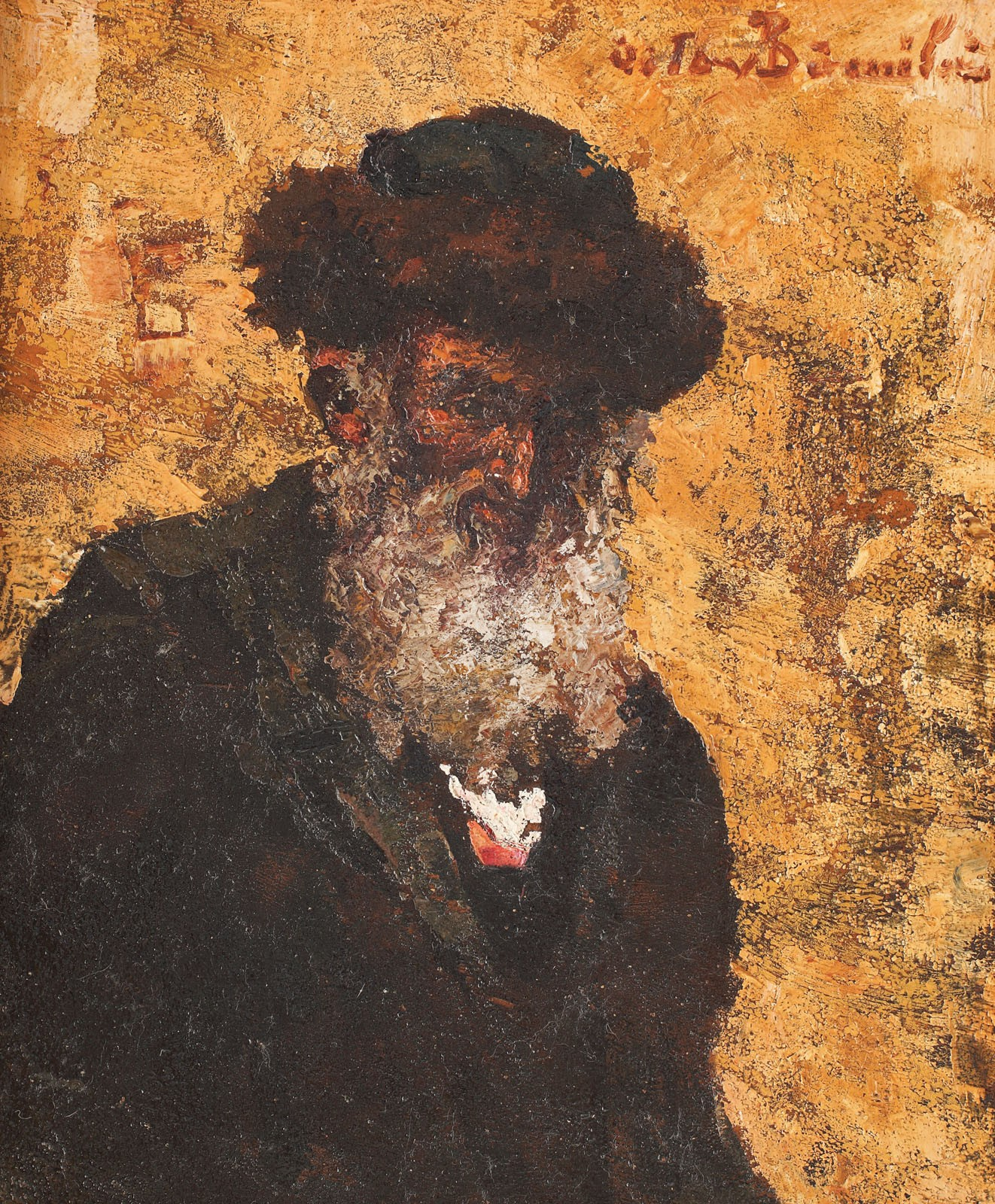
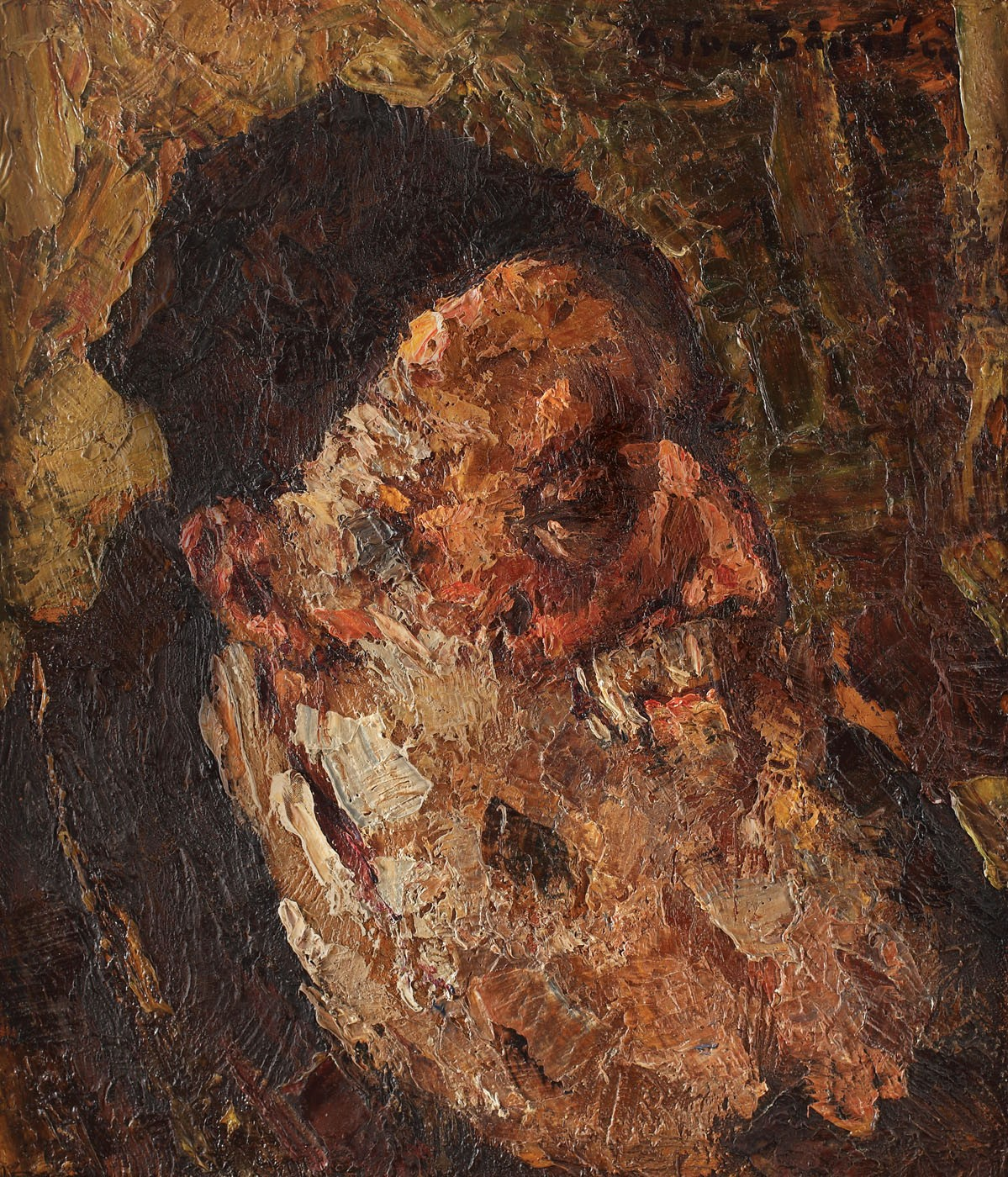
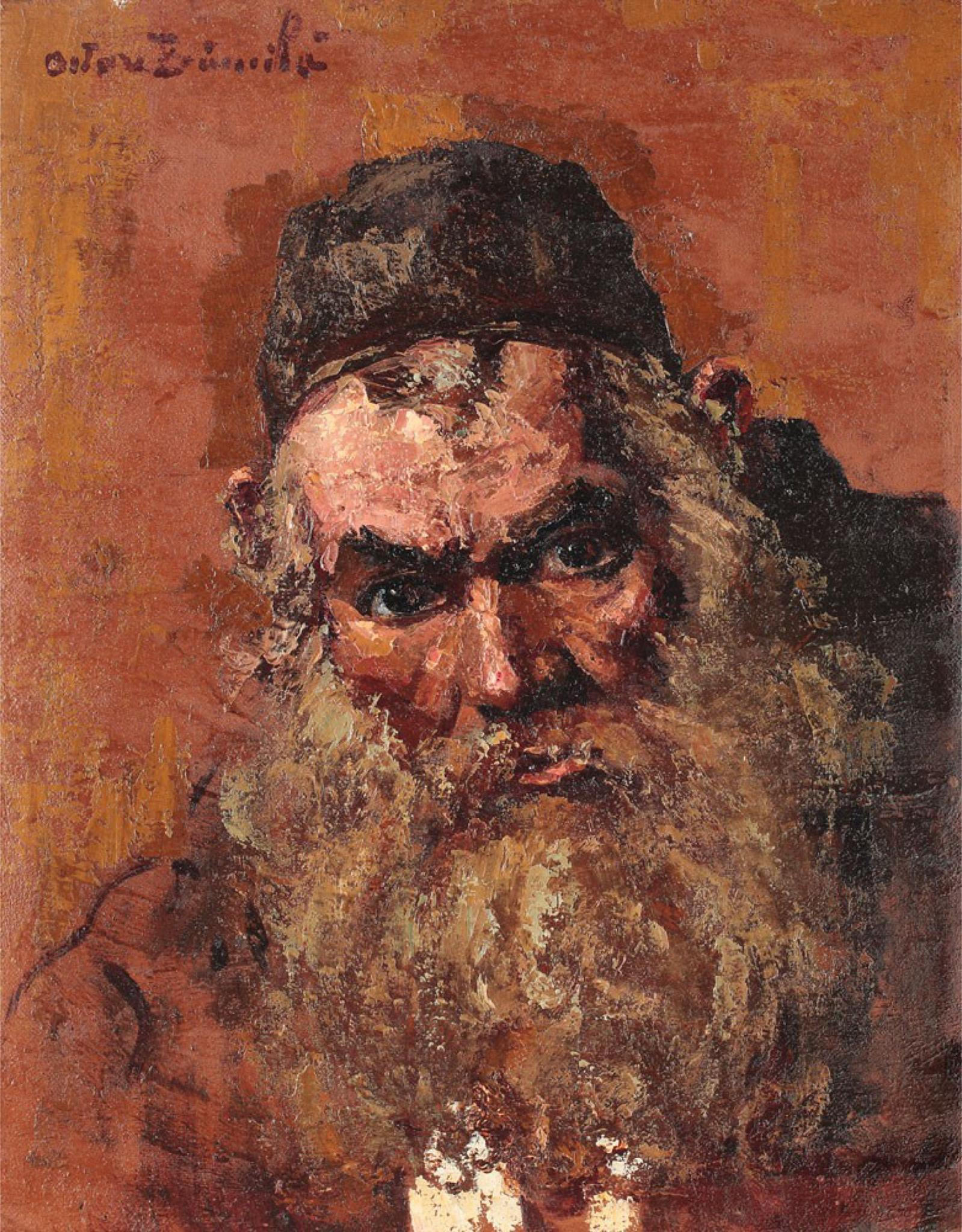
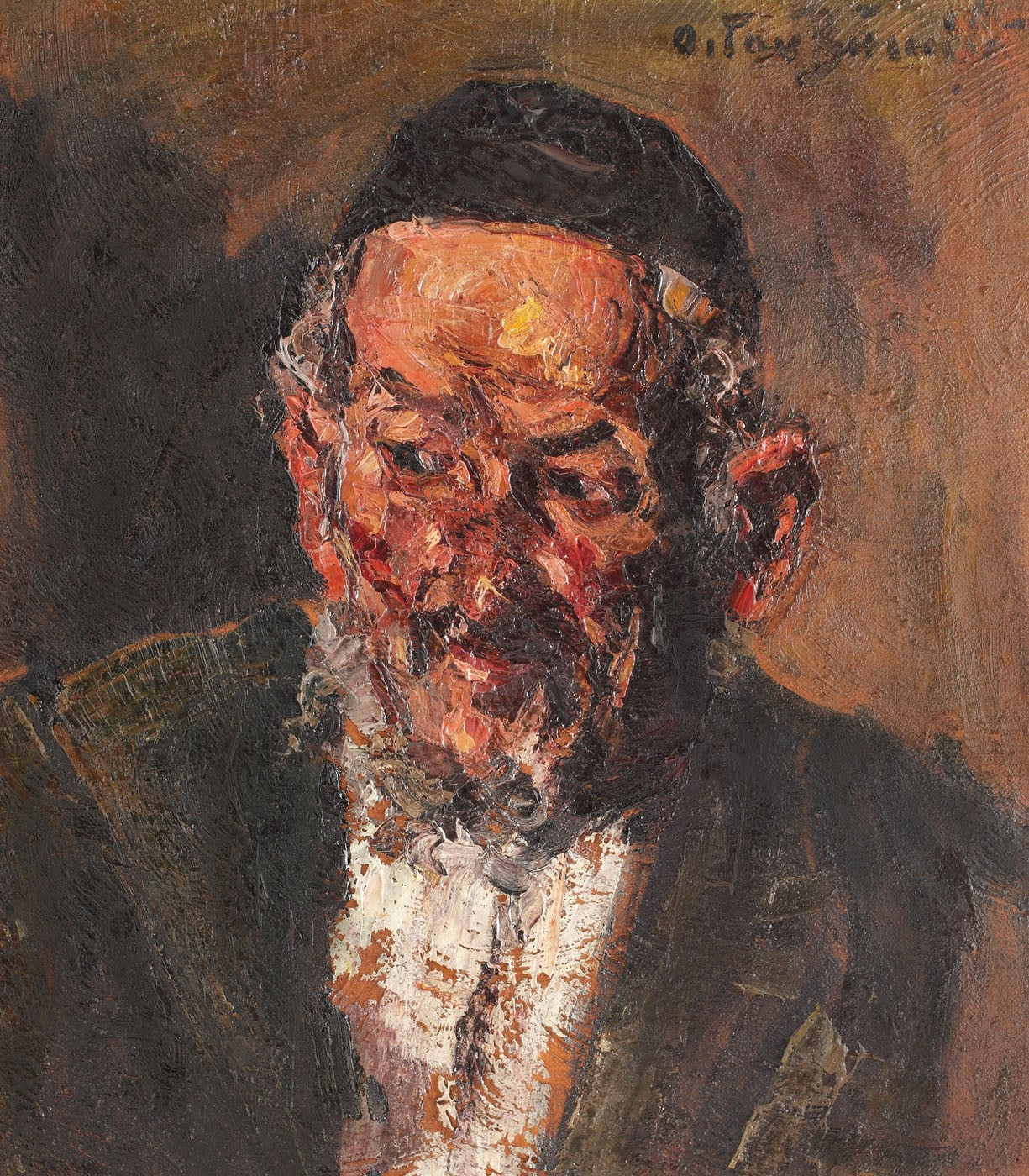
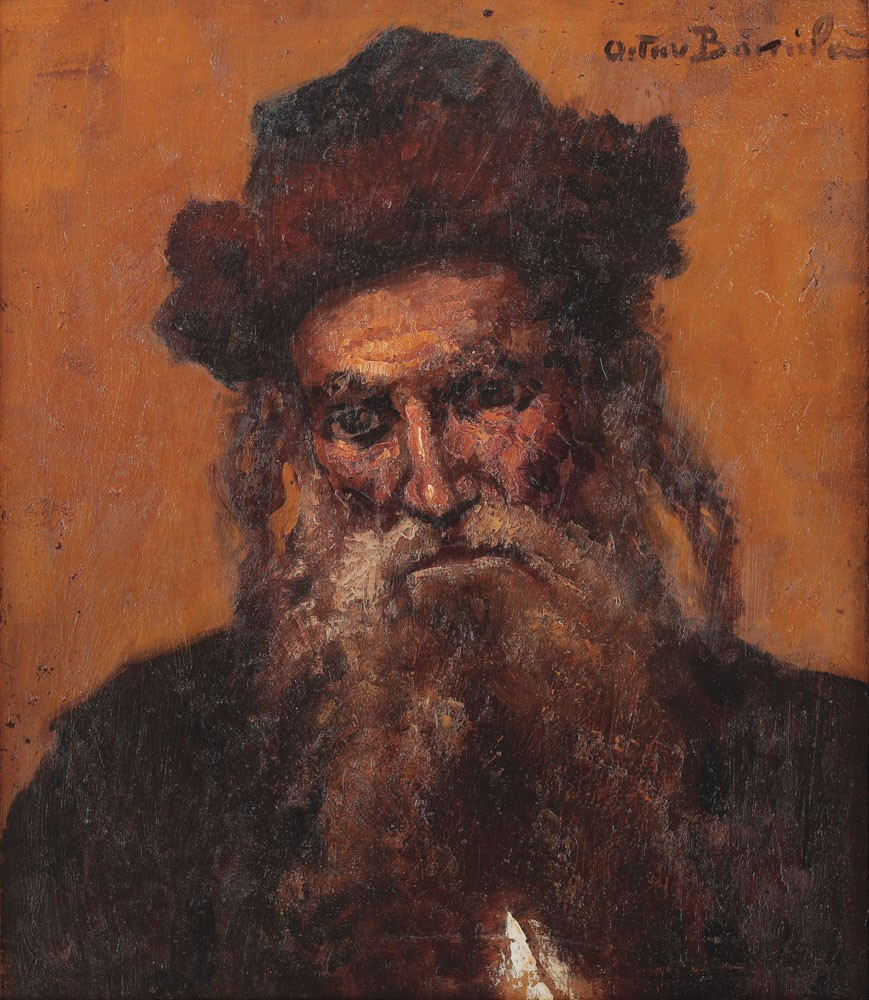
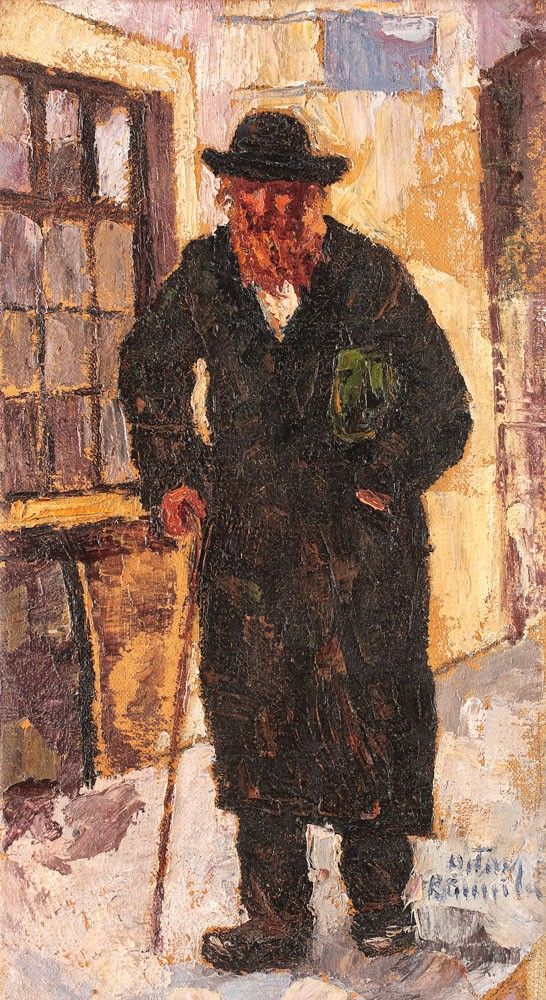

### Pictorul și profesorul secundar
De la finele anului 1901, Octav Băncilă a îndeplinit funcția de profesor în cadrul „Școlii normale Vasile Lupu”, care pe acea vreme era situată în afara Iașiului, pe dealul Copoului. În anii care au urmat, pictorul a mai expus picturi doar prin vitrinele magazinelor. Elocventă, este declarația pe care el însuși a făcut-o într-un interviu în anul 1914:

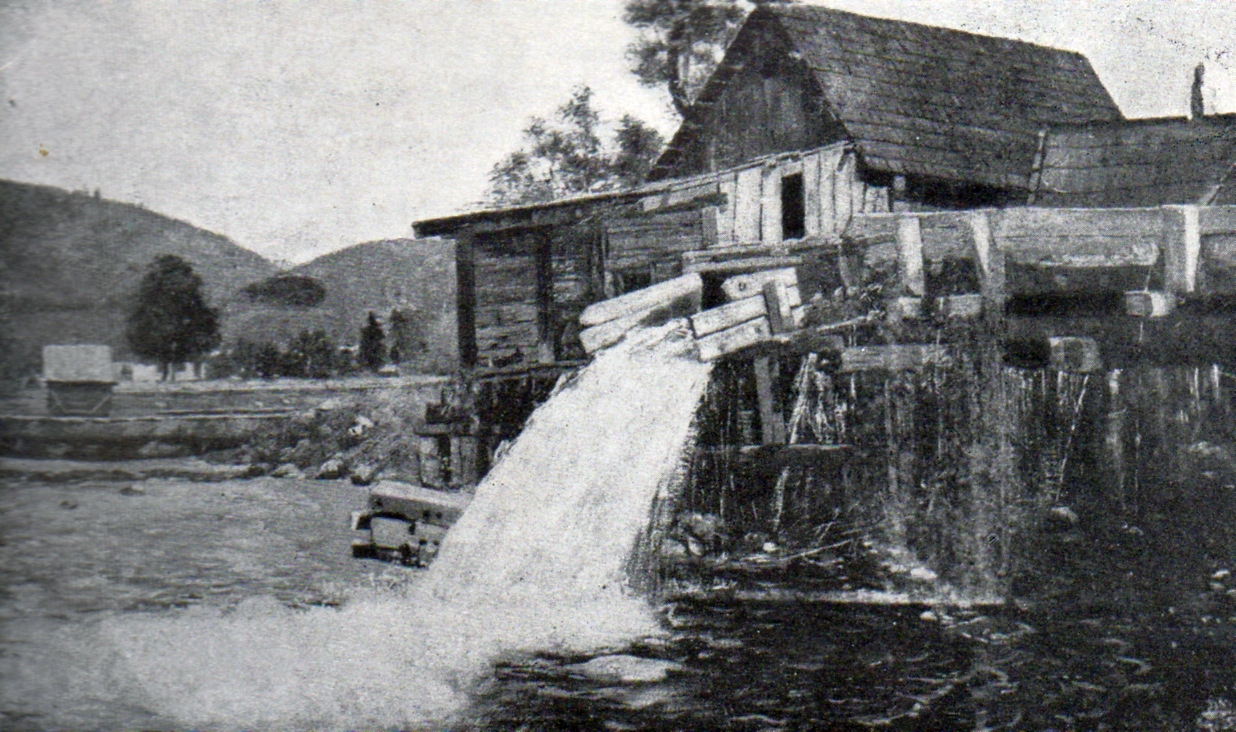
Moara din Broșteni (1906)

...După atâta timp de călătorie, mă întorc în țară, hotărât să mă apuc serios de lucru. În țară, însă, a trebuit să alerg mulți ani fără mijloace, fără putința de a lucra, până ce într-o zi un guvern, îngrijindu-se de mine, mi-a dat... o catedră de desen și caligrafie și în această funcție sunt până astăzi. Ocupat toată ziua cu lecțiuni, abia mai găsesc timp din când în când să mai lucrez și cea mai mare parte din ce vezi a fost lucrat în vacanță...
O frumoasă evocare a acelor ani a făcut-o pictorul Traian Cornescu: „... într-o bună zi a apărut un om. Frumos, cu plete negre și cu ochi mari, luminoși, subjugători! Așa l-am cunoscut pe Octav Băncilă... Din ziua când profesorul de desen a intrat în clasă, de atunci sunt pictor”. De la Școala normală, Băncilă s-a mutat mai târziu la Gimnaziul Ștefan cel Mare, acolo unde și-a făcut atelierul după venirea sa de la München. Pictorul a locuit un timp la Hanul „La trei sarmale” din Socola - Comuna Bucium, astăzi cartier al Iașiului. Aici a făcut Băncilă o serie de portrete la care a avut modele pe hangița Ecaterina Luca, soțul și pe mama ei. Ecaterina Luca a fost înfățișată și în câteva portrete de țigănci făcute tot în acea perioadă.

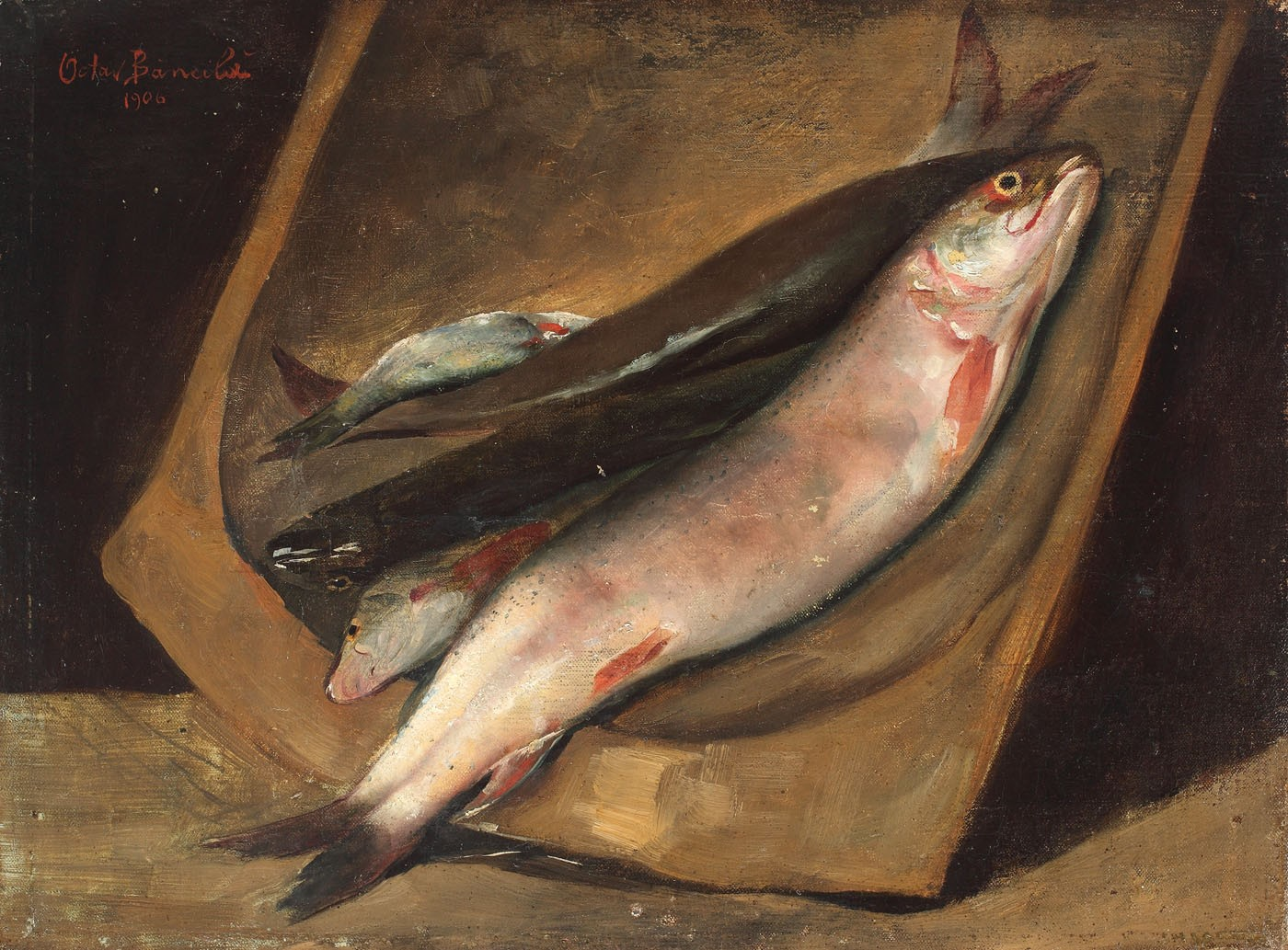
Păstrăvi (1906)

Octav Băncilă își făcea vacanțele la Broșteni în casa sorei lui, Elena, căsătorită cu pedagogul Ion Teodorescu. La Broșteni, pe valea Bistriței, a pictat o mulțime de pânze cu peisaje cu oameni muncind, ciobani și ciobănițe de pe muntele Grințieșu și de pe dealurile Broștenilor, plutași pe Bistrița, peisaje cu priveliști din muntele Pleșele Holdei, Grințieșu sau Căboile. A pictat și hore de prin satele de la poalele Ceahlăului (1937).
Dintre lucrările pe care le-a făcut la Broșteni se remarcă: Pe Bistrița (1905) - cu trei țărănci care folosesc năvodul; Păstrăvi (1906) - două picturi; Piatra Holdiței (1905); Moara din Broșteni - două picturi 1905 și 1906; Cu cofele (1906) - două tărănci tinere care cară apă de la fântâna satului; Atacul gâștelor (1908); Moara - 1908, 1914, 1916; Cu oile (1916) - o țărancă cu un miel în brațe, care merge cu o turmă de oi pe malul unei ape; La Gura Holdiței (1912) - o țărancă cu fuiorul pe malul unei ape.  Octav Băncilă a creat la Broșteni o serie de tipologii umane cum au fost Moș Grigore, Lelea Frăsina și țărani nevoiași, cum a fost Lupu Erhan care a fost folosit ca model pentru marea compoziție Înainte de 1907. De unele modele s-a folosit și la pictura, datată în anul 1910, în care a înfățișat biserica din Cotârgași, un cătun al Broșteniului.
În casa Elenei Teodorescu (n. Băncilă) din Broșteni, Octav Băncilă a cunoscut-o pe Ana Popovici cu care s-a căsătorit în anul 1904. În acel an, Băncilă a renunțat la atelierul din Bucium  și s-a mutat în apropierea mitropoliei din Iași, în fundacul Lozonschi. După o vreme, în anul 1905, cei doi soți s-au mutat într-o casă de pe strada Păcurari nr. 87, astăzi nr. 91, unde au locuit neîntrerupt până în anul 1940. Casa din Păcurari era o de tip vagon, similară celei de pe strada Sărăriei. Avea o grădină și livadă unde avea plantate tufe de liliac și zarzavaturi. Această locuință era în apropierea fabricii de tutun, a multor ateliere și în colțul străzii denumită astăzi Octav Băncilă. Atelierul de pictură îl avea în camera din față, spre strada Păcurari, sau în sufrageria din fundul casei. Din sufragerie se puteau vedea colinele Cetățuii și Galatei. Priveliștea pe care pictorul o vedea prin geamlâcul sufrageriei a pictat-o în unele compoziții pe care le-a realizat, așa cum este de exemplu tabloul Dimineața la sapă, datat în anul 1915, unde culoarea dominantă a lucrării este liliachiul primăvăratic.

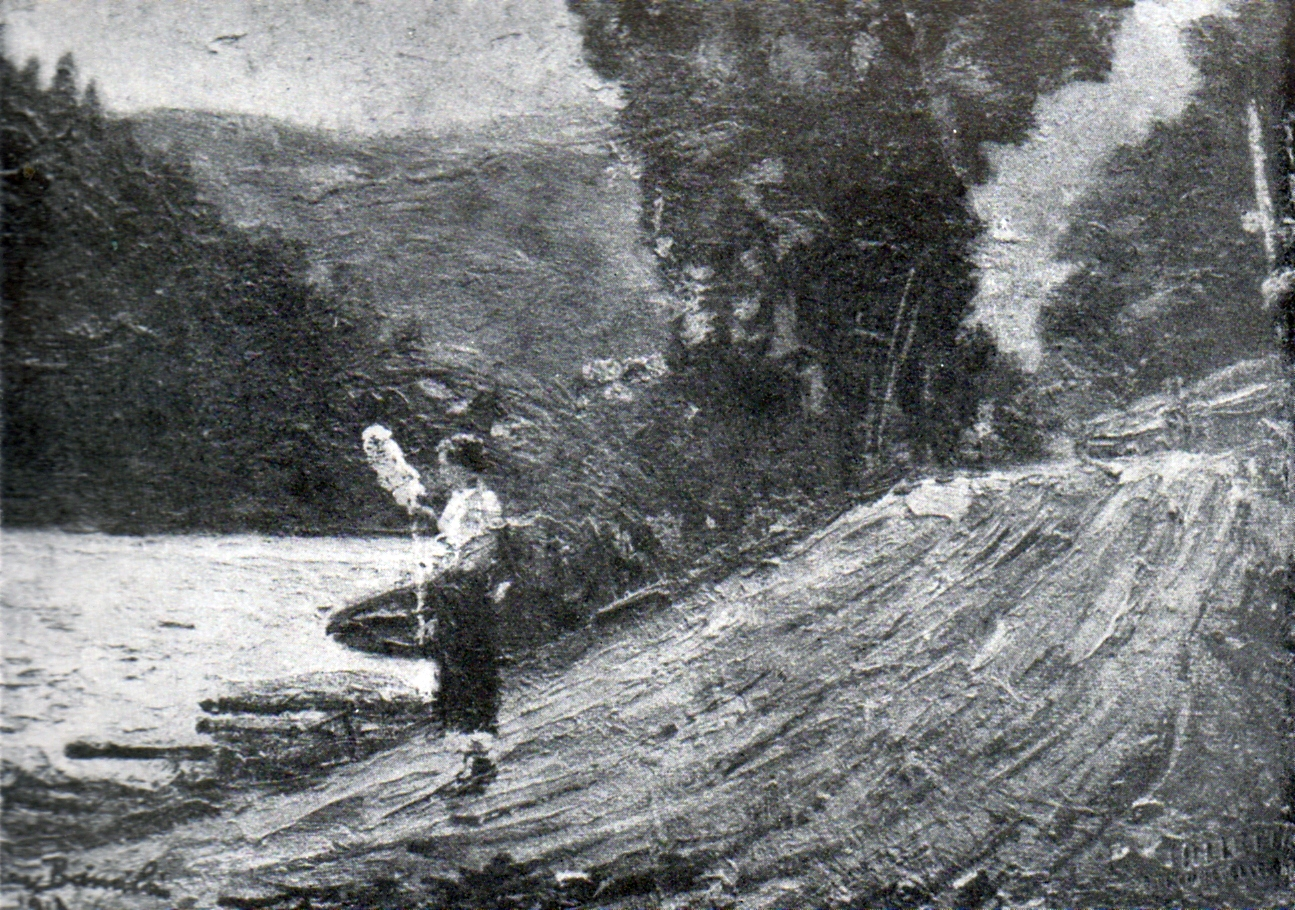
La gura Holdiței (1912)

Octav Băncilă a avut cu soția sa zece copii, din care unul a murit la o vârstă fragedă. În perioada 1901 - 1907, pictorul a fost preocupat mai mult cu grijile familiei și cu slujba sa de la gimnaziu. Din această cauză, el a expus puțin, mai mult prin vitrinele magazinelor sau a făcut portrete la comandă. Anton Coman, a afirmat că în acești ani, Octav Băncilă și-a dorit  să ajungă profesor la Școala de belle arte din Iași unde a crezut că se va manifesta pe deplin ca artist și pedagog.
Între anii 1902 - 1907, Băncilă a mai pictat flori, portrete și o serie de compoziții ca Mihăiță (1903) - un copil crescut în casa familiei care va mai apărea și în alte lucrări de mai târziu; Mama - o bătrână care se chinuie să bage o ață pe ac; Bestia umană (1904); portretul lui Nicolae Luchian (1903) - continuatorul lui Matei Millo (portretul a fost comandat de Teatrul național din Iași pentru galeria sa de tablouri) și excelentul portret al lui Ioan Kalinderu (1904). După anul 1905, pictorul a continuat compozițiile din viața militară și din acest an a început să picteze scene din viața muncitorilor. Până în anul 1905, din analizele făcute de către specialiștii și criticii de artă, nu a rezultat identificarea unor lucrări care să înfățișeze clasa muncitoare. Tablourile intitulate Muncitor în repaus și Muncitorul au fost pictate în anul 1905 și ele au reprezentat startul preocupărilor artistului către tematica socială.

Alte picturi realizate de Octav Băncilă în perioada 1902 - 1907
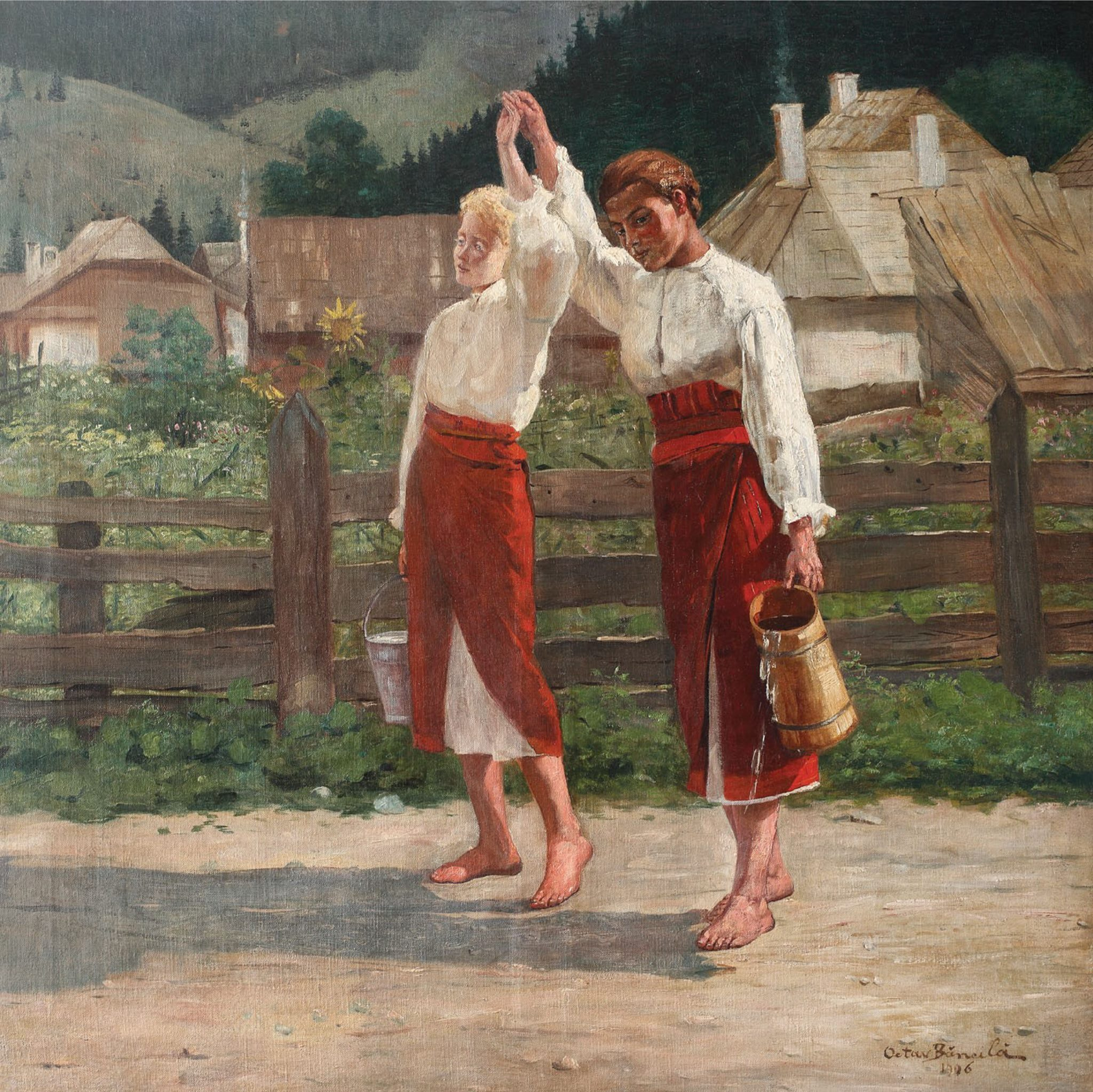
Cu cofele 1906
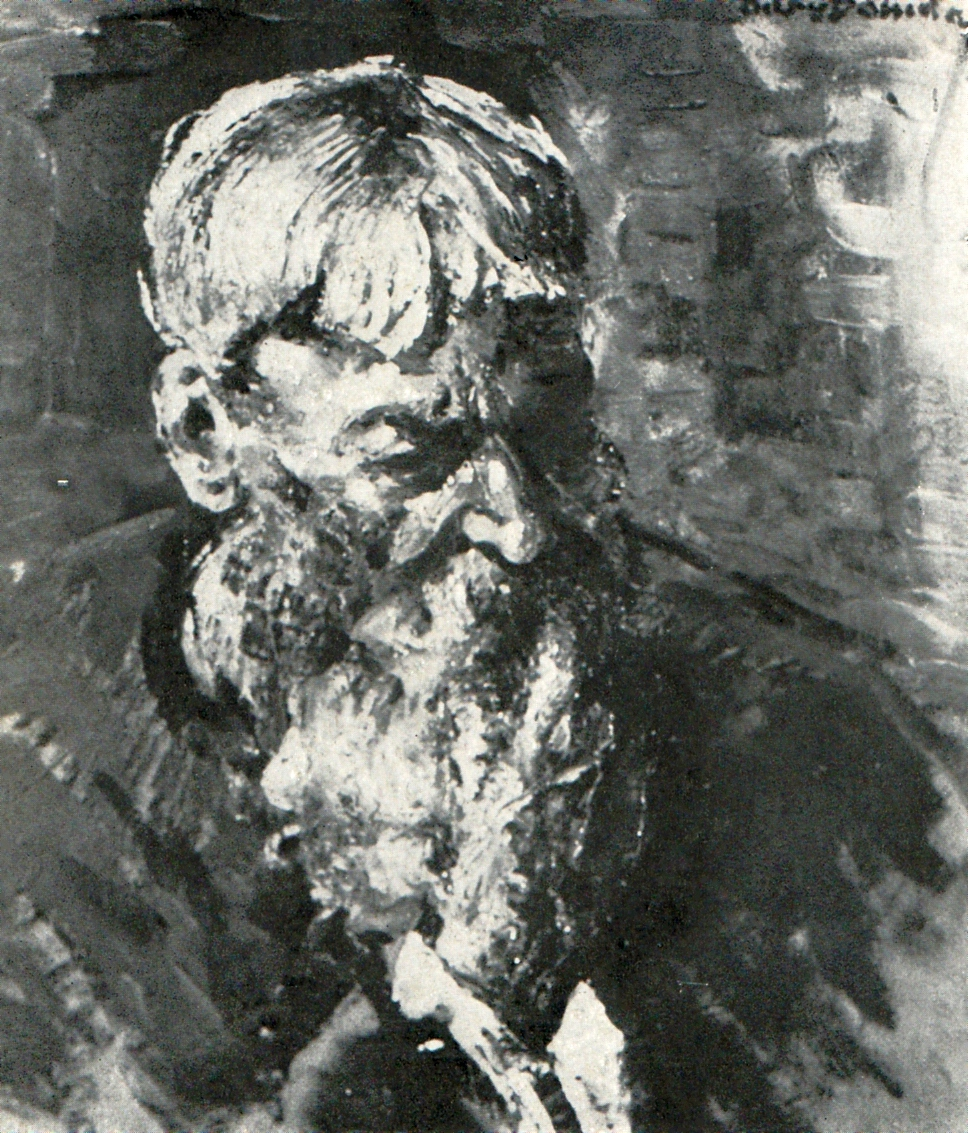
Moș Nicolae ?
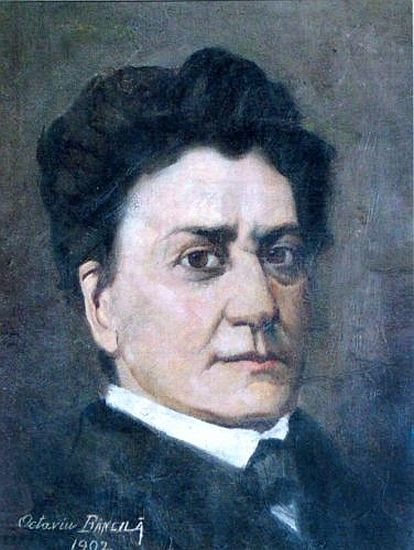
Nicolae Luchian 1903
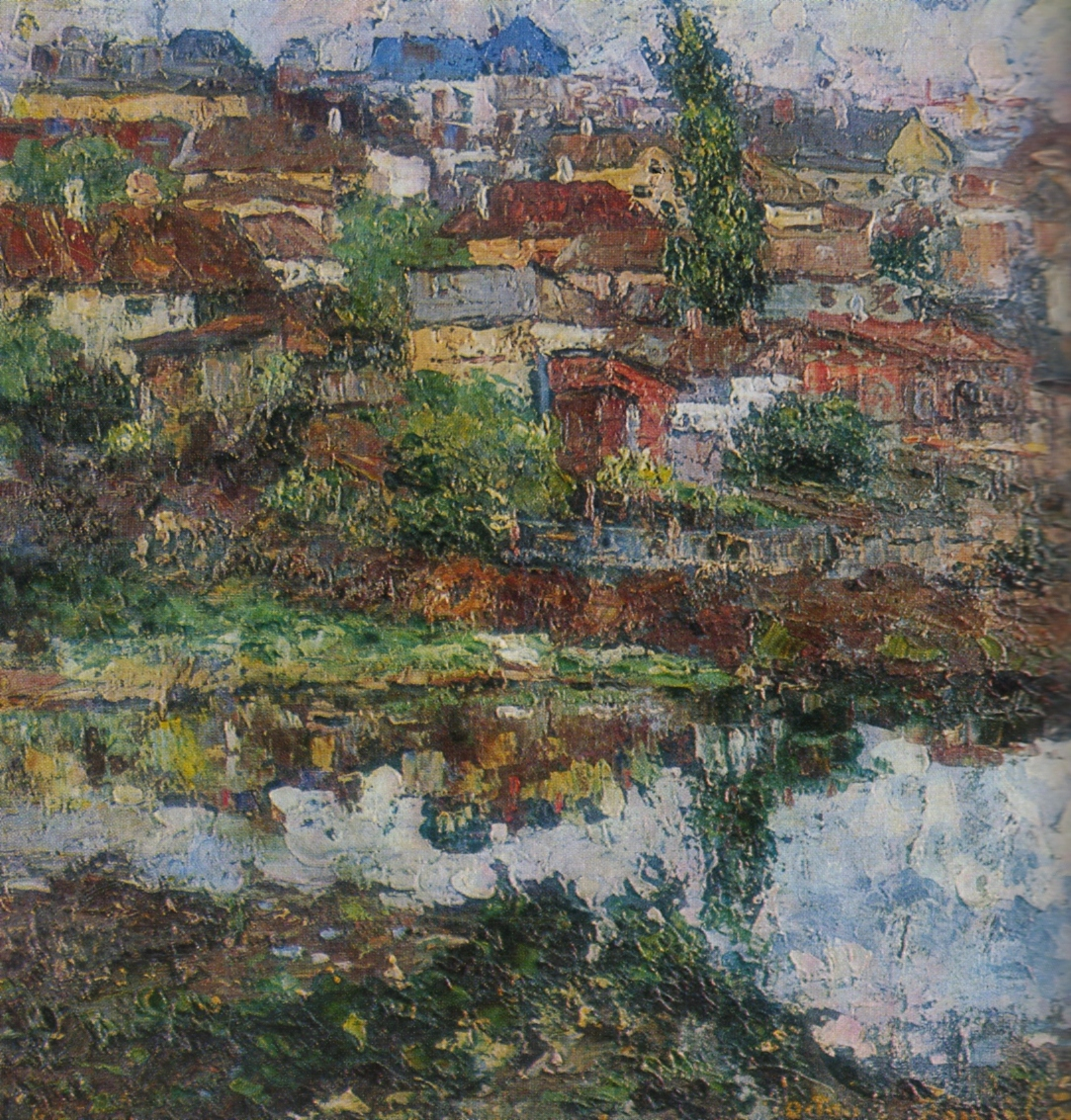
Mahalaua Păcurari ?

### Pictorul răscoalelor țărănești din 1907
Picturile cu tematica socială din viața țărănimii din România a fost începută de către Ștefan Luchian în anul 1905 când a realizat celebrul tablou La împărțirea porumbului. Octav Băncilă a avut meritul de a fi pictorul care a ilustrat Răscoala țărănească din 1907. Relativ, puținele reprezentări plastice înfăptuite în imediata apropiere a anului 1907, au dus iremediabil la schimbarea iconografiei țăranului existentă până atunci. Ca urmare, au existat artiști ca Ștefan Luchian, Abgar Baltazar, Nicolae Tonitza, Camil Ressu, Ion Theodorescu-Sion, Francisc Șirato, Ștefan Dimitrescu, Ary Murnu și mulți alți adepți ai curentelor tradiționaliste care au apărut după anul 1920, a căror atenție a fost îndreptată către lucrările dramatice realizate în jurul anului 1907. Acest lucru s-a întâmplat cu toate că ei se revendicau din pictura lui Nicolae Grigorescu. Ulterior, momentul 1907 s-a constituit într-o puternică sursă de inspirație pentru curentul realismului socialist, în care, artiștii au avut o abordare de manieră eclectică și rezultatul obținut a fost un melanj între duritatea realistă a lui Băncilă și idilicul reprezentării lui Nicolae Grigorescu.

Modalități de prezentare a vieții țărănilor în pictura românească.
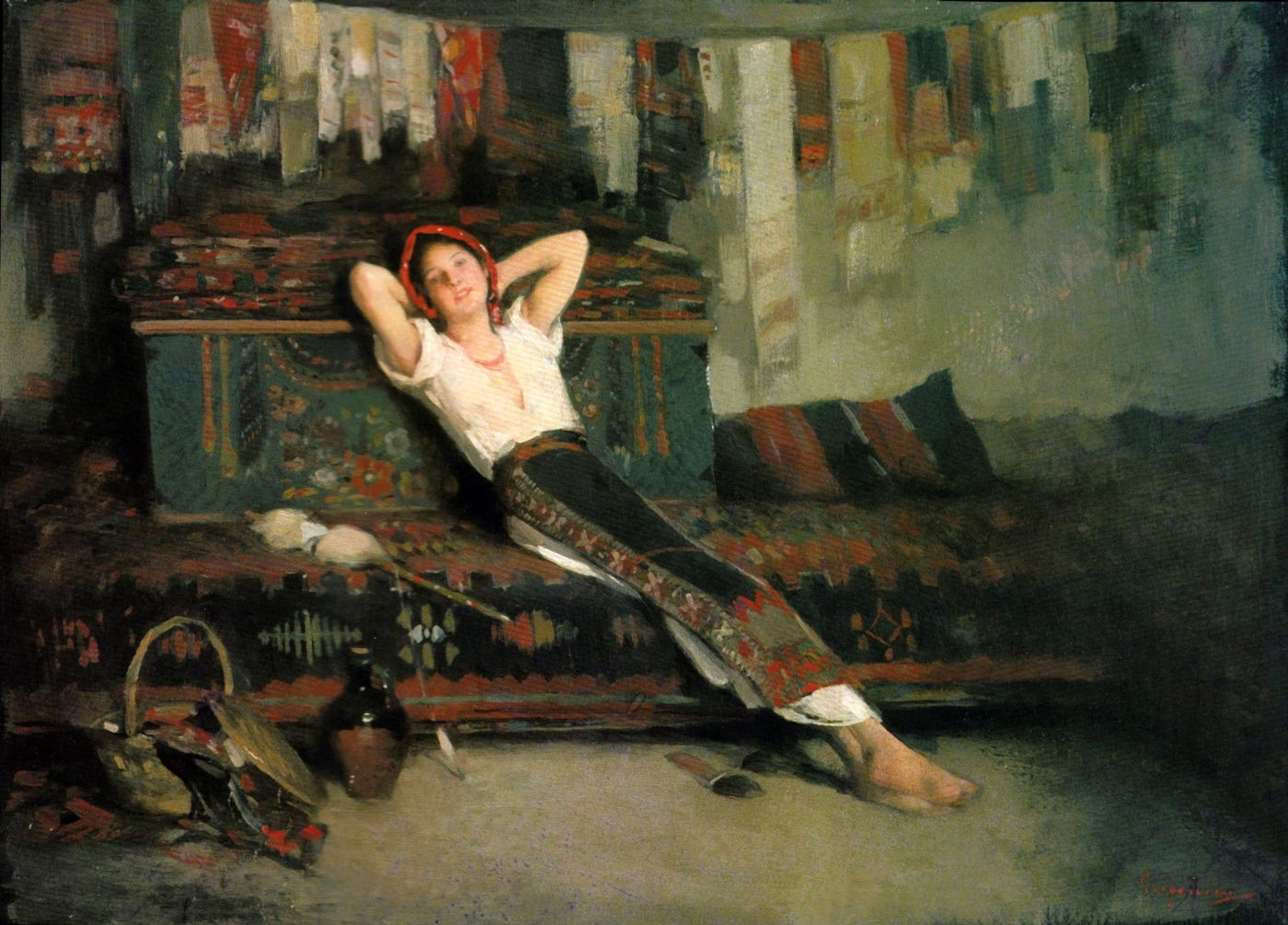
Nicolae Grigorescu Fata cu zestrea
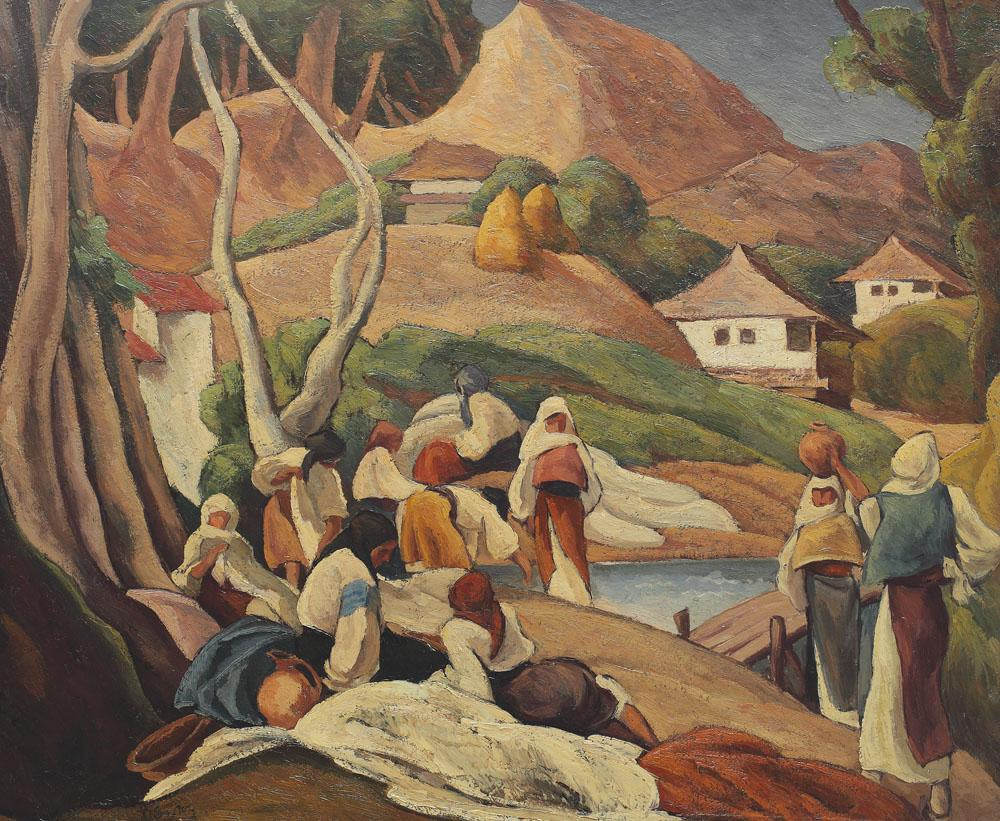
Ion Theodorescu-Sion Țărănci la răscruce
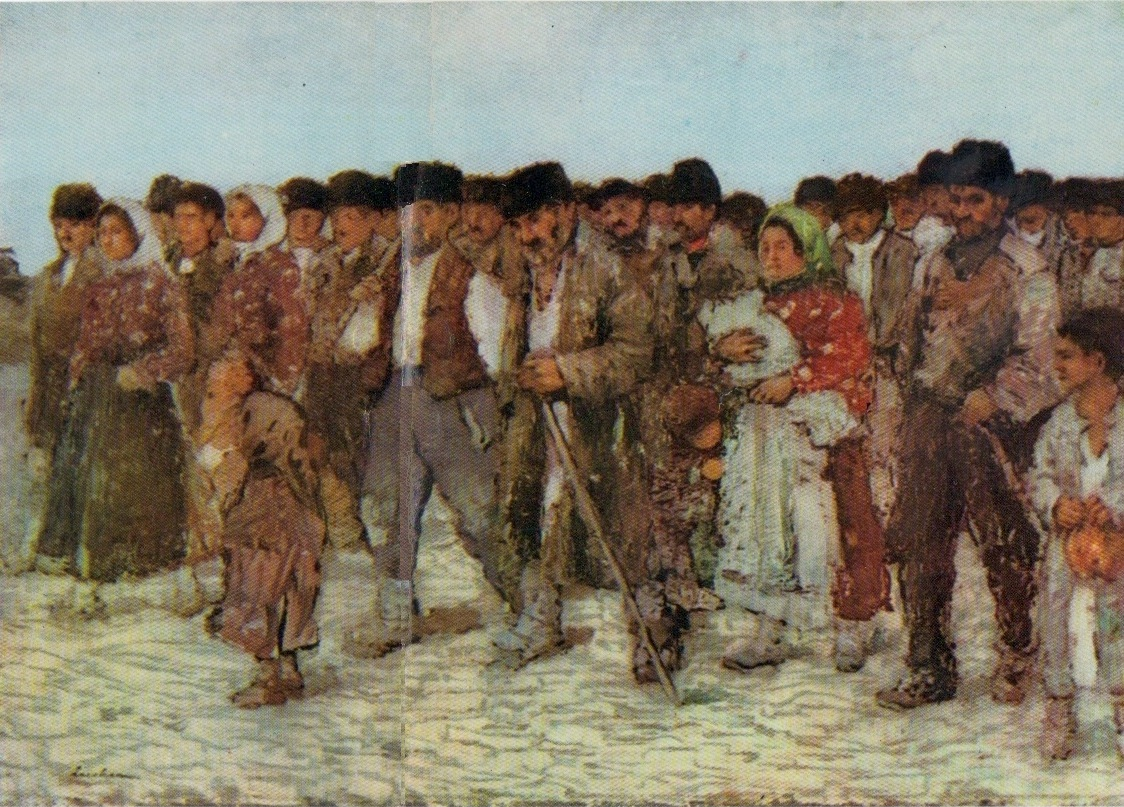
Ștefan Luchian La împărțitul porumbului
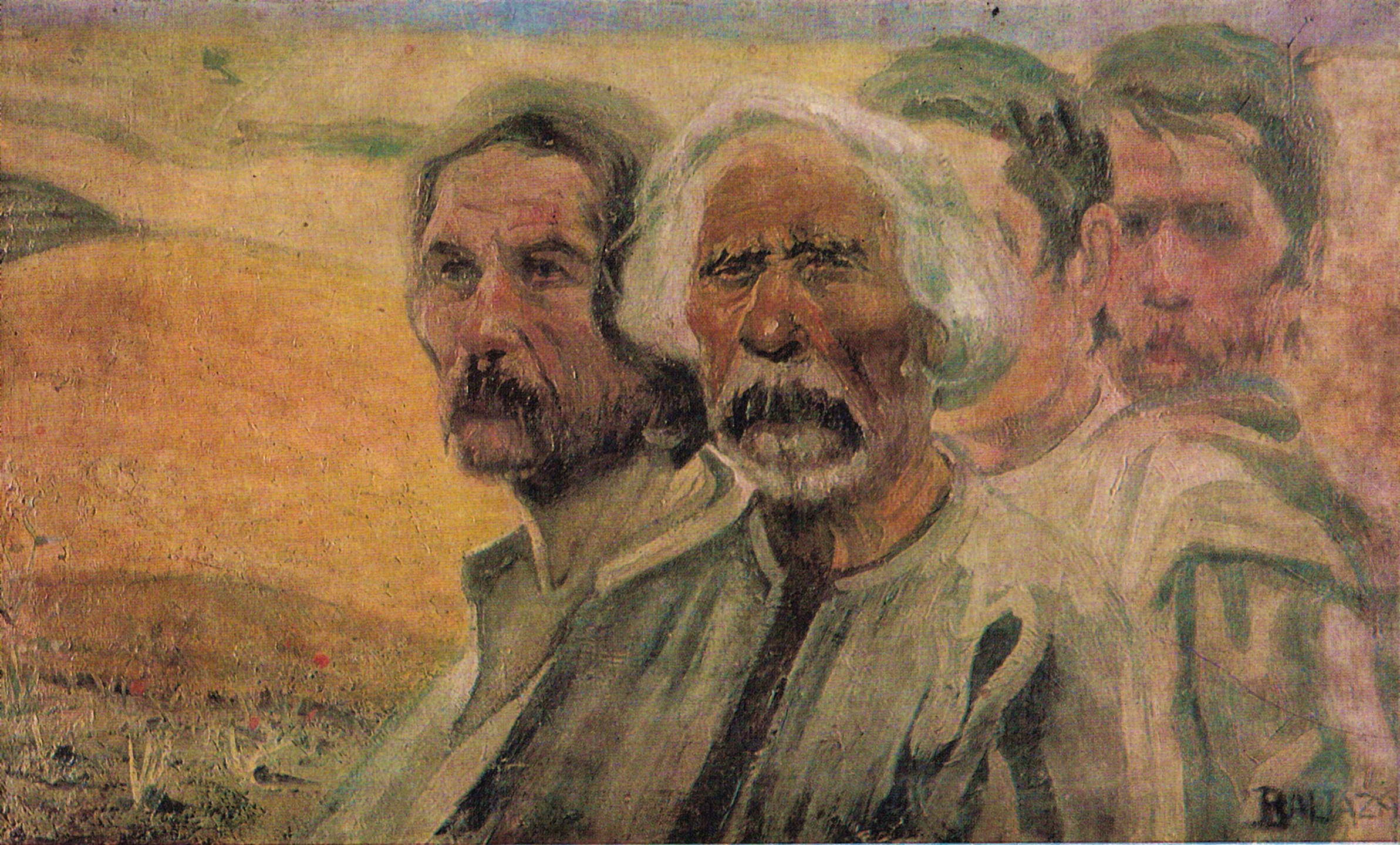
Apcar Baltazar Durus arator
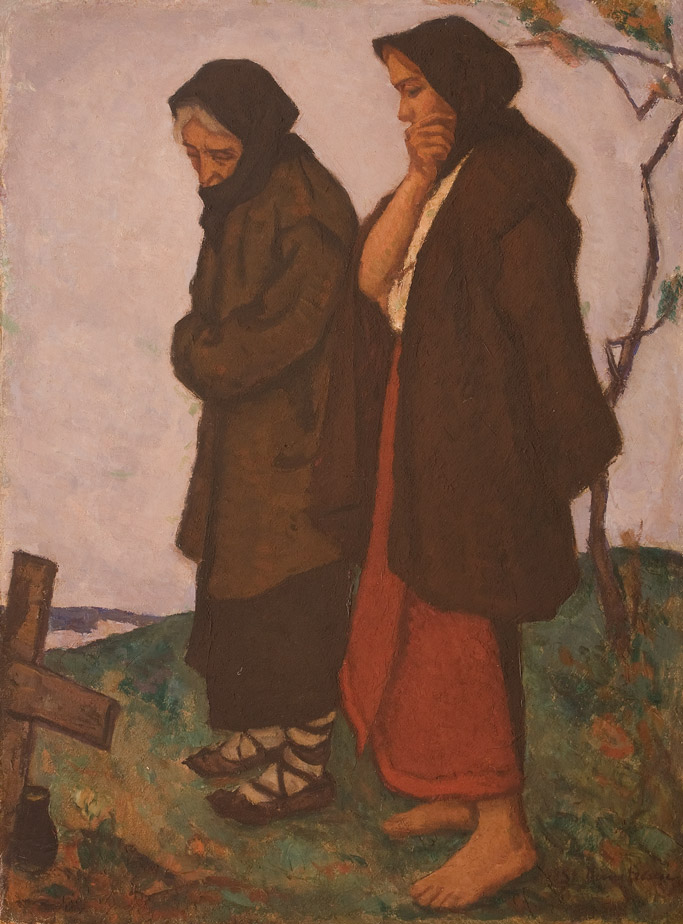
Ș. Dimitrescu Crucea de pe deal

Pictorul Octav Băncilă a făcut parte din grupul artiști, prozatori și poeți români care au ilustrat în operele lor viața de mizerie a țăranilor din acele vremuri. Astfel, el este alături de Ștefan Luchian, Abgar Baltazar, Nicolae Tonitza, Camil Ressu sau Ary Murnu. S-au remarcat în literatură cu aceeași tematică și Ion Luca Caragiale, Alexandru Vlahuță, Spiridon Popescu, Paul Bujor și inegalabilul George Coșbuc. Răscoala țărănească din 1907 a început în Județul Botoșani, adică exact în locul de naștere al lui Octav Băncilă.
După o documentare serioasă, Octav Băncilă a început să lucreze în vara anului 1907 primele schițe și tablouri care fac parte din ciclul compozițiilor intitulate 1907. Familia pictorului a menționat că Băncilă a început această activitate încă de la Broșteni unde l-a folosit pe moșneagul Lupu Erhan ca model pentru realizarea picturii Înainte de 1907. În luna decembrie a anului 1907, artistul a expus două tablouri în cadrul unei librării din Iași. Din comentariile presei de atunci, respectiv a relatărilor periodicelor Arta Română și Revista de Iași, precum și a ziarului Opinia, se deduce că cele două tablouri expuse au fost compozițiile 1907 (aflat astăzi la Muzeul Național de Artă al României) și Înainte de 1907. Cel din urmă tablou nu a fost specificat nominal în niciuna dintre reviste. Între Revista din Iași și Arta Română au existat polemici intense privitoare la cele două tablouri. Astfel, profesorul Ilie Bărbulescu a comentat în prima dintre ele într-un spirit reacționar, în timp ce A.D. Atanasiu i-a luat apărarea lui Băncilă în cea de-a doua. În luna decembrie 1907, ziarul Voința Națională a publicat un articol la rubrica Știri din Iași, faptul că Octav Băncilă a realizat două tablouri de mare actualitate, unul dintre ele fiind intitulat Cap de țăran bătrân, iar cel de al doilea o scenă crâncenă din răscoalele țărănești.

Lucrări din ciclul de compoziții 1907
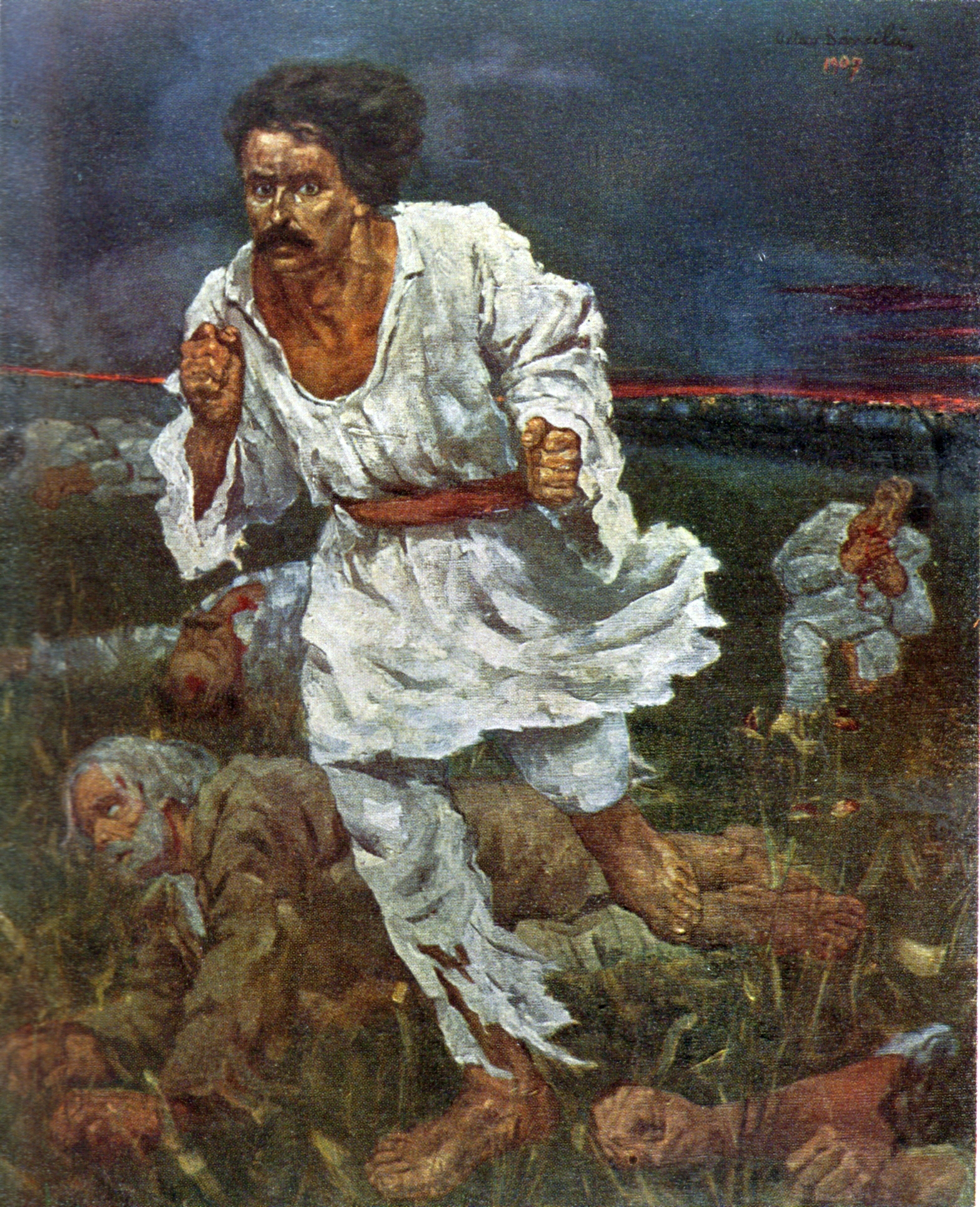
1907
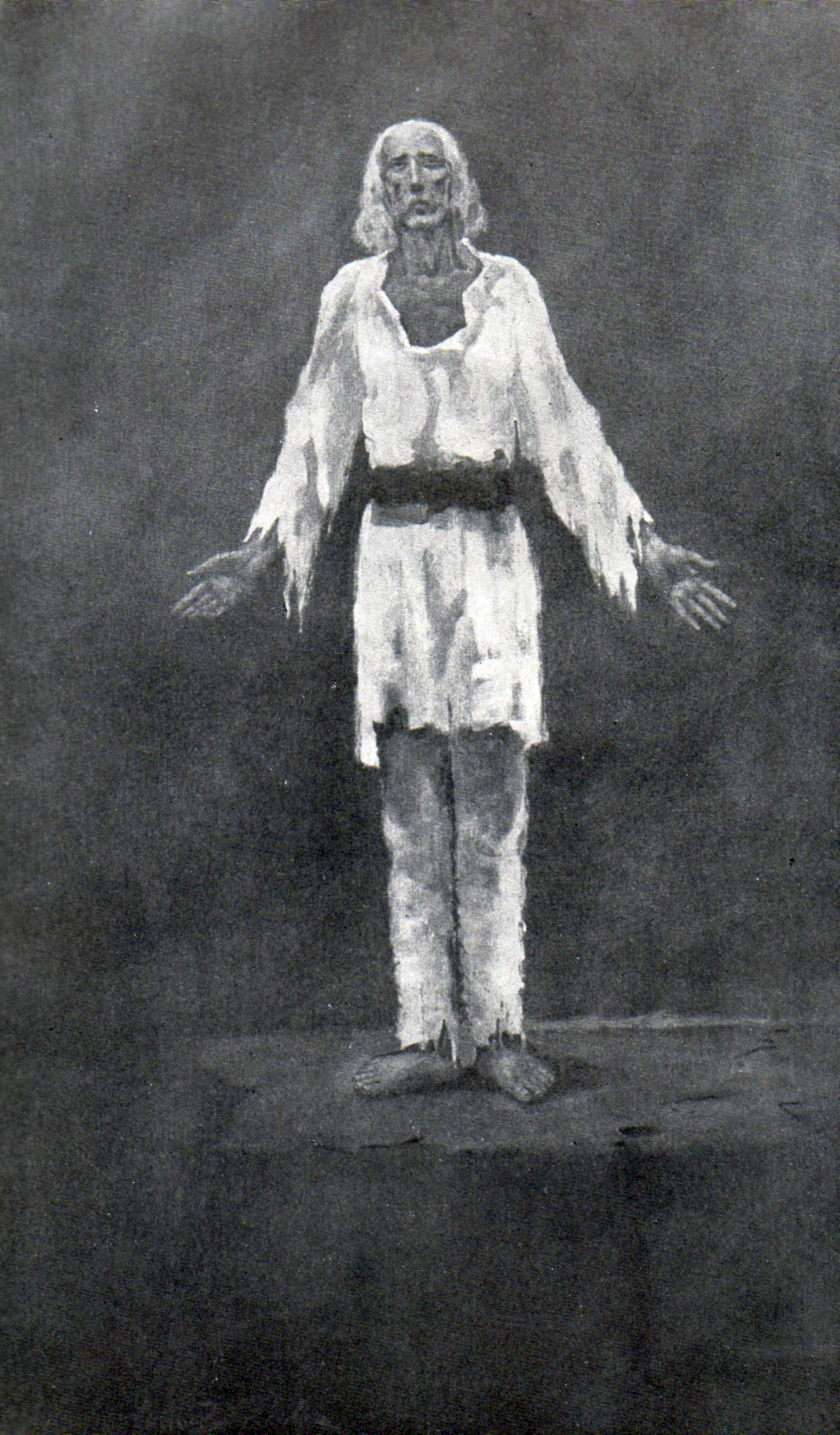
Înainte de 1907
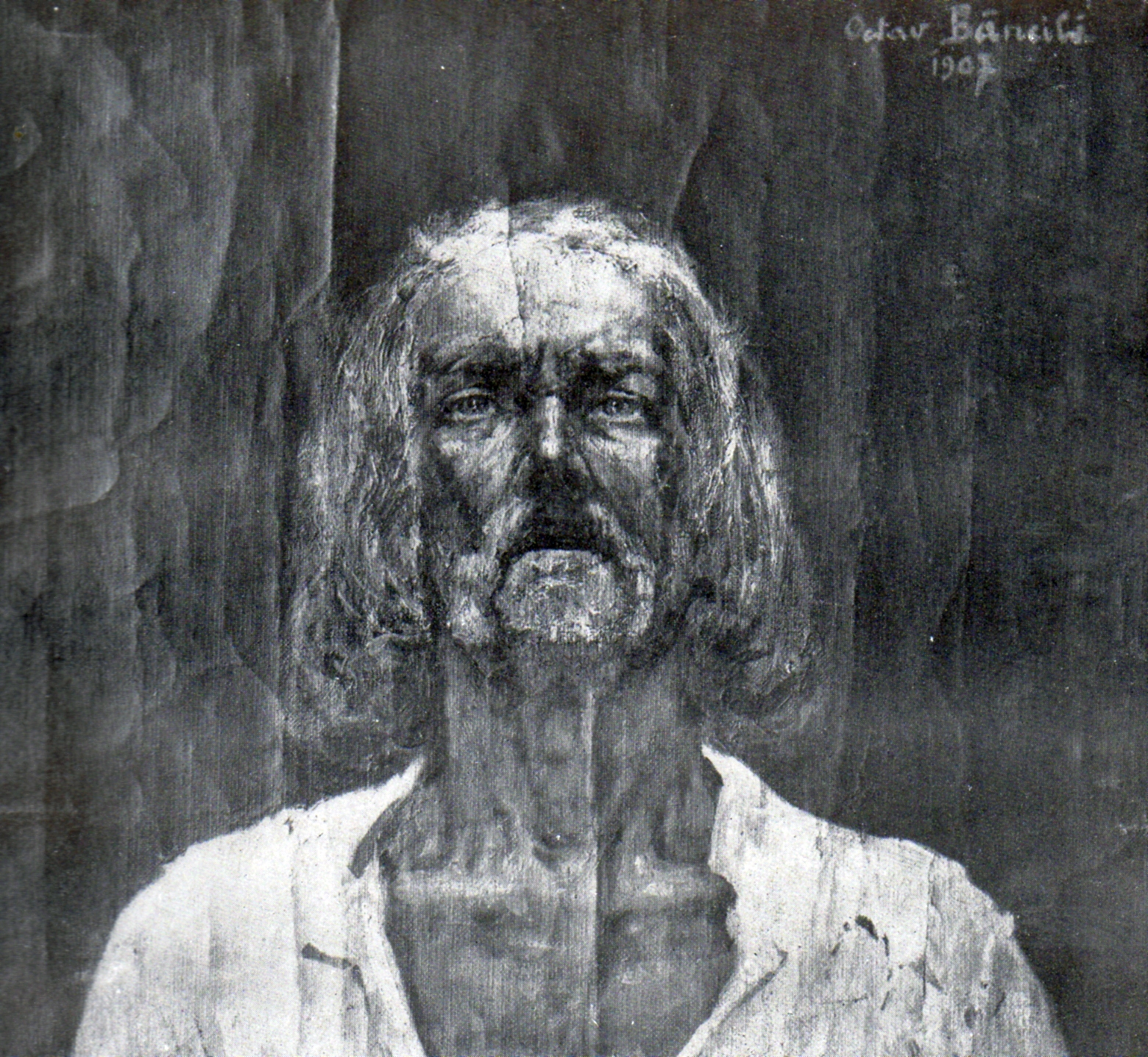
Cap de țăran bătrân
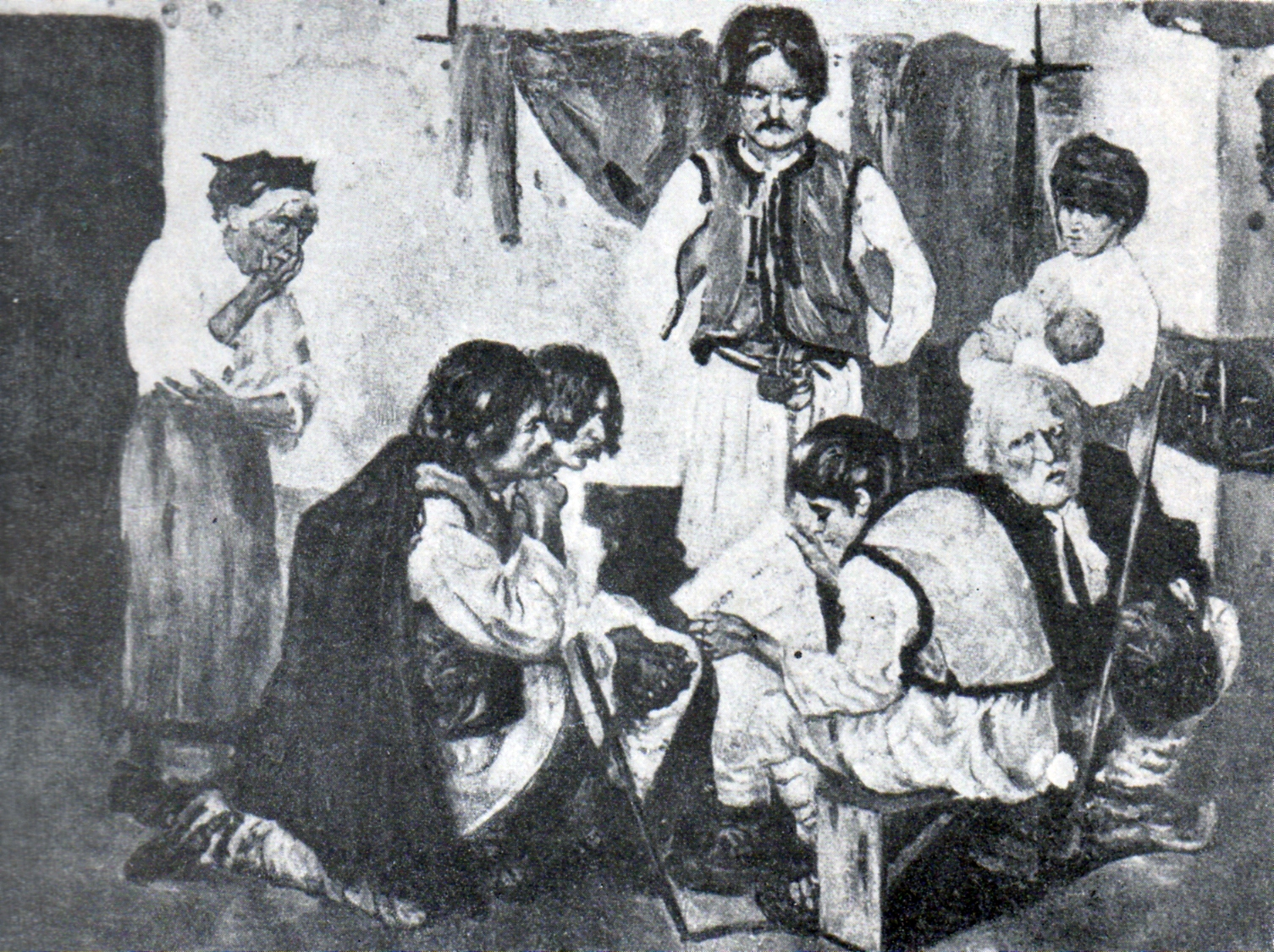
Propagandistul
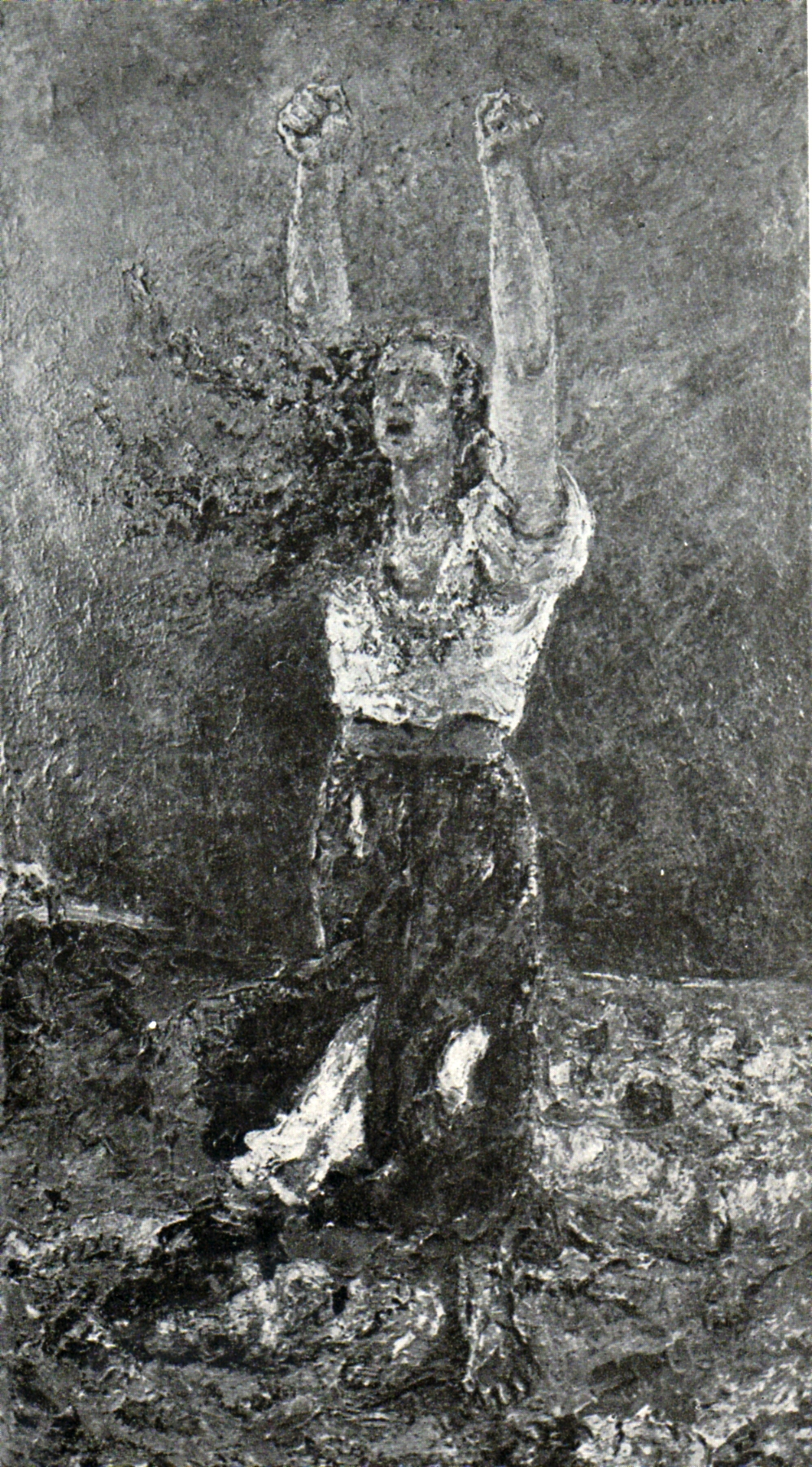
Blestemul
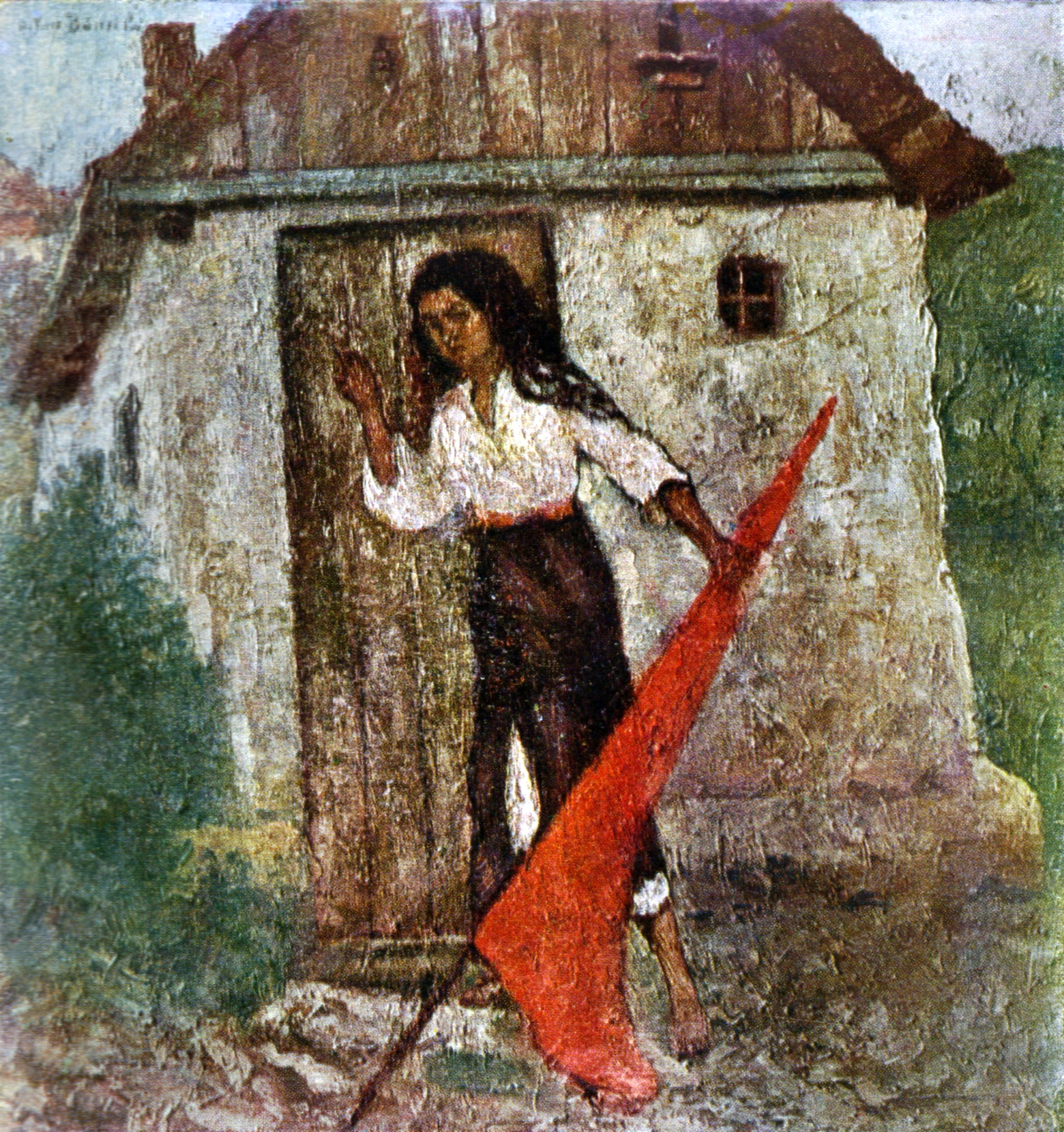
Prevestirea răscoalelor

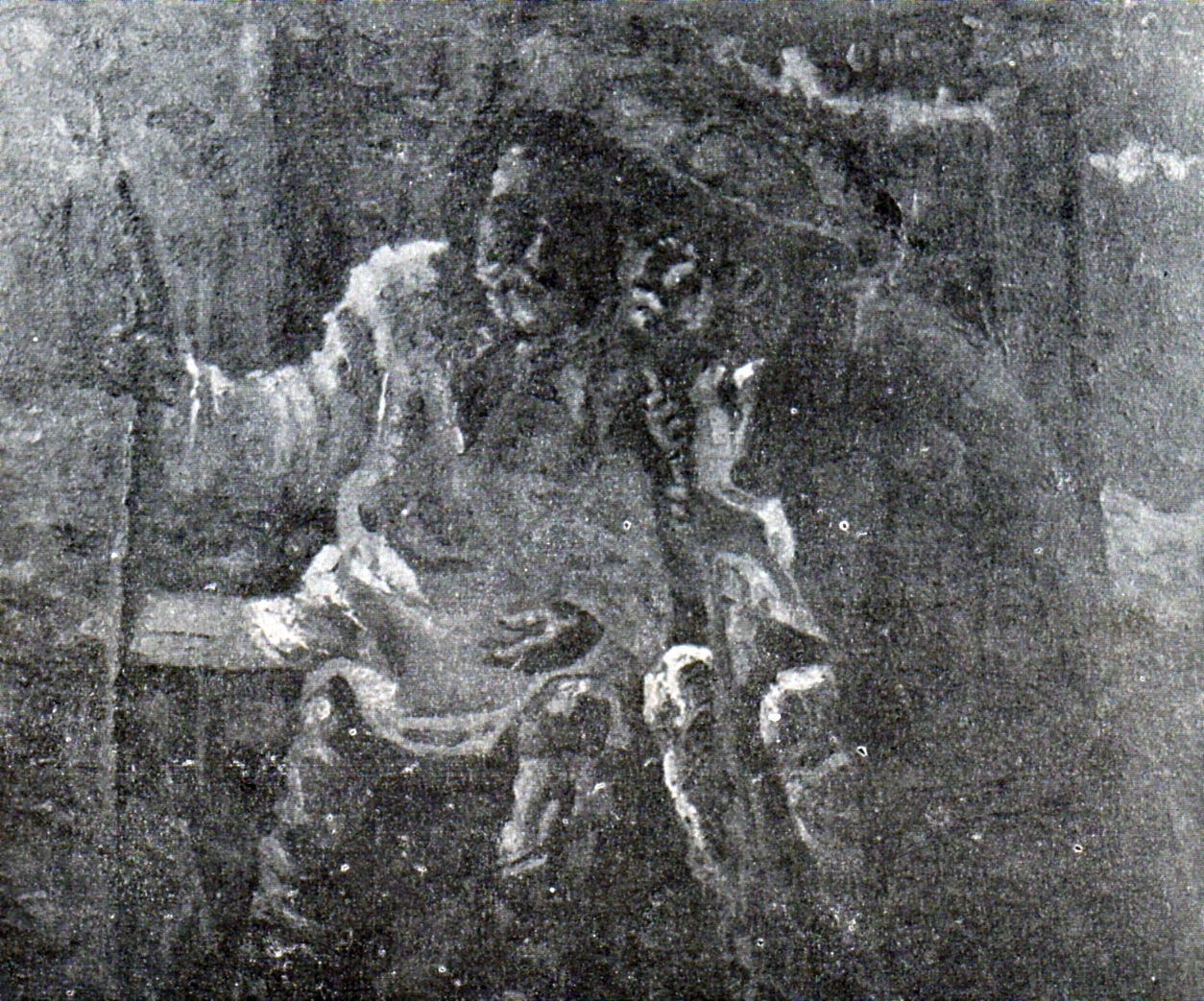
La sfat
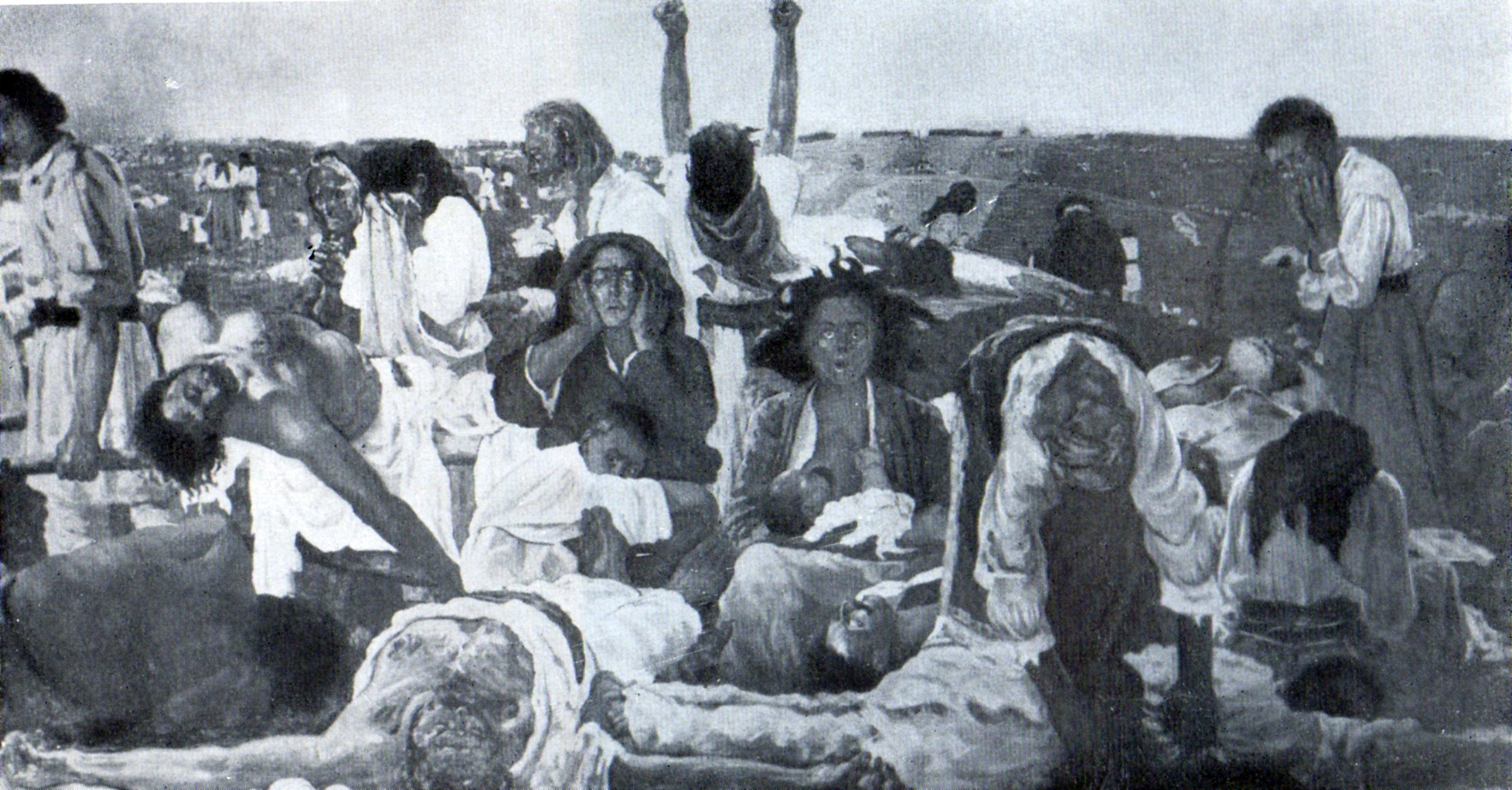
Recunoașterea
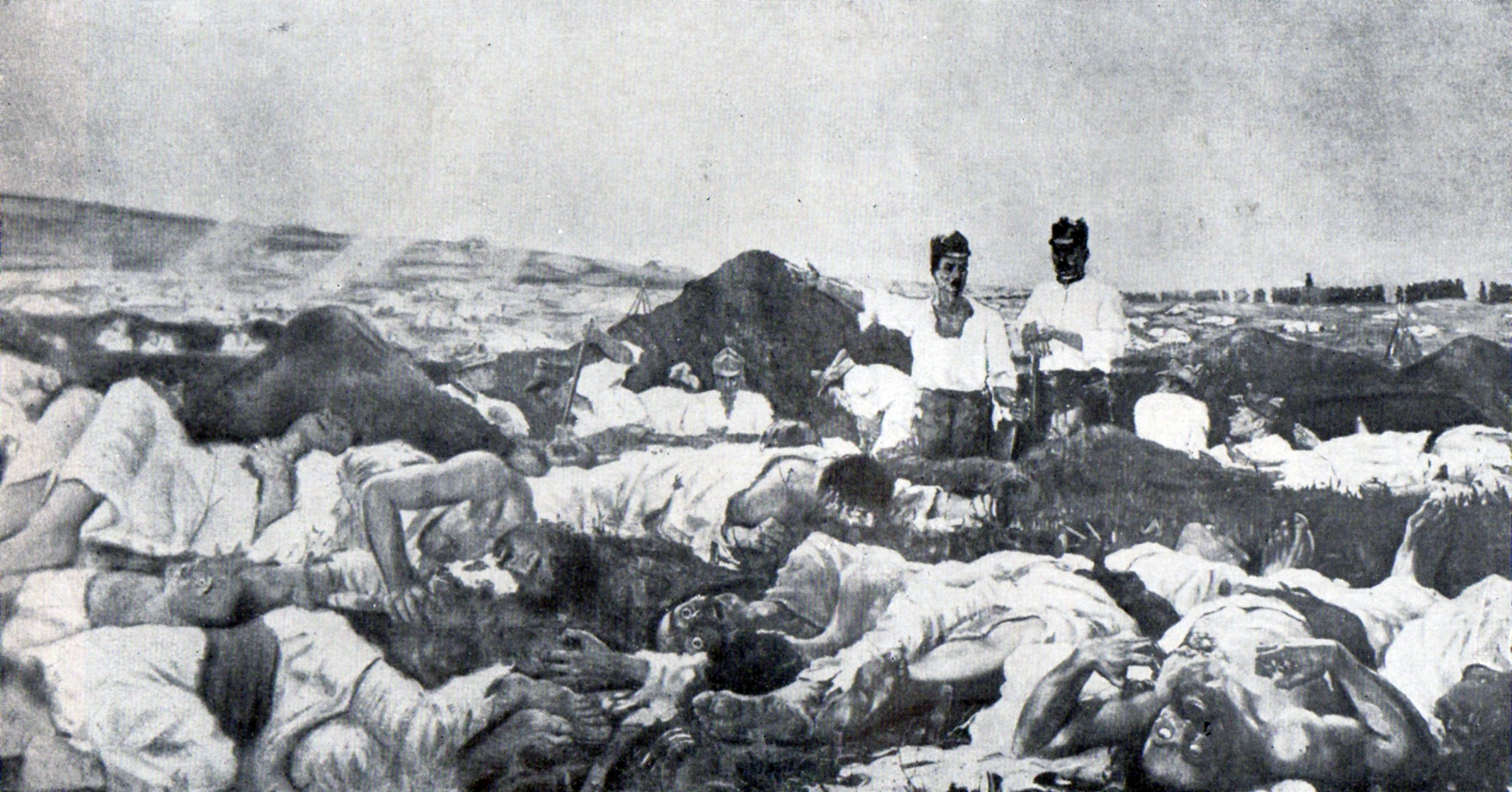
Înmormântarea
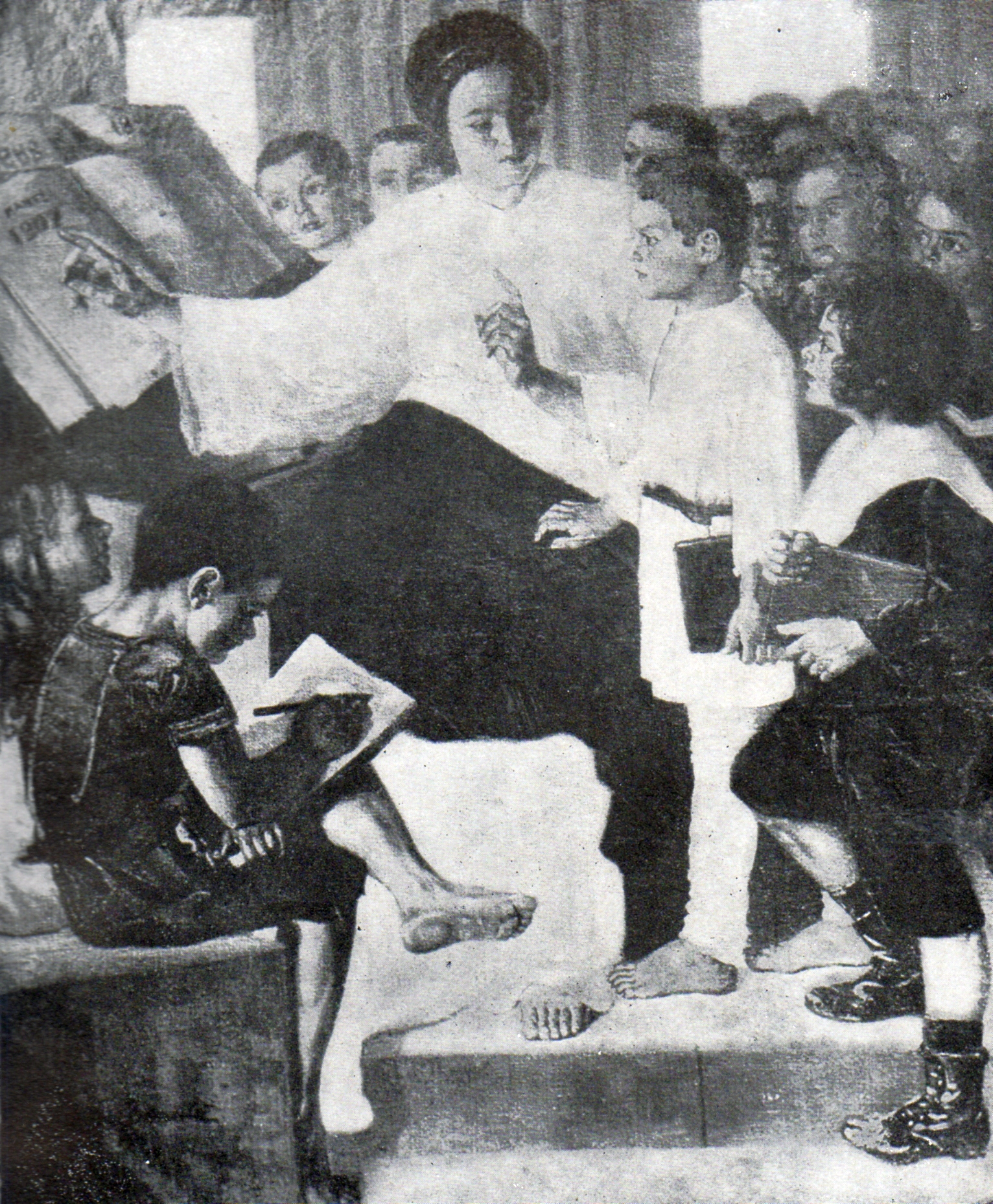
Historia

Principalele lucrări din ciclul 1907 sunt:
1. Înainte de 1907, cunoscută și ca Robul pământului[47] - este o compoziție unică prin modul de abordare.[48] Ea înfățișează un țăran bătrân în mijlocul lucrării.[48] Personajul stă în picioare și este istovit de muncă, de foame, de umilință și de necazuri.[48] Chipul este ars de soare, pletele sunt albe, barba mică și încărunțită, mustățile lungi și stufoase.[48] Cămașa și ițarii sunt ferfeniță, se vede doar pielea și oasele. Pe de altă parte, capul și-l ține sus, mâinile aplecate cu degete rășchirate sugerând semne de întrebare și revoltă.[48] Întreaga postură a țăranului emană disperarea și suferința. Tabloul a fost expus cu ocazia expoziției de la Iași din 1907 și ulterior în anul 1909 la București.[48] (Vezi capitolul Controverse, incertitudini).
2. Cap de țăran bătrân - este o lucrare foarte expresivă prin simplul fapt că are caracter de schiță.[48] (Vezi capitolul Controverse, incertitudini).

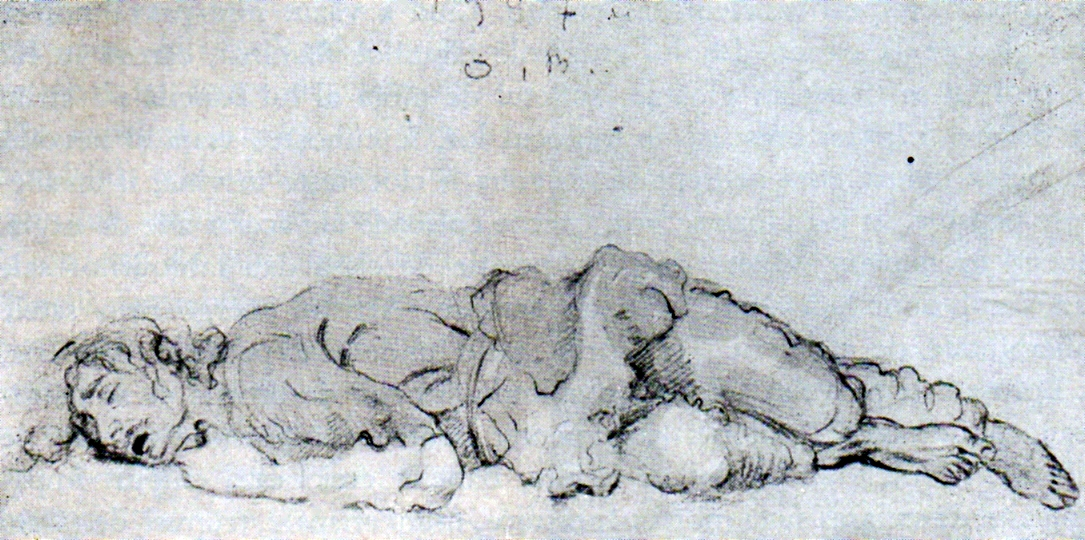
Studiu pentru 1907

3. 1907 - a fost cunoscută pe vremuri ca făcând parte, ca un fragment, dintr-o compoziție monumentală intitulată de către Octav Băncilă sub numele Pe valea Oltului.[48]Studiu pentru 1907 Astăzi, tabloul se află la Galeria Muzeului Național de Artă al României.[49] Compoziția Pe valea Oltului pe care pictorul dorea s-o realizeze, a fost comentată în ziarul România Muncitoare.[50] Astfel, artistul voia să arate cum s-a tras cu tunul contra unui grup de țărani de pe valea Oltului.[49] El voia să înfățișeze „... o grămadă de țărani, încercuită într-o vale, și bombardată mișelește de artileria de după dealuri”. Monumentala compoziție nu s-a mai realizat, ea a rămas doar la stadiul de proiect.[49] În tabloul de la Galeria Națională, datorită dramatismului care se desprinde din compoziție și datorită tratării subiectului în mod dinamic și în același timp monumental, impresia pe care o lasă privitorului este deosebit de puternică. Lucrarea a fost expusă în anul 1907 la Iași, în vitrina librăriei Moldova.[49] În septembrie 1908, este expusă la Ateneul Român din București.[49] Lucrarea a participat la Expoziția de artă românească de la Moscova  în perioada 1949 - 1950, împreună cu încă două tablouri, Muncitorul și Peticarul.[49] Criticul sovietic A. Tihomirov a avut următoarele considerații: ... pătrunzătoarea expresivitate a chipurilor lui Băncilă atinge un expresionism original în pânza lui cea mai patetică 1907... Pe câmpul presărat cu morți și răniți, sub focul ucigător, aleargă spre noi un țăran. Pumnii îi sunt strânși. Chipul exprimă groază și mânie. Cămașa albă se desprinde ca o pată tragică pe fondul întunecat al cerului și al câmpiei.[51]

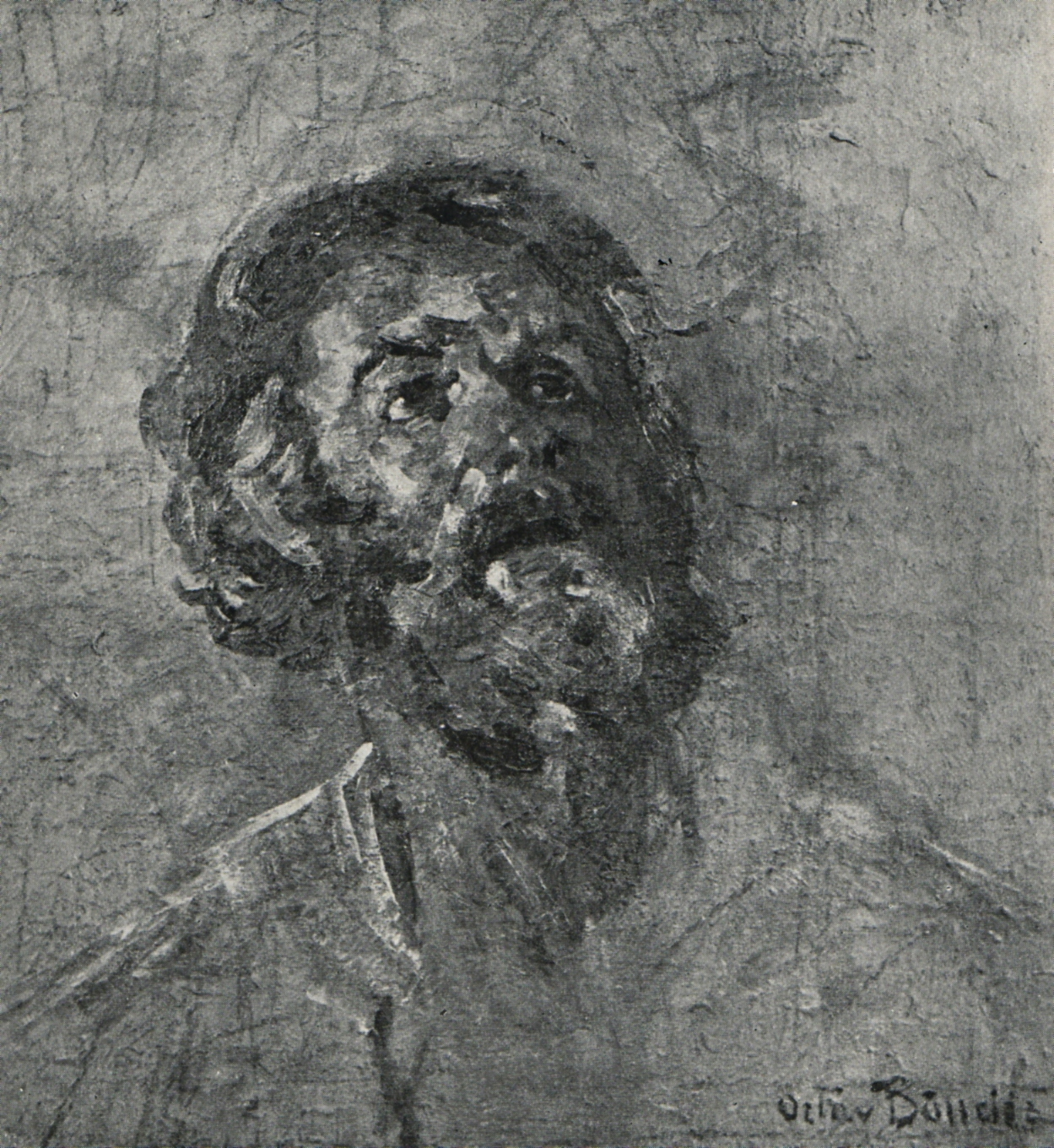
Cap de țăran răsculat (studiu)

4. Execuția - cunoscută doar din articolele scrise în gazetele vremii, este o lucrare nevăzută, cunoscută doar ca descriere a ei.[52]Cap de țăran răsculat (studiu) Comentarii despre ea s-au făcut în articolul apărut în ziarul România Muncitoare din anul 1909.[50] Informațiile se referă la o pictură de mari dimensiuni, 2.5 metri x 2.5 metri, ea fiind „... una din scenele groaznice ale represiunii sălbatice. În ea, pictorul a prins și a fixat momentul cel mai criminal al orgiei de sânge din 1907. Pe un delușor, înconjurat de alte dealuri înverzite, sub un văzduh înfiorat parcă de lupta dintre norii încruntați, de plumb, și cei însoriți de razele soarelui, acolo e locul de osândă. În față, stă așezat plutonul de execuție, cu arma la ochi, gata să tragă, așteptând comanda ofițerului, a cărui sabie strălucește în vânt. Alături sunt trupe aduse să asiste la măcel, să învețe arta de a ucide, să se îmbete de mirosul sângelui cald. În față, stă rândul prizonierilor, stau țăranii așteptându-și moartea: cruzimea asasinilor și-a făcut o plăcere din a-i ține în gura puștilor cu ochii neacoperiți... Pictorul a avut de luptat cu o mare greutate tehnică, cu aceea de a zugrăvi o dramă mută din atitudini drepte, aproape rigide. El a învins greutatea. El a știut să dramatizeze atitudinea țăranilor în gestul acelui moșneag care trage la sân copilașul de lângă el și-i acoperă fața ca să nu vadă grozăvia ce-l așteaptă. Și din tablou a făcut să iasă un strigăt de groază și un sentiment de oroare...”[50] Tabloul intitulat Execuția a fost expus în cadrul Expoziției din 1909 la Ateneul Român din București și a fost scos din ordinul autorităților din galerie după scurt timp de la vernisaj.[53]
5. Recunoașterea - este astăzi o pictură dispărută sau distrusă, ea este cunoscută din reproducerile de epocă apărute în presa timpului.[54] Compoziția înfățișează un câmp după represiune unde țăranii s-au adunat pentru a-și recunoaște rudele ucise. Pictura a fost expusă în Iași, în vitrina librăriei Moldova în 1908.[53] După douăzeci de minute de expunere, poliția a ordonat scoaterea ei din vitrină și a dispus ca librarul să fie expulzat din România.[53] În anul 1909 a fost expusă la Ateneul Român din București, unde a fost interzisă din ordinul autorităților.La sfat - variantă

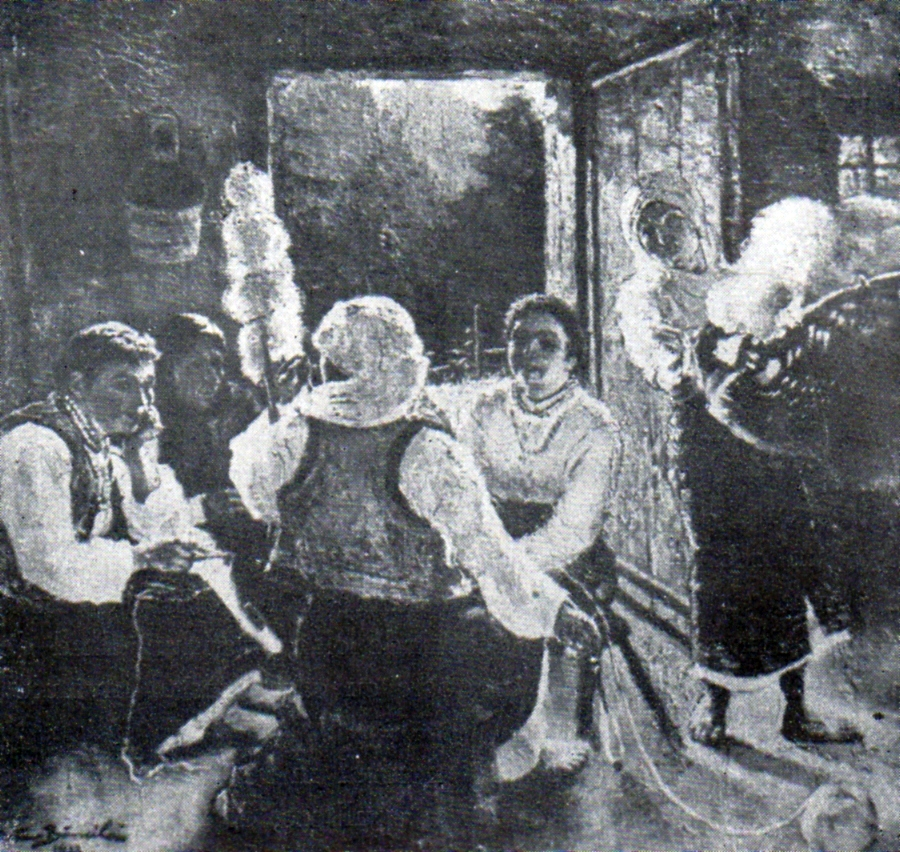
La sfat - variantă

6. Înmormântarea - este astăzi o pictură dispărută sau distrusă, ea este cunoscută din reproducerile de epocă apărute în presa timpului.[54] Lucrarea prezintă sfârșitul represiunii pe un câmp cu multe cadavre, unde doi soldați se ocupă cu adunarea morților și cu săpatul gropilor. Pictura a fost expusă în Iași, în vitrina librăriei Moldova în 1908, timp de două săptămâni, după care a fost interzisă din ordinul autorităților. În anul 1909 a fost expusă la Ateneul Român din București, unde a fost interzisă din ordinul autorităților.[55]
7. Sub escortă - este o pictură reprodusă în monografia Orașul Iași de N. A. Bogdan.[55] Ea prezintă o mulțime de țărani cu cămășile zdrențuite care au mâinile legate la spate, aflați sub escorta unui convoi de cavaleriști. Unul dintre țărani se află într-o poziție căzută, gata să fie călcat de un călăraș. Tabloul a fost reprodus  în monografia Orașul Iași de N. A. Bogdan, pag. 324.[55]
8. După răscoale - cunoscută doar din articolele scrise în gazetele vremii.[54] A fost expusă în 1909 la Ateneul Român cu prilejul concursului pe care Octav Băncilă l-a susținut pentru ocuparea unui post de profesor la Școala de belle arte din Iași.[55] Compoziția înfățișa niște țărani care ară un câmp boieresc. În urma lor un țăran adună cu un băț oasele ce se ivesc de sub lama plugului.[55]
9. Blestemul - este un studiu realizat de Băncilă în vederea execuției picturii Recunoașterea.[55] Tabloul arată o femeie cu părul fluturând în vânt, plină de disperare și revoltă. Îndurerată și cu obrajii scofâlciți, are brațele ridicate, cu pumnii încleștați sugerând blestemul. Tabloul se află astăzi la Muzeul Național de Artă din București.[54]

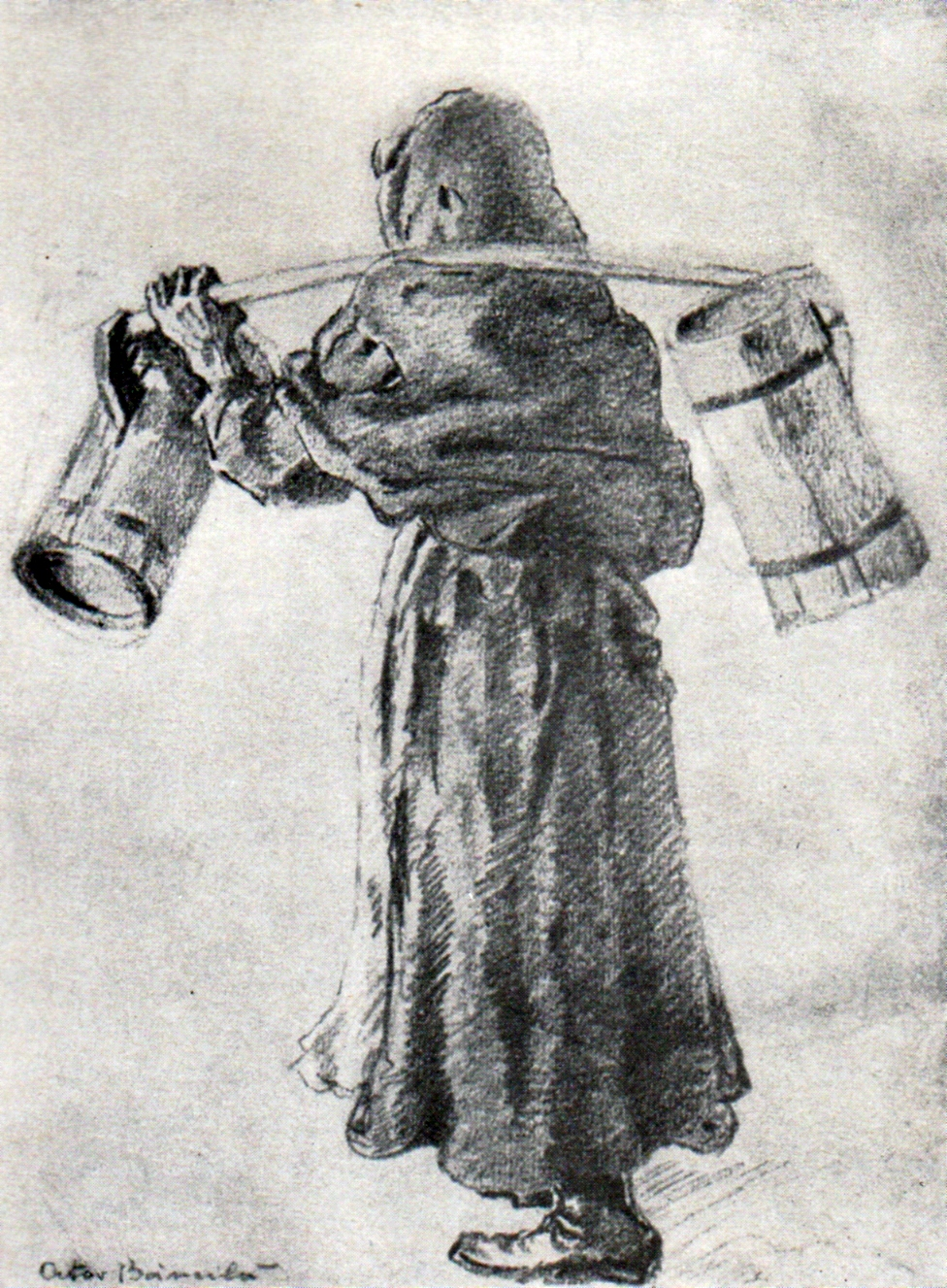
Femeie cu cobilița - studiu

10. Povestirea răscoalelor[55] (cunoscut și ca Prevestirea răscoalelor[54]) - reprezintă o tânără țărancă care ține într-o mână unFemeie cu cobilița - studiu steag roșu și cu cealaltă bate la ușa unei case pricăjite. Pare că se duce la o întrunire a unui grup de răzvrătiți care vor hotărî calea de urmat. Tabloul se află astăzi la Casa Centrală a Armatei.[54]
11. La sfat - este cunoscută uneori și sub numele de Prevestirea reprezintă doi țărani bătrâni care stau pe o bancă și din aerul lor conspirativ, par a vorbi despre răscoală.[55] Tabloul se află astăzi la Muzeul Național de Artă din București.[54]
12. Historia - este o alegorie pe care Octav Băncilă a realizat-o în anul 1911.[56] Ea este făcută într-un stil decorativ care aduce aminte de lucrarea de debut a lui Băncilă, Caritatea.[56] În tablou se poate vedea o femeie care întruchipează Istoria, și care vorbește copiilor din jurul ei despre răscoala din 1907.[56] Octav Băncilă a avut ca model pentru femeie pe soția sa Ana și pentru copilul muncitor și cel burghez pe fii săi Vasile și Grigore.[56] Ca modele pentru ceilalți copii, Băncilă s-a folosit de copiii aduși de la școala primară Petru Poni din Păcurari.[56]
13. Propagandistul - tabloul a fost pictat în anul 1914, compoziția înfățișează o babă, un moșneag, un bărbat cu soția sa care are un prunc în brațe și doi tineri flăcăi.[56] Pe gazeta pe care o citește un băiat se vede scris 1907. Compoziția a fost lucrată cu multă limpezime în mod similar compoziției Întrunirea.[56]

Tablourile din ciclul „1907”, nu au fost identificate în totalitatea lor nici după trecerea a o sută de ani după ce Octav Băncilă le-a realizat. Există posibilitatea ca unele dintre ele să existe în colecții particulare necunoscute, unele au fost distruse iar altele au fost trimise peste hotare. Din analizele specialiștilor, din reproducerile fotografice și din originalele care au rezistat vremurilor a reieșit că răscoalele din 1907 l-au determinat pe Băncilă să facă cel puțin douăsprezece lucrări. Tematica răscoalelor l-a preocupat mult timp pe Octav Băncilă, cele mai importante fiind realizate în perioada 1907 - 1909. Băncilă a mai făcut ulterior acestei perioade, picturi cu aceeași tematică, dar ele au avut o mai mică amploare și importanță în critica de specialitate.

### Conflictul cu autoritățile pentru Ciclul de lucrări1907
Octav Băncilă  a participat la concursul pentru ocuparea unui post de profesor la Școala de belle arte din Iași în anul 1908. Pentru acest concurs candidații trebuiau să participe la o expoziție la Ateneul Român din București, în care să arate comisiei cele mai bune lucrări pe le-au făcut. Printre candidații din acel an s-au numărat pictorii Apcar Baltazar, Gheorghe Petrașcu, Jean Alexandru Steriadi, Arthur Verona, Constantin Artachino și sculptorii Frederic Storck, Dimitrie Mirea, Oscar Spaethe, Dimitrie Paciurea și mulți alții. Băncilă a venit la București cu compozițiile din ciclul 1907, respectiv 1907 și Recunoașterea, precum și tablourile Cărturăreasa, Bunica, Atacul gâștelor și probabil Peticarul și Flămândul. În plus a venit cu Autoportretul în stil clasic, care a fost reprodus ulterior de către multe ziare ale vremii. Această expoziție a fost pentru Băncilă primul contact serios cu Bucureștiul. Lucrările sale au fost primite cu multă rezervă, chiar cu ostilitate. Concursul nu a adus vreun rezultat pozitiv pentru Băncilă.

Tablourile cu care Octav Băncilă a participat în 1908 la expoziția de la Ateneul Român
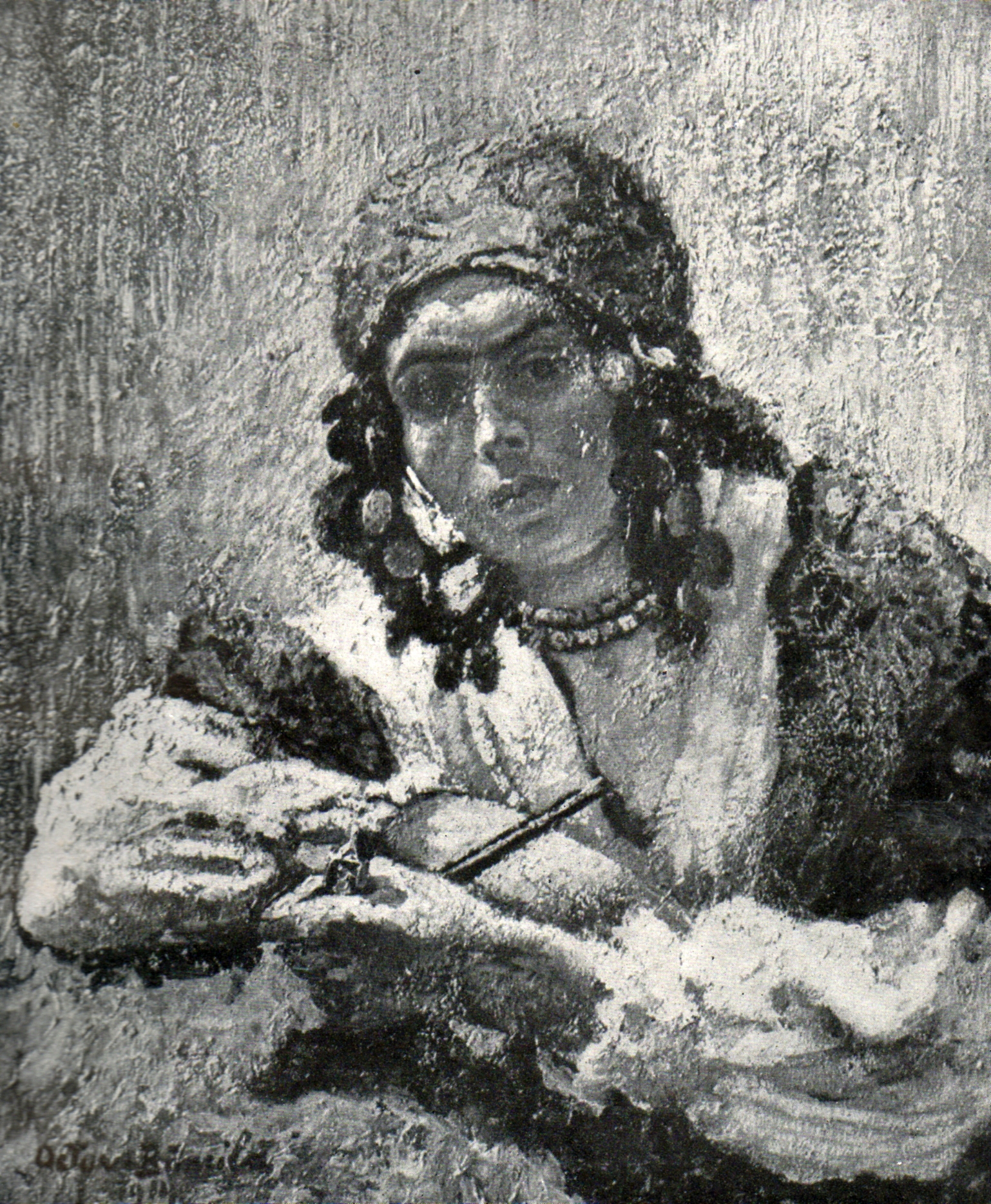
Cărturăreasa (variantă 1914)
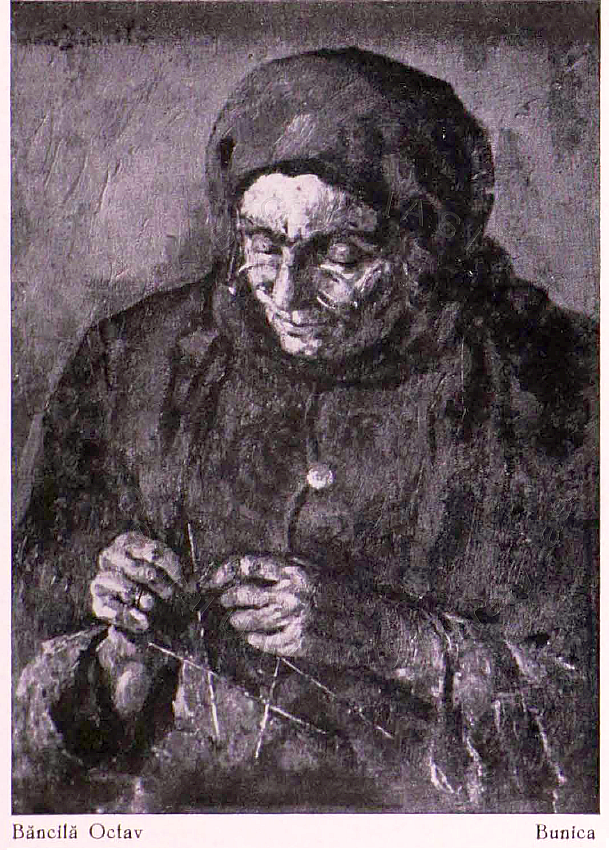
Bunica
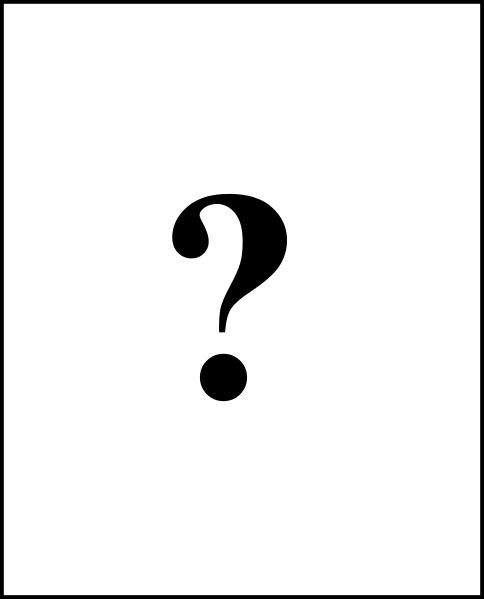
Atacul gâștelor (?) (ajutați Wikipedia și găsiți imaginea)
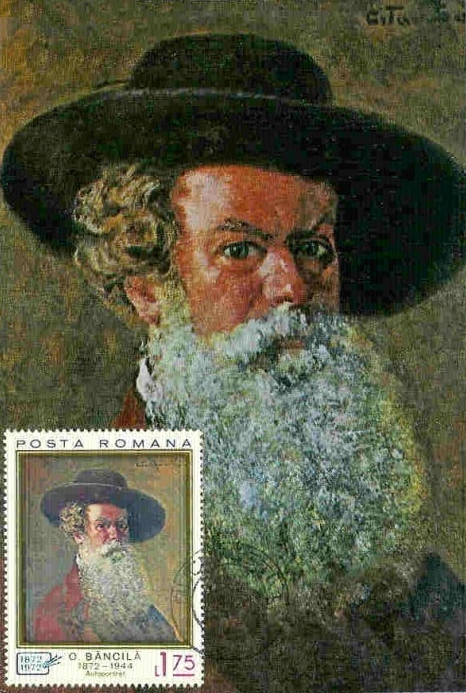
Autoportret

Ziarele Epoca și Universul publică articole critice, cum a fost cel al lui P. Botzan care a criticat chiar tehnica artistului, considerând-o formalistă, fapt care a dus la deprecierea artei prezentate în lucrările aduse. Ziarul Epoca, de aplecare conservatoare, a fost cel mai virulent:
„... Totuși, surprizele nu ne-au fost cruțate. Una penibilă, concepțiile macabro-cadaverice ale domnului Băncilă, alta îndeosebi de plăcută, pânzele doamnei Cornelia Emilia. Cel dintâi, voind a fi „pictorul răscoalelor țărănești” nu a izbutit decât a-și trăda socialismul morbid, iar cât despre tehnică pare că invidiază gloria marelui pictor de firme Abrahamovici. Cu totul altceva este cu doamna Emilian.”—Ziarul Epoca, București, 19 septembrie 1908

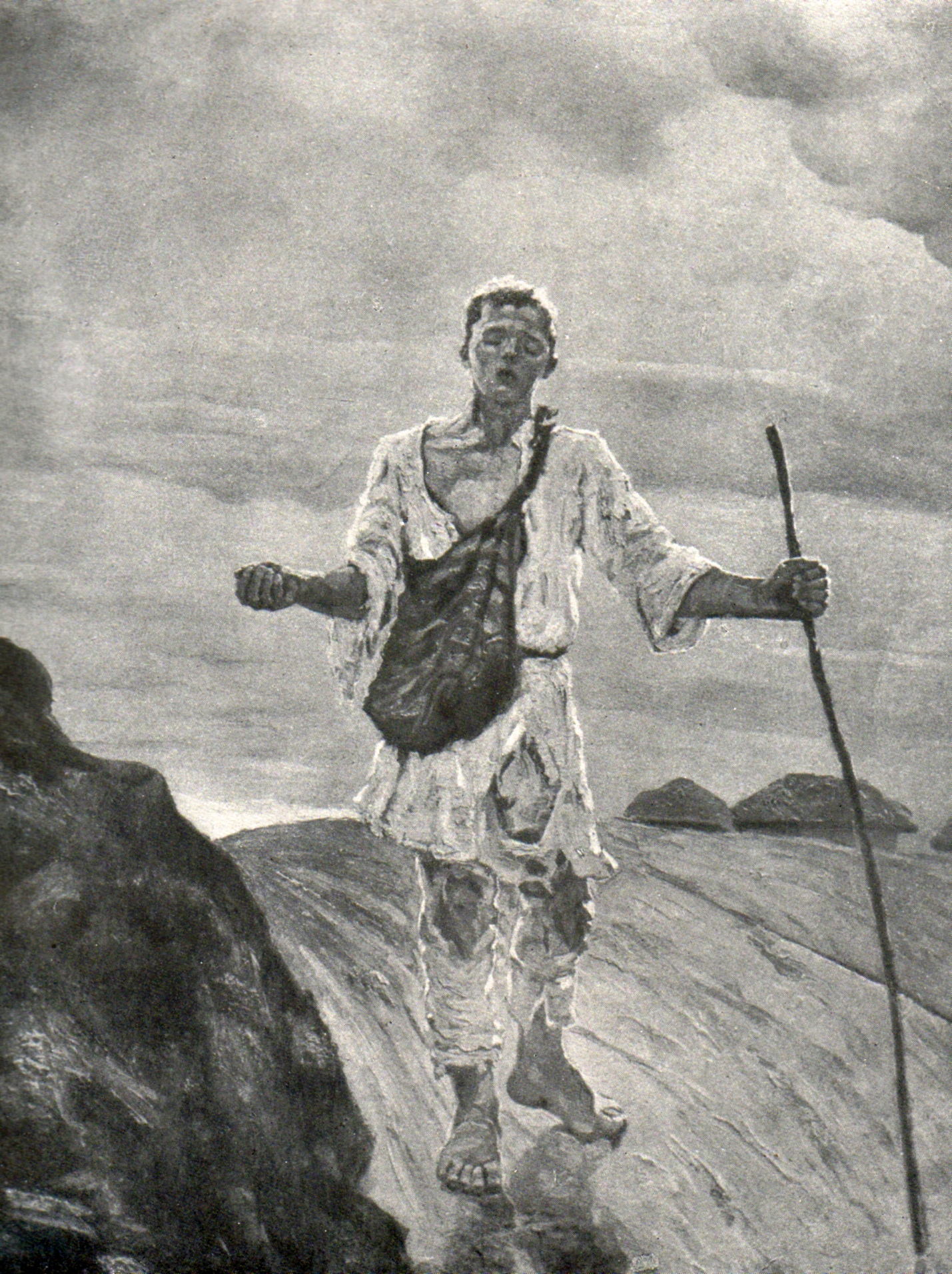
Orbul (variantă 1914)

În anul următor, 1909, Octav Băncilă s-a prezentat din nou la București, la o nouă expoziție la Ateneul Român, scopul fiind același - participarea la un concurs pentru ocuparea unui post de profesor la Iași Cu această ocazie, Băncilă vine cu douăzeci și trei de lucrări printre care se remarcă Înainte de 1907, Execuția, Recunoașterea, Înmormântarea. Octav Băncilă a fost de această dată unicul candidat care s-a prezentat la concurs. Ministerul Instrucțiunii Publice a interzis încă de la început expunerea tablourilor cu tematică socialistă, dar a revenit ulterior asupra hotărârii scoaterii din expoziție a lucrărilor cu pricina. Trei pânze au fost scoase după trei zile de expunere, și anume - Execuția, Recunoașterea și Înmormântarea. Ziarul Adevărul, Ziarul liberal Voința Națională și Ziarul România Muncitoare s-au duelat în luări de poziții pro și contra tematicii socialiste afișată de Octav Băncilă la Ateneul Român.
După ridicarea lucrărilor, Ziarul România Muncitoare a publicat un articol intitulat Politicienii liberali și expoziția Băncilă. Redacția a atacat dur administrația liberală pentru confiscarea ziarului ca urmare a reproducerilor pe care România Muncitoare le-a făcut în numărul din 4 martie 1909 tablourilor Înainte de 1907 și  Înmormântarea.
Lista tablourilor prezentate la expoziția din anul 1909 la Ateneul Român este necunoscută. Se știe că a expus pânza Orbul de la Frumoasa, care înfățișează un tânăr militar victimă a conjunctivitei, care în acele vremuri făcea ravagii în armată, care iese de la spitalul militar din Frumoasa și-și caută drumul cu un băț. Octav Băncilă a mai expus și pastelul Muncitor în repaus. Cei mai fervenți susținători ai operei lui Băncilă au fost ziarul de înclinație socialistă România Muncitoare prin profesorul Paul Bujor și doctorul Ottoi Călin care a publicat în ziarul Viitorul Social o serie de articole. El l-a inclus pe artist în rândul celor care au evocat răscoalele din 1907: „„1907” a lui Caragiale, poezia „1907” a lui Vlahuță, scurta schiță „Măcar o lacrimă” a lui Paul Bujor; fragmentul „Furtună Veteranul” al lui I. I. Mironescu; nuvela „Judecata din urmă” a lui Timiraș”. În opoziție a fost profesorul Ilie Bărbulescu care i-a imputat lui Băncilă „... un poporanism sau un țărănism exagerat și tendențios politicește”. Mai departe, profesorul a adus câteva comentarii laudative, după care a trecut din nou la critici: „de îndată ce însă Dul Băncilă vrea să facă ceva ce nu a simțit și de care nu e în adevăr convins, face artă pur și simplu vulgară, care, pentru mine, e o mercantilizare a sentimentelor... Dovadă acestei afirmări stau cele două tablouri, pe care în luna din urmă le-a expus Dul Băncilă în vitrina a două din librăriile locale. E un Țăran istovit și 1907... În acel țăran, Dul Băncilă a avut tendința poporanistă de a arăta marea mizerie și sărăcie a țăranului român. Dar rezultatul e că a făcut din țăran o mutră hidoasă și ca concepție și ca colorit...” . La astfel de atacuri, a urmat și o replică din partea lui A.D. Atanasiu care l-a atacat vehement pe Bărbulescu și a susținut nemărginit concepția lui Băncilă și a declarat opera pictorului ca fiind sublimă.

### Maturitatea artistică
„... Cred că artistul nu trebuie să îngroașe rândurile burghezimii. Cu alte cuvinte, socotesc că artistul nu are rolul să lucreze pentru plăcerea și distracția burghezimii ci trebuie să urmărească un scop mai înalt, să cultive, să emoționeze. să influențeze într-o anumită direcție... Scopul suprem al artei picturale nu este să dai flori sau vederi frumoase pentru desfătarea ochilor celor bogați, pentru podoaba saloanelor... prefer totdeauna pictura aceasta socială. Am socotit de datoria mea să mă ocup de pătura țărănească. din rândurile căreia am ieșit. Sunt idei care mă obsedează luni de zile, ani chiar până când concepția se clarifică, se fixează definitiv. Realizarea merge mai lesne.”—Octav Băncilă în <Acțiunea>, 1915

#### Expoziția din 1914 din București
În perioada 1907 - 1916, Octav Băncilă și-a perfecționat abilitățile tehnice, și-a aprofundat ideile, totul fiind dublat de o voință neclintită care l-a dus în final la o creație excepțională de o mare măiestrie artistică. Încrederea în viitorul lumii proletare, crezul în cauza celor mulți și obidiți și faptul că era posesorul unei inimi iubitoare și a unui suflet viu, el a variat neîncetat tehnica picturală imediat după ce și-a fixat conceptual tematica și modul de realizare cromatic al lucrărilor - chiar dacă a avut inegalități și contradicții de execuție de care nu a scăpat niciodată. În acești ani, Băncilă a continuat să îndeplinească funcția de profesor de gimnaziu, funcție care-i consuma o parte importantă din timpul pe care și l-ar fi dorit alocat picturii. Artistul era nemulțumit de lâncezeala caracteristică unui oraș de provincie cum era Iașiul. Viața artistică era lipsită de însuflețire chiar dacă existau și câțiva sculptori și pictori de valoare, cum au fost Constantin Stahi, Emanoil Bardasare și mai apoi Gheorghe Popovici, toți trei directori ai Școlii de belle arte. Semnificativ este faptul că nici măcar studenții și profesorii de la școala de artă din Iași, nu au înfățișat atmosfera peisajului ieșean, chiar dacă văile șerpuitoare și colinele minunate ies în evidență toamna târziu când albăstruiul norilor se contopește cu coamele dealurilor verzui-argintii. Excepție există doar în opera lui Theodor Pallady și Octav Băncilă. La Pallady se regăsesc imagini urbane, priveliști din vii, case de pe dealuri și la Băncilă peisaje de la Bucium sau din valea Păcurarilor. Văile Sărăriei și Copoului cu panorame dinspre Repedea nu au fost înfățișate de aproape niciun pictor peisagist al epocii.

Lucrări care au fost prezente la expoziția din anul 1914
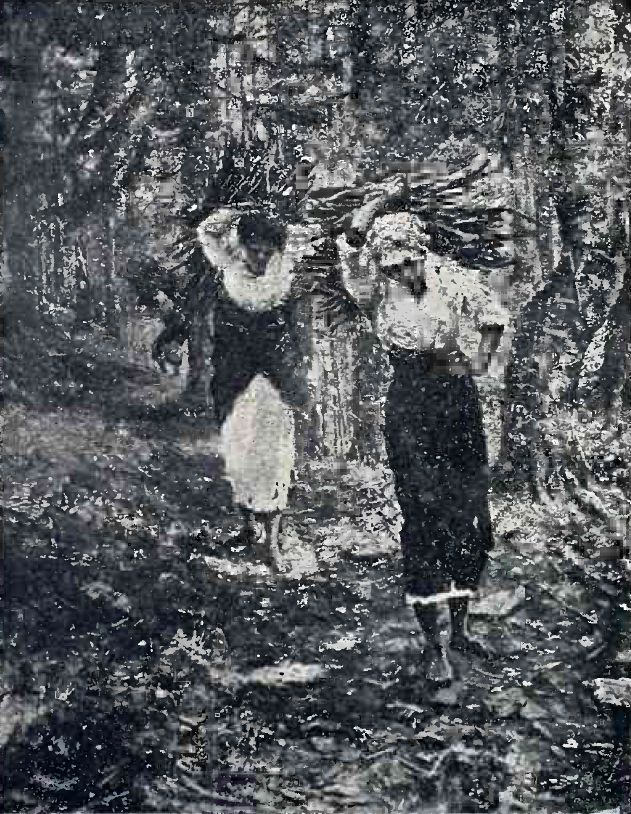
În pădure
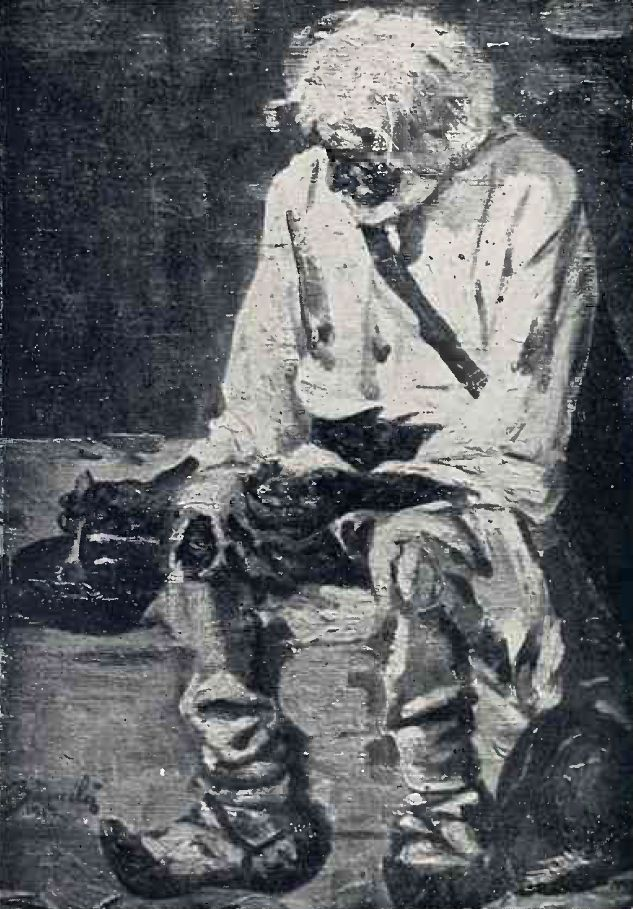
La masă
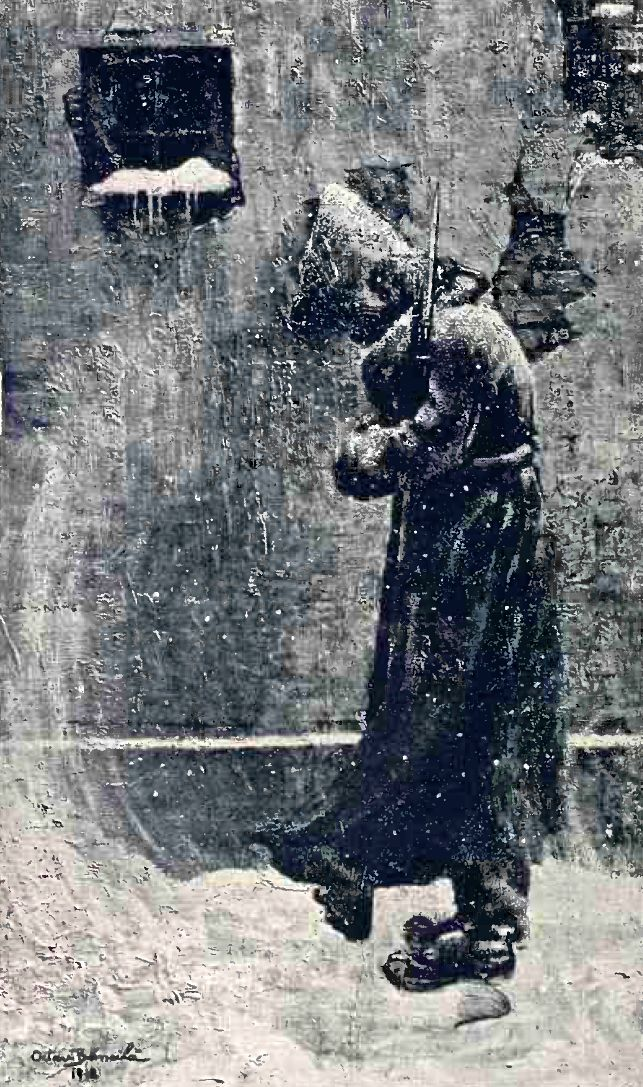
Santinelă
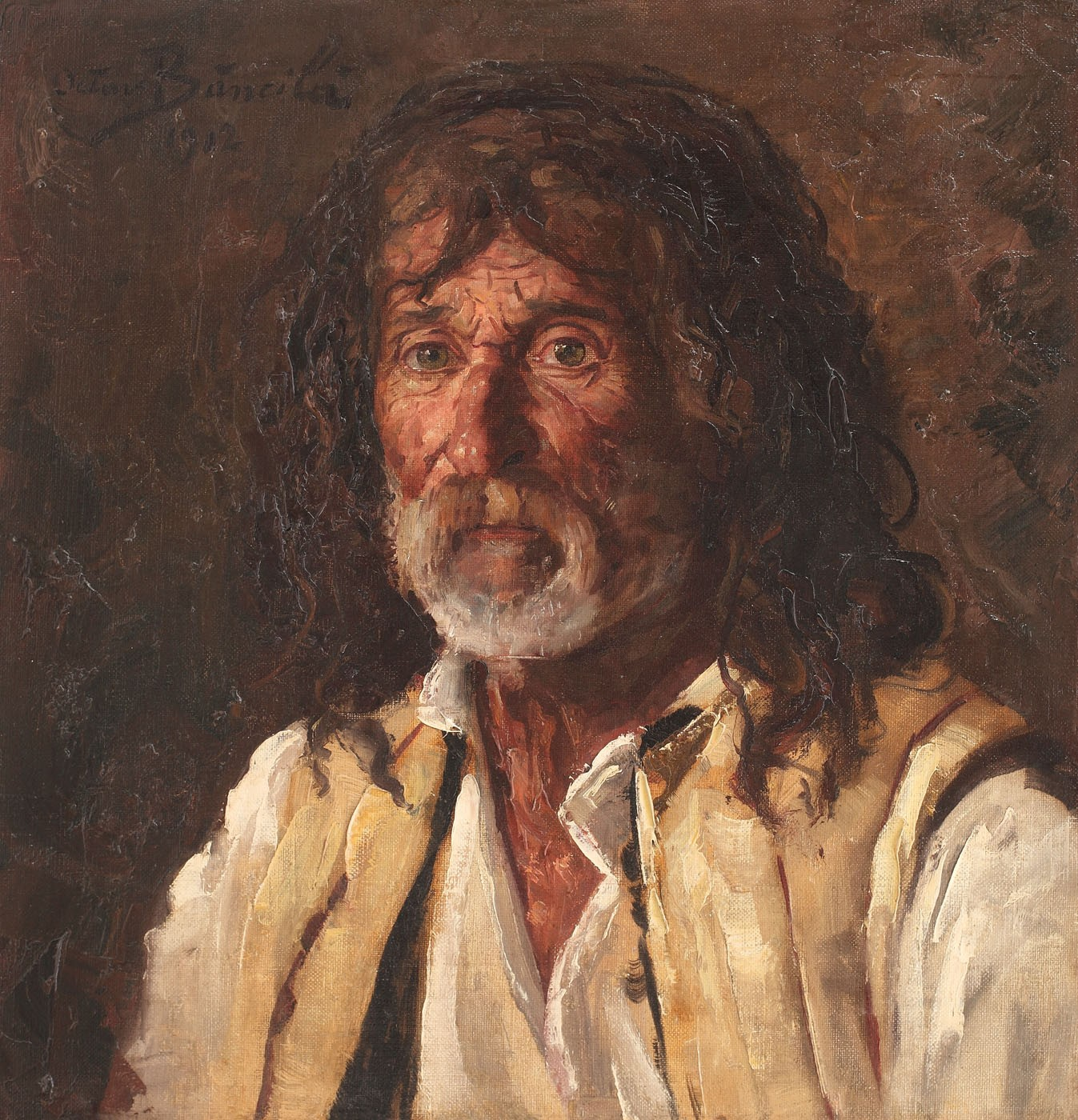
Ursarul sau Portretul lui Grigore Chirileanu
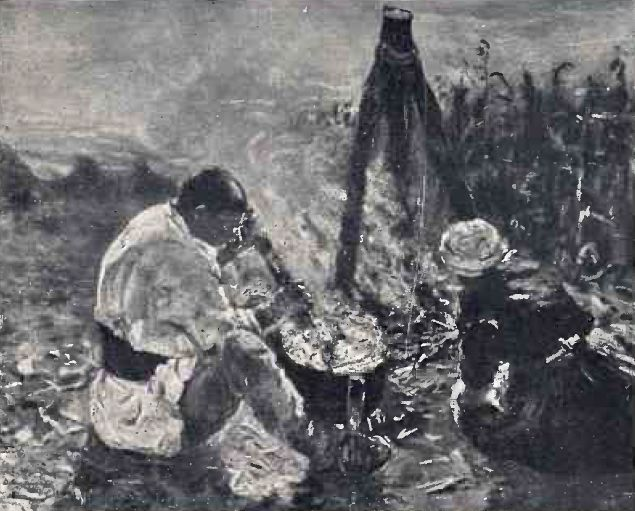
La culesul porumbului
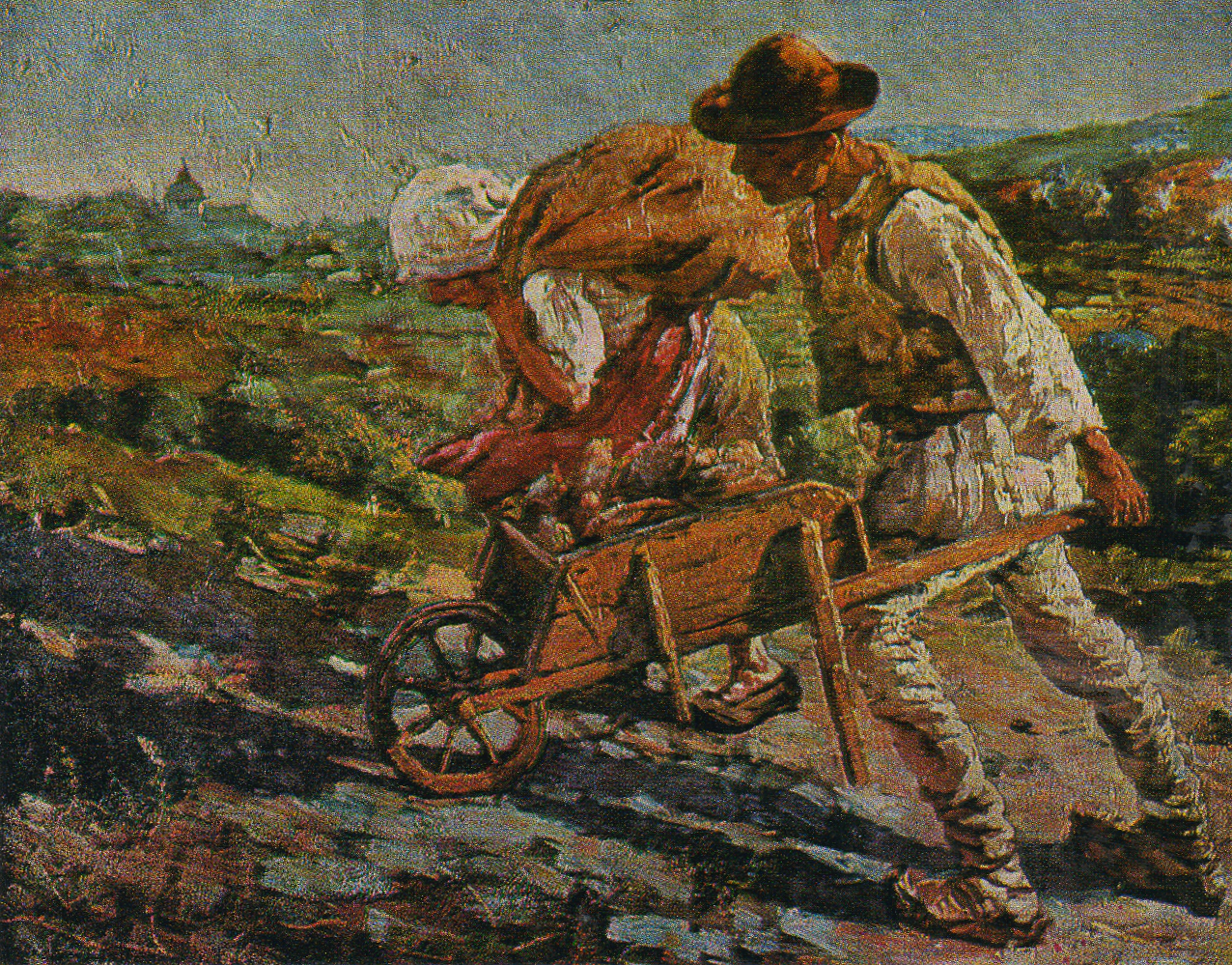
Spre casă sau După muncă
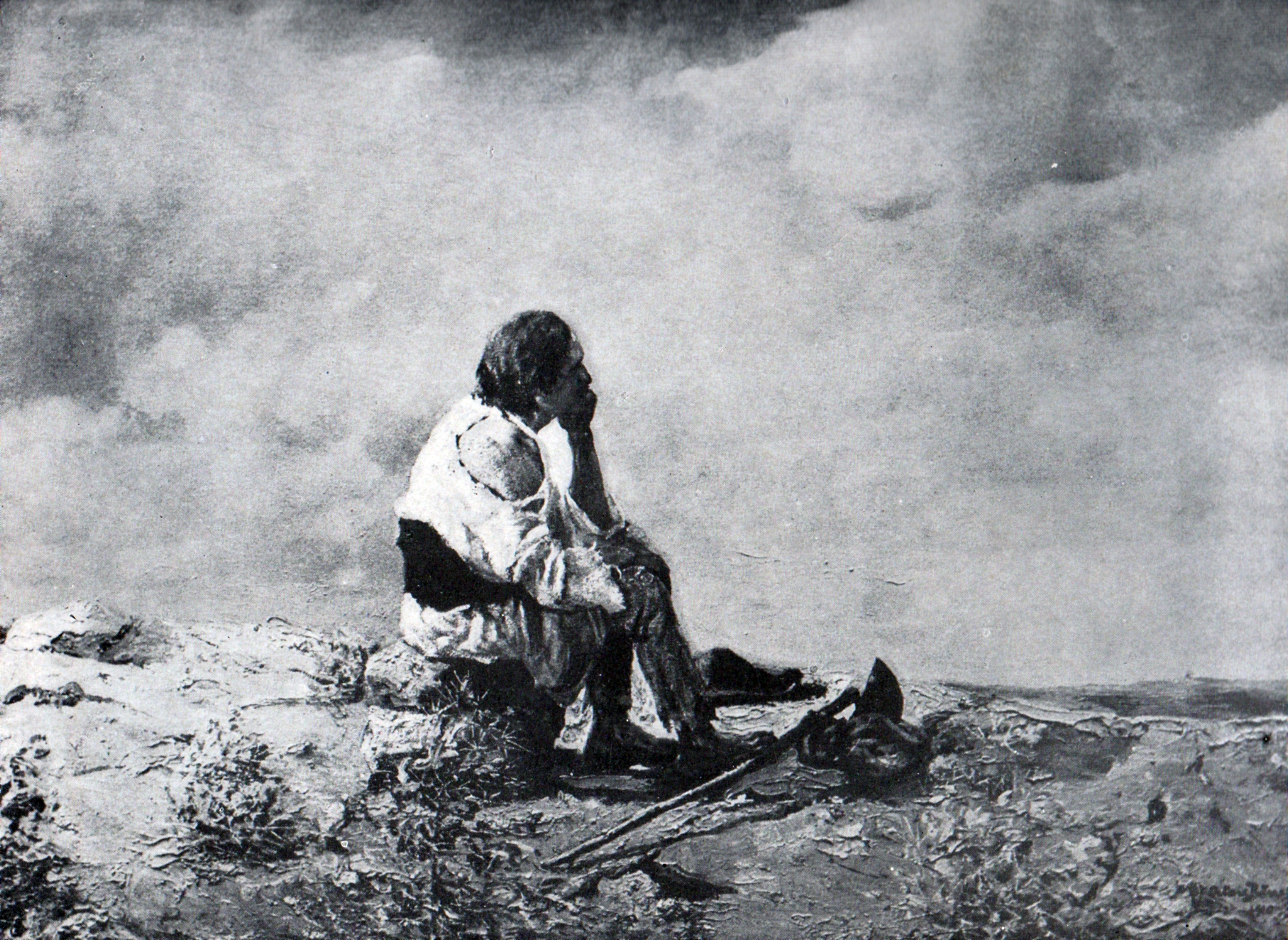
Pribeagul
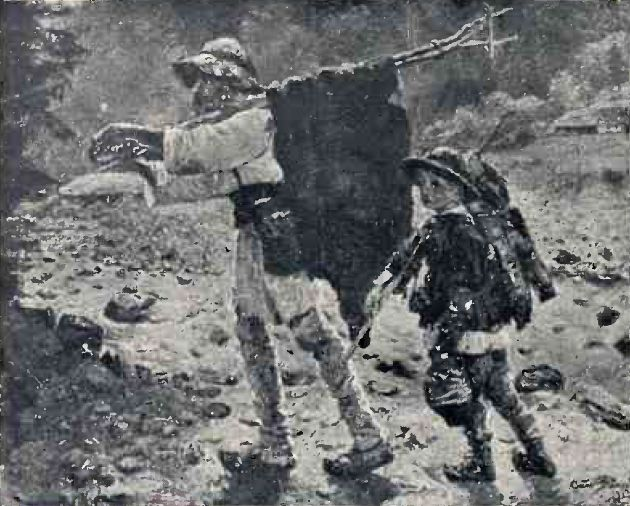
Către casă
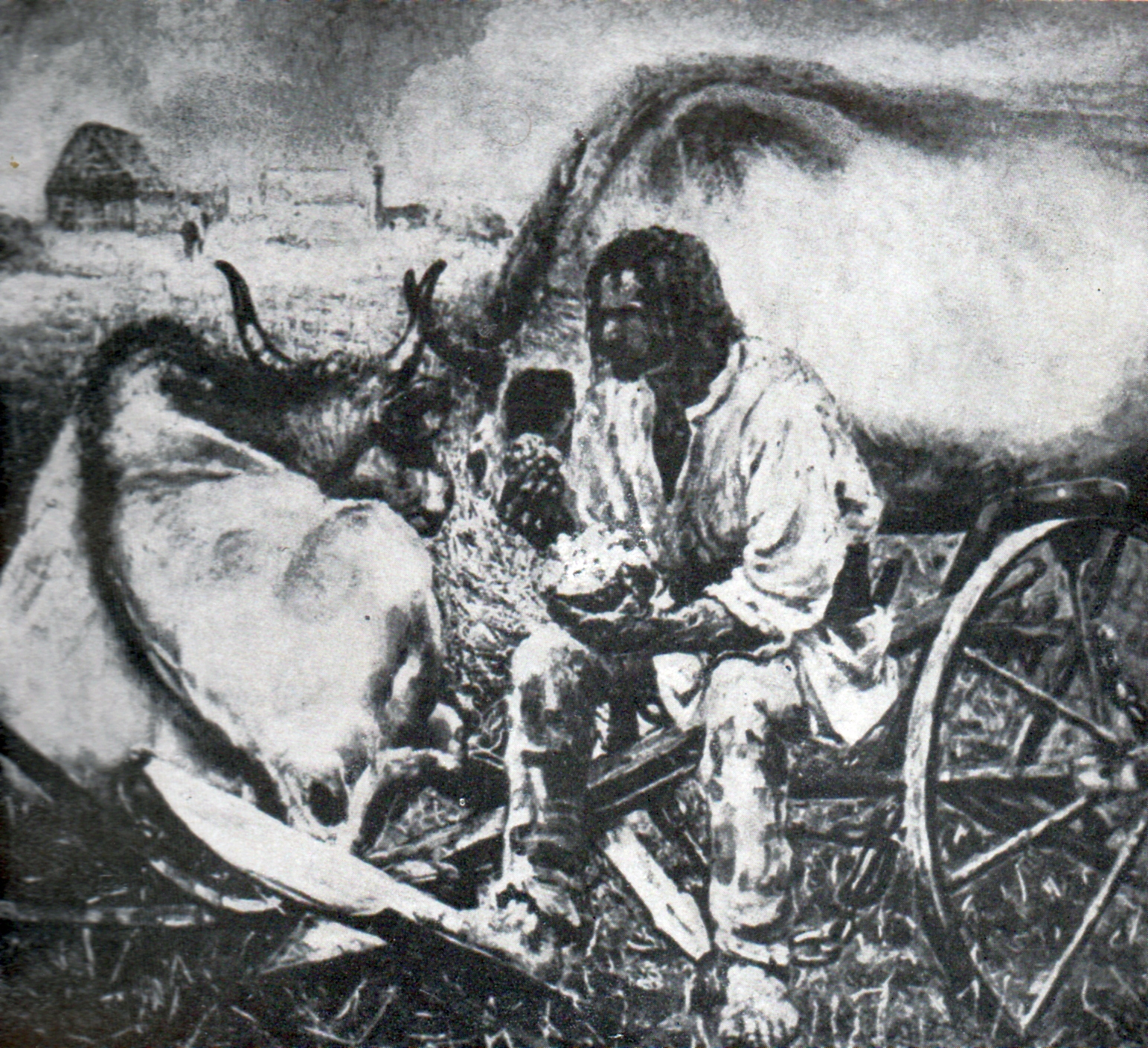
Pâinea noastră de toate zilele (1914)

Este de remarcat ideea că majoritatea artiștilor moldoveni care au activat la Iași, ca Mihai Cămăruț, Corneliu Baba sau Costache Agafiței, trăiau mai mult un vis al picturii, ei nu vedeau natura și oamenii din jur. Mai târziu, după Băncilă, au mai existat pictori români care s-au ocupat de peisajele ieșene. Aceștia au fost Ștefan Dimitrescu și Nicolae Tonitza.
Începând din anul 1910 și până în 1913, Octav Băncilă  a lucrat asiduu pentru a deschide o expoziție în anul 1914 la București în sala Ateneului Român. El a expus între acești ani și prin vitrinele ieșene, dar în data de 2 februarie 1914 s-a prezentat la deschiderea expoziției din București cu circa șaizeci de lucrări. A adus cu el picturi în care a reprezentat viața țărănimii și a muncitorilor din acele vremuri. Dintre lucrările cu tematică proletară s-au remarcat Întrunirea, Fierarii, La nicovală și Muncitorul datat în anul 1911. Începutul tematicii proletare în opera lui Băncilă a fost stabilit cu lucrarea Muncitori din anul 1905. Reprezentarea în spirit critic a vieții satelor s-a remarcat în picturile Pribeagul, Pâinea noastră de toate zilele, Propagandistul. A avut pe simeze și tablouri cu scene din munca rurală, a câmpului, cum au fost Culesul porumbului, Întoarcerea la câmp, Întoarcerea cosașilor. În acest an a expus și lucrarea din ciclul 1907 intitulată Historia. A mai expus o serie de tipologii umane din Iași, scene de familie, peisaje de la mănăstirea Agapia, peisaje cu nomazi precum și multe, multe flori. Expoziția din 1914 s-a dovedit a fi un mare succes, aproape toate lucrările expuse s-au vândut și Băncilă a încasat o sumă importantă de bani, circa douăzeci de mii lei care era atunci o sumă considerabilă. În interviul pe care Octav Băncilă l-a dat ziarului Rampa, pictorul și-a spus crezul despre destinația pe care o are arta:
„... eu înțeleg ca arta să fie pusă totdeauna în serviciul progresului omenirii și al națiunii. Când intri în orice lăcaș de artă, într-o expoziție de pictură, de exemplu, și când ieși de acolo să te simți mai om; desenul și culorile aruncate pe pânză să-ți scormonească sufletul. Și apoi pentru că e vorba de țara noastră, trebuie să zugrăvească stările de lucruri de la noi. Din punctul de vedere tehnic, artistul trebuie să fie alături de natură și în pânzele lui să vezi un lucru: adevărul!”—Octav Băncilă, Ziarul Rampa, 8 februarie 1914

Lucrări din perioada 1910 - 1914
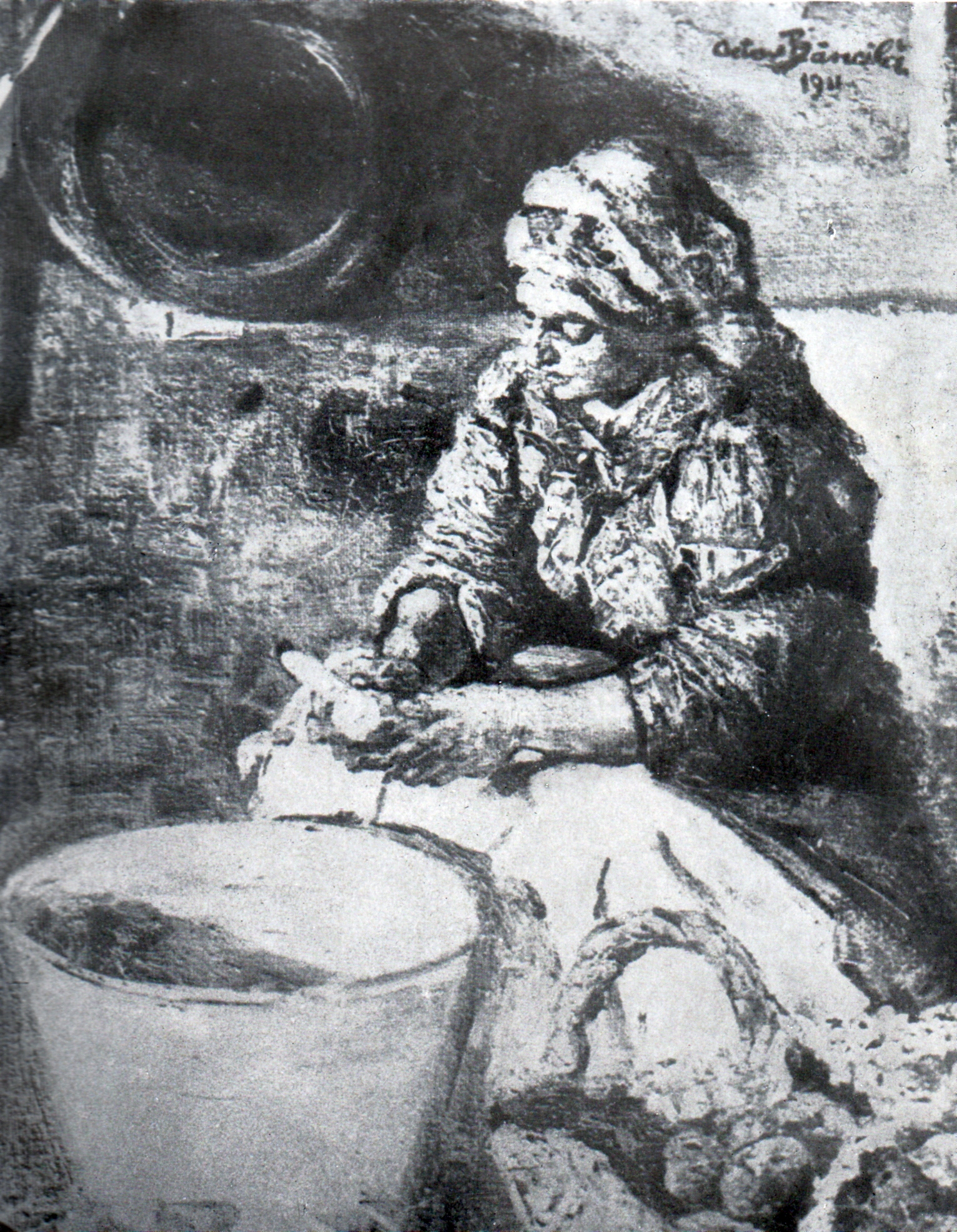
Curățatul cartofilor
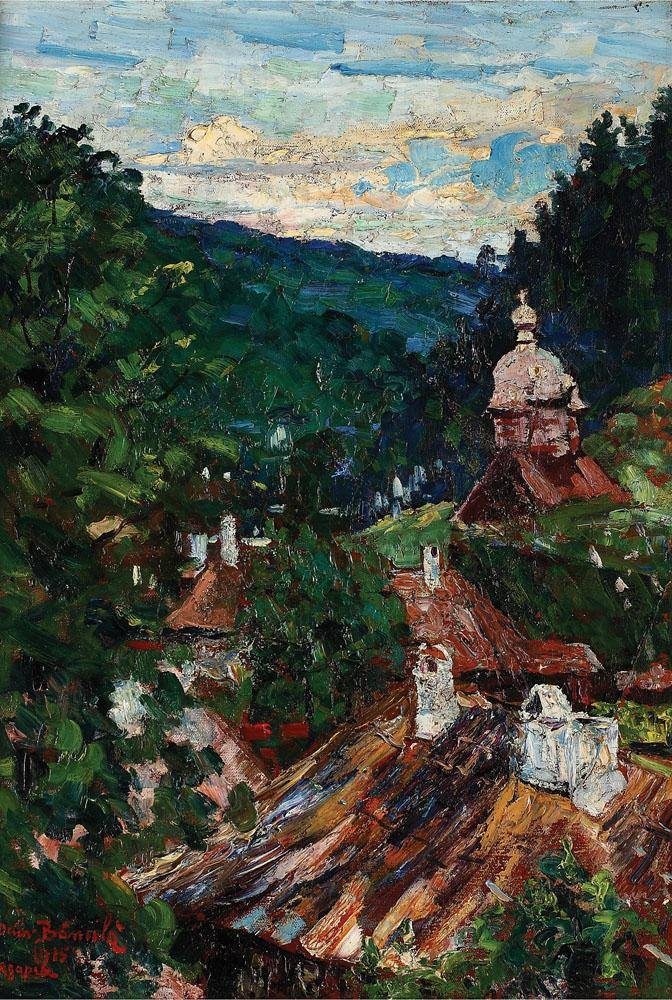
Valea Agapiei - 1915
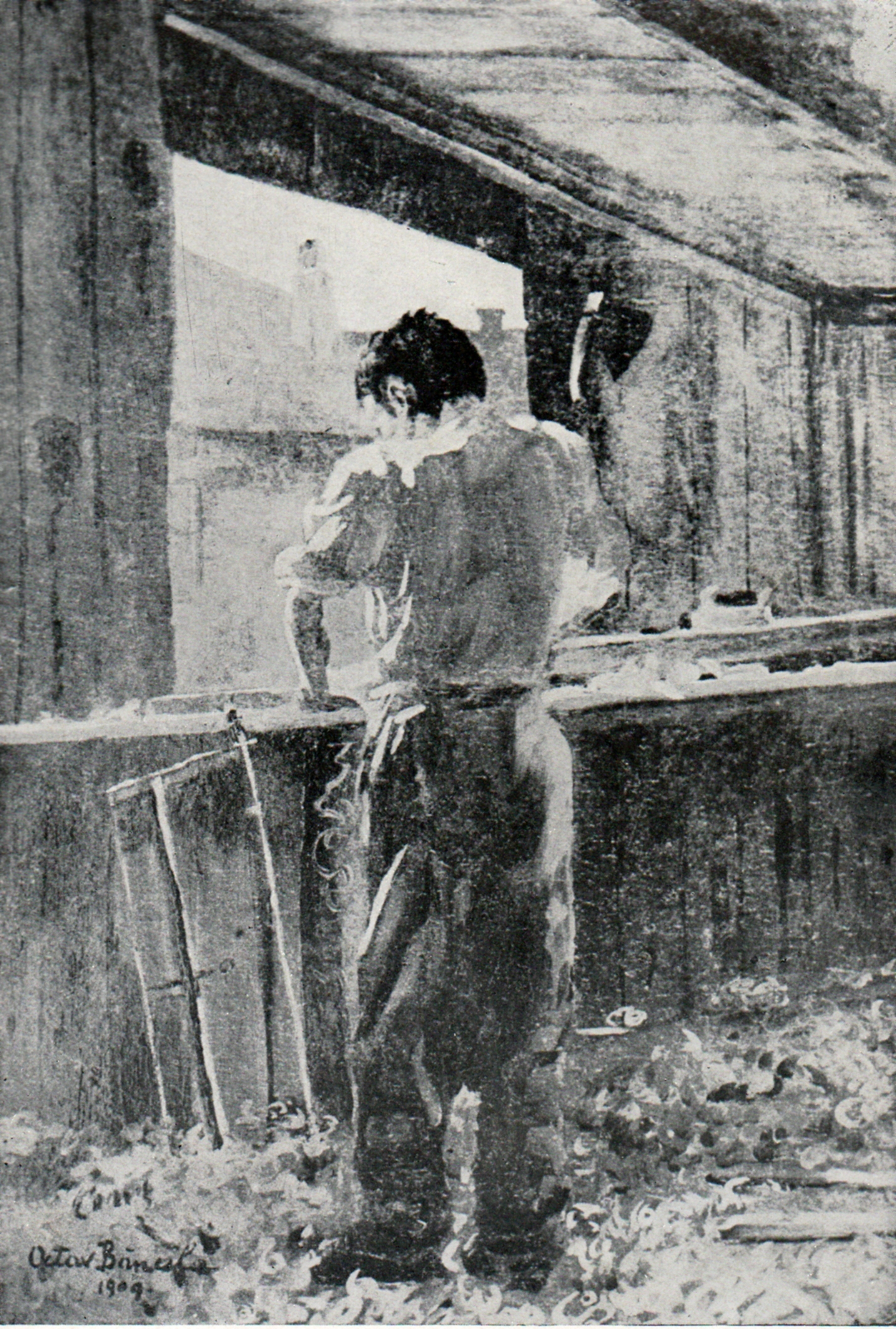
Lemnarul
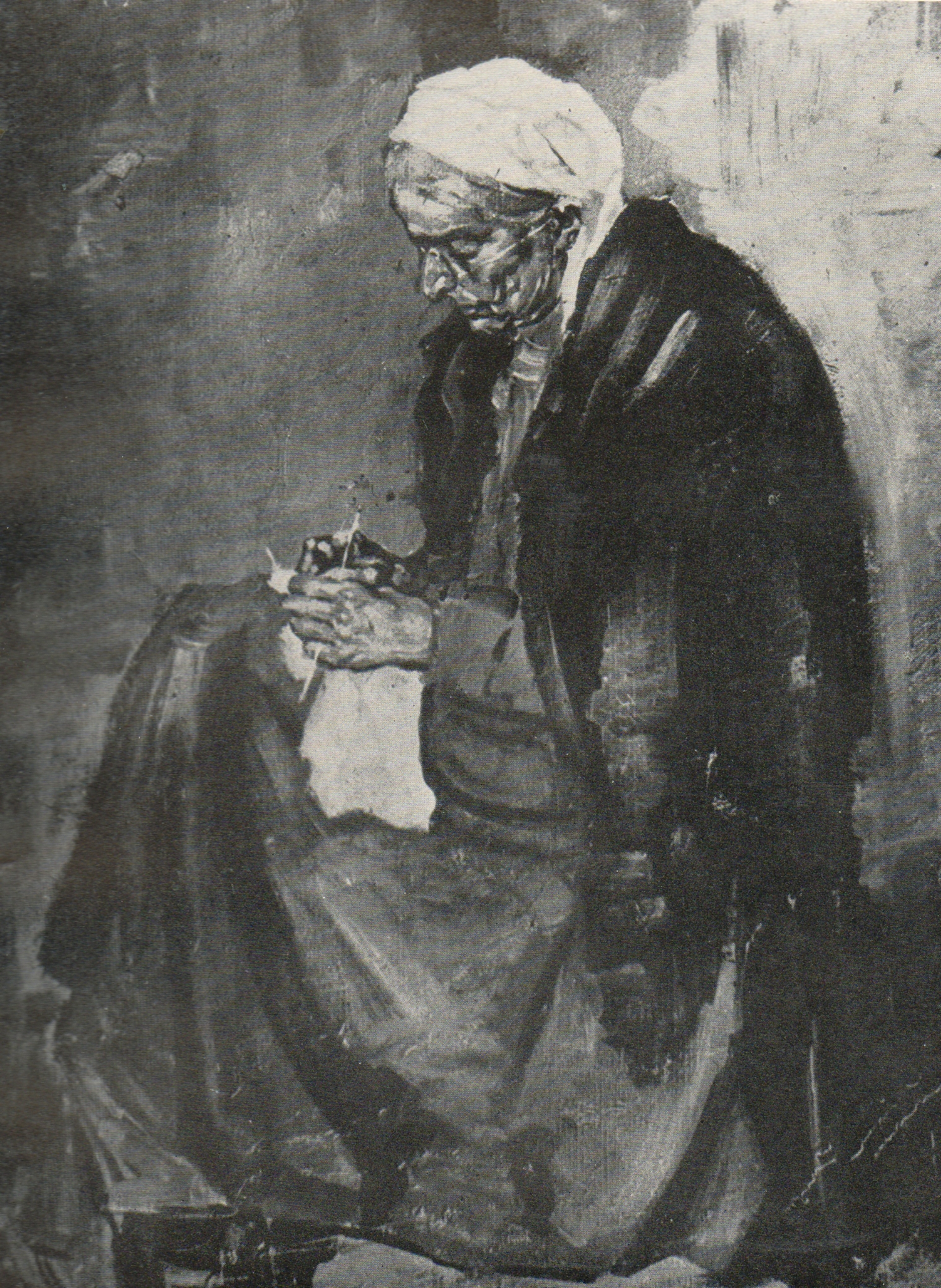
Bătrână
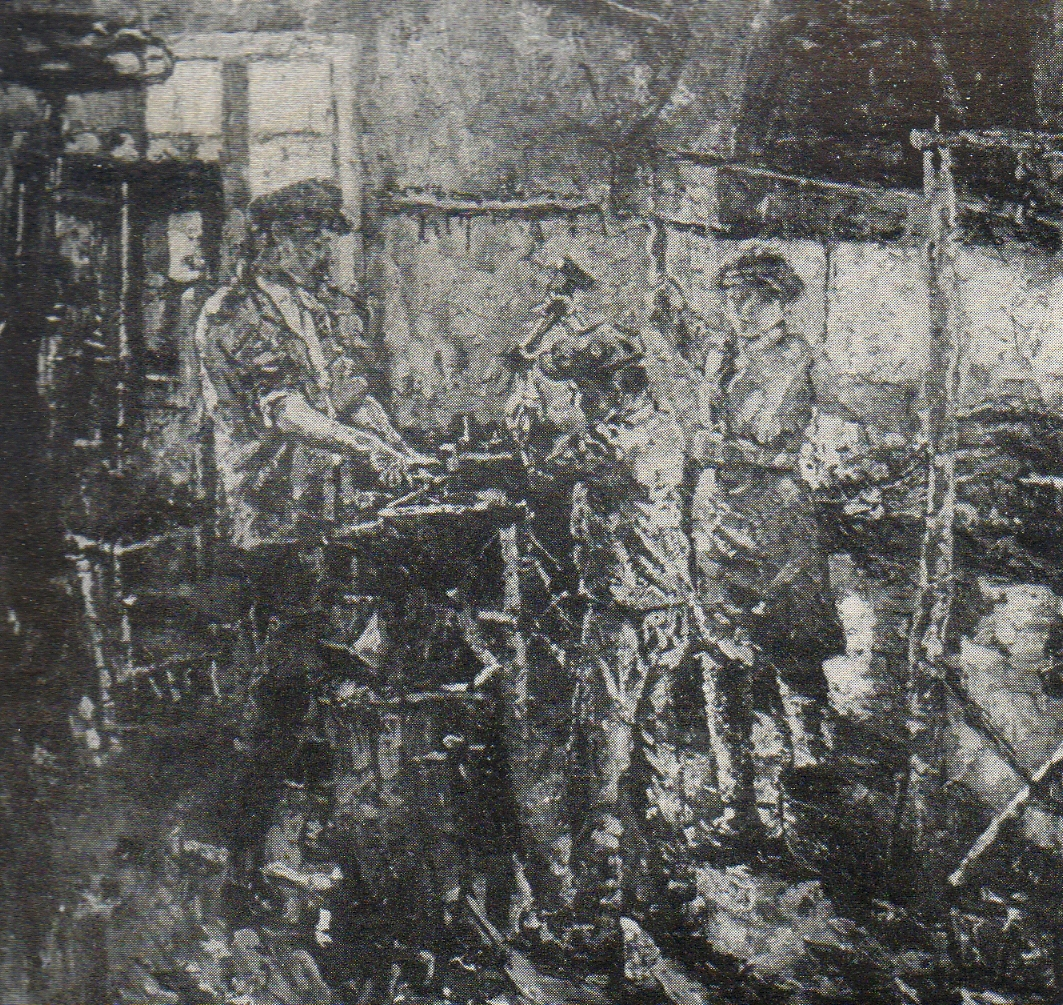
În atelier (1914)
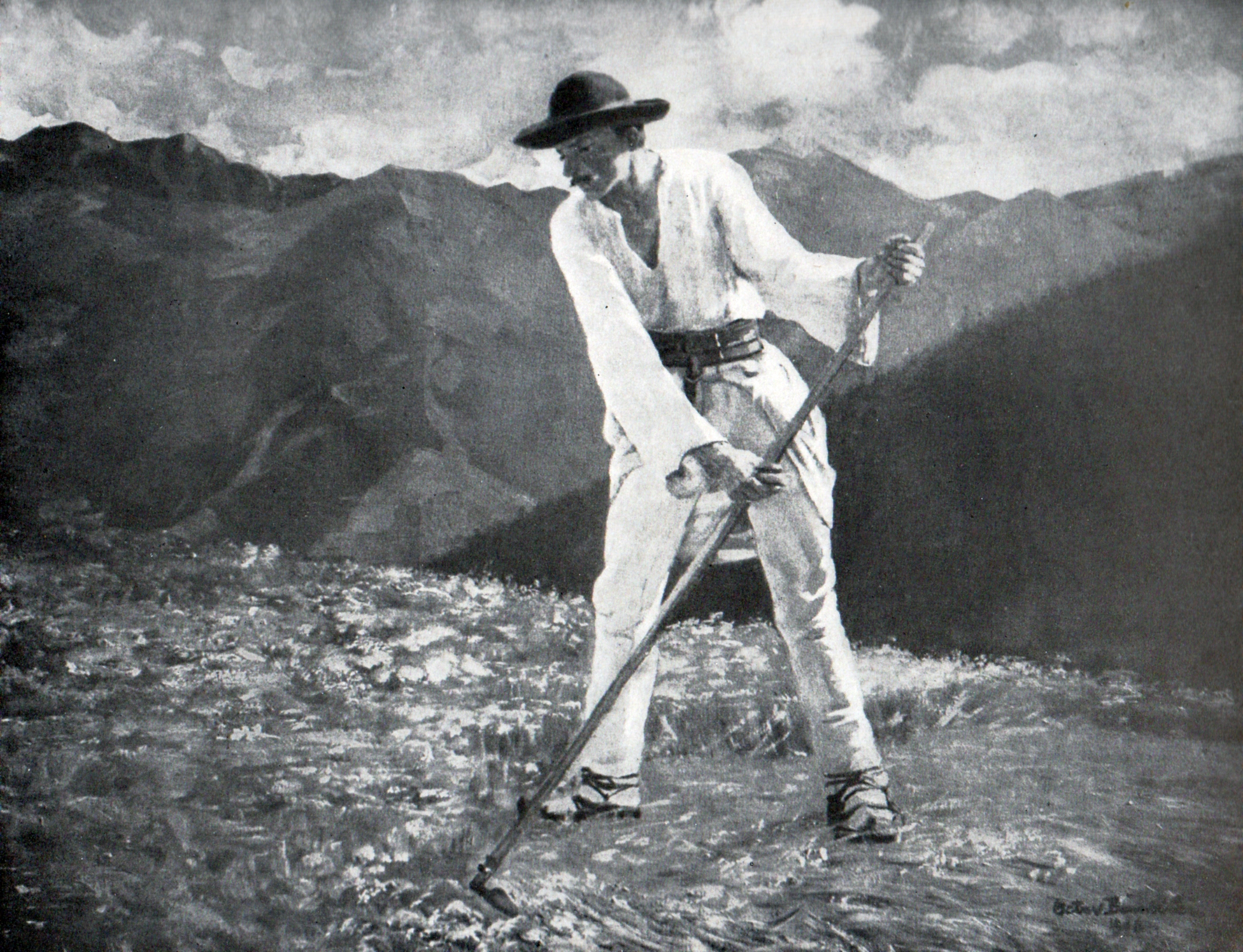
Cosaș la munte

Elogii aduse expoziției din 1914 au apărut în presa socialistă: în ziarul România muncitoare un articol al aceluiași M. Gh. Bujor, în revista Facla unde s-a publicat o scrisoare militant socialistă primită de la muncitorul Gheorghe Niculescu-Mizil (militant socialist al perioadei clandestine, tatăl lui Paul Niculescu-Mizil), în ziarul Rampa un articol interviu cu Octav Băncilă și revista Flacăra cu un articol critic semnat de Gala Galaction:
„... Băncilă a atras atențiunea lumii noastre, în chip deosebit, acum cinci ani. Pentru ce? Pentru că o notă specială, dureroasă și revoluționară striga în pânzele lui. Mărturisim că nota aceasta îl impune preocupării și condeiului nostru. În general Octav Băncilă este un pictor hirsut și trist. Nu găsesc în cele vreo șaizeci de pânze, pe care le expune azi, niciuna în care pictorul să se fi jucat sau să fi avut vreun gând șăgalnic. Pictura lui îți spune silință serioasă și aspră. Imperfecțiunile constatate par că vor cădea în pânzele viitoare, mulțumită sforțărilor neobosite de care îl simți capabil pe acest muncitor bărbos și gânditor. Stângăciile acestui pictor nu te supără!... Octav Băncilă nu se joacă, ci cugetă și simte. Să salutăm în Octav Băncilă pe artistul îndrăgostit de cei mulți, de cei buni, de cei mai nedreptățiți dintre noi!”—Gala Galaction, Revista Flacăra, 15 februarie 1914

#### Expoziția din 1915 din București

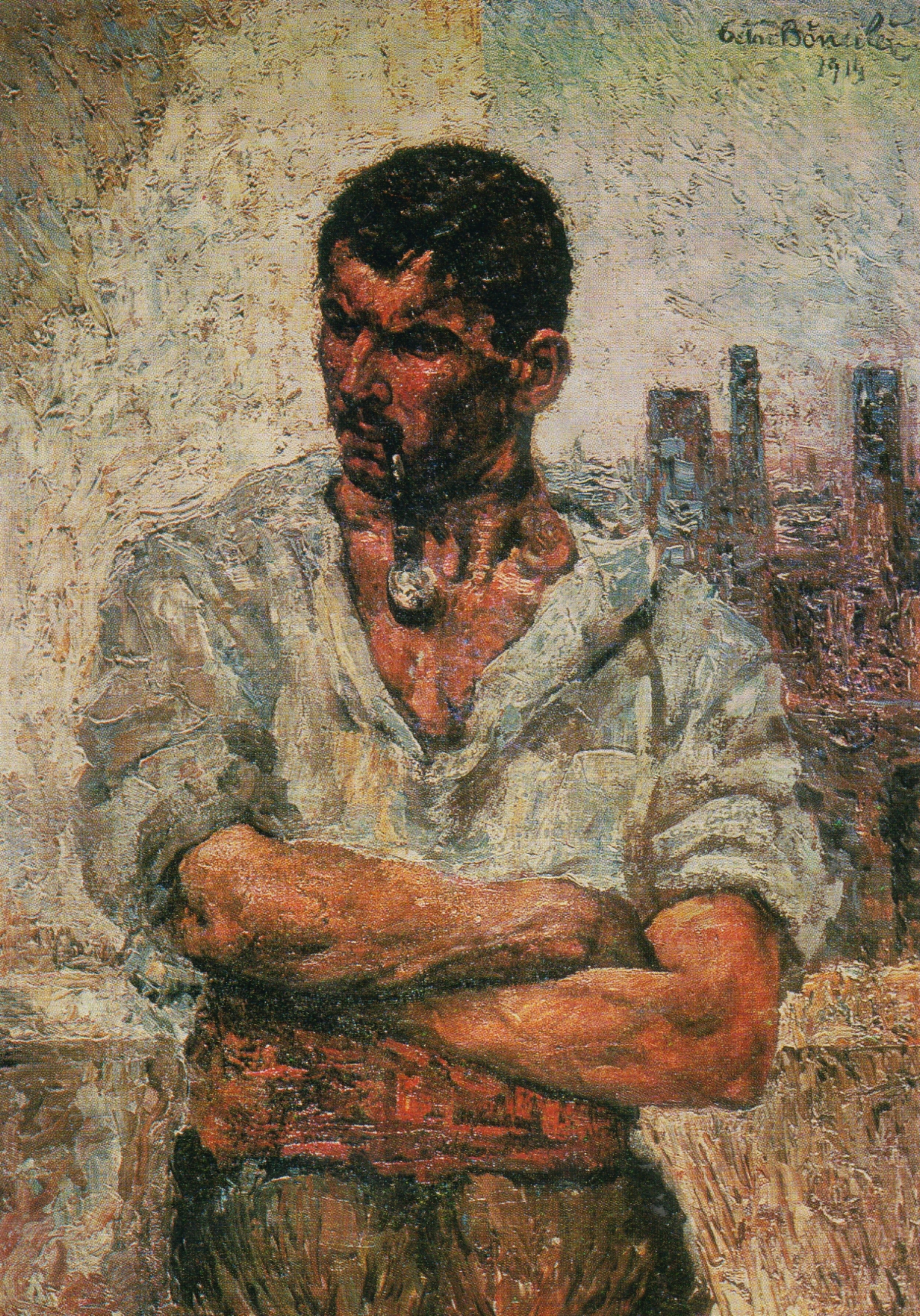
Grevistul (1914)

Anul 1915, prin simplul fapt că a fost premergător celui în care a izbucnit primul război mondial, a fost unul de profunde frămânatări ideologice și sociale. Într-o perioadă de plin avânt al socialismului și al ideilor de tip bolșevic venite din Rusia, România nu putea face notă discordantă tendințelor acelor vremuri. Octav Băncilă, un fervent adept al socialiștilor, ura armata de pe vremea aceea și a considerat-o un instrument al claselor dominante ale societății, formate din numeroși latifundiari și o clasă a burgheziei nou înfiripate. Presa timpului și grupurile politice treceau de la o tabără la alta în funcție de cum vechile partide sau facțiuni ale acestora se pronunțau pro sau contra intrării României în război. Proletariatul stimulat de acțiunile de propagandă ale socialiștilor au închegat câteva acțiuni și greve în București și Galați, împotriva războiului, militând pentru pace. Octav Băncilă a susținut poziția proletariatului, deci a socialiștilor, în paginile ziarului Lupta:
„... încă câteva luni vor fi de ajuns pentru a fi doborâtă baraca ademenitoare și înșelătoare a patriotismului rău înțeles. Peste civilizația răscolită de atâta sânge și doliu, se va ridica mândru și puternic colosul proletar și pe fondul roșu de incendiu se va desena gestul său salvator... Proletariatul se va trezi din coșmarul acesta îngrozitor și, recăpătându-și pornirea lui firească și sănătoasă, va zdrobi monstrul militarist. Proletariatul își va asuma astfel marele rol de făurar al păcii.”—Octav Băncilă în interviul acordat ziarului Lupta, 10 mai 1915

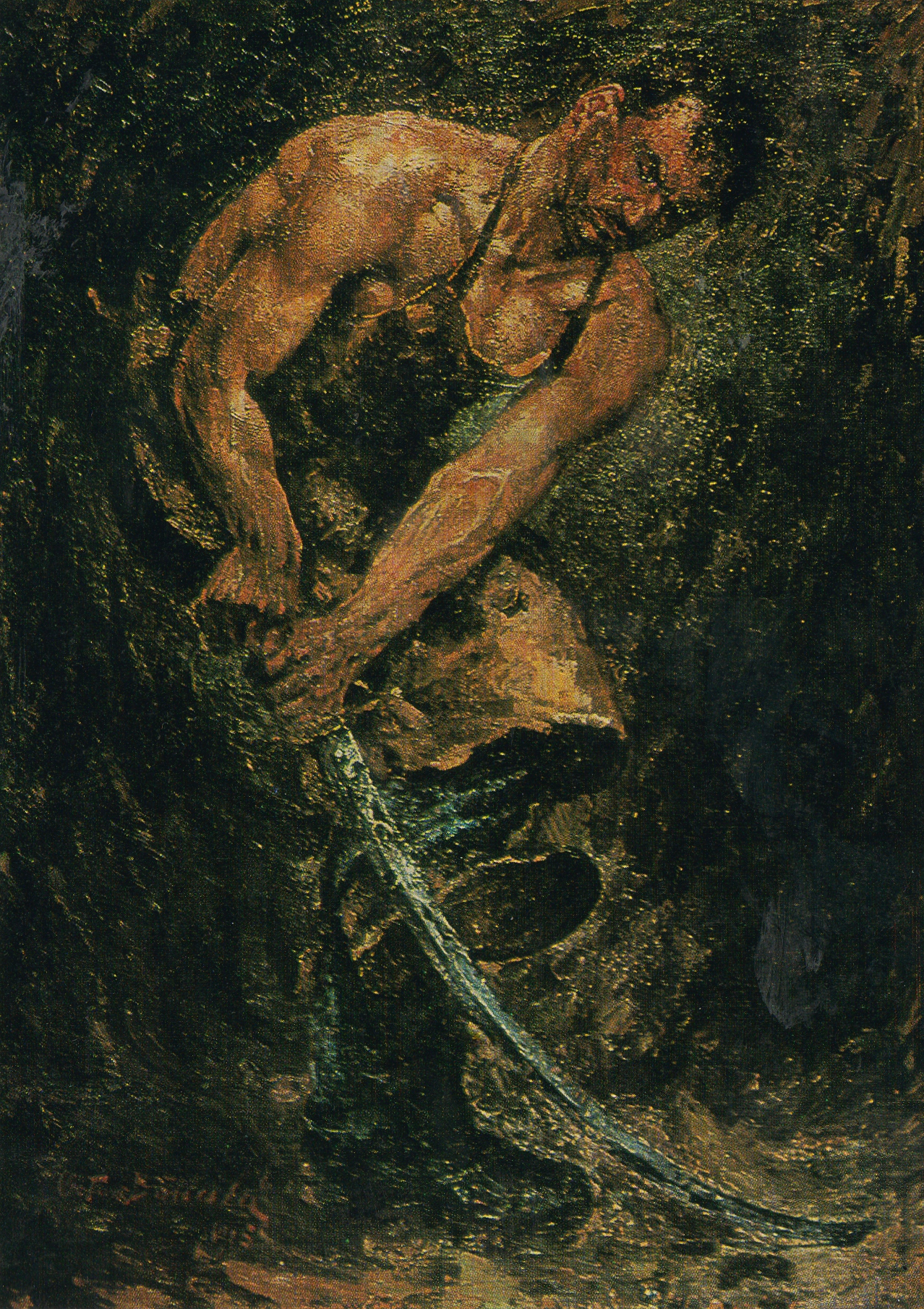
Pax (1916)

Octav Băncilă a organizat în data de 1 noiembrie 1915 o mare expoziție la București. Una dintre vedetele expoziției a fost lucrarea intitulată Pax, care înfățișează un muncitor vânjos a cărui musculatură este lăsată să se vadă de sub șorțul ce-i atârnă de la gât. El este aplecat într-o parte și frânge cu picioarele o sabie groasă îndoită deja, de forța sa. Pe cap, muncitorul poartă o bonetă frigiană, simbol al revoluției din 1780. Acest tablou a fost expus pentru prima oară la Iași în vitrina unei librării. Există o lucrare similară lui Pax (1916) în care muncitorul are capul descoperit. Alte lucrări cu tematică proletară expuse în 1915 au mai fost Grevistul și În zi de grevă.  Grevistul se remarcă prin duritatea portretului care înfățișează un muncitor la bustul gol cu privirea întunecată și cu-o pipă în gură.  El întruchipează îngrijorarea maselor proletare în fața evenimentelor mondiale ale vremii.
O compoziție militantă antirăzboinică a fost Muncitorul, Revoluția și Dreptate, unde apar trei personaje simbolice: Muncitorul, care are un ciocan în mână și o coasă în cealaltă, și are pe o parte, Dreptatea, care are în mână o cumpănă, și în cealaltă parte Revoluția care are un steag roșu în vînt. O altă lucrare pe aceeași temă este Plugarii, cu patru boi la plug, mânați de un copil și un moșneag. Lucrarea mai este cunoscută și ca La arat sau Bunicul și nepotul. Ea a fost și mai este confundată cu alte lucrări ulterioare care au aceeași tematică.

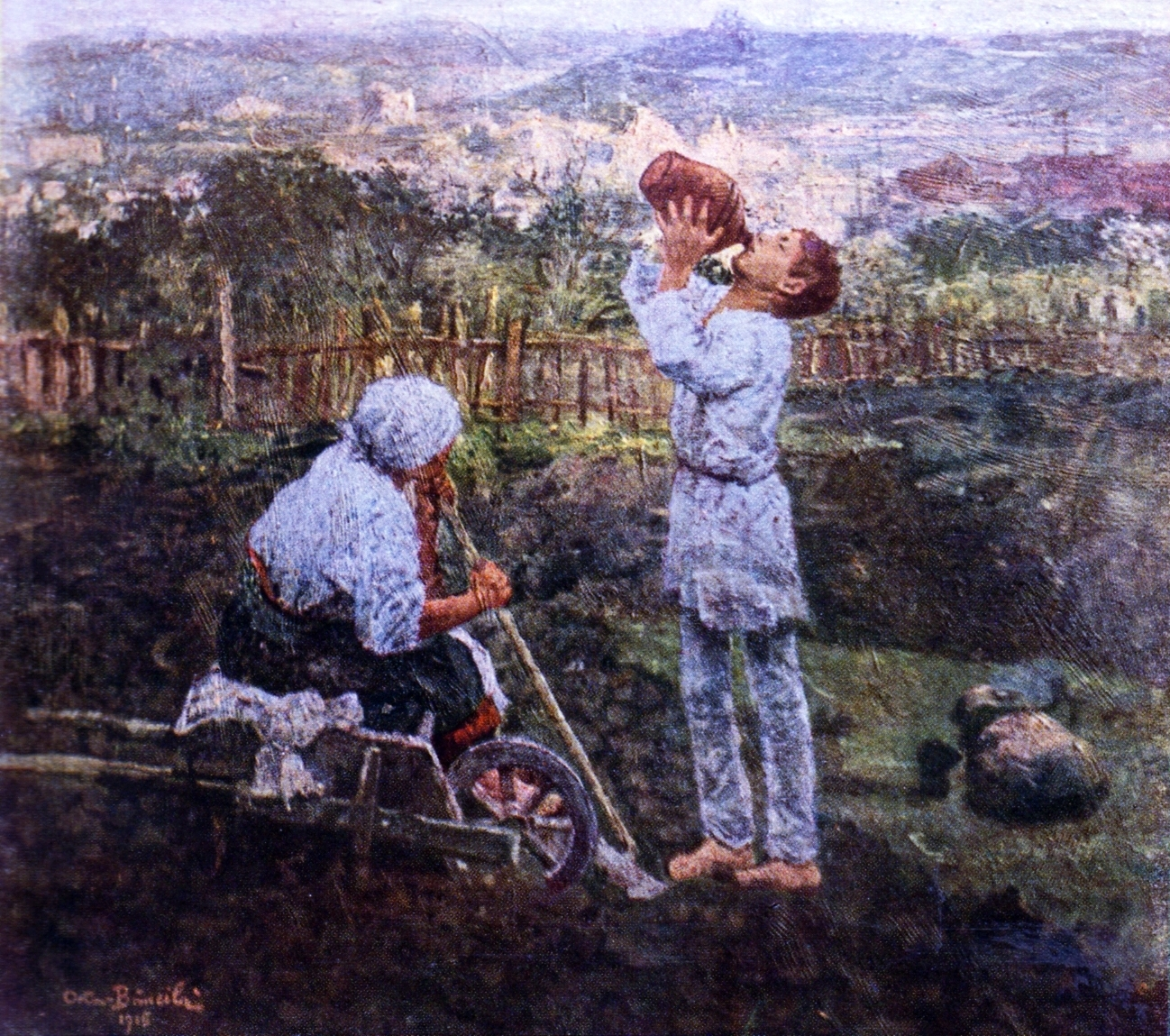
Dimineața la sapă
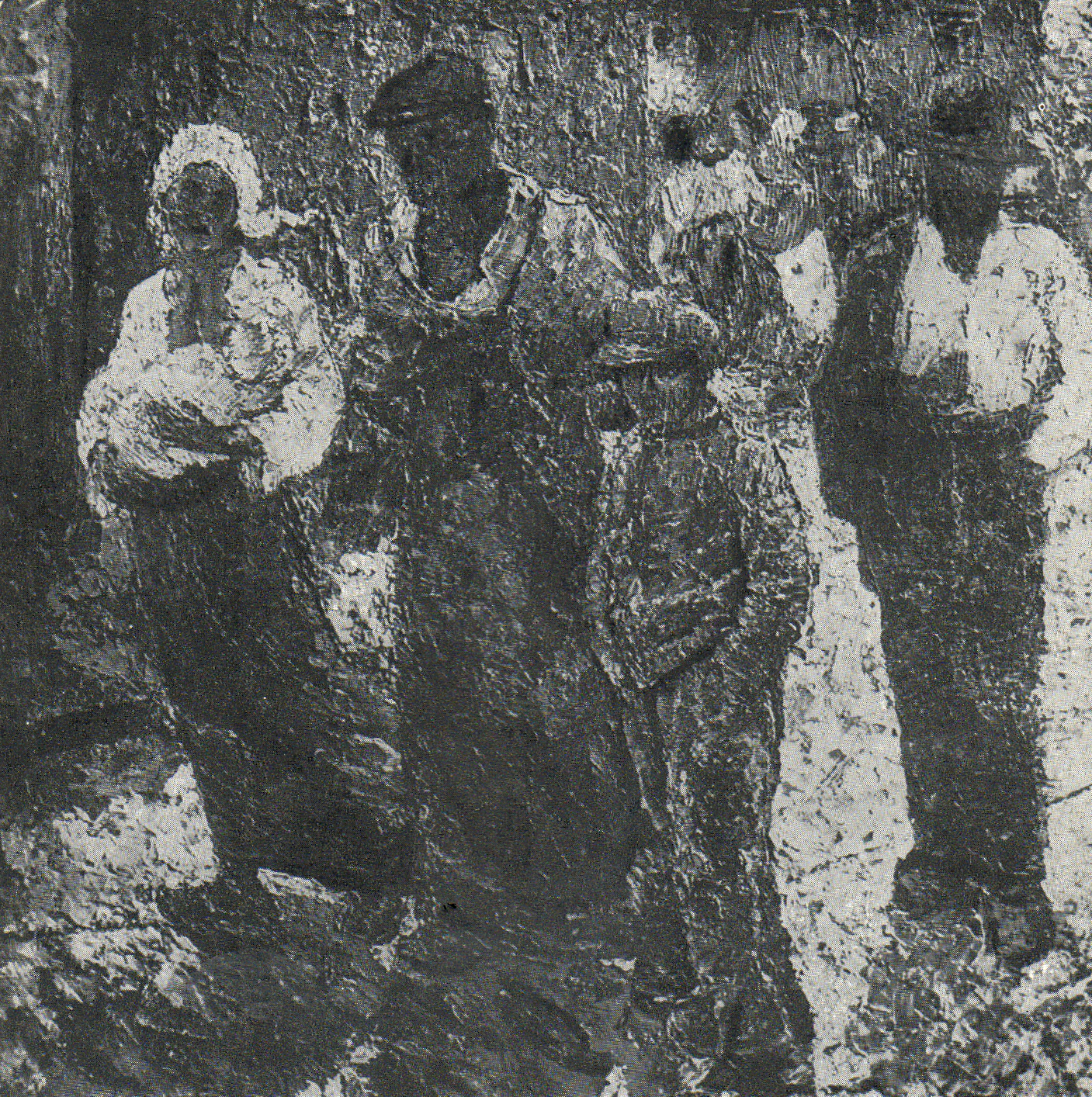
În zi de grevă
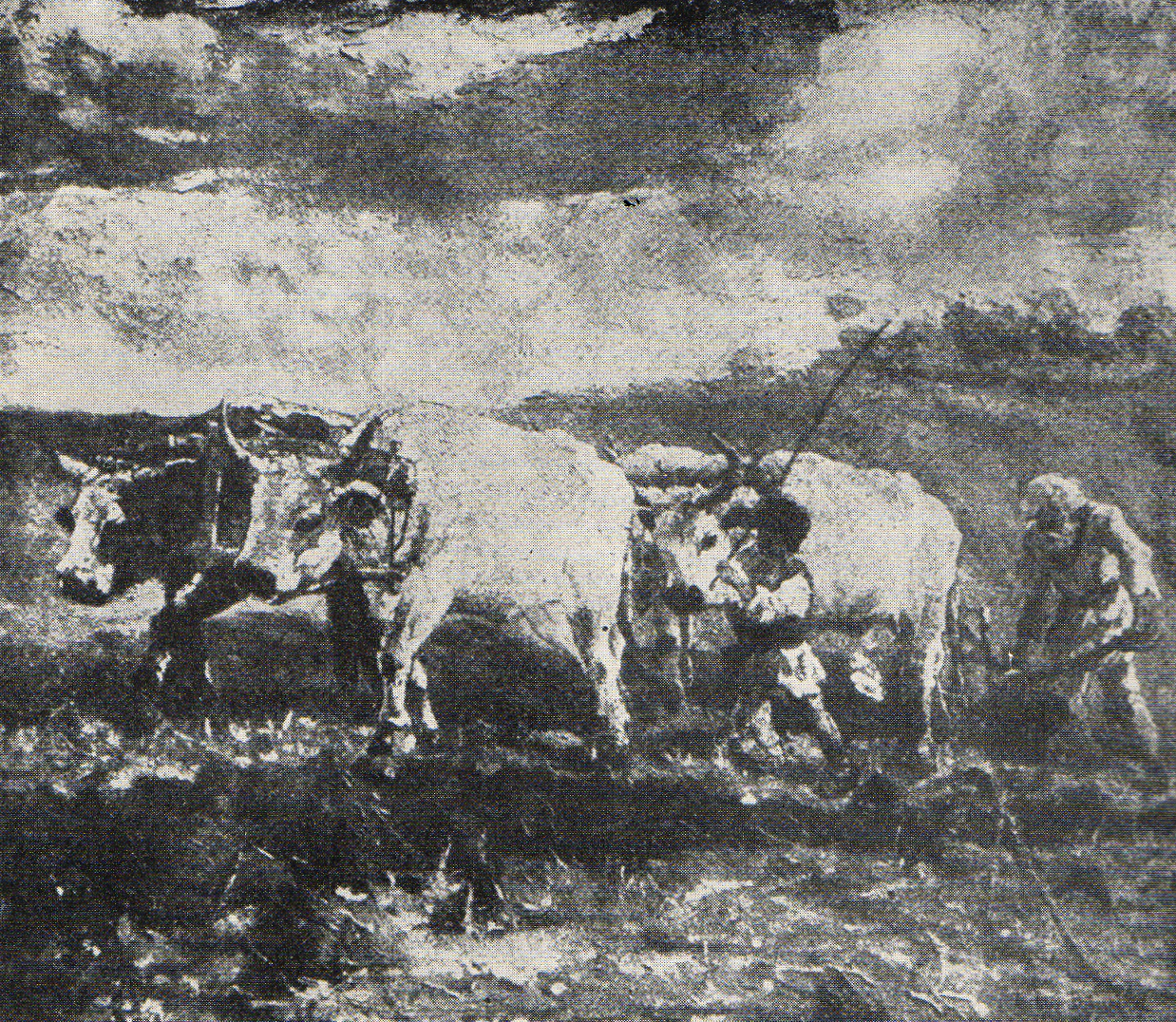
Plugarii

Majoritatea lucrărilor pe care Octav Băncilă le-a expus în anul 1915 au avut ca tematică viața rurală. Din cele peste o sută de lucrări expuse s-au remarcat Dimineața la sapă, April, Spălătoreasa, Semănătorul, Doina, La arat, La semănat, La ghilit, La prășit, Popas în pădure, La sfârșitul unei zile de muncă. A mai expus tipologii umane ca Mihăiță, Micul Răzvrătit, Lelea Frăsina, Maica Kiriachia, Cărturăreasa, Kol-Nidre, Căruțe cu nomazi. A expus doar trei portrete din care se știe Portretul Anei Băncilă (soția sa) în grădină și Portretul actorului ieșean C. B. Penel. Ca o completare, deloc de neglijat, a mai expus paisprezece lucrări cu flori.

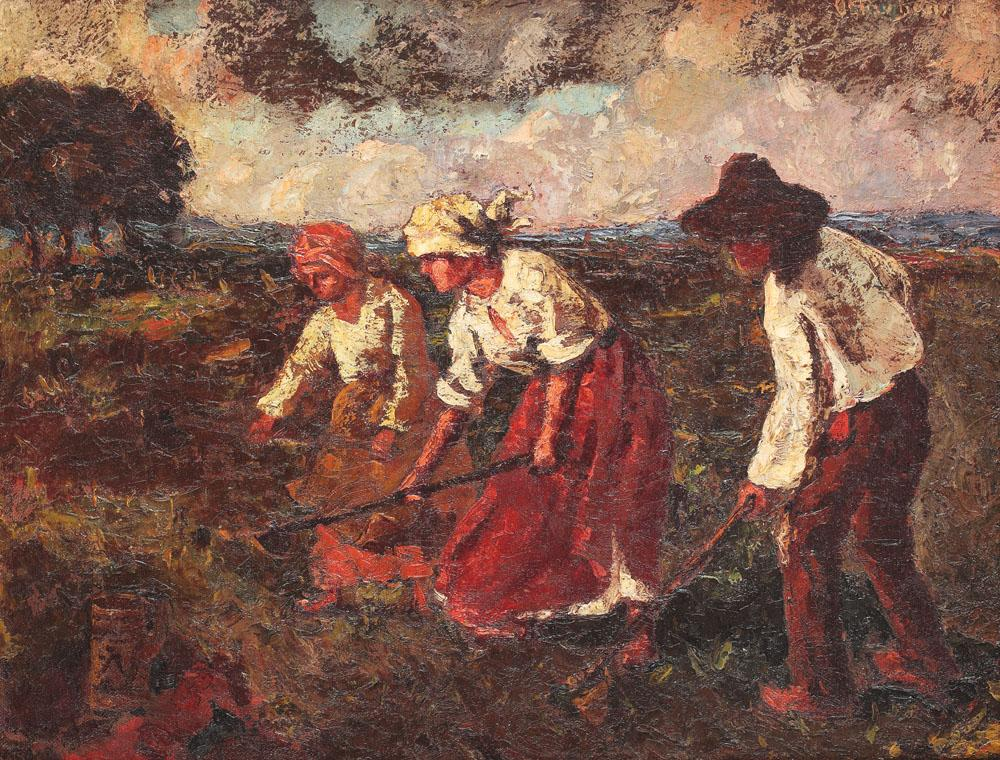
La prășit
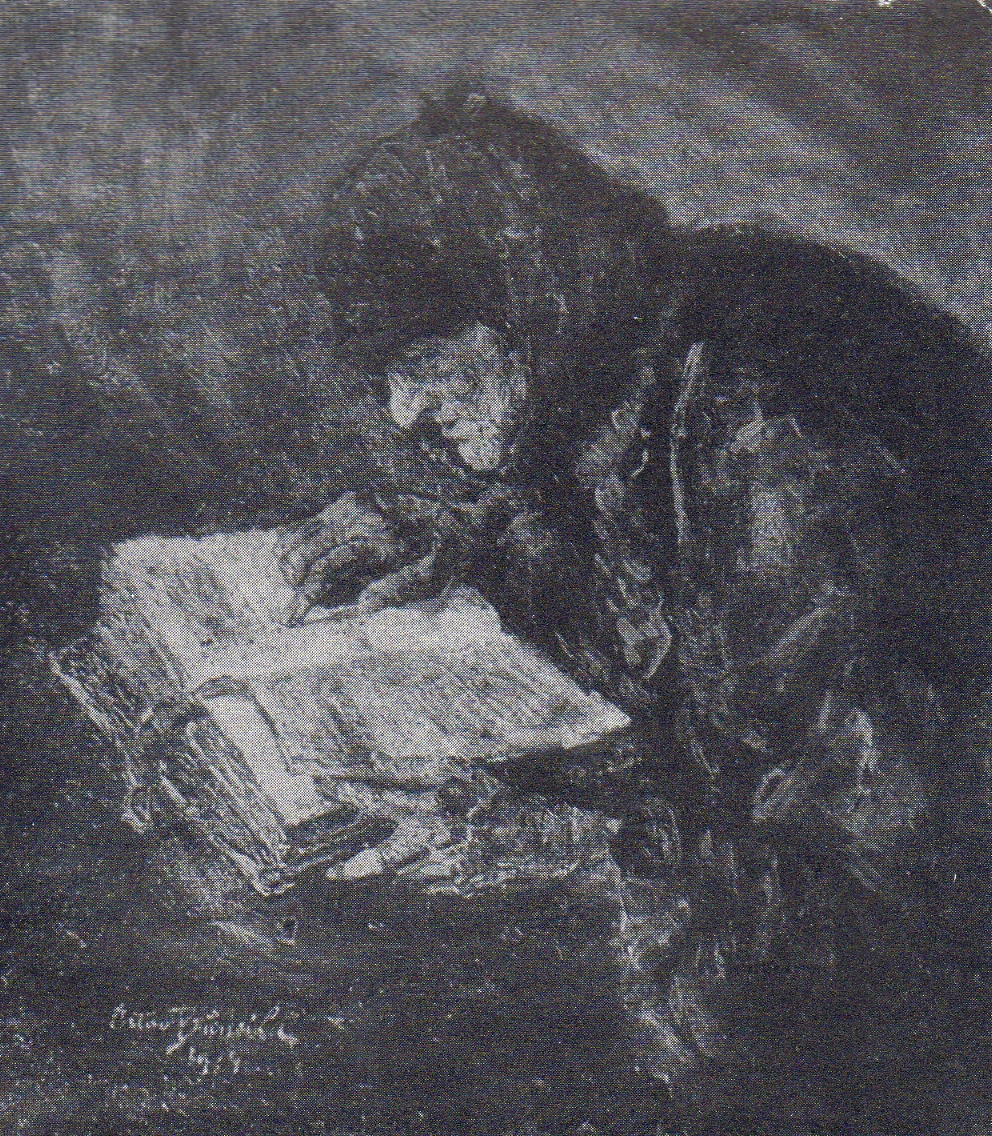
Maica Kiriachia
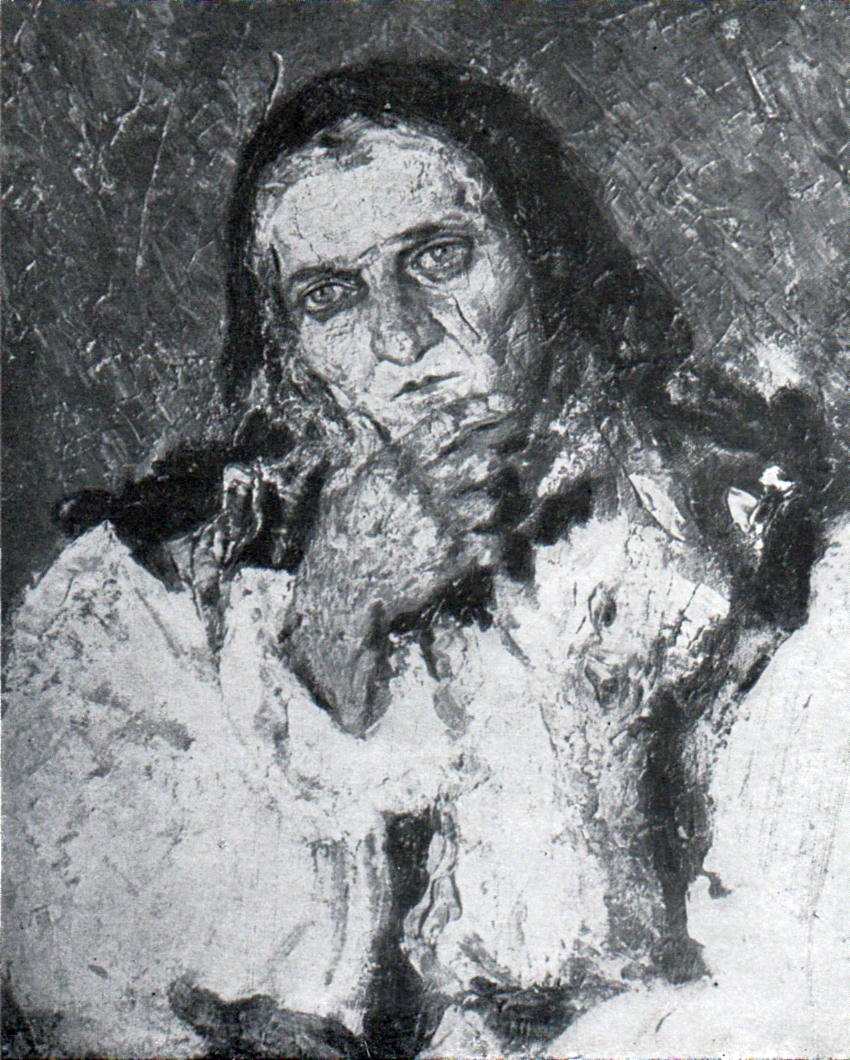
Baba Frăsina
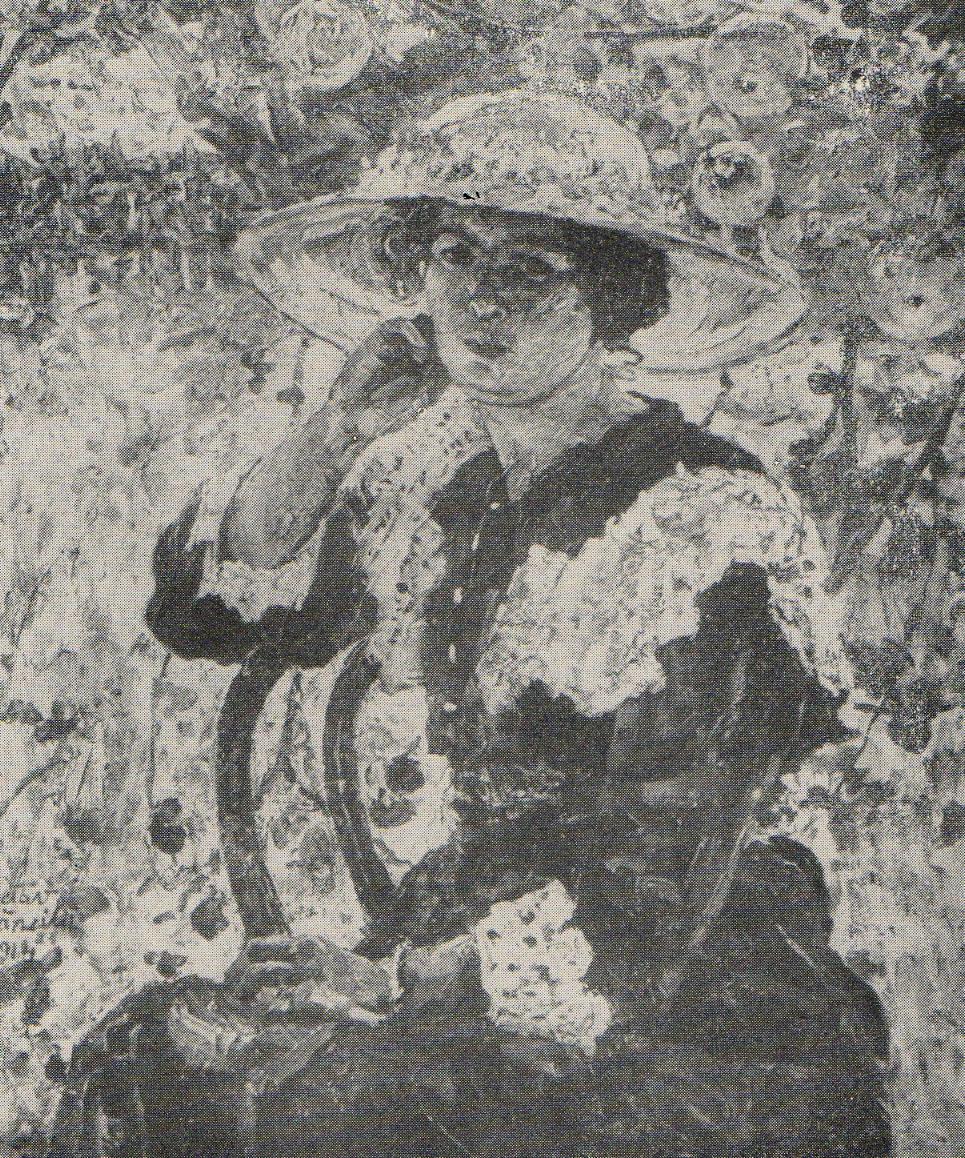
Ana Băncilă
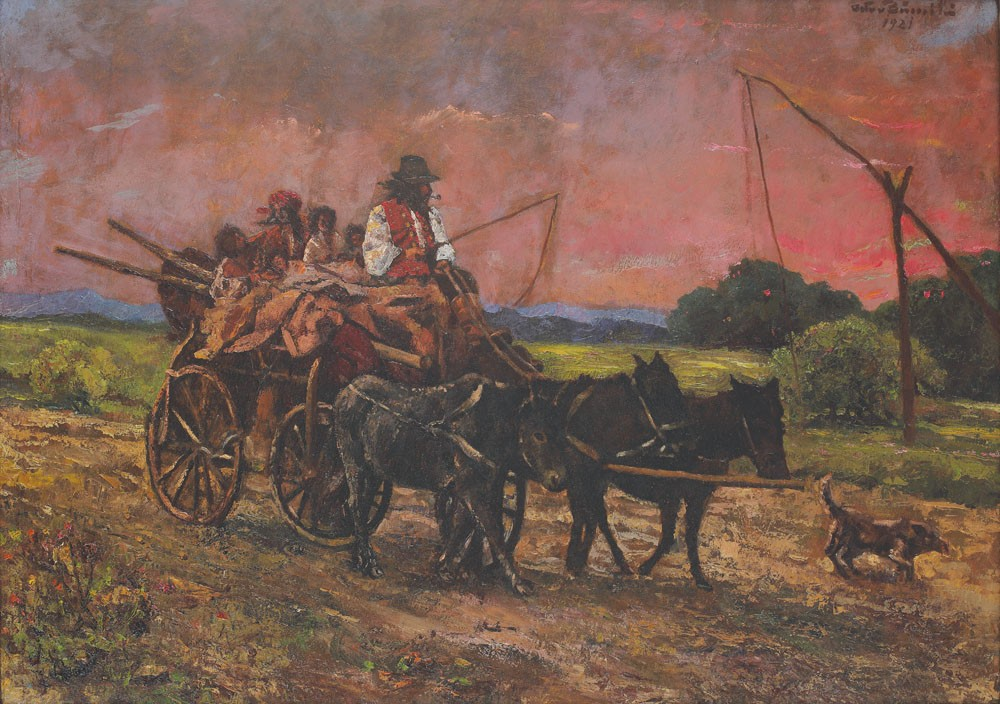
Căruță cu nomazi - 1921

Expoziția din anul 1915 a fost cel mai mare succes al lui Octav Băncilă. A vândut toate tablourile cu o săptămână înainte de închiderea expoziției. Presa socialistă a fost plină de elogii la adresa poziției realist critice a pictorului Băncilă. Revista Flacăra a reprodus pe copertă compoziția Dimineața la sapă și în interior Semănătorul împreună cu o cronică favorabilă semnată de N. Pora. Câteva săptămâni mai târziu în aceeași revistă a apărut și un articol negativ în care autorul a considerat că „Băncilă este un artist mediocru, lipsit de tehnică, iar subiectele tablourilor sale nu aduc nimic nou”. Paul Bujor a reacționat și în aceeași revistă a publicat opinia cum că „... umilul profesor de gimnaziu Octav Băncilă va fi cineva în țara noastră. Țara noastră se va mândri cu el, cum se mândrește cu un Grigorescu, cu un Luchian și cu câțiva din pictorii ei de valoare. Și de ce? Pentru că pictorul Băncilă e un suflet de elită și un muncitor neadormit”.
Ca o concluzie, se poate spune că activitatea pe care Octav Băncilă a efectuat-o începând din anul 1907 și până în 1916 a însemnat pentru el faza de apogeu a carierei sale artistice. A realizat o seamă de lucrări care au rezistat timpului și a avut reușite remarcabile, așa cum a obținut cu picturile din ciclul 1907 și cu expozițiile din anul 1914 și 1915, care nu se vor mai repeta. După trei/patru luni după închiderea expoziției de la București din anul 1915, respectiv în luna martie 1916, Octav Băncilă s-a prezentat la concursul pentru obținerea unui post de profesor la Școala de belle arte din Iași. În sala Ateneului Român au expus patru candidați și presa, înainte de a se pronunța comisia, l-a considerat apriori câștigător. În data de 1 aprilie 1916, Octav Băncilă a fost numit profesor la catedra de pictură a Școlii de belle arte din Iași.
Artiștii ieșeni, animați de Gheorghe Popovici, au decis să deschidă o mare expoziție în 1916. Fiind convins că nu are nicio legătură cu majoritatea contemporanilor săi, Octav Băncilă a luat hotărârea să nu participe la Expoziția artiștilor ieșeni. În cadrul acelei expoziții s-au prezentat peste o sută cincizeci de tablouri. Au expus atunci și mai tinerii Adam Bălțatu și Aurel Băeșu care erau mari admiratori ai lui Octav Băncilă. Aceștia, aveau în preocupările lor și o apropiere de realismul critic a lui Băncilă, așa cum a dovedit-o că o avea și Ștefan Dimitrescu mai târziu.
La vărsta de patruzeci și patru de ani, profesor la catedra de pictură de la Iași, Băncilă era însuflețit de idei novatoare. El dorea să schimbe atmosfera de lâncezeală provincială din viața artelor plastice ieșene. Dacă în literatură exista o boemă vie datorată lui Calistrat Hogaș, Mihail Sadoveanu, Garabet Ibrăileanu sau George Topârceanu, atmosfera plasticii era inundată de banalitate și mediocritate.

### Desăvârșirea carierei artistice

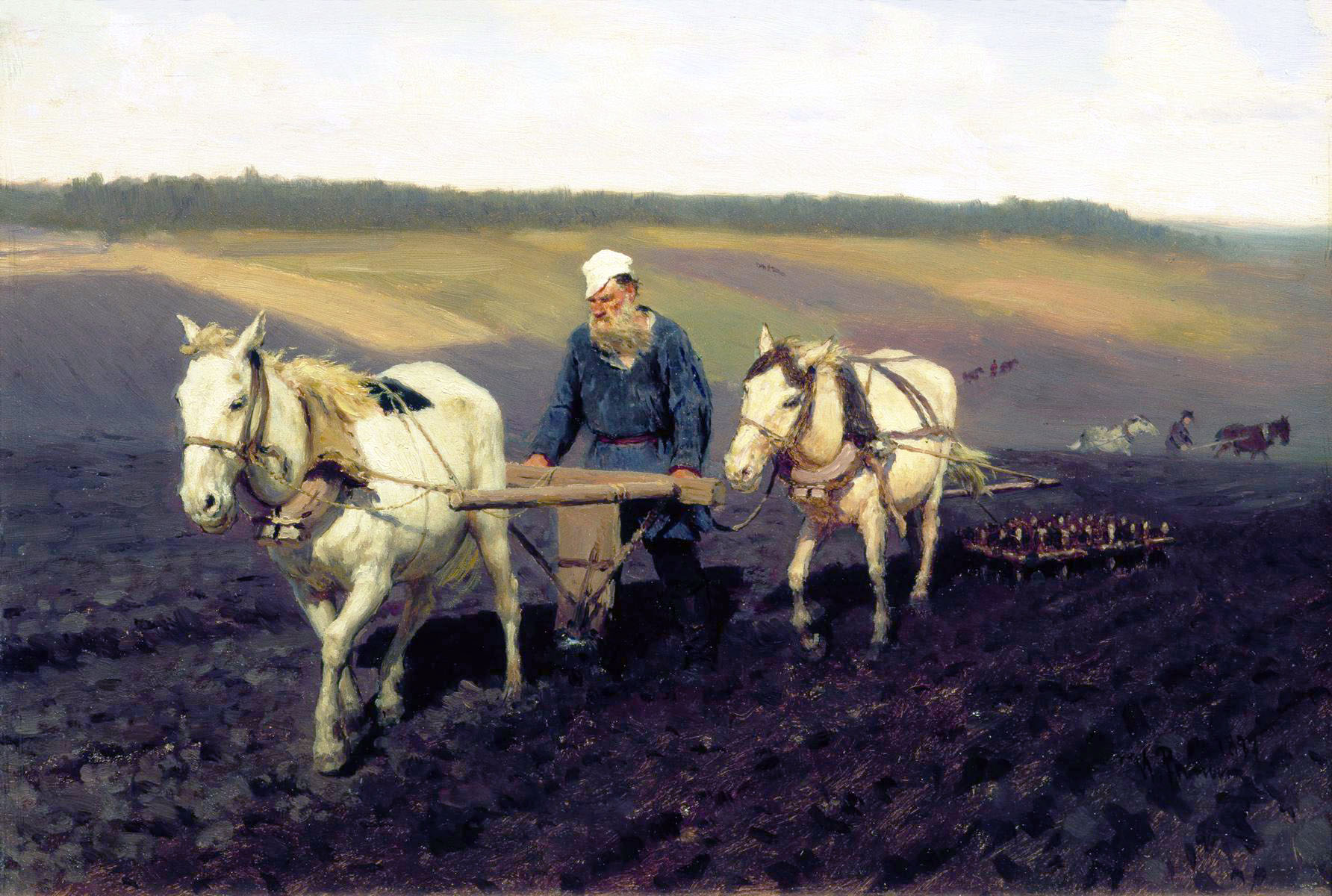
Tolstoi la coarnele plugului - realizat de Ilia Repin (1887)

O dată cu intrarea României în război în vara lui 1916, Octav Băncilă a fost mobilizat împreună cu alți scriitori și artiști la marele cartier general de la Bacău. După război s-a întors la activitatea de profesorat în cadrul Școlii de belle arte din Iași. Pe timpul vacanțelor a cutreierat satele din împrejurimea orașului Iași, Piatra Neamț, Roman și Brașov. A mers adesea la Broșteni la sora sa, unde rudele sale s-au mutat pe timpul războiului. A lucrat numeroase studii în creion și peniță, multe dintre ele rămânând după moartea sa în posesia Anei Băncilă. A fost atras de opera lui Lev Tolstoi și Ilia Repin, fapt care l-a determinat să execute copii după lucrările acestuia din urmă. Astfel, au rămas reproduceri ca Edecarul de pe Volga și Tolstoi la coarnele plugului.
În anii care au urmat, Octav Băncilă a expus adesea la Iași și la București, rareori reușind să aducă tematici noi în lucrările sale. A repetat în schimb vechile tematici fără ca valoarea artistică a noilor lucrări să aducă ceva semnificativ în plus vechilor abordări. În luna ianuarie 1923 a participat la o expoziție la București împreună cu Otto Briese și Paul Verona. A luat parte și la expoziția grupării „Arta Română” din martie 1924 în Sala Liedertafel din București, unde s-a comemorat pentru prima oară după deces, opera lui Ștefan Luchian. Tot în anul 1924, în luna mai, a mai deschis o expoziție la Iași împreună cu sculptorul Ion Mateescu, ea fiind prima expoziție pe care a făcut-o în capitala Moldovei după cele din 1900 și 1901.

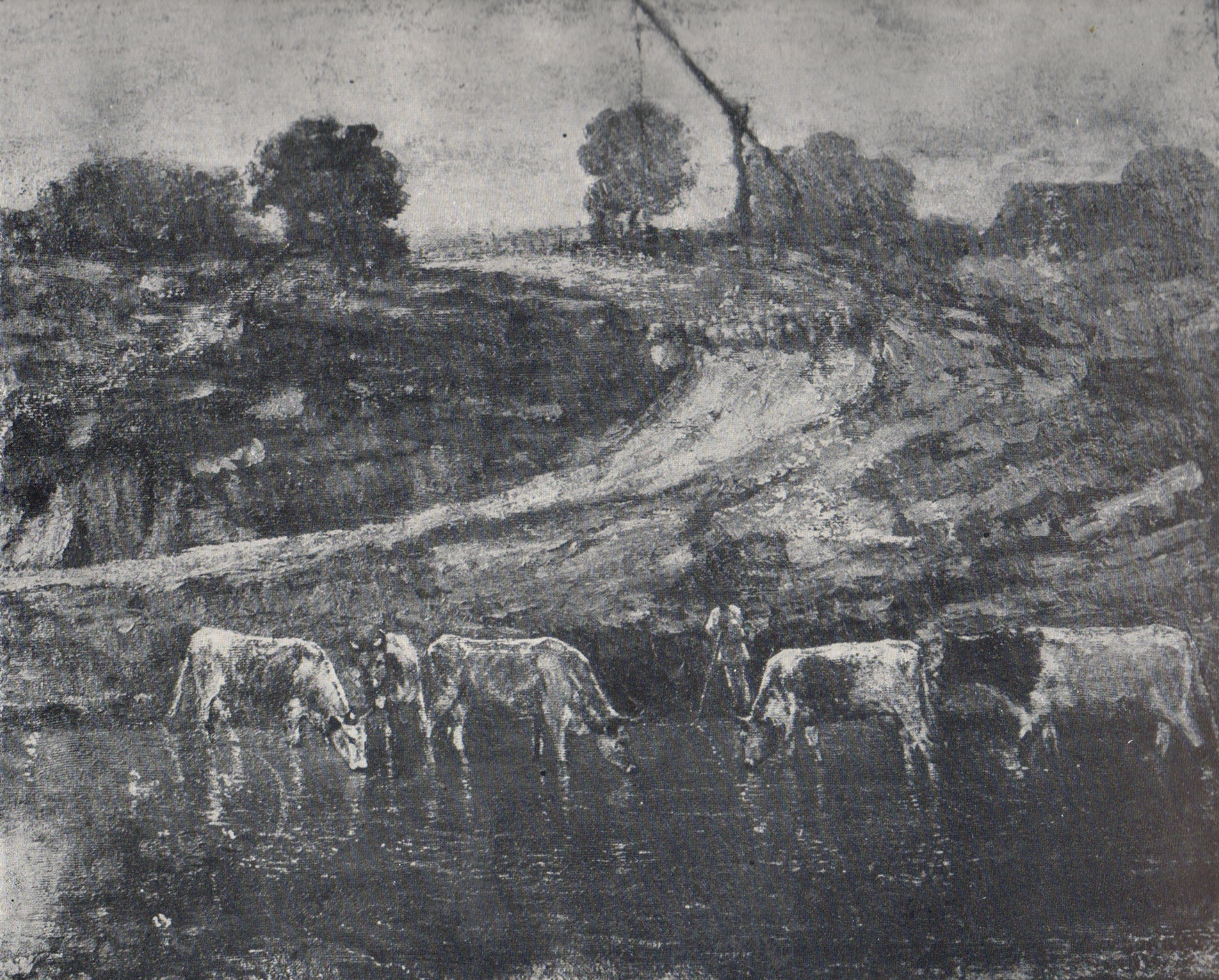
Adăpatul vitelor (1926)

În perioada decembrie 1924 - ianuarie 1925 a avut o expoziție la Iași unde prezintă compoziția Lucrătorul. În decembrie 1925 a deschis în sala Ileana din București o expoziție cu șaizeci și șapte de tablouri. Dintre ele s-a remarcat pictura Muncitorul și țăranul, cunoscută și sub denumirea Ce mai scrie la gazetă?. Lucrarea a vrut să simbolizeze legătura strânsă dintre muncitori și oamenii de la țară. Băncilă a reprezentat amândouă personajele în ținută de lucru. Tot cu această ocazie a fost expusă și lucrarea La paradă, cunoscută și ca Invalizii. Fundalul compoziției prezintă o îmbinare cromatică tricoloră care contrastează puternic cu situația în care cei doi, unul fără un picior și altul orb și ciung, au fost aduși la paradă. Alte lucrări expuse, au fost compoziția Culesul merelor care prin aspectele decorative se înscrie în realismul clasicist, precum și Adăpatul vitelor, Întoarcerea de la câmp și Tăietorii în pădure.

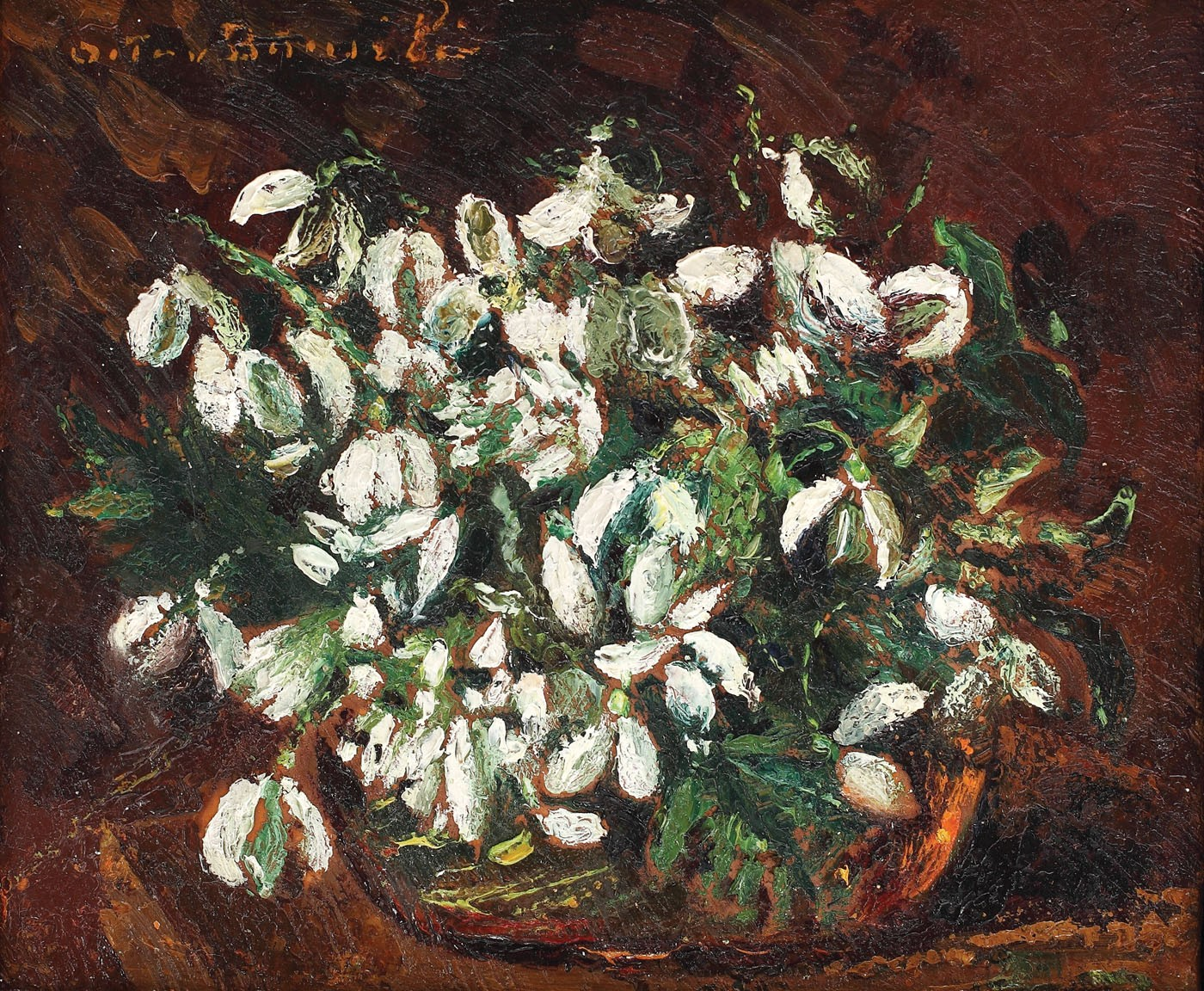
Ghiocei

Octav Băncilă a deschis o expoziție în anul 1927 la București, luna aprilie, unde a adus o compoziție de mari dimensiuni intitulată După două mii de ani. În aceasta l-a reprezentat pe Isus în întregime cu coroană de spini și cu fața acoperită cu mâinile.  Alte lucrări care s-au remarcat au fost Secerișul care înfățișează femei lucrând la strânsul recoltei și Ordonanța în care se vede un cal fără stăpân adus acasă de un tânăr soldat care ține într-o mână sabia și în alta chipiul celui mort. Alături de picturi cu tematică socială, Băncilă a expus tablouri cu bujori, liliac, maci, trandafiri, ciuboțica cucului și ghiocei pe care pictorul îi denumea Floarea săracului. Ca și Ștefan Luchian, Octav Băncilă a exprimat în lucrările sale cu flori simțăminte umane, ele nefiind făcute doar ca reprezentări decorative în scop de podoabă. Mai rare și uneori foarte reușite sunt Naturile Moarte, cum a fost cea expusă în 1927 denumită Pești. Ea a fost executată într-o cromatică întunecată, pe roșu aprins și cu tonuri cenușiu-albăstrui. În același an în noiembrie-decembrie, a deschis la Iași o altă expoziție în sala Școlii de belle arte un a pus pe simeze circa cincizeci de picturi.
În decembrie 1930, în sala fostului palat al lui Alexandru Ioan Cuza, improprie pe atunci unei galerii de artă, Băncilă a prezentat o mulțime de lucrări dintre care se desprind cele intitulate Car cu snopi, Pe malul Bistriței și Hora de poalele Ceahlăului, precum și lucrări cu tematică mai veche cum este Aparul, Un evreu din Târgul Cucului (cel care cară apă). În plus au fost expuse portrete, nuduri, peisaje și flori. Pentru comemorarea poetului Mihai Eminescu a făcut pictura Post mortem laureatus. Băncilă făcuse, de altfel, în anul 1920, un tablou unde-l reprezentase pe Eminescu și Ion Creangă povestind la o masă. În luna decembrie 1935 a deschis o nouă expoziție la Sala Dalles din București cu un număr de șapte zeci de lucrări a căror vedetă a fost compoziția Șomerul. După doi ani, în decembrie 1937, tot la București expune două satire intitulate Politica la țară și La vot.

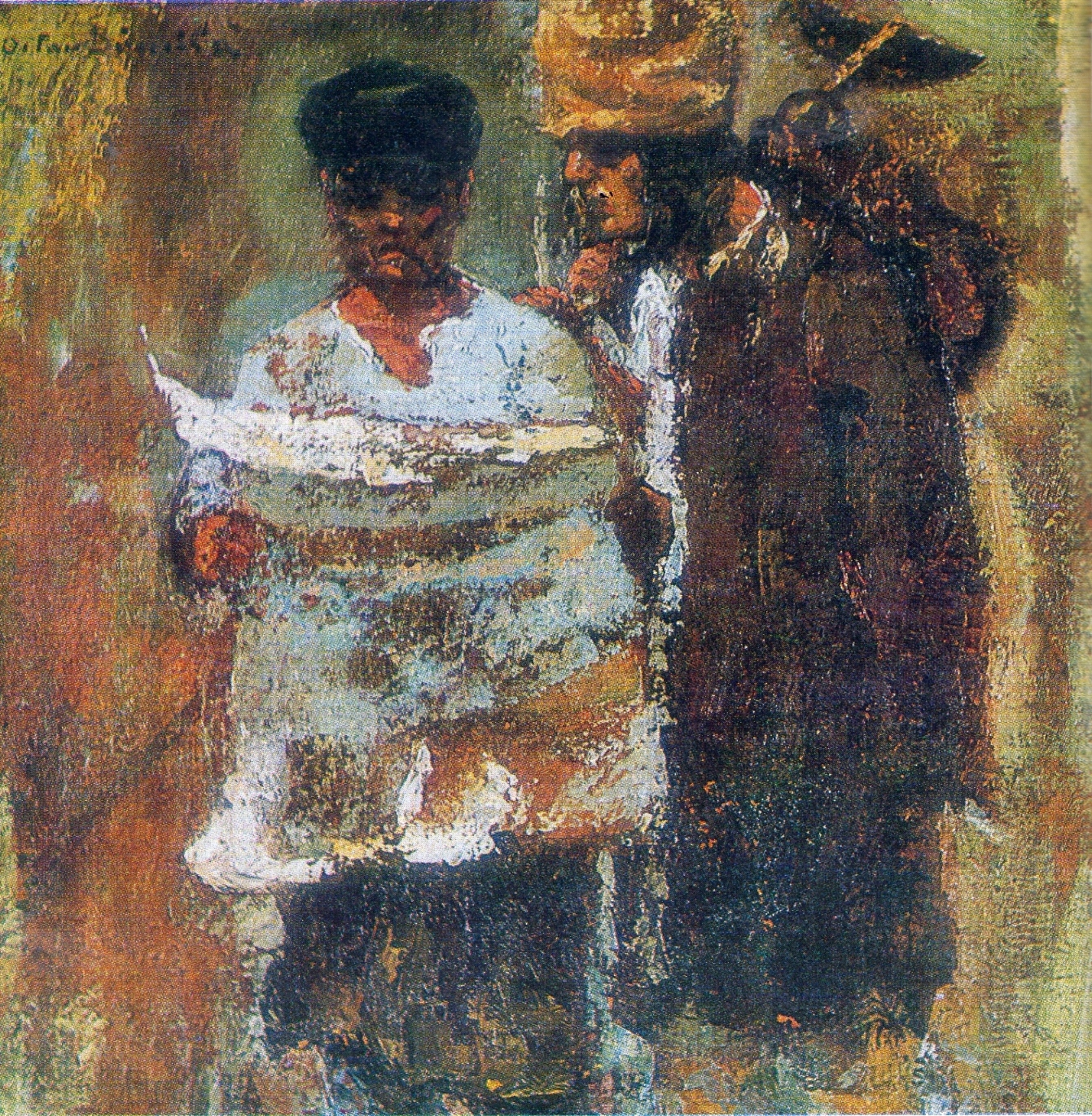
Muncitorul și țăranul (1925)

O dată cu exacerbarea antisemitismului în România din anii 1930, Octav Băncilă a început să picteze mai multe compoziții cu evrei. Tematica evreiască în opera lui Băncilă s-a îmbogățit cu variante noi ale picturilor pe care le-a executat în primul deceniu al secolului al XX-lea, începând din anul 1900. Repictează Aparul în compoziția Apă potabilă, revin tipologiile exploatate și asuprite ca Diferend în Ghetto și Morala în Ghetto și o mulțime de evrei săraci dar și bogați satirizați ca O afacere mare, Negustorie și Moș Ițic cămătarul. Apar din nou tipologii umane ca Moș Grigore și Baba Frăsina, priveliști de pe râul Bistrița ca Hora de la Broșteni, o altă reprezentare a compoziției din 1914 Pâinea noastră cea de toate zilele și Întoarcerea de la coasă, La fântână, Cosașii și Întoarcerea de la pârâu. În acest deceniu a mai pictat naturi moarte cu pepeni, mere, un crap, cireșe și multe flori. A făcut și un autoportret executat cu pete de culoare circulare, în rotocoale. În anul 1931, el a declarat că:
„Realitatea nu poate fi alterată prin teorii inventive, care se abat pe căi greșite... Au fost în trecut -- când, de pildă, îmi făceam studiile la München -- simptome efemere de noi curente și noi forme, dar ele nu au putut lua locul artei clasice și picturii moderne. Căci, este o distincție clară între pictura modernă și pictura modernistă. De altfel, pictorul și profesorul trebuie să folosească metodele de lucru cele mai perfecționate, să caute mereu să-și îmbunătățească metoda, însușindu-și progresele adevărate...”—Octav Băncilă - Ziarul Opinia, 15 martie 1932
La șaizeci și cinci de ani, Octav Băncilă a încheiat activitatea de profesor la catedra de pictură a Școlii de belle arte. Cei mai valoroși elevi de-ai săi au fost Aurel Băeșu, Corneliu Baba, Adam Bălțatu, Nicolae Popa, Mihai Cămăruț, Petre Hârtopeanu și Costache Agafiței. De remarcat este faptul că Octav Băncilă după ce elevii săi absolveau cursurile Școlii de belle arte din Iași, își invita foștii elevi să lucreze în atelierul său. În plus el scria articole de cronică plastică în ziarul Opinia despre lucrările lor artistice. După ieșirea la pensie a lui Octav Băncilă, catedra de pictură a fost preluată de către Ștefan Dimitrescu și mai apoi de Nicolae Tonitza. Foștii elevi ai lui Băncilă organizau periodic expozițiile intitulate Saloanele oficiale ale Moldovei. În anul 1942, la expoziția colectivă de la saloane, au fost aduse și câteva lucrări ale, de acum, maestrului Octav Băncilă. Cu această ocazie, foștii elevi i-au acordat maestrului Premiul Național al Moldovei în valoare de o sută de mii de lei, sumă obținută din fondurile financiare alocate pentru expozanți.
Cei mai loiali critici de artă care au comentat opera lui Băncilă au fost Henri Blazian, Gala Galaction, Demostene Botez, Cezar Petrescu, Paul Bujor și Vasile Rășcanu. Cel mai fidel comentator a fost C. Săteanu. Nicolae Tonitza a spus în anul 1936 că:
„Domnul Octav Băncilă este, fără îndoială, unul din meșterii pictori cu un strălucit renume în marea masă a neamului românesc. Cred că nici un pictor -- de la Grigorescu încoace -- nu s-a bucurat de atâta popularitate și de atâta dragoste sinceră în largile pături ale poporului ca meșterul Băncilă... Și pe bună dreptate. Fiindcă nici unul dintre pictorii români nu a atacat cu atâta curaj și cu atâta vervă adâncile și gravele probleme sociale, care preocupă nu numai nația noastră, dar pe toți frații oameni de pe planetă... S-a cheltuit cu elan, cu generozitate și adesea cu patimă, dar permanent devotat marilor cauze, care frământă de veacuri omenirea: dreptate-înfrățire-pace.”—Nicolae Tonitza în ziarul Zorile, 9 ianuarie 1936

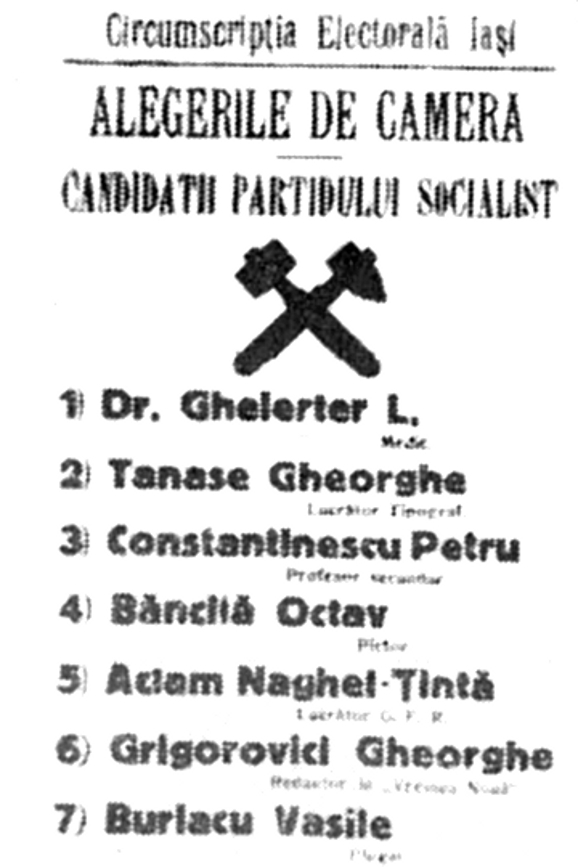
Afiș electoral cu lista de candidați ai Partidului Socialist pentru alegerile legislative din 1920

Octav Băncilă a fondat în anul 1919 împreună cu Constantin Ion Parhon și cu Paul Bujor, Partidul Muncitor de orientare socialistă. Partidul Muncitor a avut o viață scurtă deoarece a fuzionat în scurt timp cu Partidul Țărănesc. În întreaga sa viață, Băncilă a rămas critic la toate evoluțiile politice și sociale din România. A susținut acțiunile muncitorești din Lupeni, Valea Jiului[C] și a folosit arta pentru a ataca tendințele antisemite din societatea românească. A participat la alegerile legislative din anul 1920 pe poziția a patra pe lista Partidului Socialist la Iași. Lista partidului era condusă de Leon Ghelerter și din care mai făcea parte și Gheorghe Grigorovici. Spre sfârșitul vieții sale el a simpatizat cu comunismul dar nu a fost niciodată membru al Partidului Comunist din România.
În anul 1940, pictorul Băncilă s-a mutat cu familia la București pe strada Știrbei Vodă, nr. 111, într-o casă veche cu curte și copaci. Pereții noii locuințe din București erau încă tapetați cu ultimele lucrări ale maestrului în anul 1954. Octav Băncilă a decedat în data de 3 aprilie 1944 ca urmare a unui edem pulmonar și a fost incinerat la Crematoriul București.

Locuințele lui Octav Băncilă
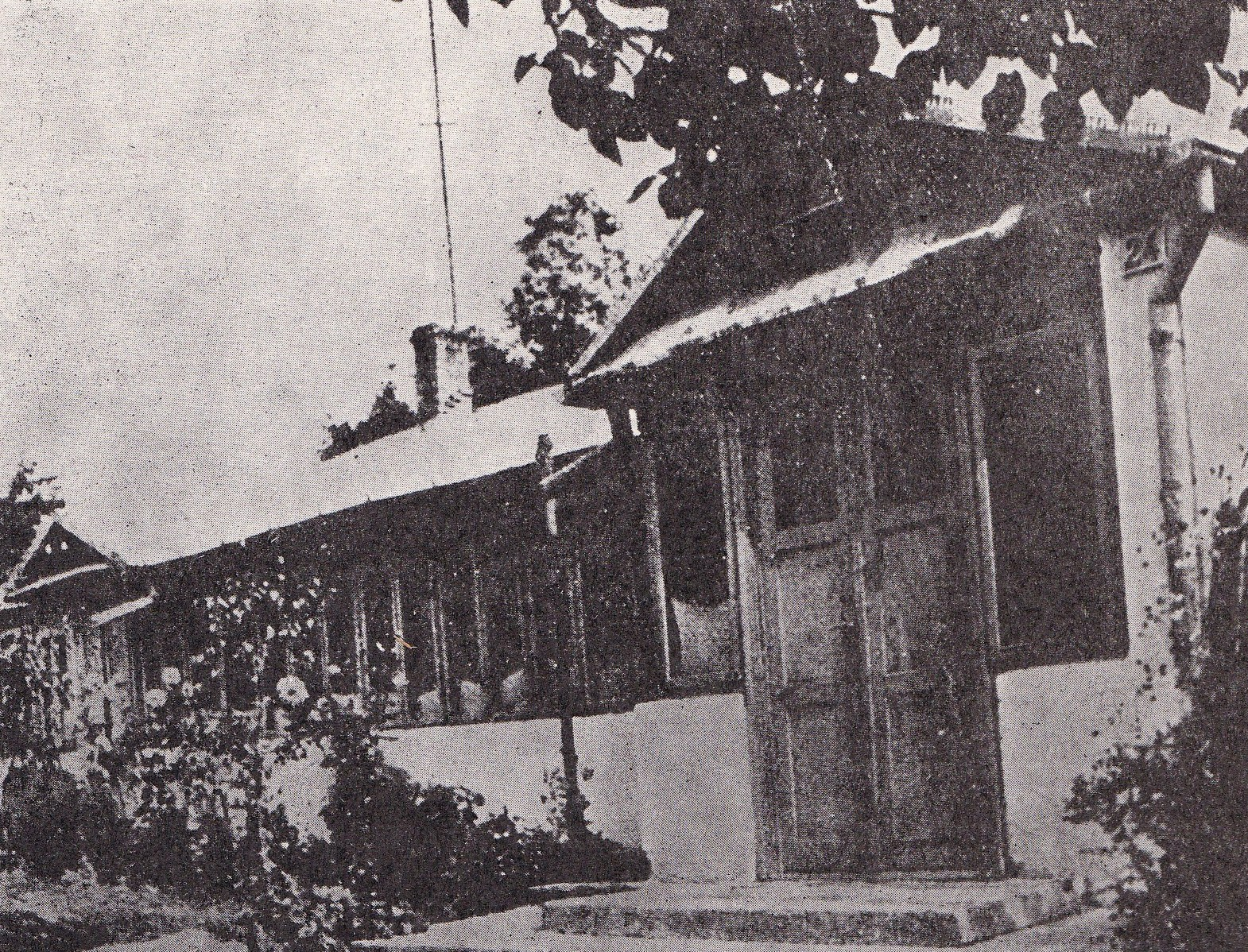
Iași... Casa din str. Sărăriei
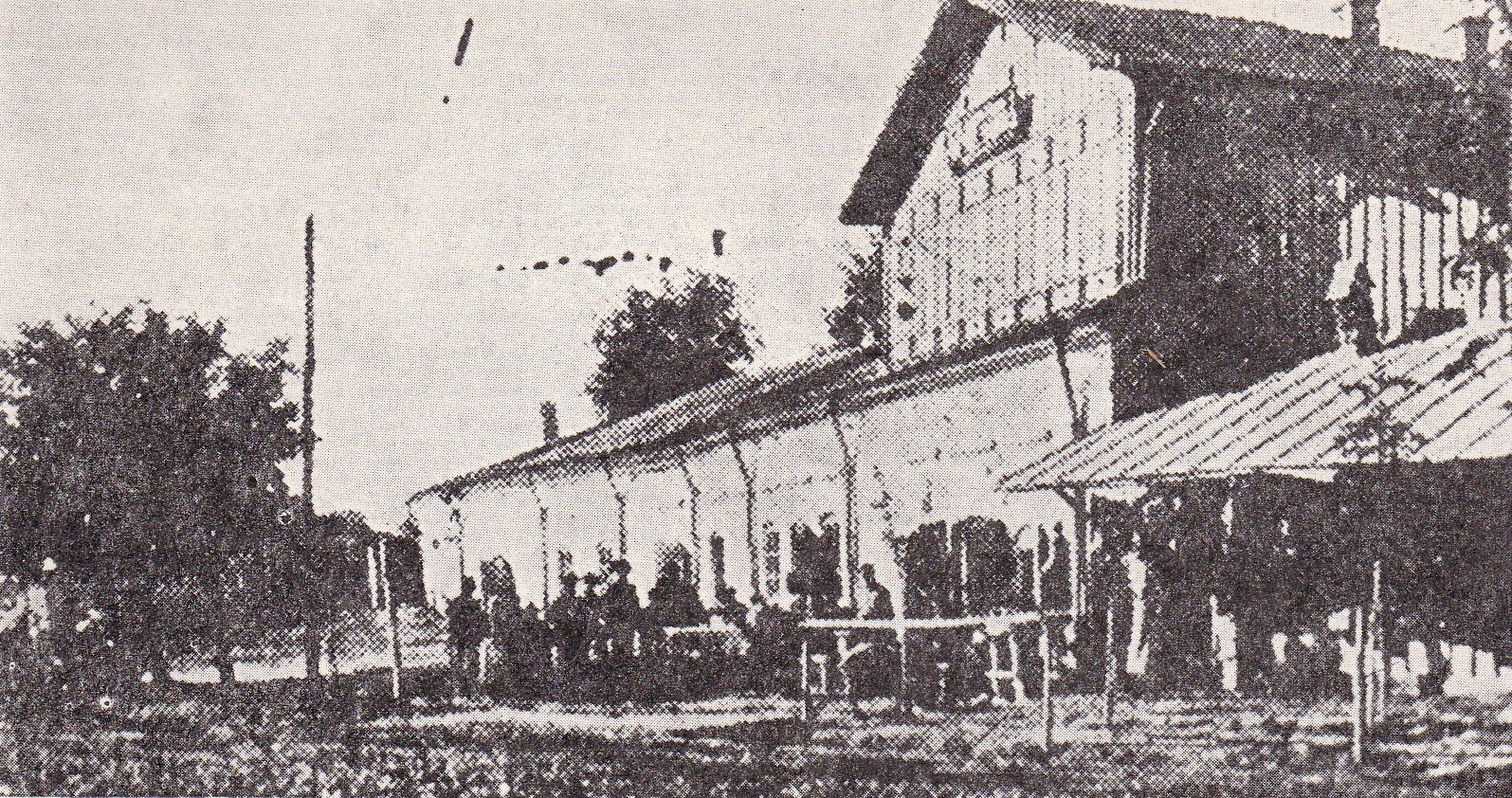
... Hanul La Trei Sarmale
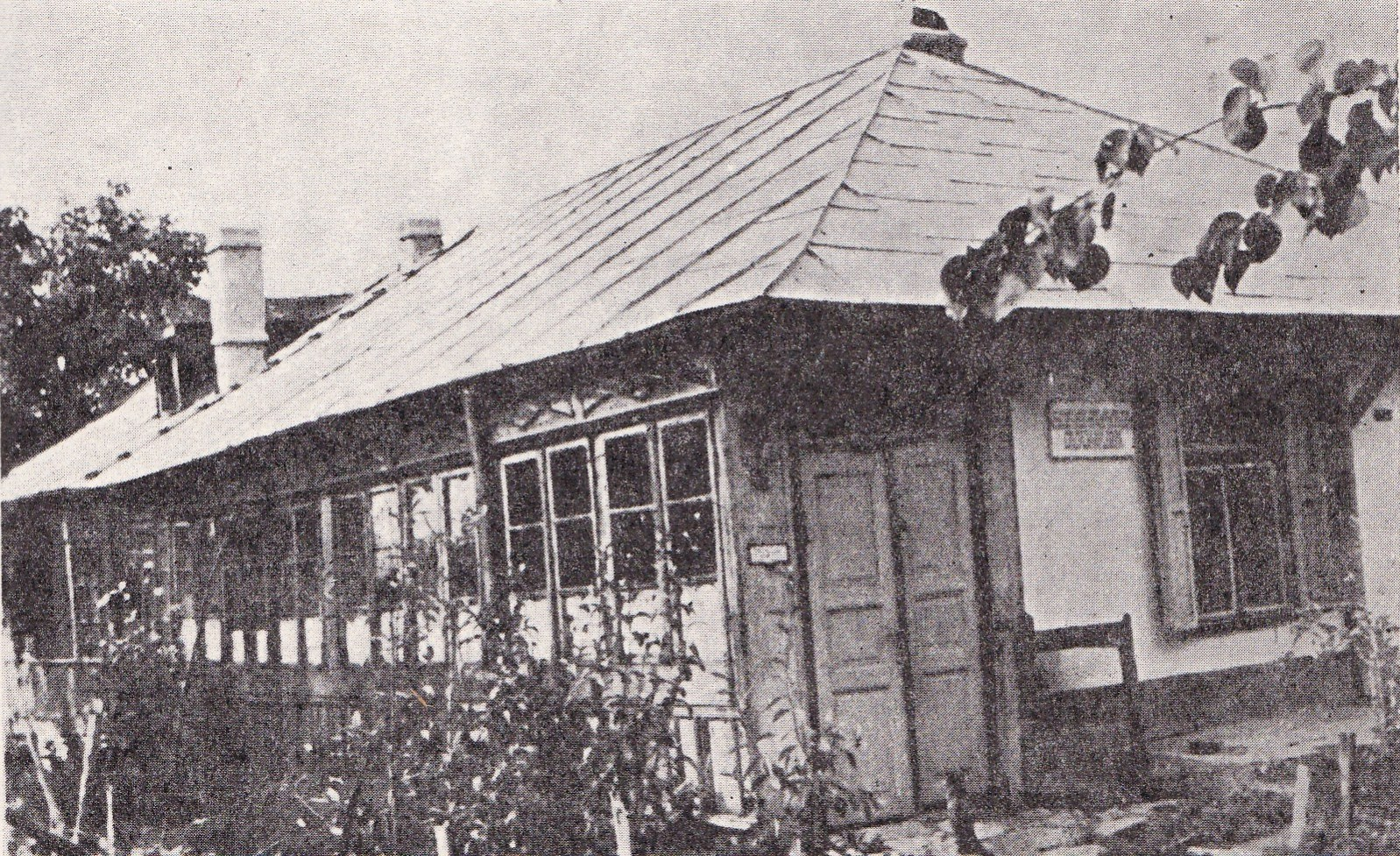
... Casa din str. Păcurari
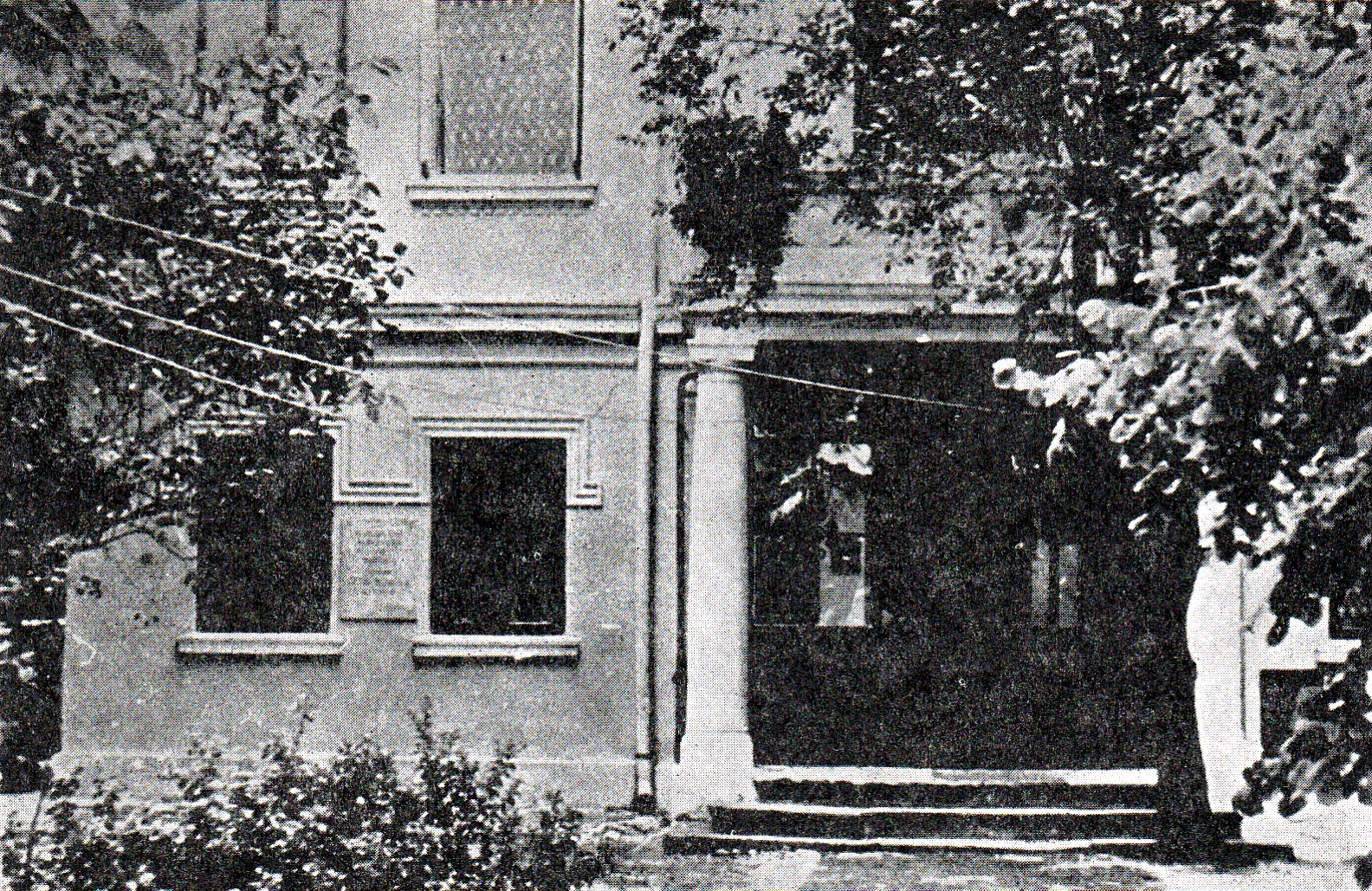
București... Știrbei Vodă

Casa din Iași unde a locuit Octav Băncilă până în anul 1940, din coasta Păcurarilor, a rămas în proprietatea familiei Zota până în anul 1972 când a fost vândută familiei Olga și Octavian Obreja. Familia Obreja a transformat casa într-un mic muzeu, fiind conștientă de importanța culturală a clădirii. Casa avea o placă memorială pusă de către pictorul Costache Agafiței pe care scria: „În această casă, între anii 1905 – 1940 a trăit și a creat unele dintre cele mai valoroase lucrări pictorul Octav Băncilă”. În anul 1986 casa a fost demolată, terenul rămânând un maidan timp de mai mulți ani. În anul 1990, terenul a fost ocupat de către o spălătorie auto.

## Opera

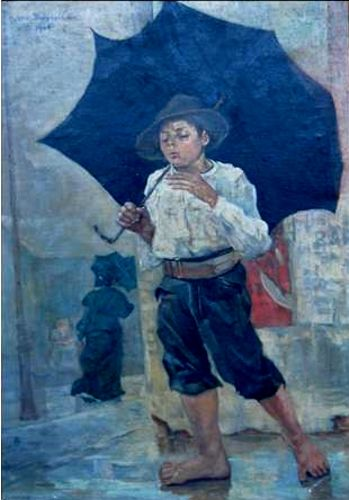
Copil cu umbrelă (1906)

Octav Băncilă a realizat pe parcursul întregii lui cariere artistice circa 1.500 de lucrări în ulei, acuarele, guașe și desene. Toate aceste lucrări au fost create în diferite genuri artistice pornind de la portret la peisaj, de la flori la naturile moarte. El a pus în mijlocul preocupărilor lui pictura cu caracter social care i-a și dat măsura talentului și muncii sale creative. Se poate constata studiind opera pe care a lăsat-o Octav Băncilă, o raritate în ceea ce privește lipsa personajelor umane în pictura sa. Mai rar de atât, oamenii pe care i-a pictat să nu fie la muncă sau foarte preocupați de către aceasta. Se poate concluziona că această abordare reprezintă înnoirea pe care Băncilă a adus-o față de înaintașii săi. El a ajuns să înfățișeze o critică socială mult mai incisivă decât ce au realizat Theodor Aman, Nicolae Grigorescu, Ion Andreescu și Ștefan Luchian. Înaintașii, enumerați mai înainte, au avut o măiestrie artistică deosebită în crearea de opere care au inspirat un patriotism înalt, și care în final au avut o importantă influență asupra lui Băncilă.  După analiza monografică pe care Anton Coman i-a făcut-o, întreaga operă a pictorului se împarte în trei faze artistice distincte:
1. Faza căutărilor și a începutului de dumerire (1892 - 1907)[96] - este perioada în care pictorul s-a lăsat influențat de pictura müncheneză, lucrările sale reprezentând tematici alegorice idealizante și în care nu a ținut cont de realitățile românești ale timpului.[96] El s-a rezumat în această fază la înfățișarea unor stări sufletești cum sunt dorurile nedefinite, melancolia și a evocat un umanitarism care nu avea nimic concret și dinamic.[96] Chiar și în acei ani, 1893 - 1905, a executat și picturi de critică socială peste care a aruncat în schimb, un val de reverie peste realitățile adânci ale oamenilor.[96] A pictat nimfe, fete melancolice, fauni și portrete mai puțin importante, dar tot acum a dat startul tematicii evreiești pictând evreii săraci din Târgu Cucului.[96]
2. Faza maturității artistice (1907 - 1916)[96] - ea este caracterizată de spirit combativ cu un conținut revoluționar. Băncilă  a ilustrat în operele acestei perioade nu numai răscoalele țărănești din 1907, ci și condițiile mizere ale răsculaților.[96] El a adus pe pânze, imagini semnificative ale țărănimii muncitoare dar și lupta proletariatului în reprezentări pline de tâlc ca Revoluția, Muncitorul (1911), Întrunirea (1914), Grevistul (1915) și Dreptatea.[96] Caracteristica măiestriei artistice din această perioadă este variația tehnicii, a procedeelor, a meșteșugului.[96]
3. Faza de lentă eclipsare a avântului creator (1916 - 1944)[88] - ea este caracterizată de un conținut nu tocmai unitar, de o combativitate mai scăzută și împreună cu picturile realizate pe linia realismului critic, artistul a readus tematici mai apropiate sau mai depărtate de frământările mulțimii.[88] Constrâns de realitățile financiare cu care se confrunta, el a făcut o seamă de concesii în opera sa și a realizat o serie de lucrări comandate de către cei cu dare de mână.[88] Perioada interbelică a fost una în care se acreditau tot felul de opinii referitoare la sfârșitul războaielor în lume și drumul spre o fericire mondială. Influențat de o asemenea retorică, Băncilă și-a pierdut o parte din combativitatea perioadei de maturitate și nu a mai reușit să-și înnoiască tematica.[88] A repetat subiectele vechi, fără originalitate și expozițiile sale erau din ce în ce mai pline de lucrări cu flori, fructe și capete de expresie.[88]

Toată opera pe care a lăsat-o Octav Băncilă posterității, și mai ales cea realizată în perioada de maturitate artistică, se situează pe o clasă superioară și de nestrămutat față de cea a înaintașilor săi. Ea denotă în final un avânt revoluționar care a dat o valoare deosebită realismului său critic.

### Tematica proletariatului

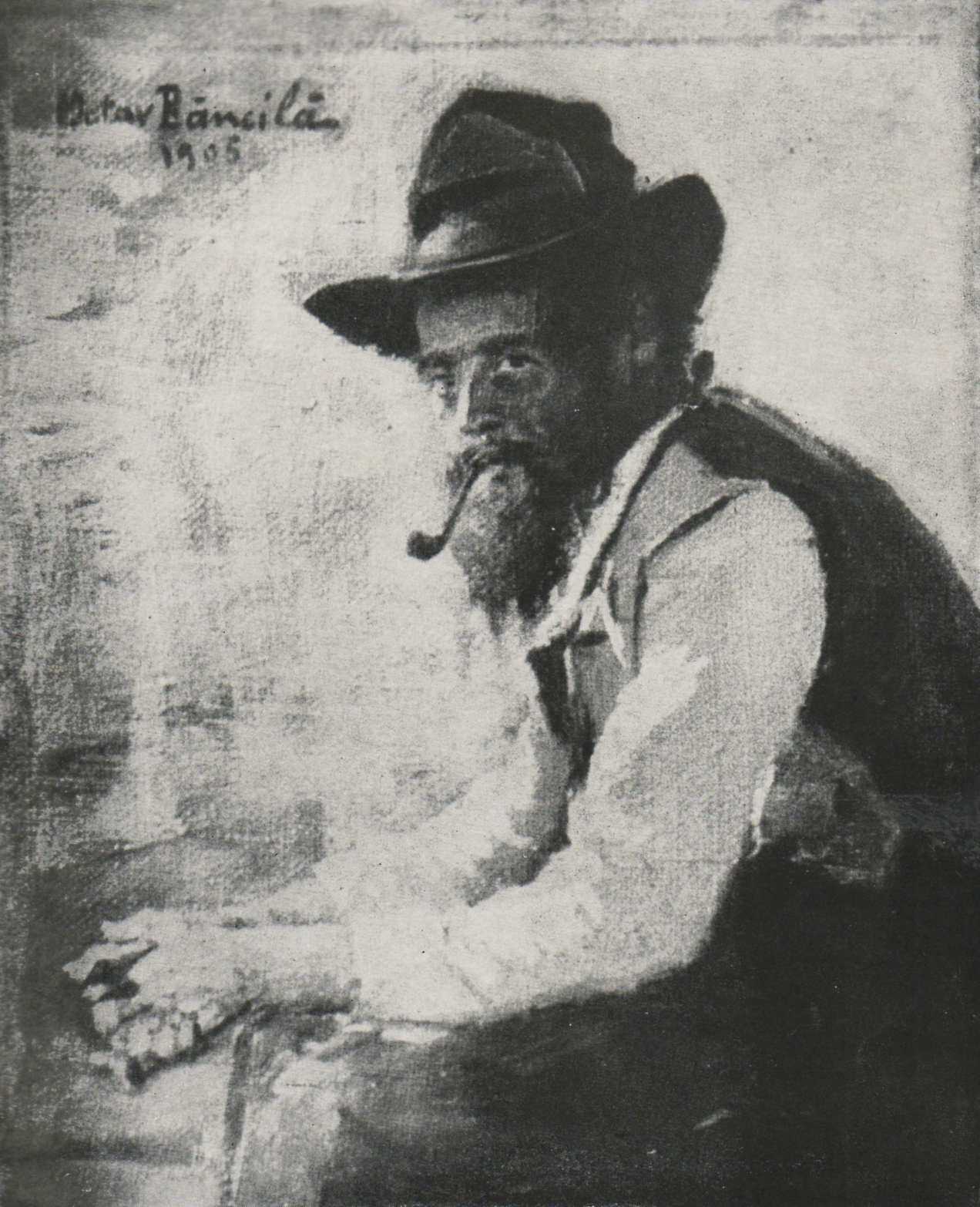
Muncitor în repaus (1905)

O dată cu venirea anului 1905, Băncilă a devenit foarte preocupat de viața și activitatea proletariatului, lucru care l-a determinat pe artist să execute numeroase lucrări cu această tematică. Primele tablouri cu tematică proletară au fost făcute în anul 1905 și ele au fost Muncitorul și Muncitor în repaus. Artistul a vrut să zugrăvească cât mai veridic personajele și acest lucru a dus la o privire răscolitoare și o ținută dârză. Cu toate că liniile sunt nervoase, contururile nu au precizia și vigoarea pe care pictorul a reușit-o  în picturile mai târzii cum au fost Flămândul și Muncitorul (1911), cunoscut și sub denumirea de Meșterul sau Muncitor în repaus (după denumirile pe care le-a purtat lucrarea din 1905 în ulei sau pastelul din anul 1909). Compoziția înfățișează un muncitor vânjos și masiv, figurat în poziție șezândă în timp ce-și fumează pipa.

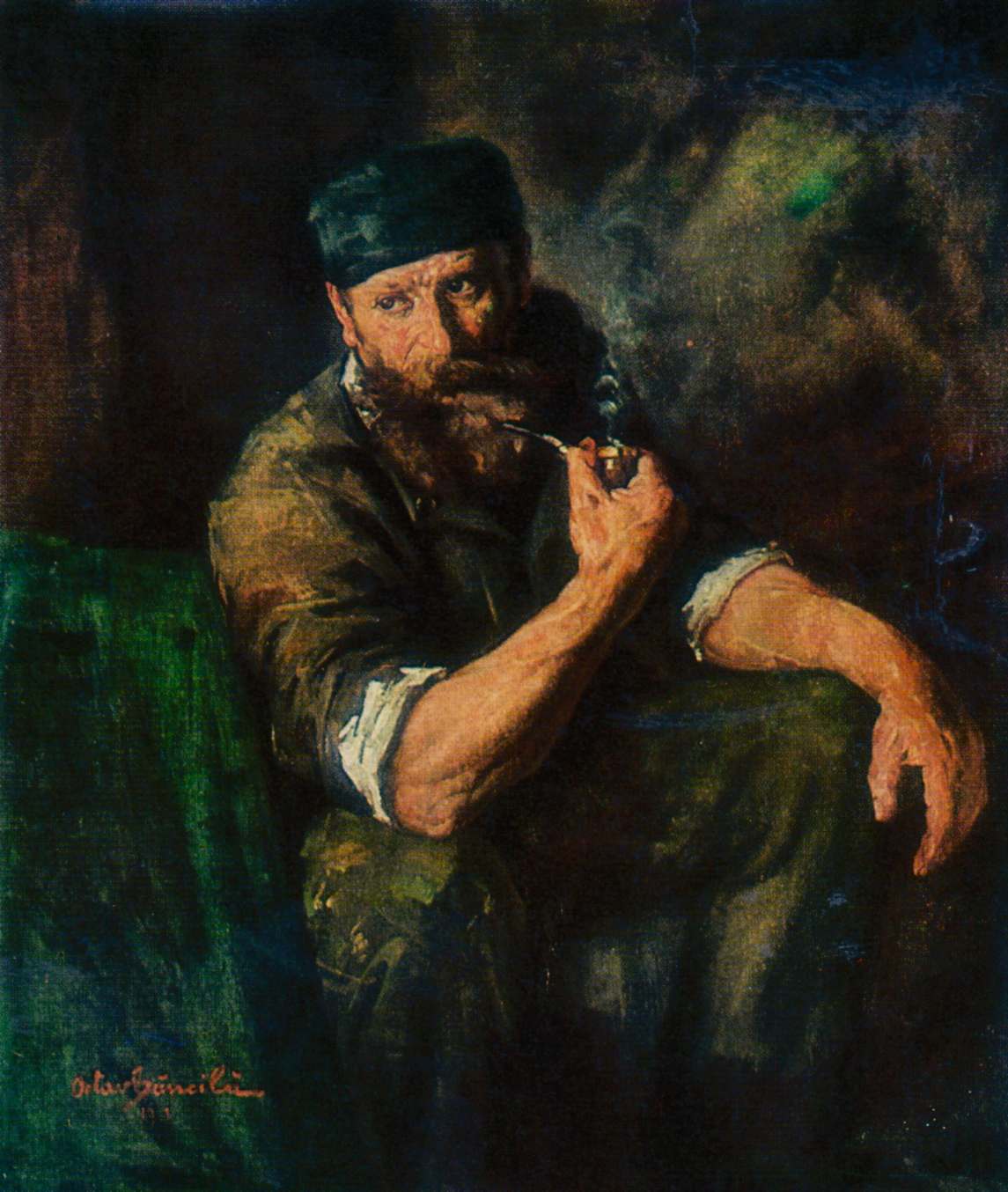
Muncitorul (1905)

El este îmbrăcat în haine de lucru, lustruite și are pe cap o tichie. Mâinile sunt suflecate, lăsând astfel să se vadă antebrațele puternice. Tabloul este o reprezentare tipic realistă, psihologia muncitorului este gânditoare și exprimă o certă conștiință a răspunderii. Similar muncitorului lui Octav Băncilă este Fierar odihnind al pictorului Ioan Zaicu. Vigoarea fierarului este asemănătoare, dar privirea și expresia personajului nu sunt la fel de adâncite și semnificative ca a Muncitorului lui Băncilă. Ioan Zaicu a fost primul artist care a înfățișat o asemenea temă în pictura românească și de aceea lucrarea sa stă alături de cea a lui Băncilă. Fierar odihnind a fost, de fapt, o operă singuratică în portretistica romantică pe care Zaicu a practicat-o influențat de stilul bănățeanului Nicolae Popescu. Muncitorul a fost expus în iarna 1949 - 1950 la Moscova cu ocazia Expoziției de arte plastice a Republicii Populare Române. Calitățile de colorist și desenator ale lui Băncilă transpar cu evidență în această lucrare. Amănuntele înfățișării personajului duc la o exprimare a realității vieții, a ideilor fundamentale și a atitudinii caracteristice care definește proletariatul acelor timpuri. Tehnica abordată prin trăsături de penel line se încheagă în final în suprafețe netede, limpezi și strălucitoare, toate laolaltă reușind să descrie viața înnoitoare și forța morală a muncitorimii.

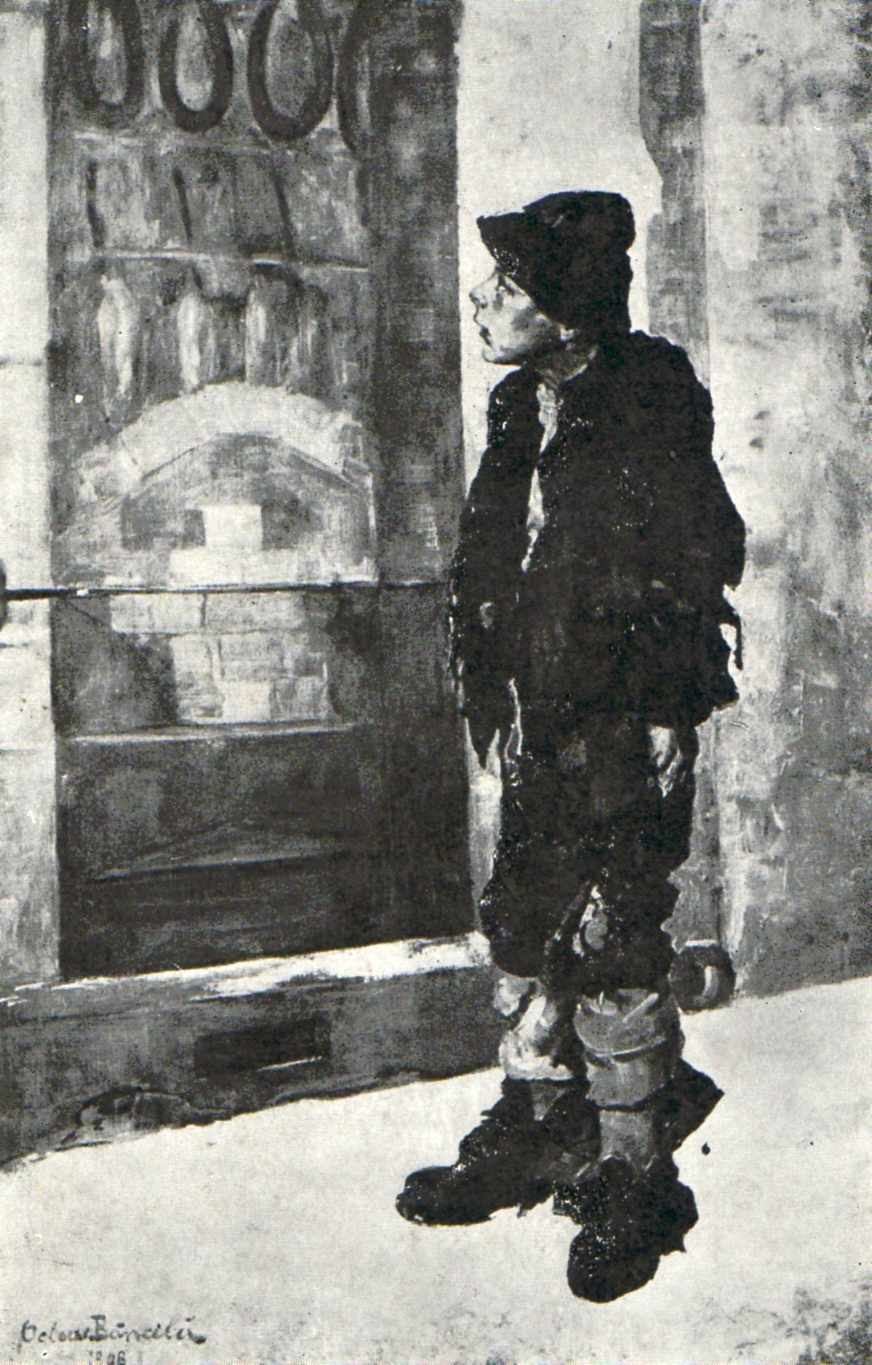
Flămândul
(variantă 1914)

Pentru a ajunge la o așa măiestrie artistică, Octav Băncilă a experimentat pe lucrări anterioare anului 1911, și anume în compoziția Flămândul realizat în anul 1908. Băiețașul care privește lihnit de foame vitrina unei cârnățării este cu siguranță un copil al orașului care caută de lucru. Lucrarea are în sine, o realizare remarcabilă în stilul realismului critic, având un spirit combativ de înaltă semnificație, o cromatică atent aleasă și așezată pe tușe orânduite pe netezimi sclipitoare, limpezi și precise, totul aducând cu măiestria relevată de pictura Muncitorul. Un pas înainte în pictura lui Octav Băncilă, o reprezintă tonalitățile lipsite de stridență, ele fiind vii și clare. Artistul a folosit în această compoziție o cromatică cu alburi de diferite nuanțări, cafeniuri și tonuri de verde. Ca și în lucrarea Muncitorul din 1911, Flămândul conține un colorit și un desen de mare rafinament care duce în final la răzbaterea în profunzime a realității și întruparea ei în imagini veridice și concrete. Muncitorul (1911) și Flămândul (1908) reprezintă cele mai valoroase lucrări ale lui Octav Băncilă din tematica muncitorească.

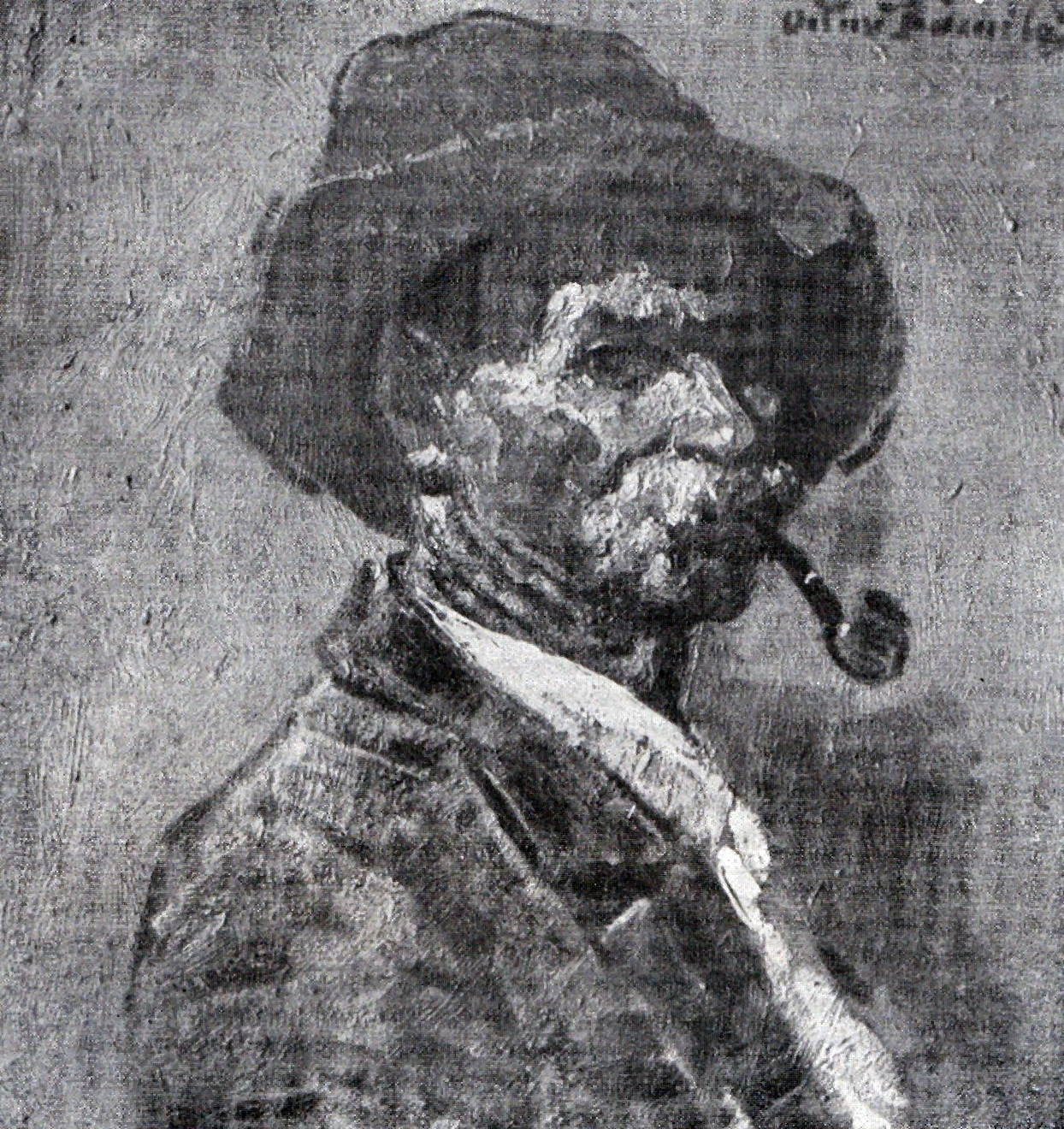
Muncitor (1927)

Cu ocazia expoziției pe care artistul a făcut-o în anul 1914 la București, el a făcut mai multe tablouri cu muncitori cum a fost cel intitulat Lucrătorul - cel care reprezintă un bărbat cu șapcă și cu șorț. După atitudine, personajul transmite neliniștea sa legată de un conflict de muncă sau, probabil, o nedreptate care i s-a făcut. Lucrarea este executată cu linii sinuoase, consistente fapt care dă picturii o lipsă de claritate evidentă. În picturile La nicovală și Fierarii, Băncilă folosește o tehnică aspră, cu linii care delimitează mai mult formele decât să definească contrastele de lumină și umbră. Nervozitatea execuției creează impresia unei compoziții făcute în grabă, cu elemente aruncate pe pânză în mod arbitrar. Subiecte similare au fost create și în compoziția În atelier unde cromatica aleasă a fost una întunecată, și care în mod nefericit nu reliefează conținutul lucrării. Contrar acestora, se remarcă cu însuflețire tabloul Lemnarul din anul 1908, unde mișcările și atmosfera este mult mai grăitoare, cromatica folosită reușind să aducă limpezimi care dau senzația unui atelier în plină activitate.
Octav Băncilă a pictat și alte compoziții cu tematică muncitorească ca Întrunirea (1914), Grevistul, Într-o zi de grevă, Pax, Muncitorul Revoluția și Dreptatea și Greviștii prezentate publicului cu ocazia expoziției din 1915, Muncitorul și Țăranul (1925), Șomerul (1935) și Muncitorul (1942).

### Tematica țărănească

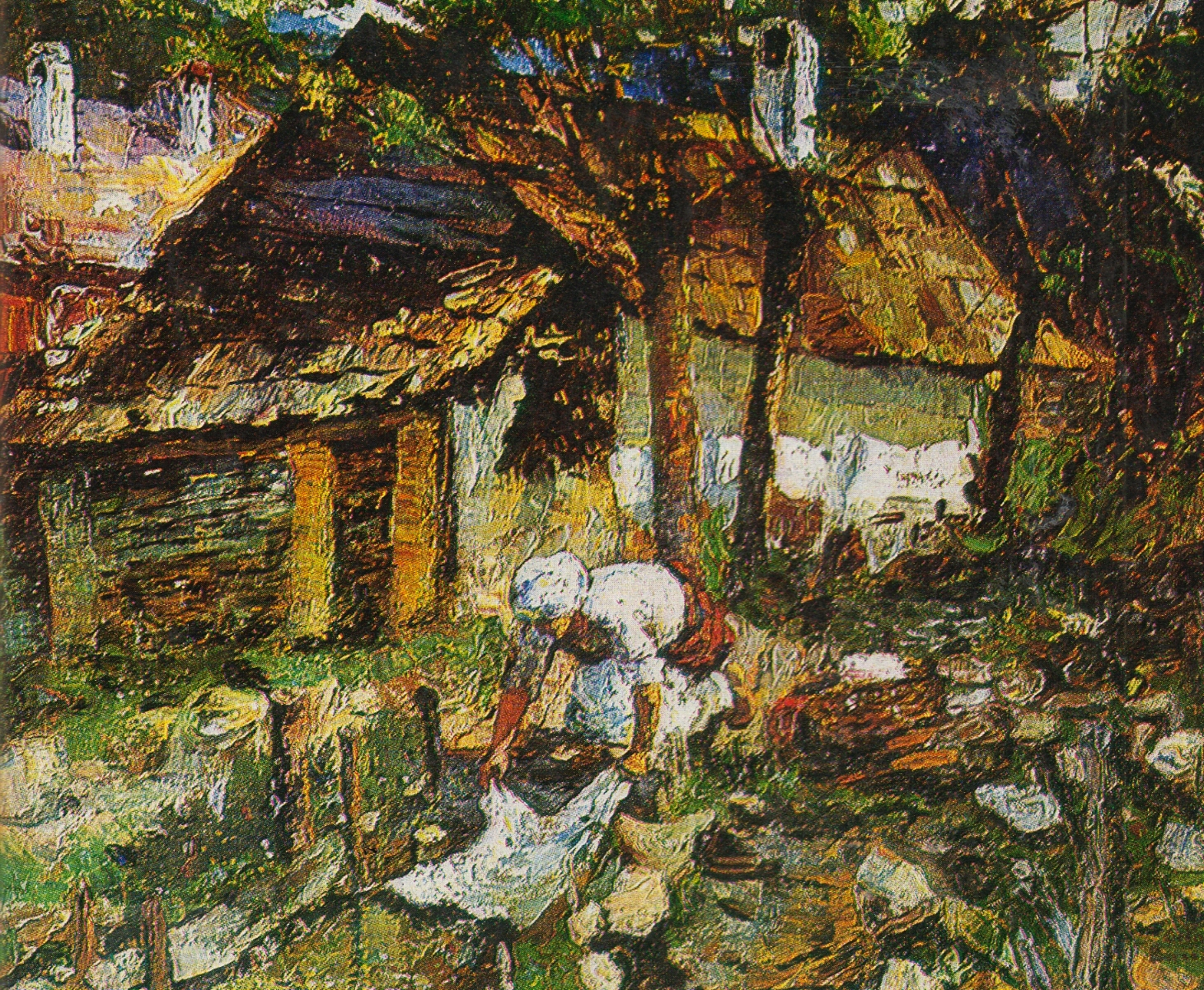
Spălătoreasa (1915)

Prin originea și prin opera pe Octav Băncilă a lăsat-o în urma sa, el a fost în primul rând pictorul țărănimii și al muncilor agricole de la țară. În mod firesc, evenimentele care s-au derulat în anul 1907 și a răscoalelor țărănimii din România s-au suprapus ca o mănușă pe idealurile sale de viață și implicit în pictură.
Majoritatea picturilor lui Băncilă înfățișează felurite aspecte ale muncii pe ogoare. A pictat sute de pânze în care apar ciobani cu oile prin luminișurile pădurilor sau pe câmp, țărani secerând și culegând recolta, țărani care ară și seamănă țarina, țărani cu căruțe cărând lemne și vreascuri din pădure. Apar de asemenea femei care spală rufe, care torc fuioare, femei care aduc apă sau aruncă năvodul în râu. Multe din picturile sale zugrăvesc prânzul sau cina sărăcăcioasă pe care doar țăranul și-o putea permite. Artistul și-a surprins personajele în cele mai importante și permanente îndeletniciri și destul de des în ipostaze melancolice sau de odihnă. El nu a căutat idilicul vieții la țară ca predecesorii săi. Realismul muncii, a luptei cu greutățile vieții și cu exploatarea care era în acele timpuri o obișnuință, a făcut ca tablourile lui Băncilă să rămână posterității ca documente vii ale condițiilor în care și-a dus traiul țărănimea din România.

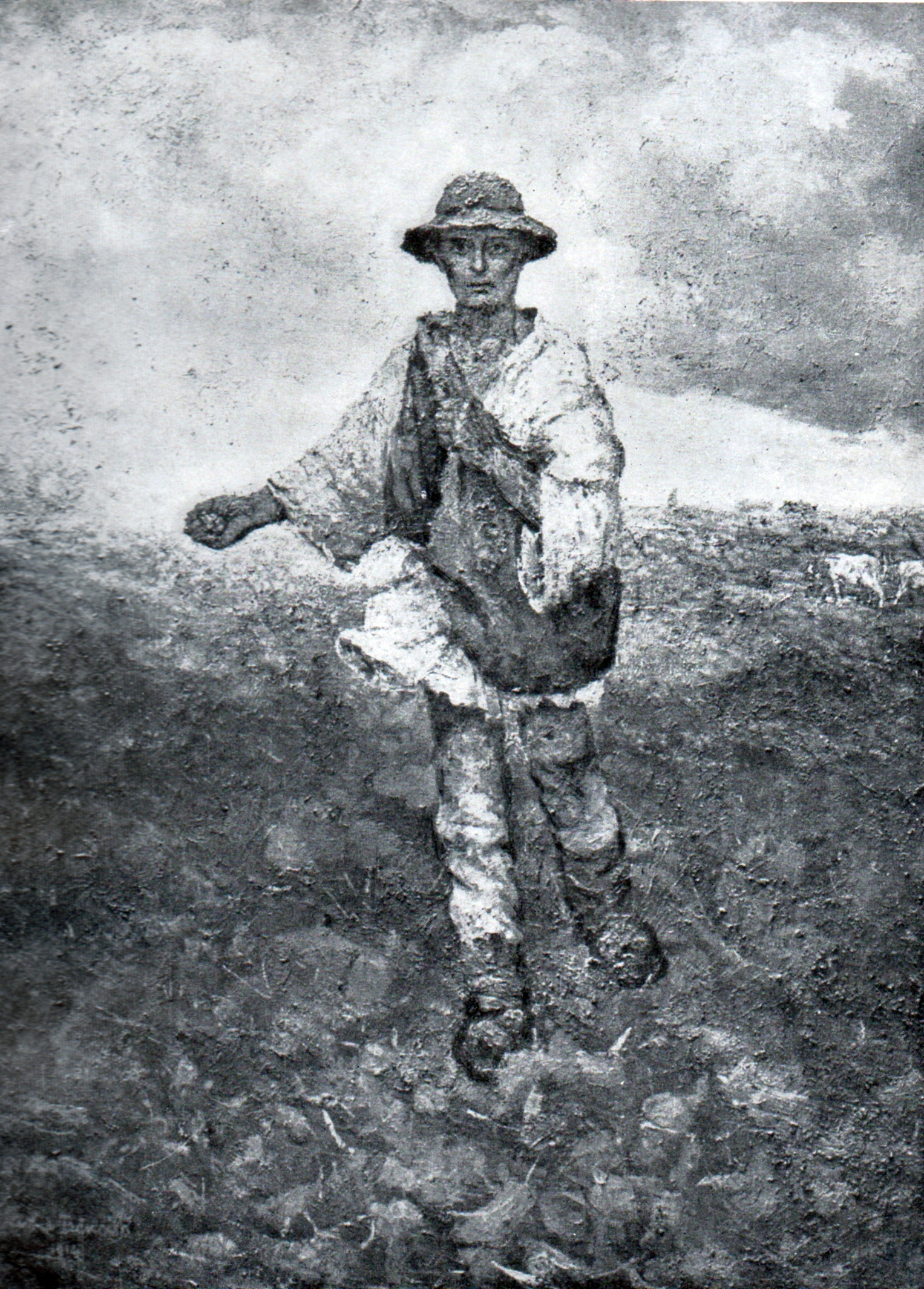
Semănătorul (1914)

Zugrăvirea vieții țărănimii românești într-un realism critic cum nu a mai fost redat până atunci în artele plastice, a avut un punct culminant la expozițiile pe care artistul le-a deschis la București în anul 1914 și 1915. Pe lângă apogeul creației atins cu Ciclul de lucrări 1907, Octav Băncilă a creat capodopere ca Pribeagul și Pâinea noastră cea de toate zilele. Tonalitățile cromatice din Pribeagul par a fi contrastante prin reflexele trandafirii dulcege cu tematica dură și absolut gravă a lucrării. Mai realizată este Pâinea noastră cea de toate zilele (vezi Varia), care este construită viguros, Băncilă reușind să extragă din realitate o situație tipică. Ținuta și atitudinea țăranului sunt firești, iar boul din stânga este zugrăvit cu o măiestrie și un rafinament al desenului demn de un mare pictor animalier.
Pictura intitulată Semănătorul, care reprezintă un țăran cu trup subțiratec dar rezistent la muncă, cu chipul slab, arată o ființă în care se oglindesc greutățile vieții. Chipul Semănătorului este o realizare de mare anvergură în opera lui Băncilă. El are ochii mari din care transpare amărăciunea și revolta. Buzele le are strânse, fapt care sugerează zgârcenia la vorbă și lipsa bunei dispoziții. Tehnica lucrării este aspră cu linii dinamice, cu porțiuni diferit luminate cromatic, predominanța fiind întunecată, posomorâtă. Lucrarea Semănătorul se constituie a fi o cotitură în arta plastică a lui Octav Băncilă. Prin realismul critic deosebit redat în această compoziție, artistul a adus o înnoire în formă și conținut. Linia, culoarea și desenul folosit au dus la conturarea unei expresii puternice, care nu s-a mai făcut până atunci în România.

Tematica țărănimii în opera lui Octav Băncilă
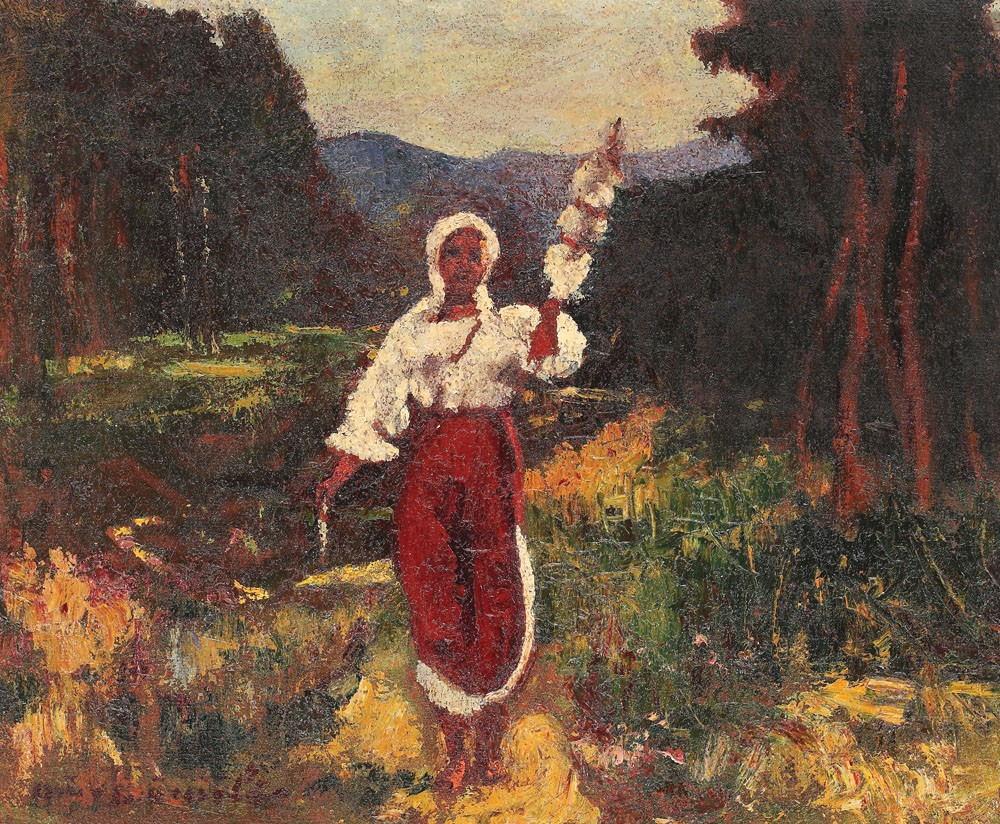
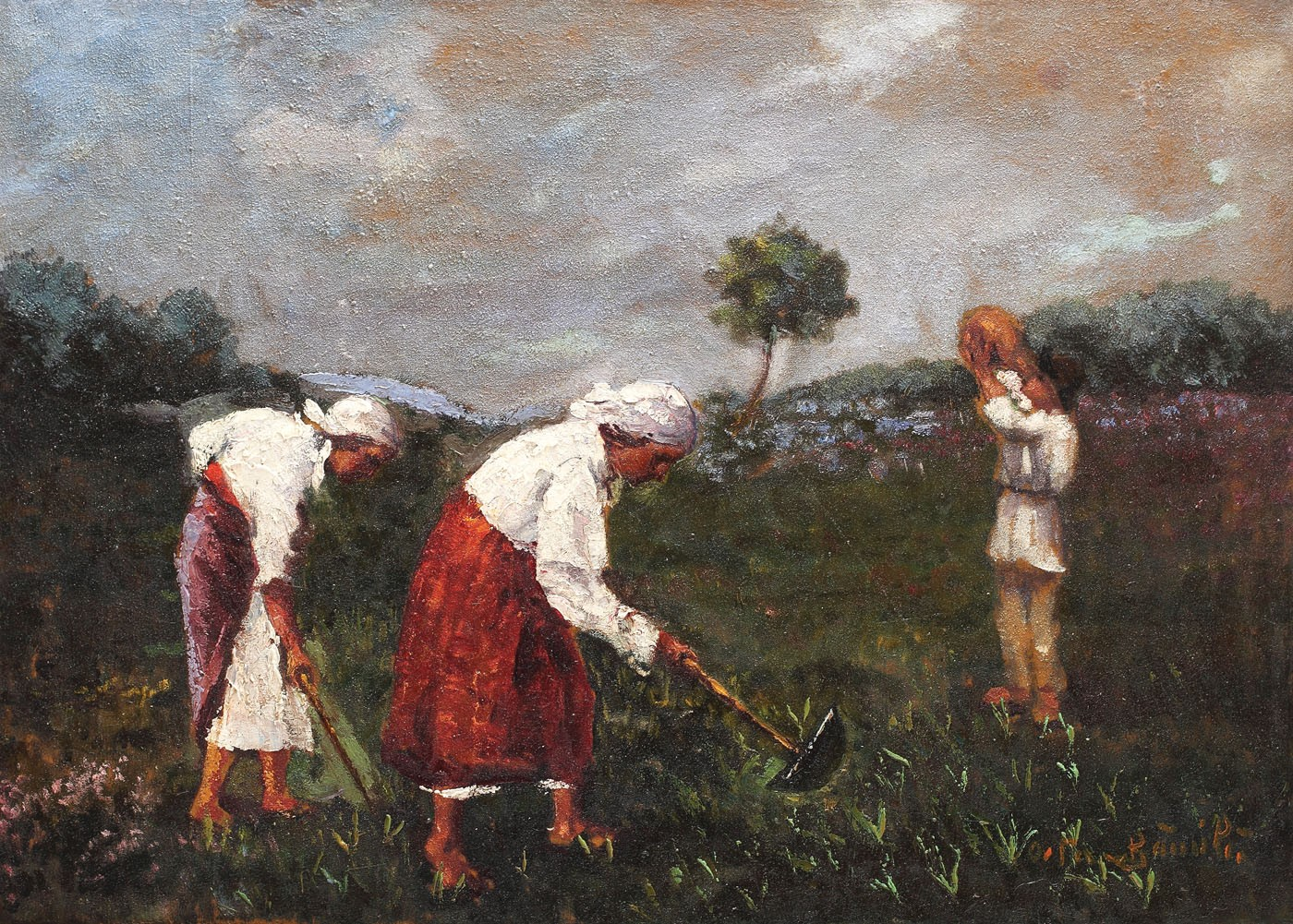
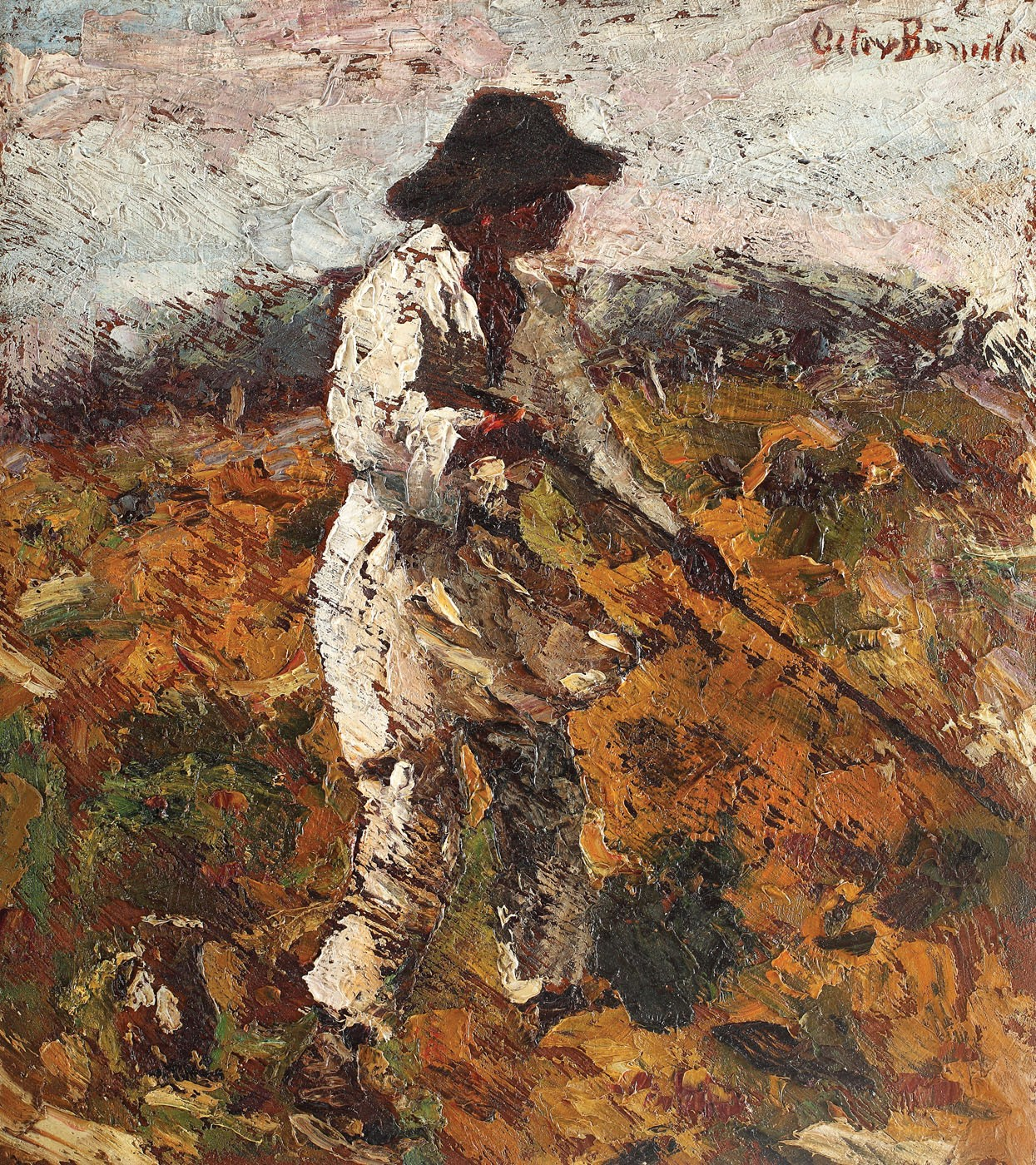
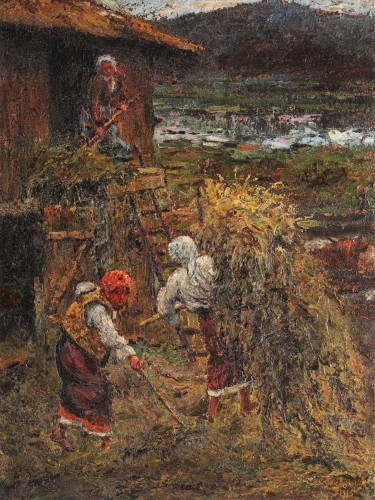
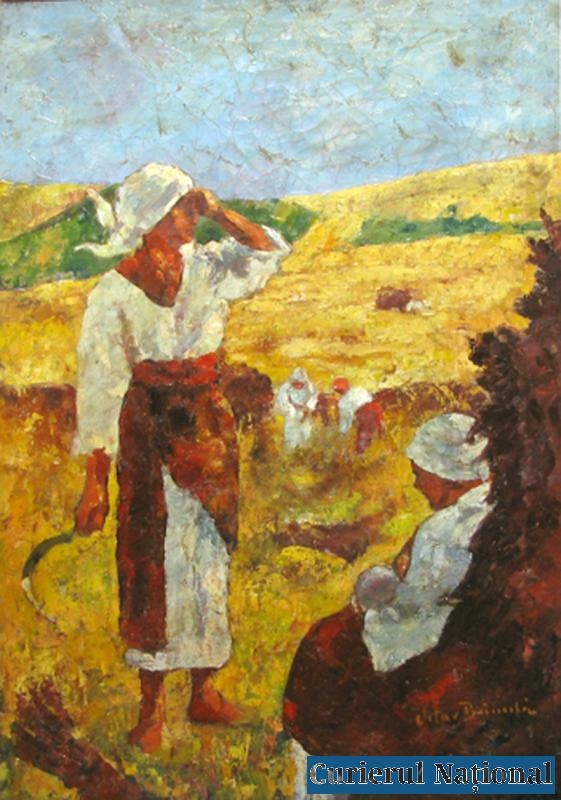
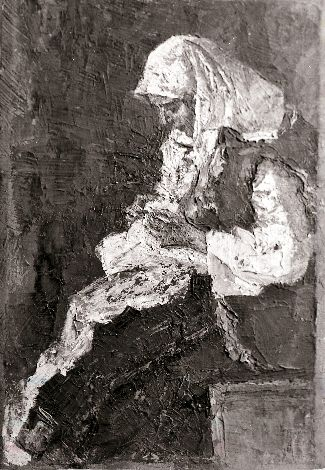

Octav Băncilă a executat și lucrări unde cromatica este sclipitoare și exuberantă, fapt care a dat acestora un glas viu și poetic. Excepțională în acest sens este compoziția Spălătoreasa unde artistul ajunge să tălmăcească exuberanța naturii. În această lucrare, totul strălucește într-o dimineață de vară: pârâul, casa, copacii și femeia care spală rufele la râu. Bucuria vieții și dărnicia soarelui se reflectă pretutindeni prin frunzișul bogat. Spălătoreasa este o lucrare care prin strălucirea ei, prin scânteierea reflexelor de vară poate sta alături de opere realizate de Nicolae Grigorescu și Ștefan Luchian. La fel de uimitoare este și compoziția Dimineața la sapă (1915), în care se văd, în schimb, deficiențe de tehnică specifice autorului. De multe ori, pictorul în dorința de a reliefa mai intens fizionomia personajelor a folosit în cromatica sa mult ocru, brun roșcat și cărămiziu, fapt pentru care unele din operele lui ajung la o stridență vizuală supărătoare. El nu a cultivat ca formaliștii culoarea în scopul culorii, ci pentru proiectarea vibrației și a atitudinilor umane; în faza a doua a carierei sale putându-se observa o predominanță a coloritului discret.
Picturi importante, care definesc opera lui Băncilă sunt: Secerișul (1927), La fântână, Plugarii, Întoarcerea de la câmp, Culesul porumbului, Culesul cartofilor, Întoarcerea cosașilor, La ghilit pânza, Cu rufele, Femei cu sapa.

### Tematica evreiască

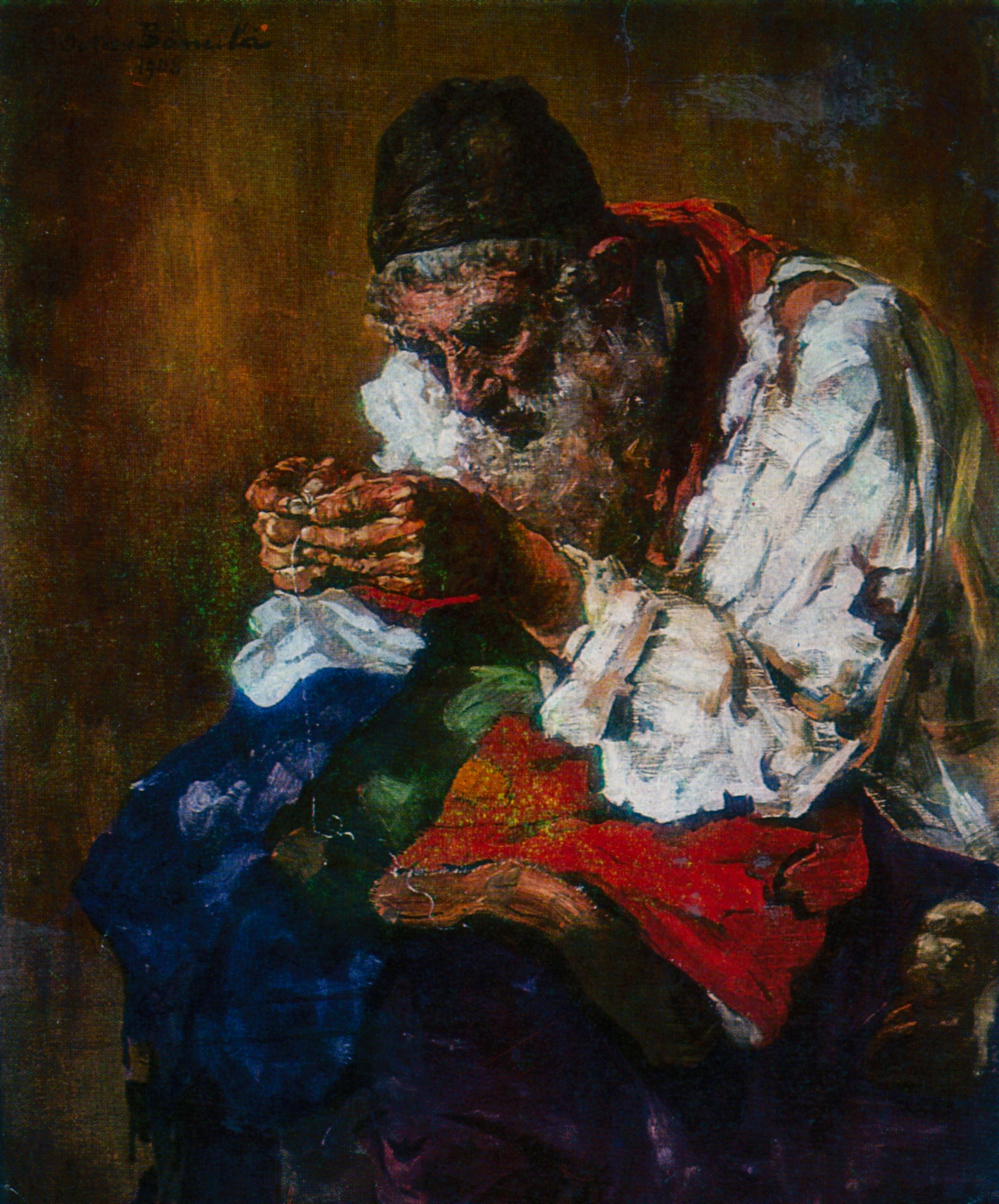
Peticarul (1908)

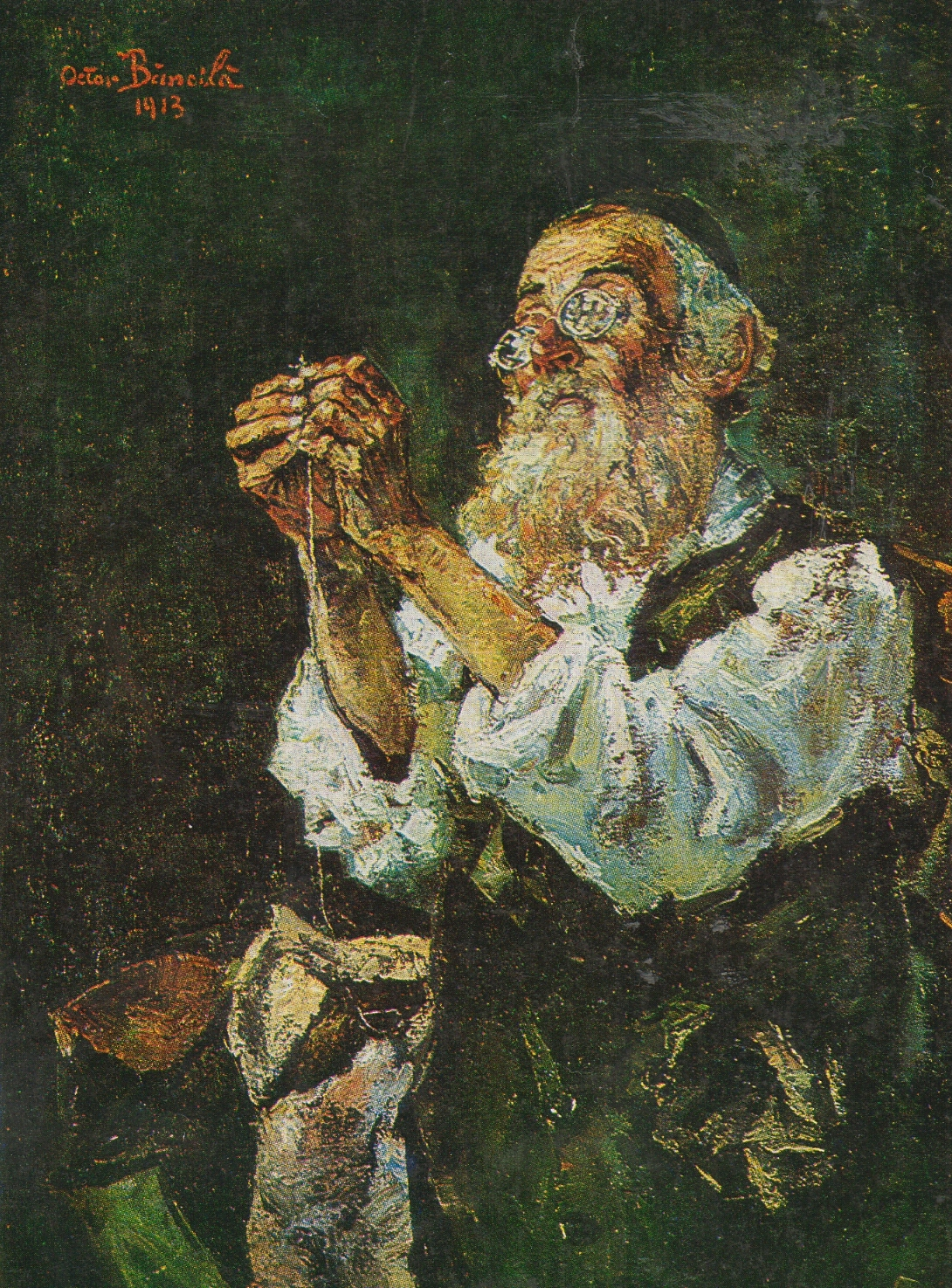
Croitor bătrân (1913)

În perioada studiilor pe care Octav Băncilă le-a făcut la München, acesta a văzut prin muzeele capitalei Bavariei rabinii pictați de Rembrandt și alte compoziții cu aceeași tematică, pictate de către alți mari maeștri. Student fiind, a pictat un cap de expresie al unui evreu și doi vagabonzi evrei din Moldova. La întoarcerea sa la Iași, în anul 1898, a pictat Recrutul (1898), O afacere bună (1899) și Emigrantul (1900). Deși a realizat în întreaga carieră o mulțime imagini cu evrei care aveau adeseori aceleași subiecte, cele mai bune și mai strălucite tablouri cu această tematică le-a pictat în perioada anilor 1907 - 1916. A creat în epoca sa de maturitate Consiliul (1907), Peticarul (1908), La sfat (1908), Haine vechi (1908), Cizmarul (1911), Zarafi (1912, 1913 și 1914), Moș Ițic Cămătarul (1912 - 1914 și 1927), Telalul (1913), Tip de ceauș (1913), Croitorul bătrân (1913), În rugăciune (1913), Rugăciune (1913), Kol-Nidre (1914) și altele. Se cunosc cel puțin patru variante ale Zarafului înfățișând doar capul, doar bustul sau zaraful în fața unei mese, în poziție șezândă. Celebra lucrare Aparul a fost expusă în anul 1901 și 1937. Tematica evreiască a găsit în Octav Băncilă un rezoneur important datorită mediului unde a locuit, în apropierea Târgului Cucu din Iași. Aceste tablouri pe care artistul le-a pictat, reprezintă în opera lui cele mai realiste picturi pe care le-a făcut.
Empatia lui Băncilă s-a direcționat spre evreii săraci, care trebuiau să supraviețuiască din îndeletniciri mărunte sau servicii. Așa erau negustorii de haine vechi, aparii, misiții sau diverși meșteșugari oropsiți. Cele mai reușite imagini cu evrei pe care pictorul le-a realizat sunt Croitorul, Peticarul și Cizmarul. Peticarul este un bătrân care de abia vede să mai bage ața pe un ac și care, este silit să muncească din greu pentru un venit care nu ajunge pentru un trai decent. Pentru argumentarea afirmației, este suficient a privi mâinile aspre și încrețite și haina pe care o coase, haină ce trădează tipul clientelei sale.

Zarafii în opera lui Octav Băncilă
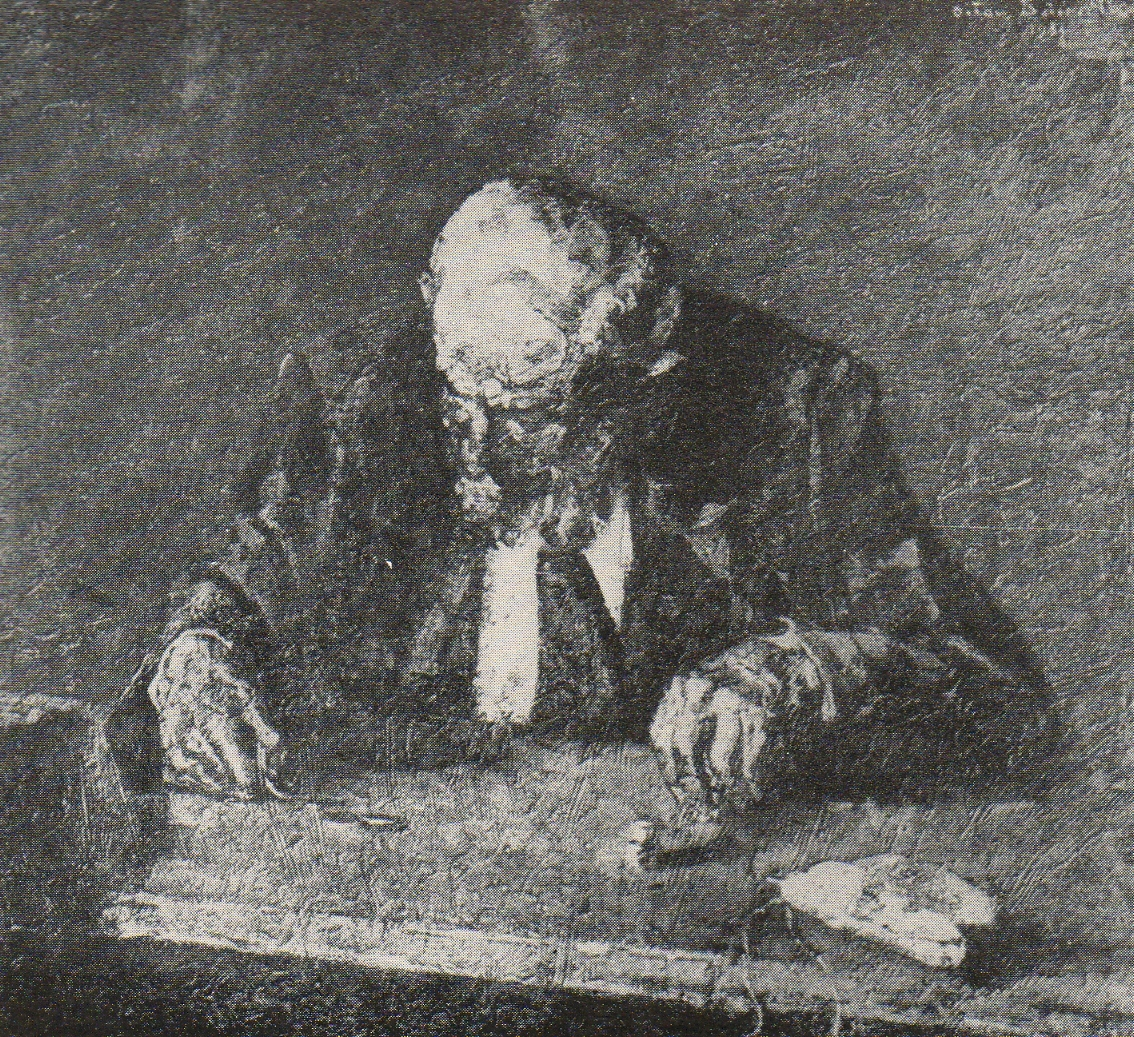
Moș Ițic cămătarul
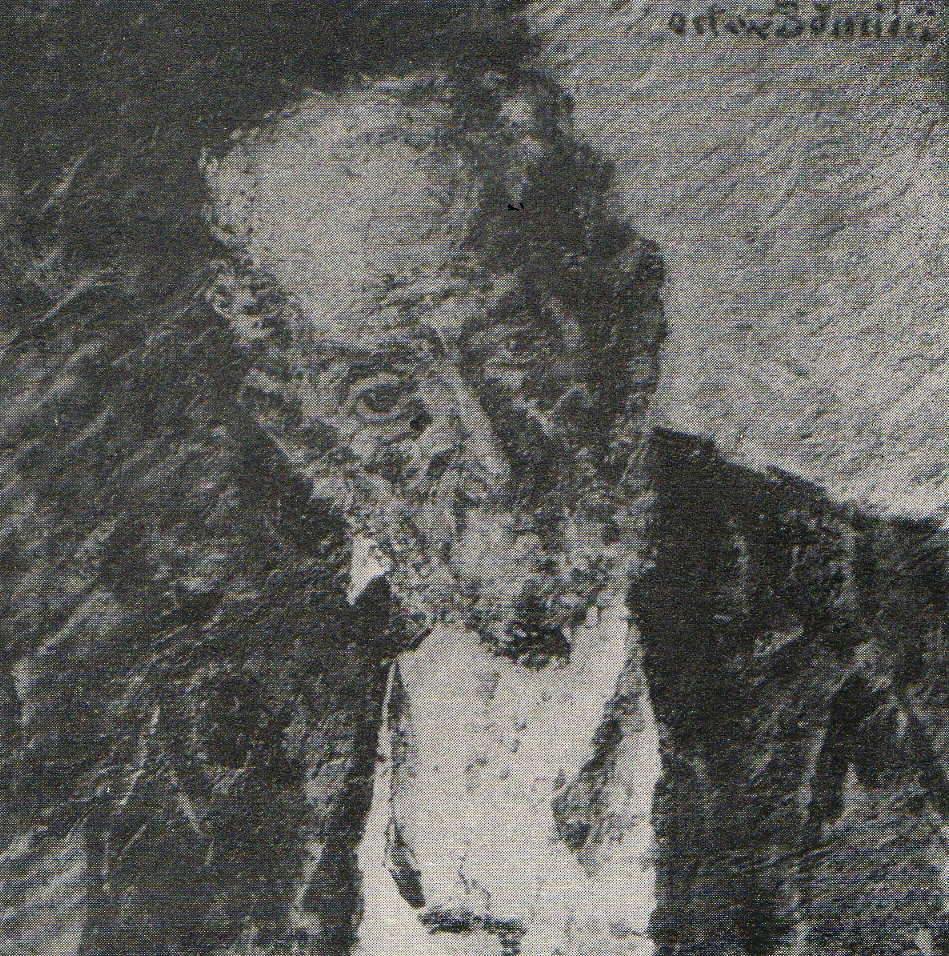
Zaraf... (1)
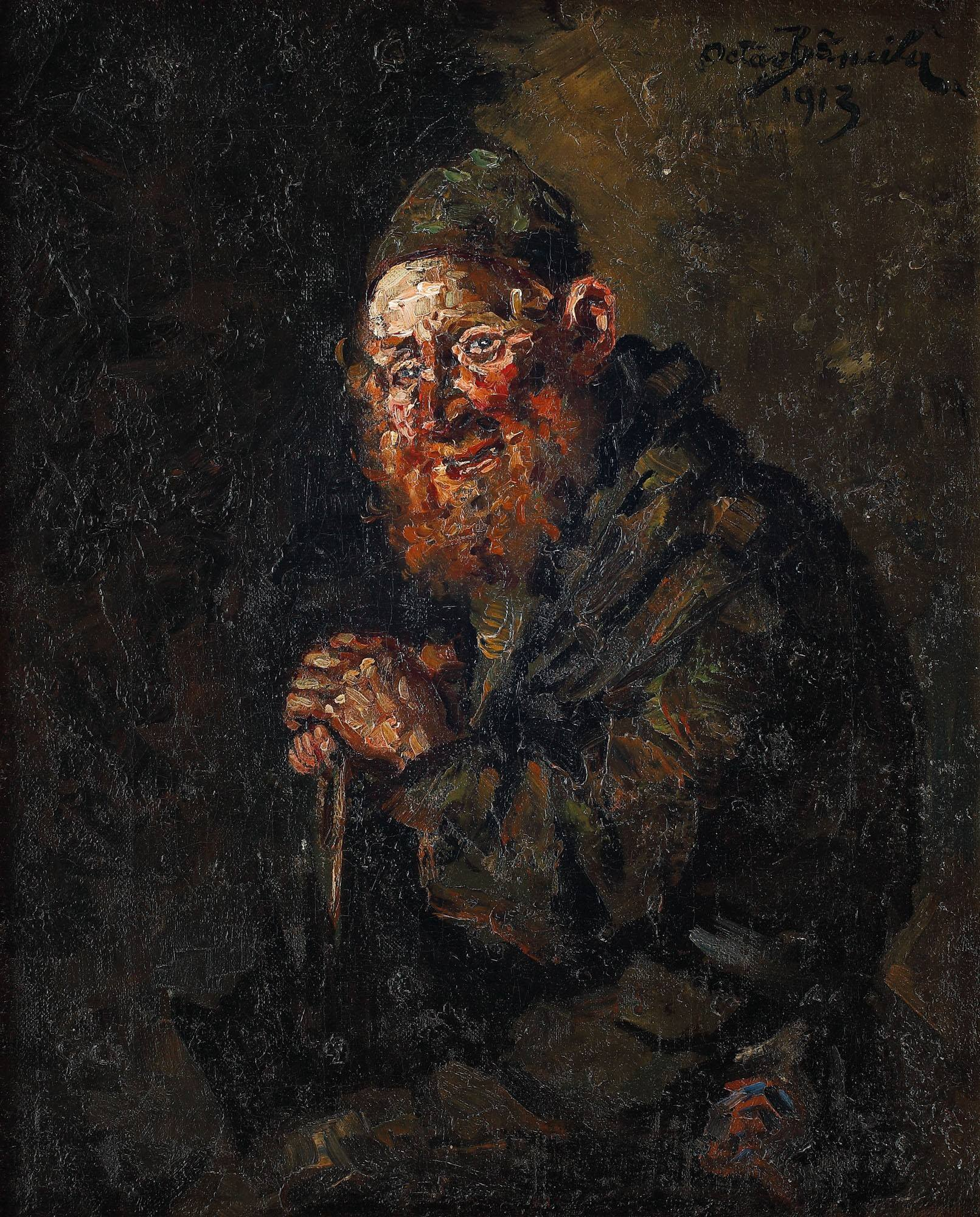
... (2)
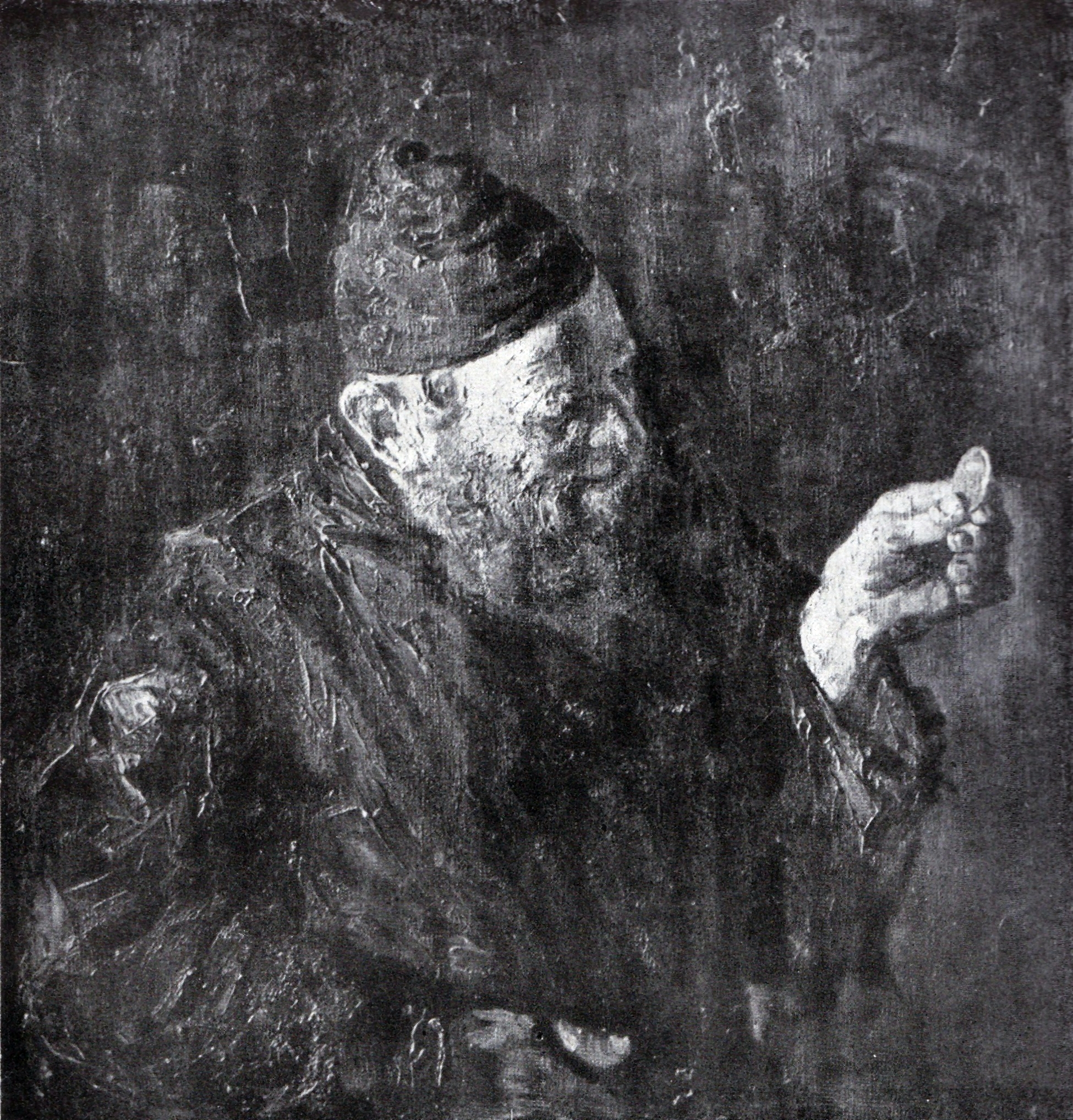
... (3)
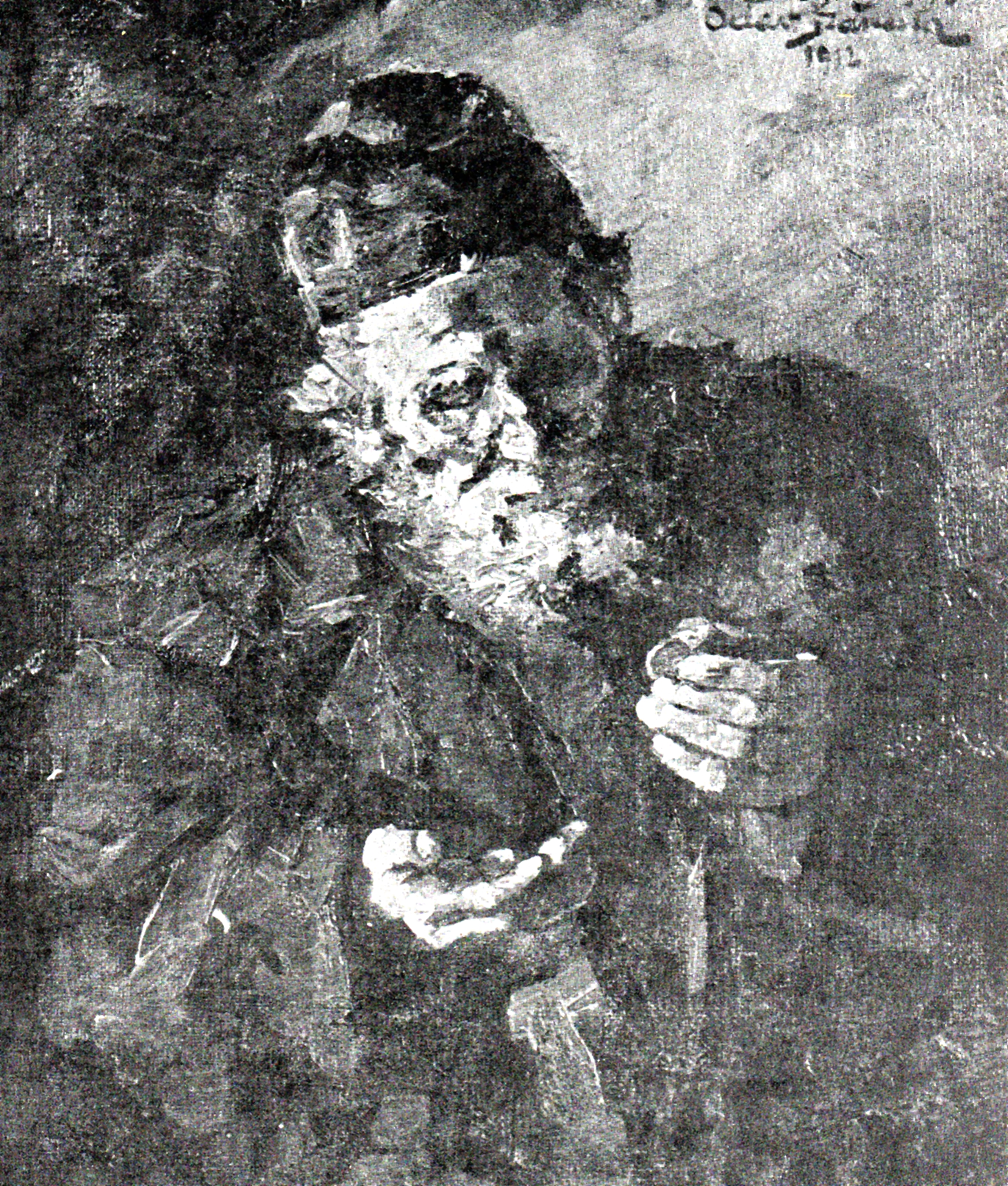
... (4)

Chipurile evreilor săraci și bătrâni pictați de Băncilă sunt pline de viață și au fost adâncite într-un mod pilduitor. De multe ori, artistul s-a lăsat furat de pitorescul pe care înfățișarea modelelor sale îl arătau: neputința bătrâneții, portul lor și meseriile mizere pe care le aveau.
În compoziția intitulată Croitor bătrân, personajul portretizat are o atitudine dinamică prin comparație cu cel din pictura Peticarul, unde cămașa pare a fi țesută cu tușe în pete și rotocoale cu petale trandafirii compuse dintr-o cromatică bazată pe nuanțe de alburi care cad unele peste altele. Cizmarul se caracterizează prin tușe prelungi, fără rotocoale sau pete de culoare aruncate pe pânză, aparent grăbit.

Tematica evreiască în opera lui Octav Băncilă
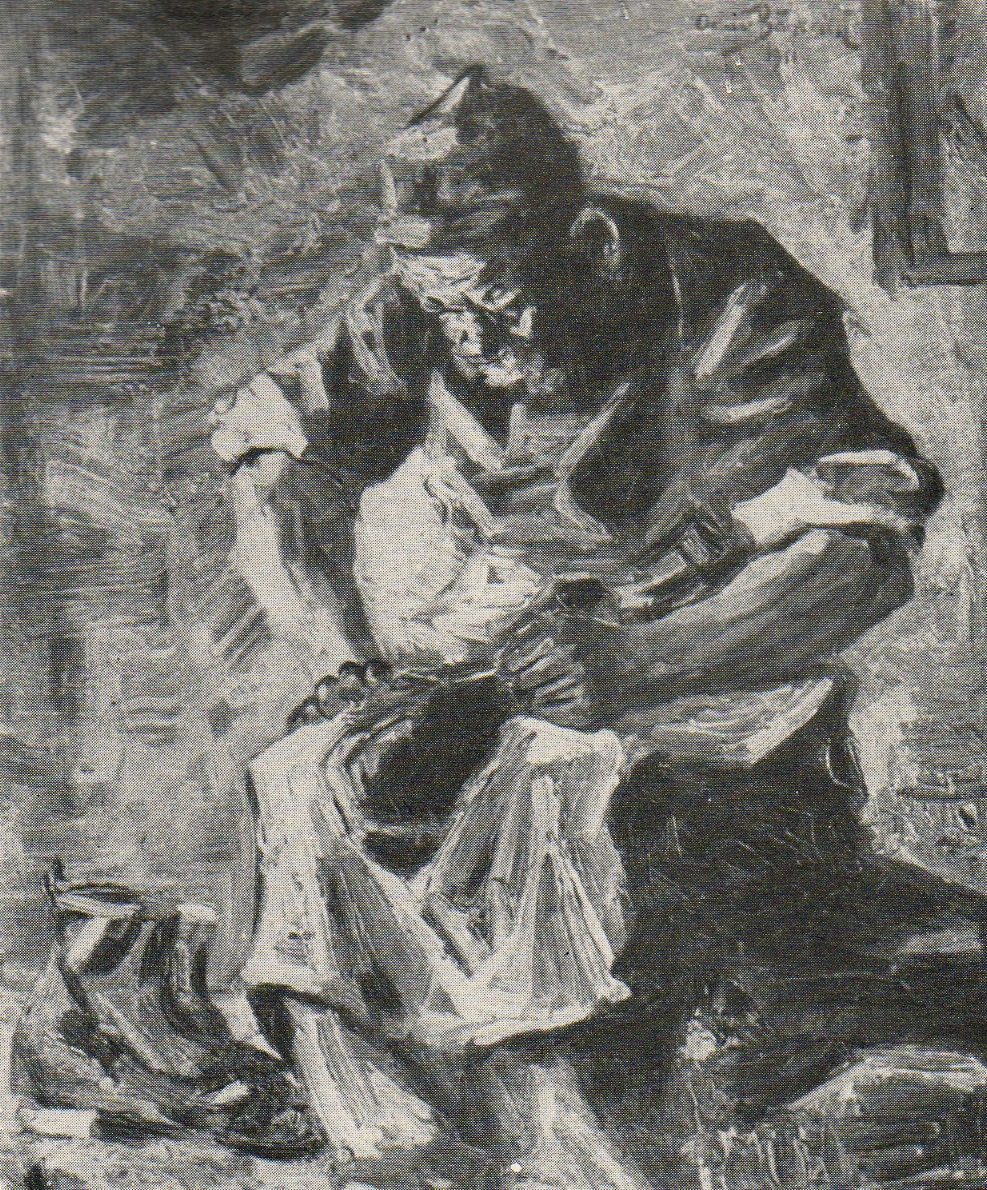
Cizmarul
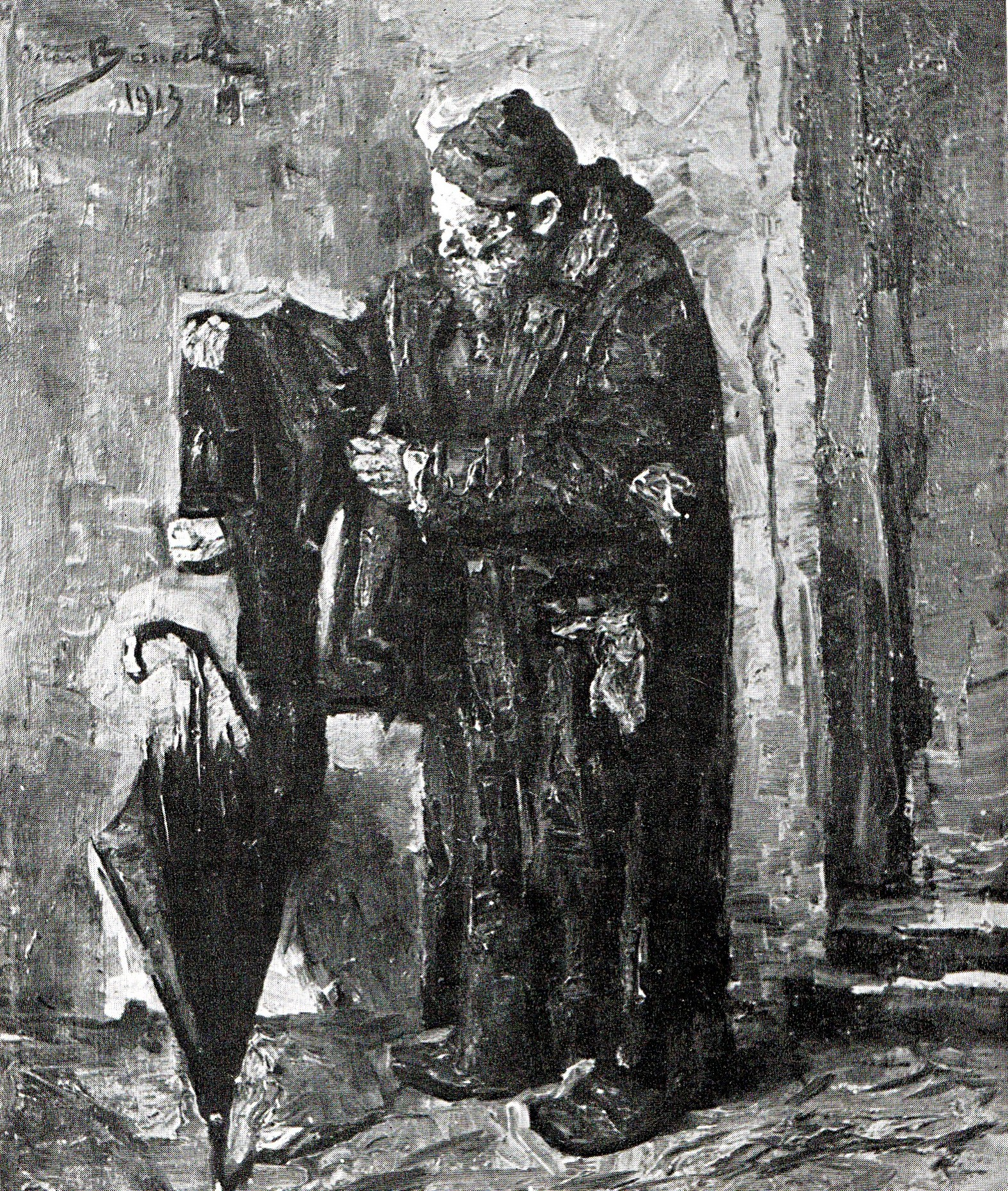
Telalul
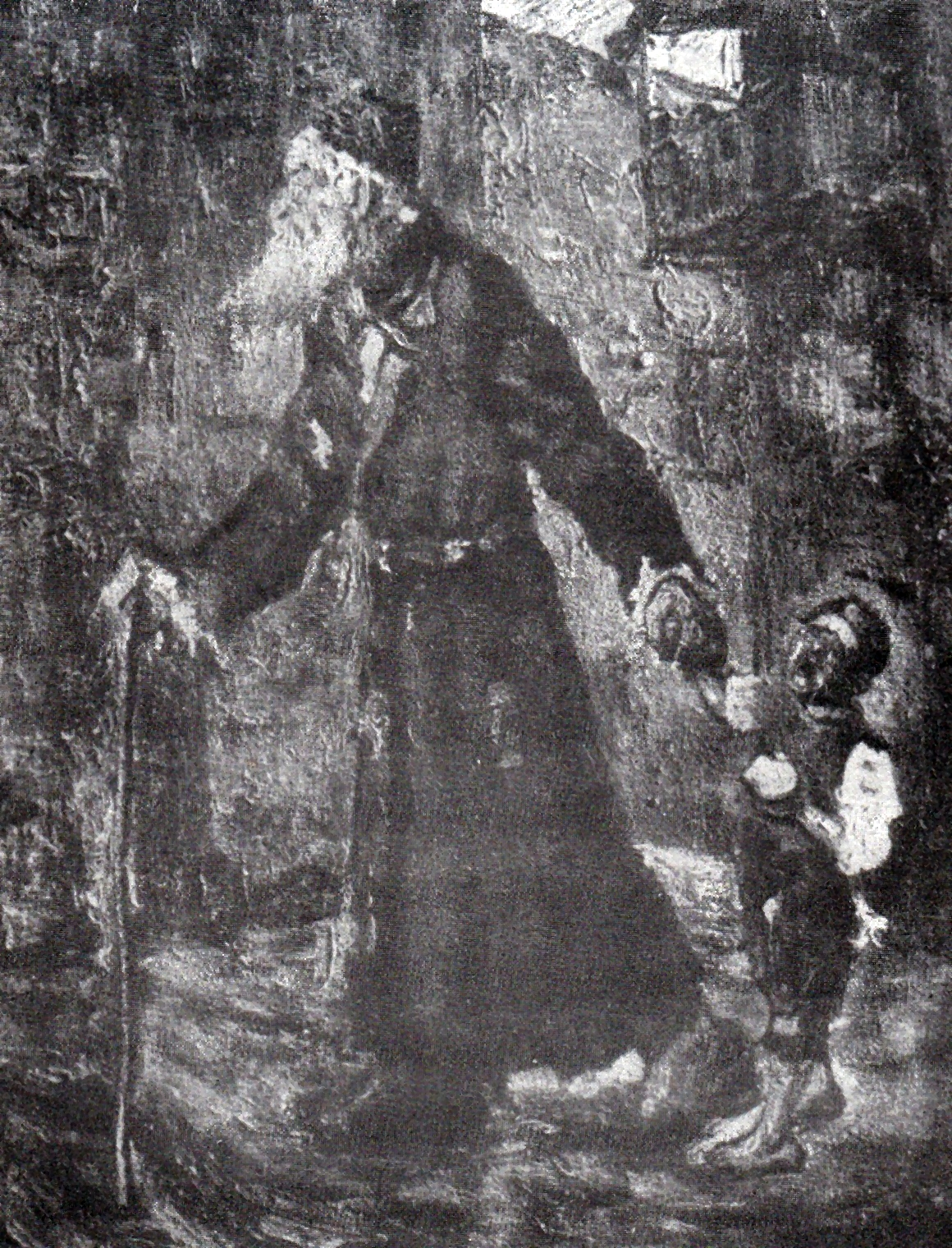
Spre școală
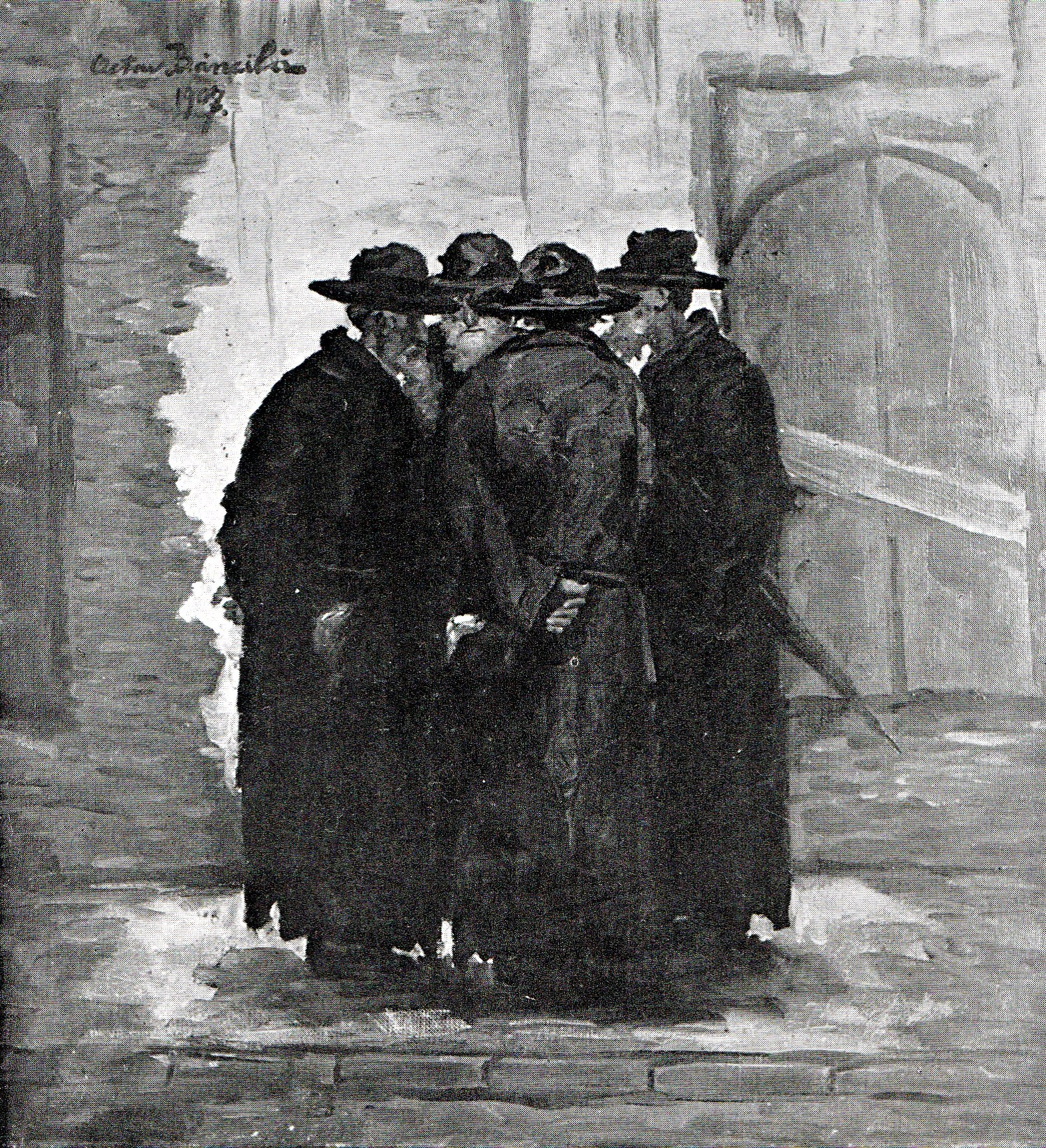
Consiliul
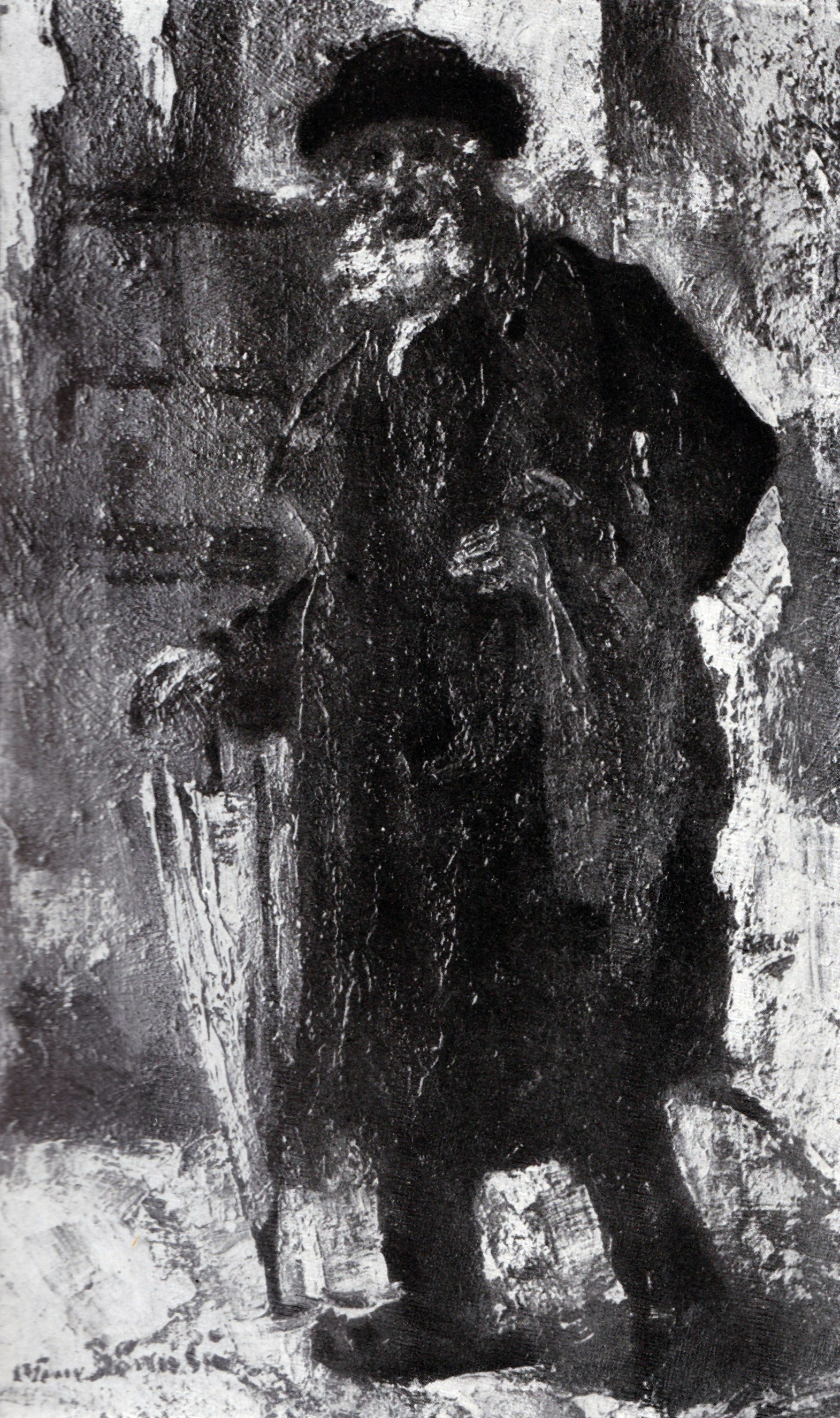
Haine vechi
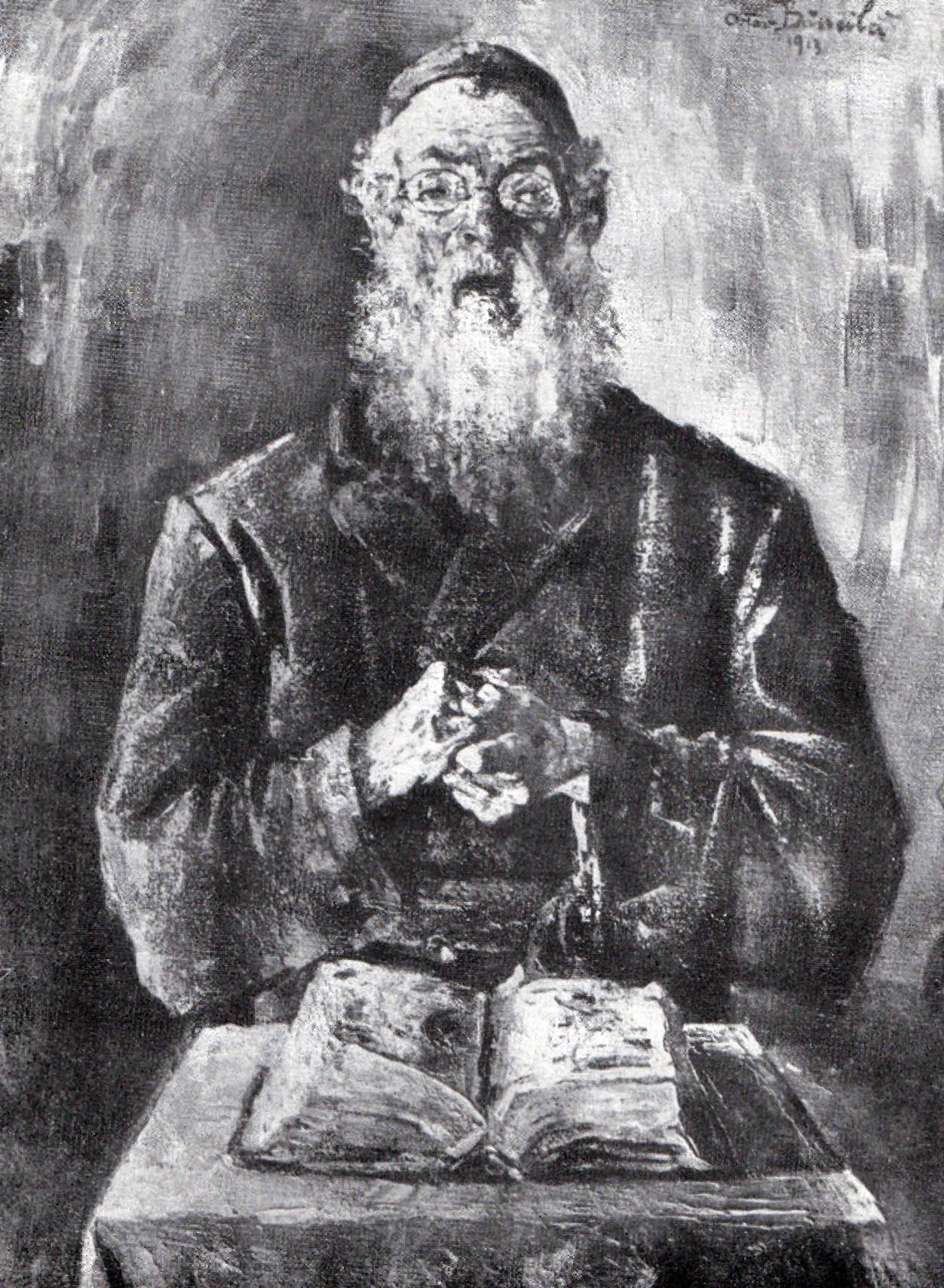
În rugăciune

Remarcabil, iese în evidență un desen de grup cu patru evrei, mai mult siluetele lor decât fizionomiile, intitulat Consiliul (cunoscut și ca O afacere bună - 1907). Aceștia sunt înfățișați în fața unei prăvălii unde se sfătuiesc. Toți au umbrele și caftane, stau lângă o rigolă și au pe cap pălării cu boruri largi și drepte. Haine vechi și Telalul sunt compoziții pe care pictorul le-a făcut în mai multe variante și reprezintă un negustor care stă sprijinit de un perete și își analizează marfa cumpărată. Dacă pentru cei săraci și obijduiți, pictorul are înțelegere și compasiune, pentru negustorii hapsâni, artistul intervine cu spiritul critic până la satirizarea personajelor. Așa sunt lucrările cu zarafi și cu Moș Ițic cămătarul asupra cărora Băncilă a revenit mai mereu și a făcut mai multe replici. Există o pictură executată în anul 1912 care înfățișează un zaraf puternic satirizat, cromatica având dominanța verzuie. El este odios deoarece zărăfia nu este o ocupație destinată celor săraci și umili, ci speculă, posibilități de parvenire, ambiții, relații și cunoștințe bancare. În această compoziție din 1912, zaraful numără monedele pe o masă și le aranjează în fișicuri. Zaraful din 1913 se apropie de chipurile cu evrei făcute de Nicolae Grigorescu. Zaraful este reprezentat cu un ban într-o mână și cu privire lacomă. Cromatica dominantă este cafenie. Toți zarafii sunt îmbrăcați boierește și nu au nimic în comun cu Aparul și cu Peticarii, cu cei cu caftane, cu misiții și telalii ca Zeiling Șor (misit, prototipul omului de afaceri) din opera dramatică Manasse de Ronetti Roman sau ca vânzătorii de mărunțișuri din iarmaroace ca Cilibi Moise.
În toată opera creată cu tematică evreiască, Octav Băncilă a deosebit clasele sociale și a evidențiat antagonismul dintre ele. A înfățișat viața evreilor săraci din Iași, a dezvăluit suferințele caracteristice ființelor exploatate, a criticat pe zarafii bogați și pe cămătari și a redat cauzele care au determinat valul de emigrări de la începutul secolului al XX-lea. Fasciștii și antisemiții epocii de atunci și-au exprimat ostilitatea contra lui Octav Băncilă, acesta fiind detestat atât de bogătașii evrei cât și de cei creștini. Artistul a avut popularitate în rândul celor umili deoarece omenia lui s-a revărsat deopotrivă asupra celor asupriți indiferent de cultură, naționalitate sau religie.

### Tematica țigănească

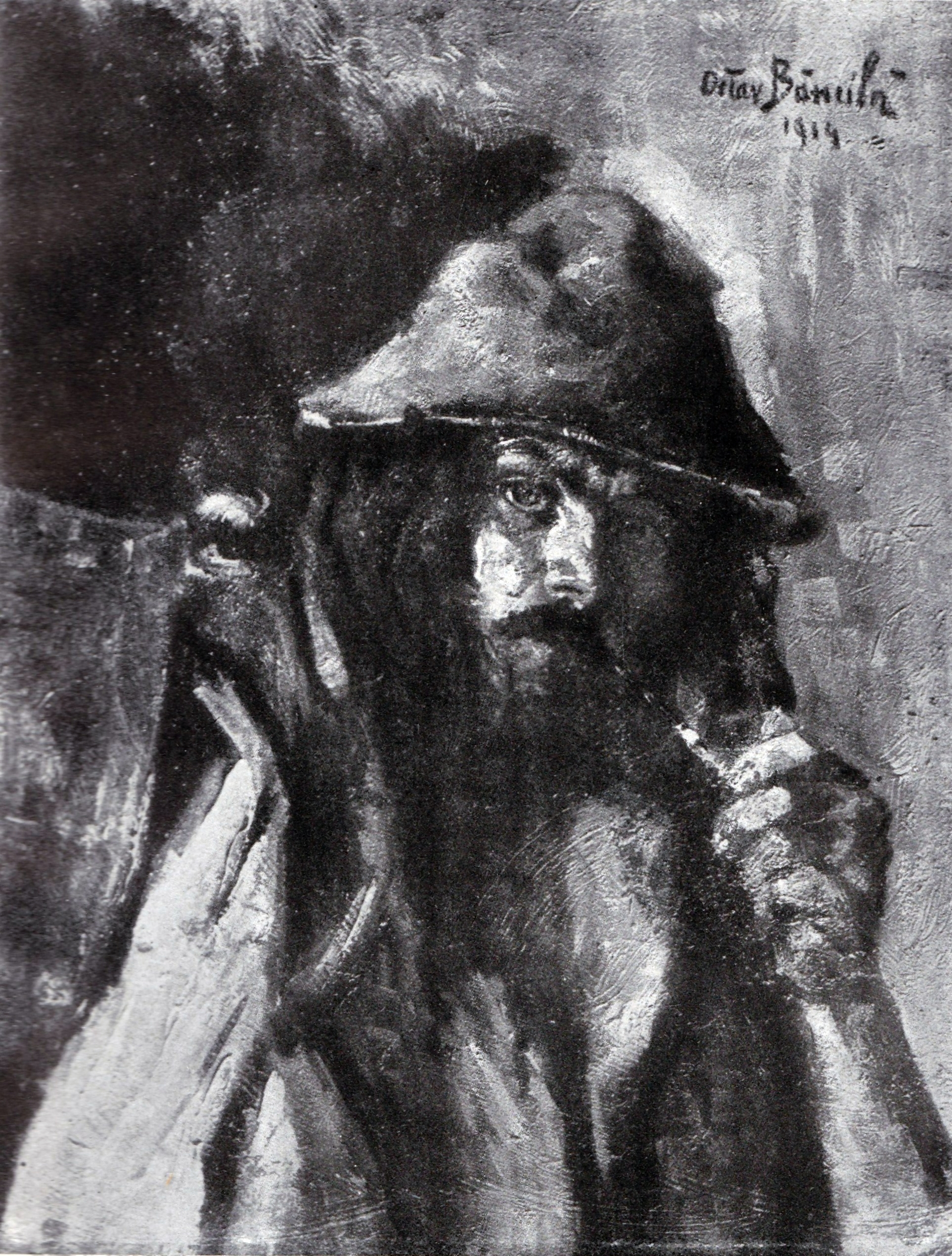
Stănică (1914)

Un loc important în opera lui Octav Băncilă îl reprezintă picturile care au ca izvor de inspirație viața țiganilor, cu predilecție a țiganilor nomazi. Pictorul a realizat peste o sută de lucrări în care a evocat căruțele cu nomazi care străbat depărtările pe sub cerurile albăstrii sau vineții ca petunia ori stânjenelul. Așa se remarcă tablourile intitulate Caravana, Căruțe cu nomazi, Spre necunoscut, Nomazii, etc. Toate compozițiile care au ca tematică viața țiganilor au în ele ceva trist, dar melodios. Sunt ca niște cântece de inimă albastră, întregul colorit are dominată albastră cu întrepătrunderi de roșuri închise și movuri care-și susură aleanul. Această pribegie care se dezvăluie privitorului, face să se înțeleagă simpatia pictorului pentru oamenii care sunt nevoiți să-și câștige traiul din îndeletnicirile mărunte.
Octav Băncilă a pictat numeroase vrăjitoare, ghicitoare și cărturărese după cum erau ocupațiile femeilor sau spoitori după cele ale bărbaților. Încă din vremea studenției sale la Iași, artistul a pictat o țigancă bătrână care ghicea în palma unei tinere. De la München a trimis un tablou cu o țigăncușă care a fost expus într-o vitrină din București. Alexandru Toma a văzut acel tablou și a scris un eseu plin de considerații sociale cu privire la etnia țiganilor din România. La Muzeul Național de Artă din București există mai multe Cărturărese: una realizată în anul 1914 în tonalități verzi cu reflexe albe, violete și cărămizii; una realizată în 1916 cu o cromatică dominată de roșu și alb și alta pe fond liliachiu cu verde, brun și roșu.
Caracteristica generală a tematicii țiganilor din România, este că niciun personaj, femeie sau bărbat, nu este vesel. Remarcabilă este pictura intitulată Talpa Iadului realizată în anul 1913, care înfățișează o țigancă bătrână, care la prima vedere are o imagine hidoasă, dar care în final cucerește privitorul cu atitudinea ei datorată privirii pline de inteligență. Baba are dinții ieșiți în afară, este încovoiată - similar Babei Hârca a lui Matei Millo - și încotoșmănată cu zeci de bulendre ține o lulea în mână.

Tematica țigănească în opera lui Octav Băncilă
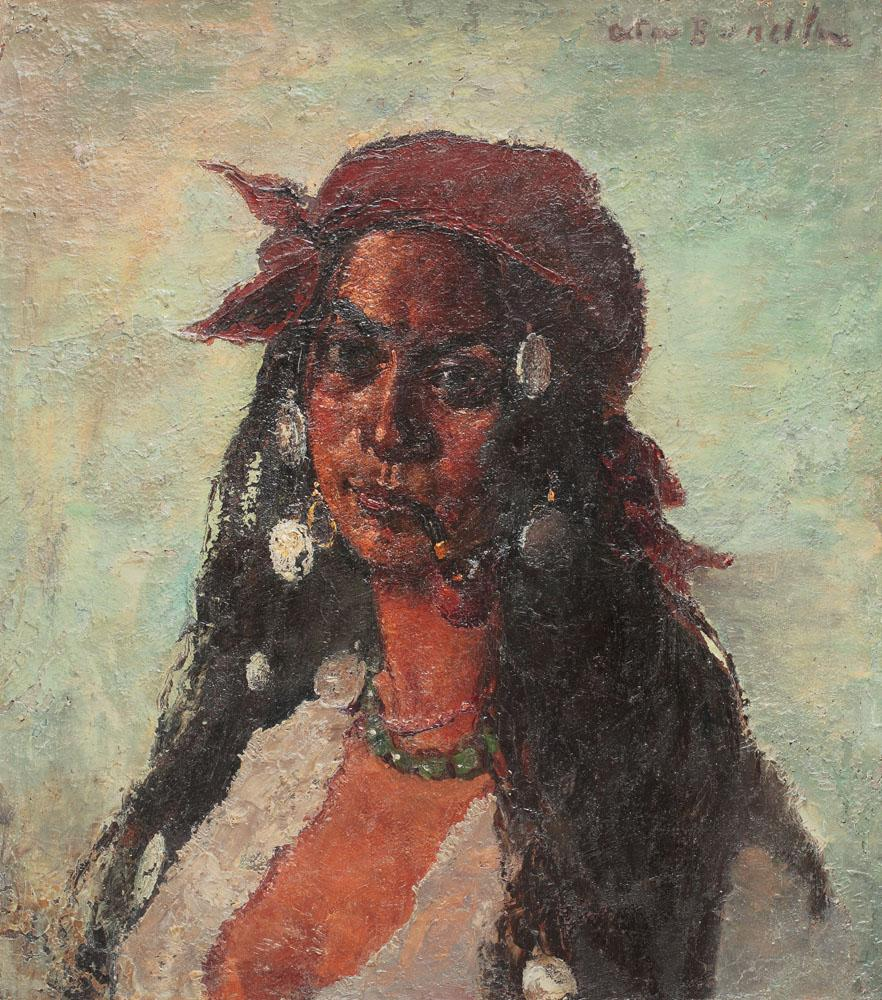
Țigancă
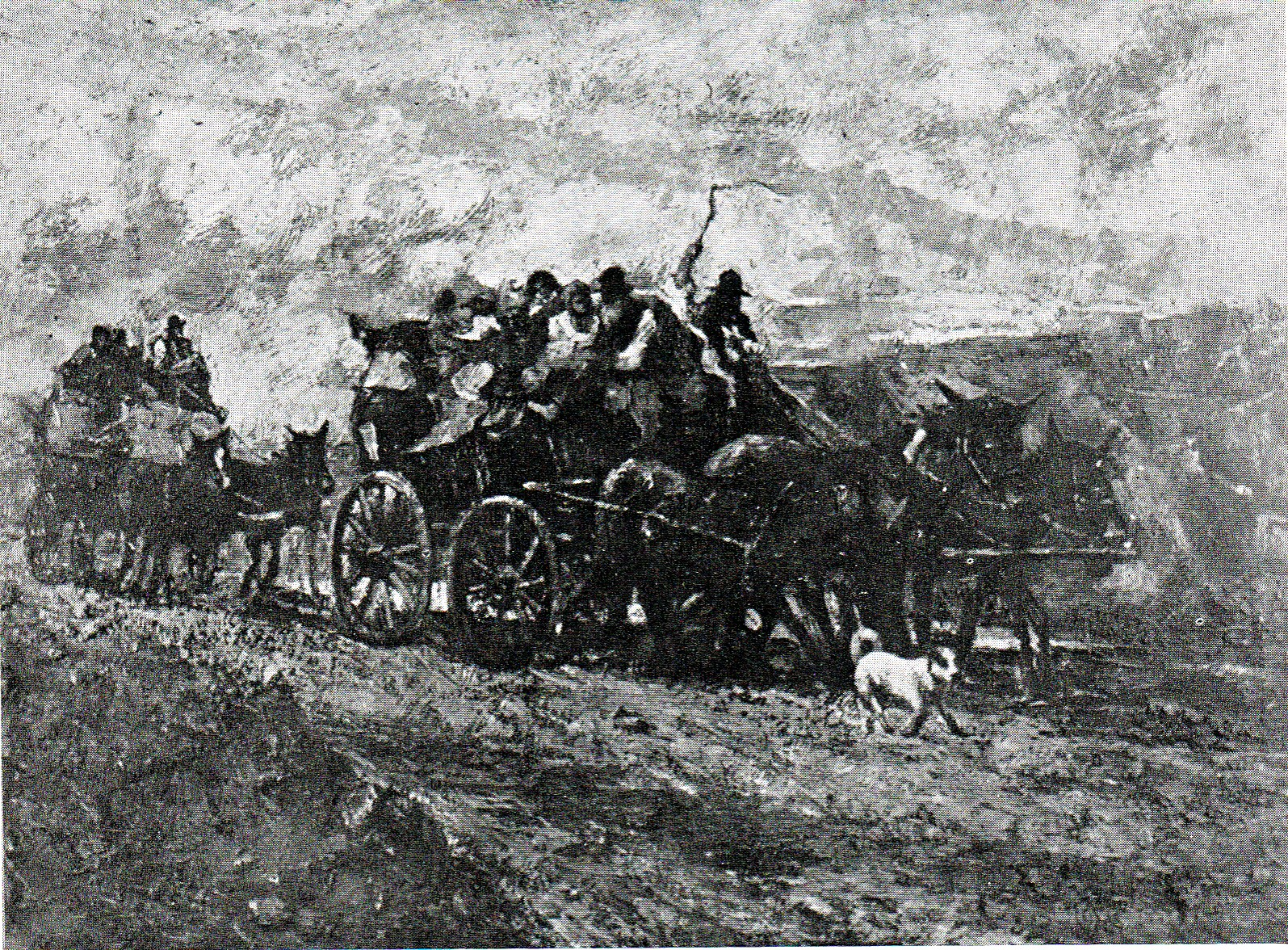
Spre necunoscut
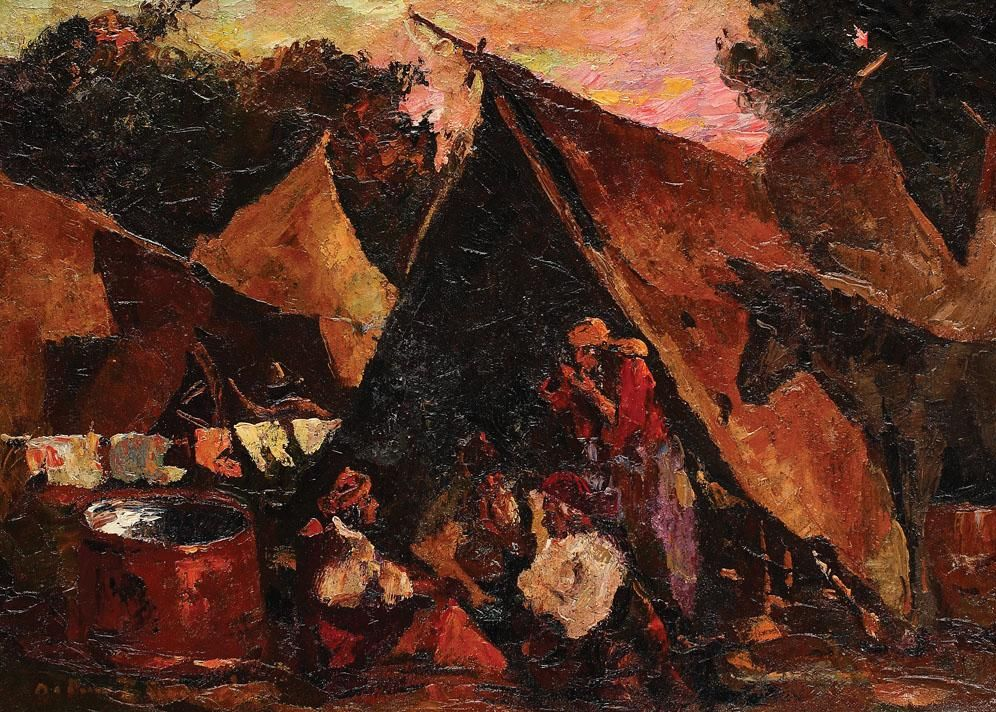
Corturi țigănești (Șatra)
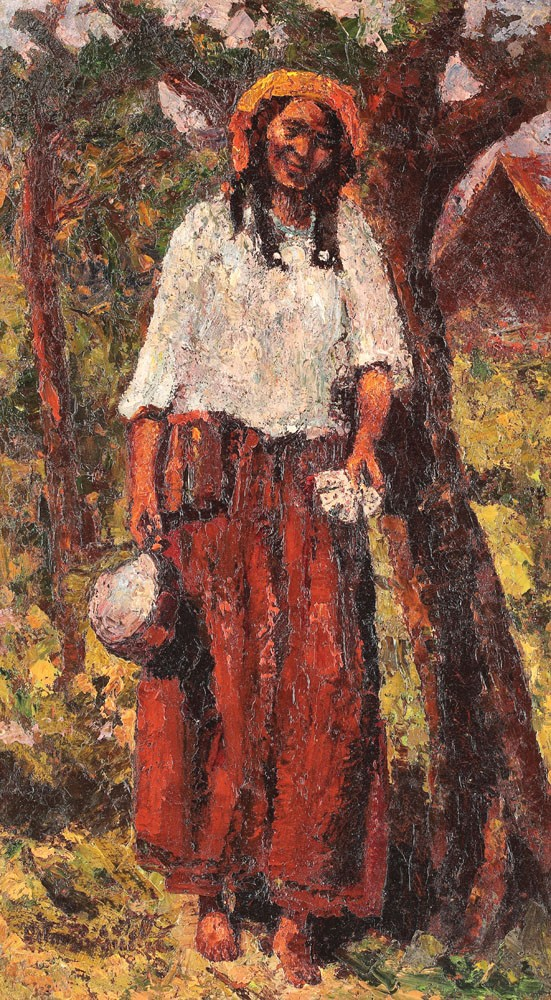
Ghicitoarea
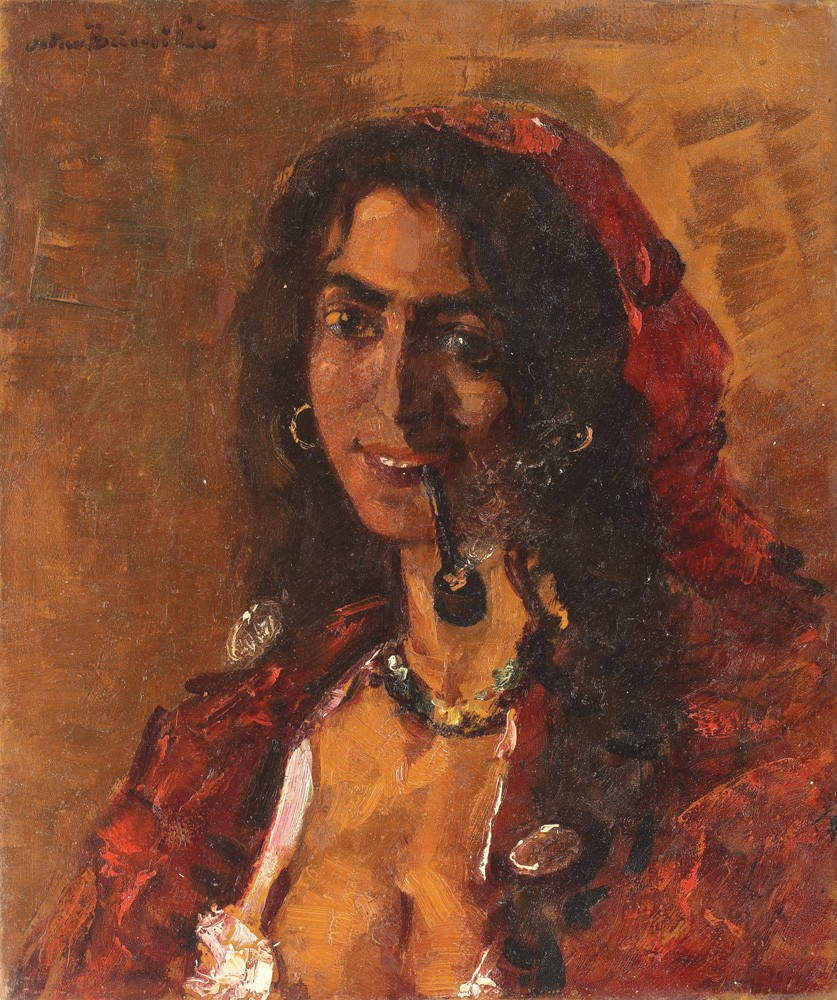
Țigăncușă
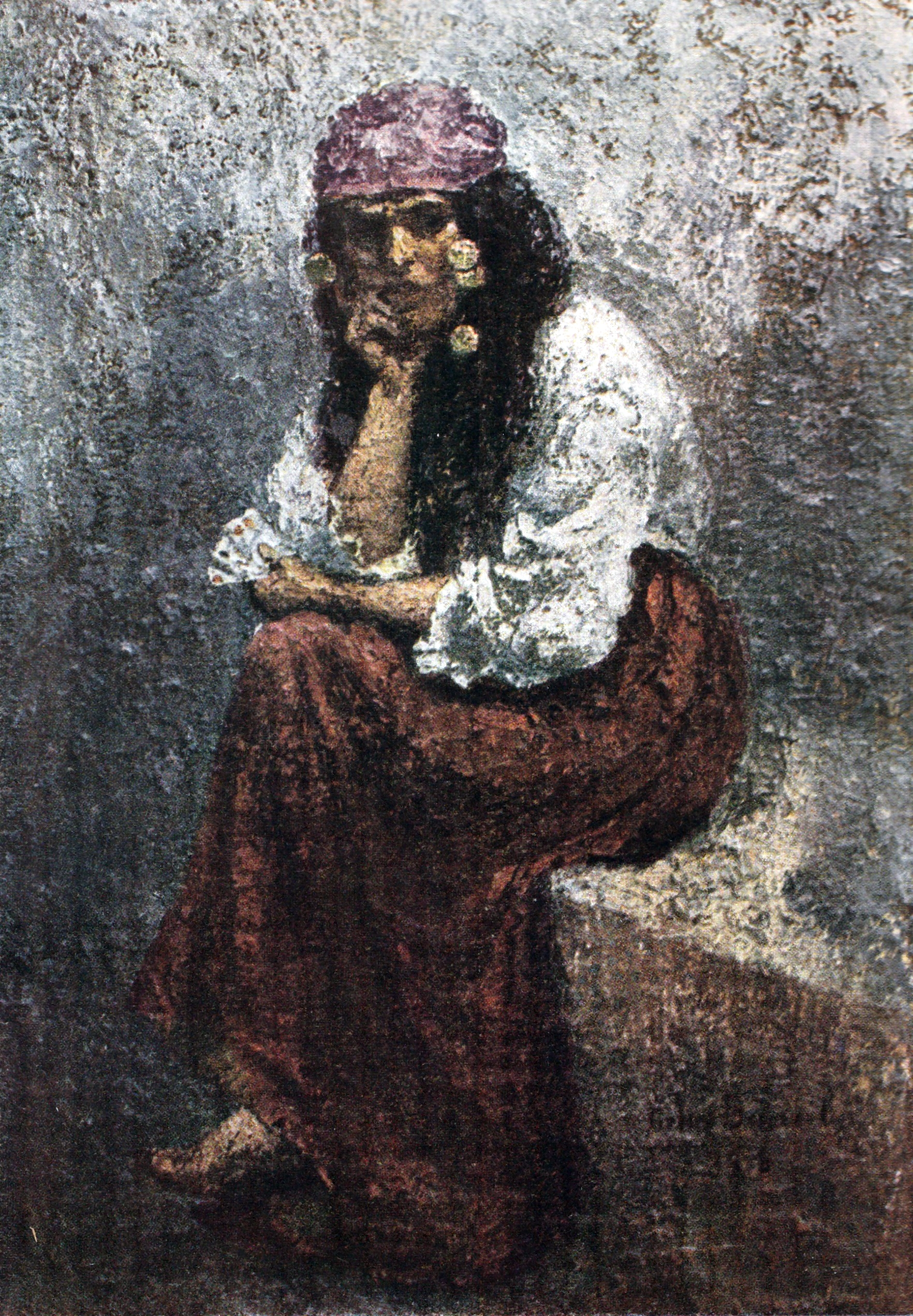
Țiganca
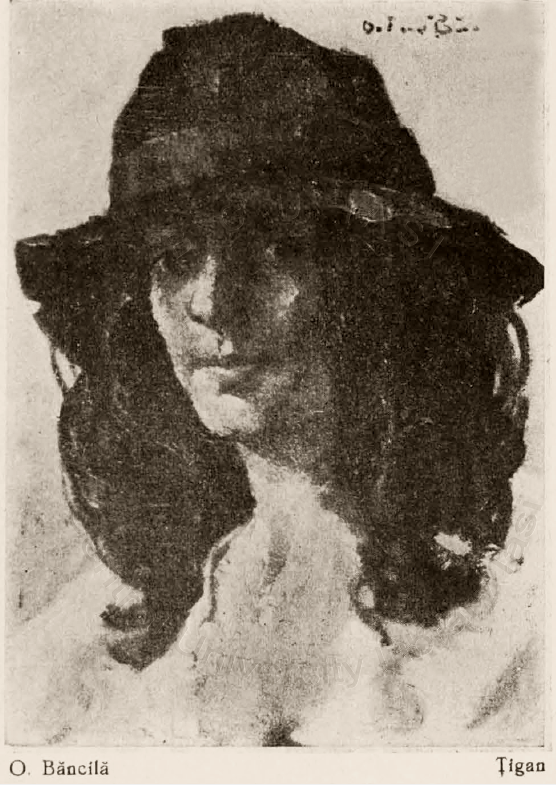
Țigan

Un loc aparte îl are pictura denumită Aglaia, realizată în anul 1907 și alte replici ulterioare. Aglaia nu a fost o nomadă, ea locuia în mahalaua Galatei și muncea din greu pentru existență. Ea și-a păstrat frumusețea de-a lungul anilor, cu toate că și atunci când era tânără chipul ei nu exprima prea multă fericire. Remarcabilă este și pictura Stănică care înfățișează un țigan care are în atitudinea lui trăsături mândre de bulibașă, dar din care transpare viața grea pe care o ducea într-o societate care marginaliza o etnie întreagă.

### Natura și omul

#### Portrete

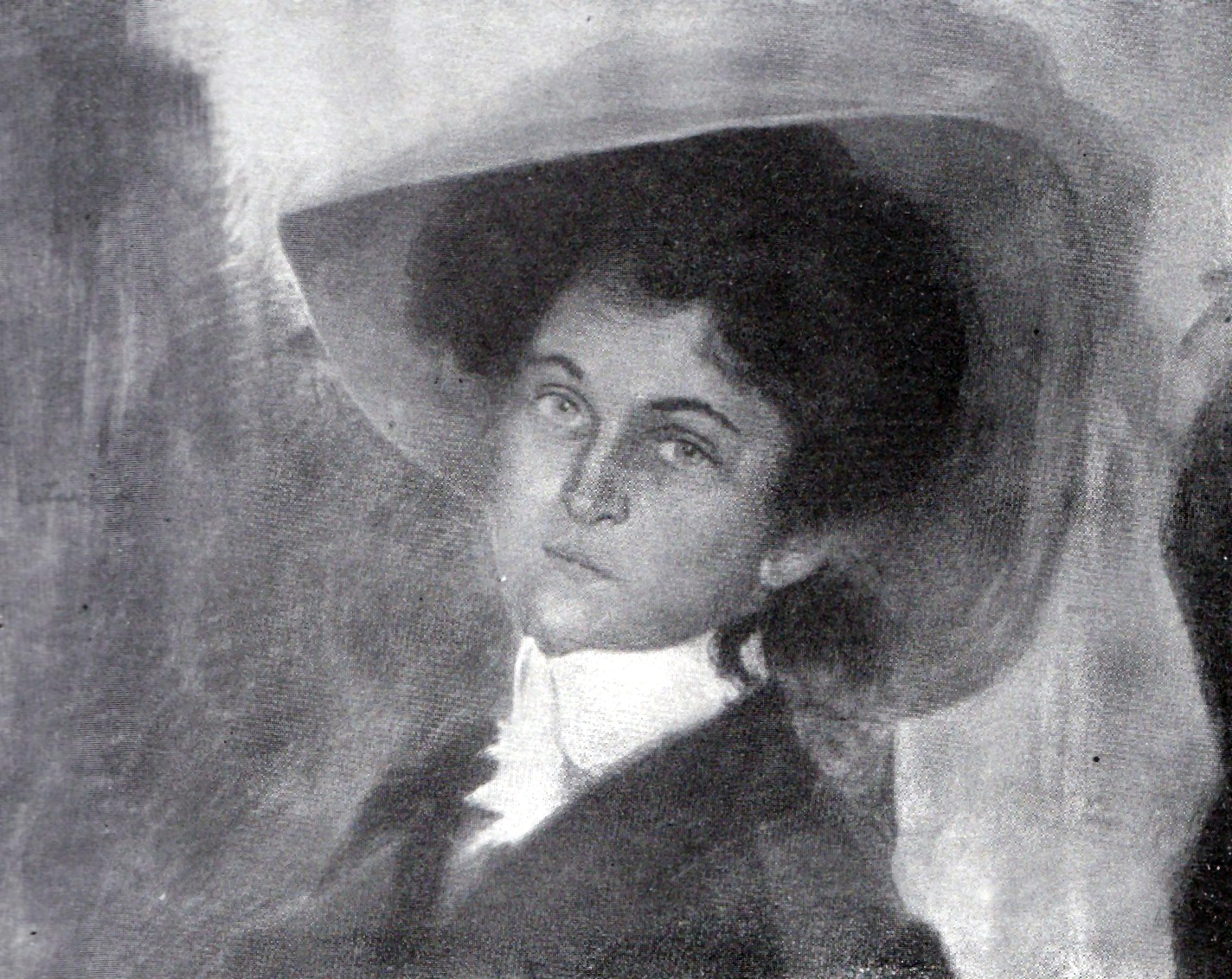
Lucia Mantu (1914)

Portretele reprezintă, în opera lui Octav Băncilă, cele mai numeroase lucrări, dar și cele mai inegale ca făptuire artistică. Pictorul a făcut o puzderie de portrete din rațiuni financiare. Unele dintre ele dezvăluie afinitatea pe care Băncilă o avea cu cărturarii și artiștii vremii de atunci. Realizări importante de menționat sunt chipurile lui G. Panaiteanu-Bardasare, al Adelaidei Neuschatz și al mitropolitului Iosif Naniescu. A pictat portretele actorilor C.B. Penel, Athena Georgescu și Nicolae Luchian. Referitor la Luchian trebuie făcută precizarea că acesta decedase de mult și pictura a fost făcută după fotografiile existente la galeria de tablouri a Teatrului Național din Iași în anul 1902. Ion Creangă și Mihai Eminescu apar mult mai târziu în tablourile sale, dar înfățișarea lor nu are o adâncime psihologică pe care aceștia ar fi meritat-o.
Mai reușite sunt portretele executate după modele și astfel, au rezistat timpului personaje cu o notorietate redusă cum a fost de exemplu Ion Kalinderu (1904). Remarcabile sunt portretele violoncelistului Andrei Chefneux (1925), al verișoarei sale Lucia Mantu (1914), Portretul de familie (1900), precum și portretele unor profesori și cărturari ieșeni. Majoritatea portretelor realizate în perioada anilor 1920 - 1930, au în execuția lor adâncimea psihologică și măiestria realist artistică din epoca de maturitate a operei lui Băncilă.
Octav Băncilă a practicat și pictura de gen prin portretizarea membrilor familiei sale numeroase în fel și fel de scene casnice. Așa a realizat imagini cu mama sa în câteva desene și uleiuri și cu soția Ana care apare ca model în tabloul Historia (1911) și în portrete din grădina din str. Păcurari. Ana Popovici a pozat și în tabloul Mama și copilul, în care își alăptează pruncul. Copiii artistului au fost modele în Historia, Micul răzvrătit, Flămândul, Atacul gâștelor, Primii pași, Viitoarea gospodină, Copilul și Încurcat în socoteli (fiul său Grigore). Nepoata lui Băncilă apare în lucrarea Nostalgie și Ruga. Mihăiță, un copil aciuat pe lângă casa Băncilă, a fost folosit pentru mai multe lucrări dintre care se remarcă Obositul, Mihăiță și compoziția April.

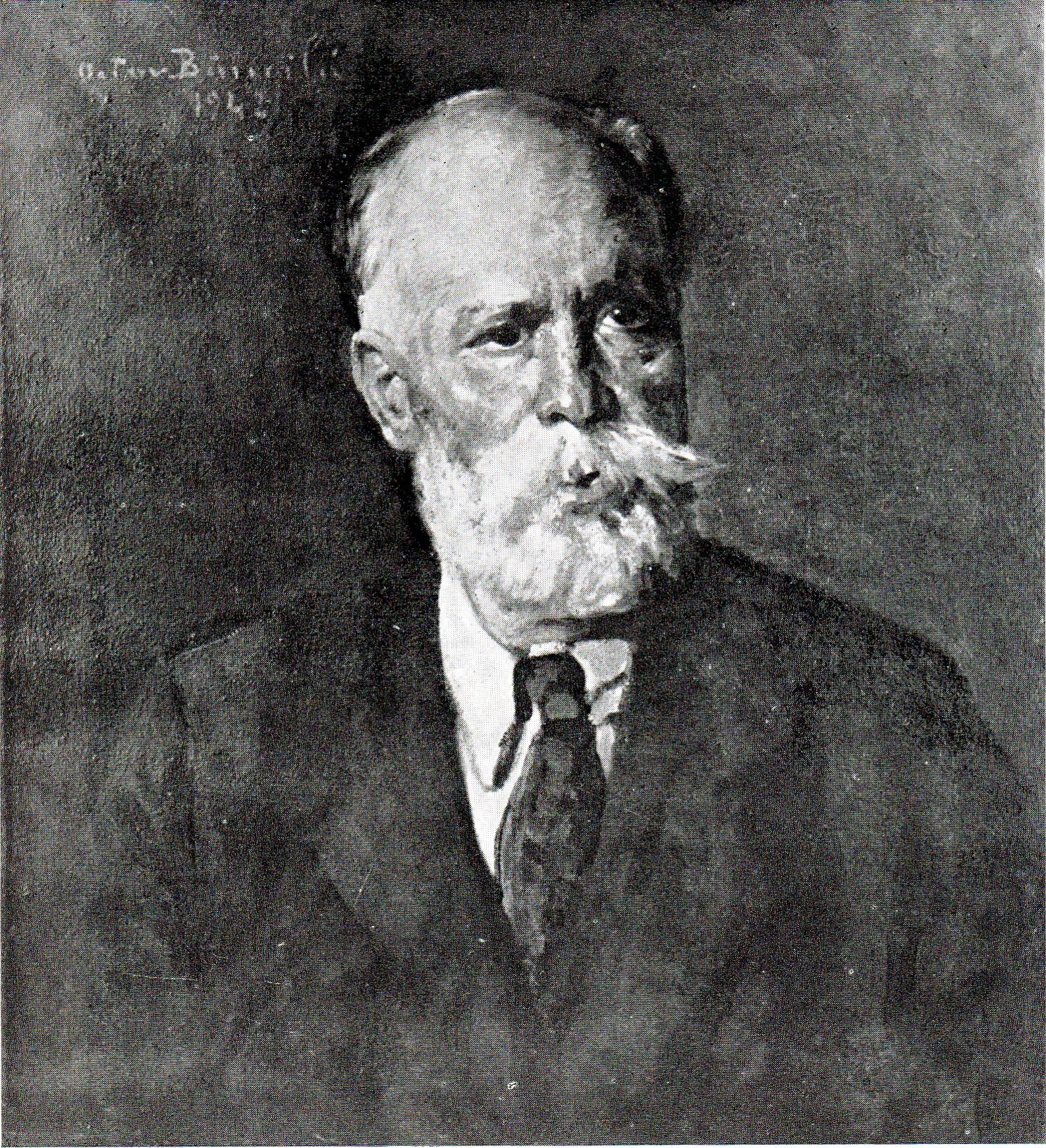
Zubcu Codreanu
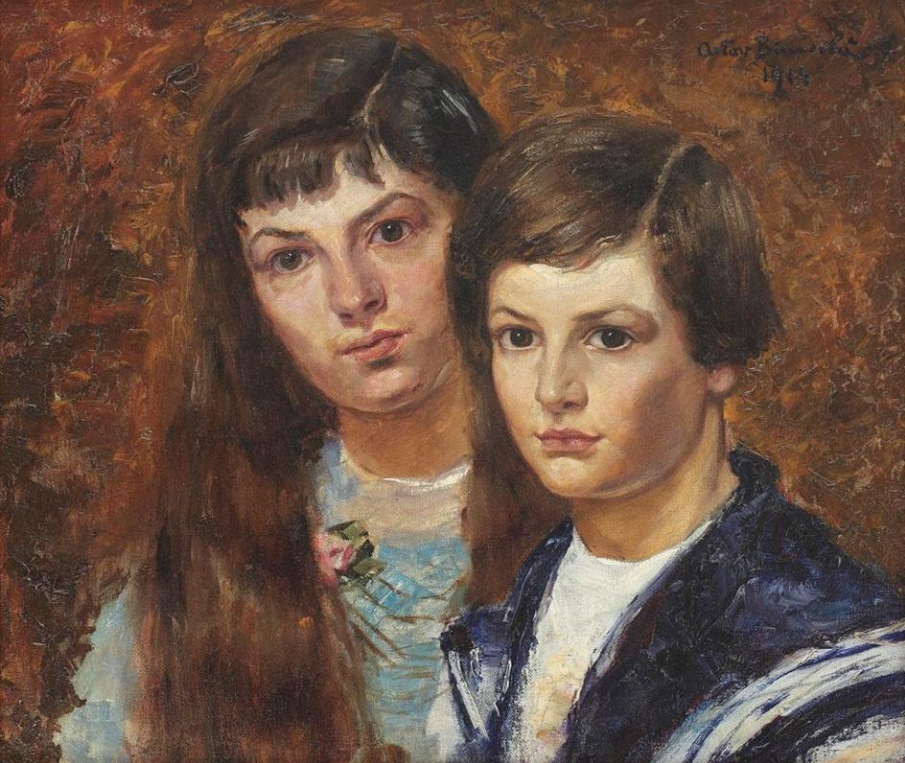
Copiii pictorului
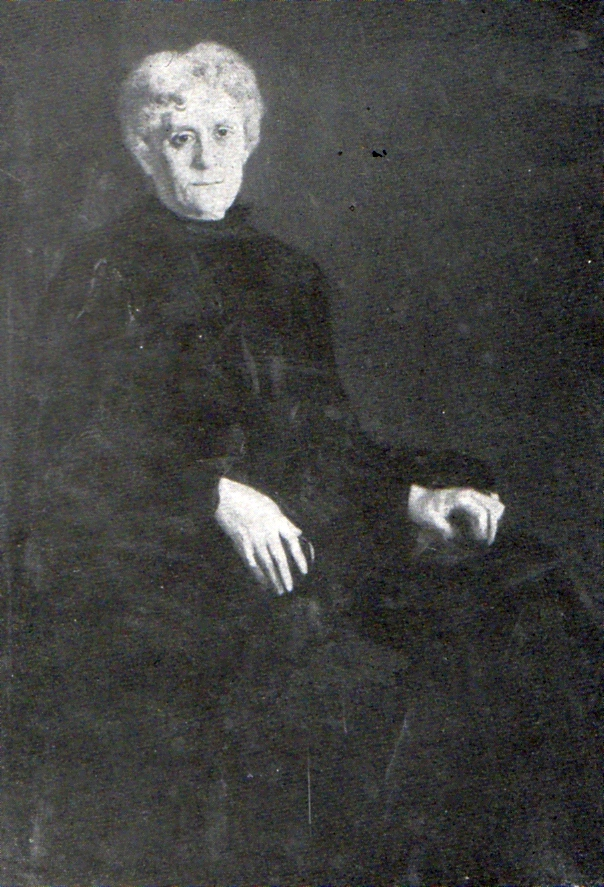
Athena Georgescu
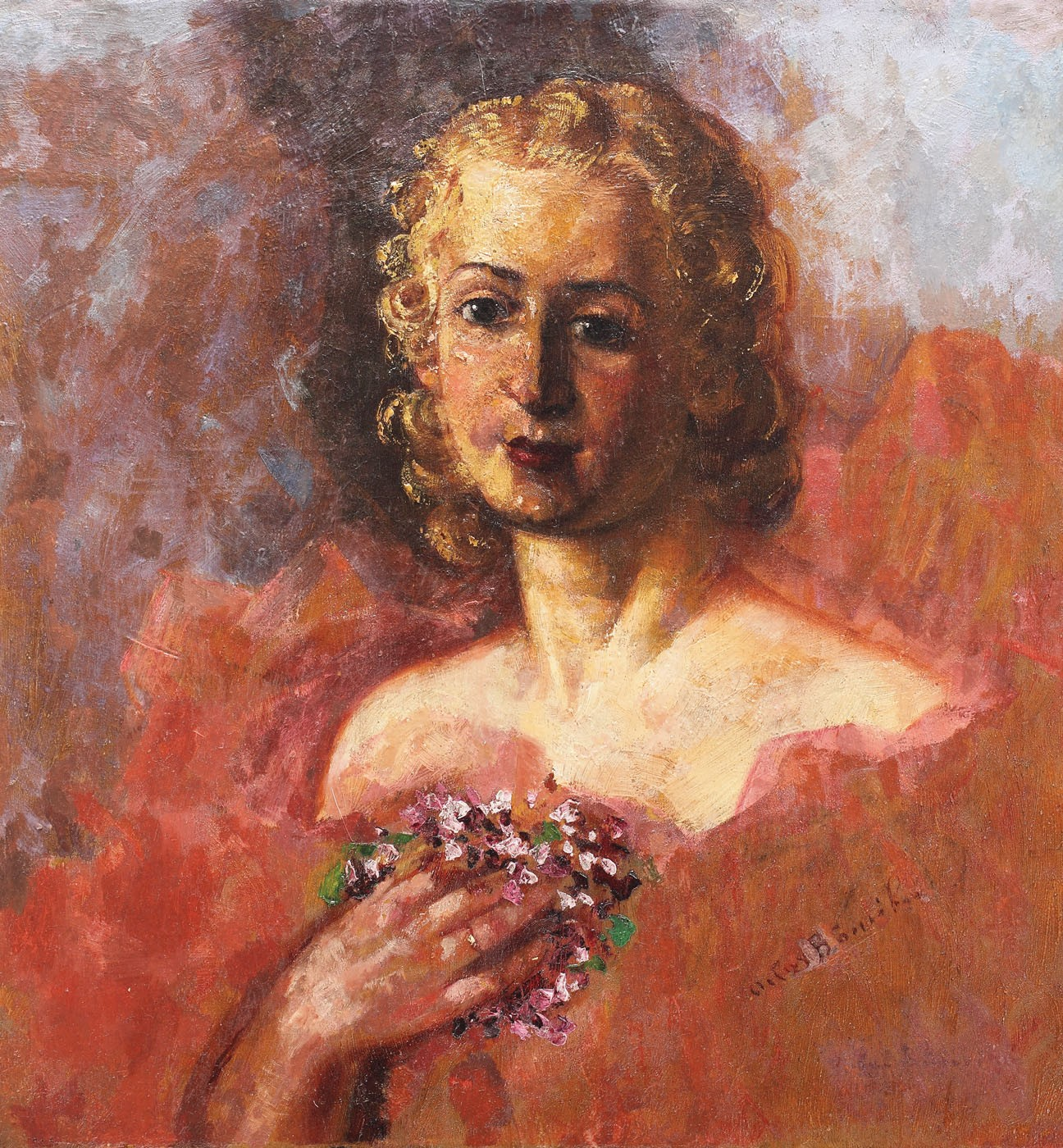
D-na Fildenstein
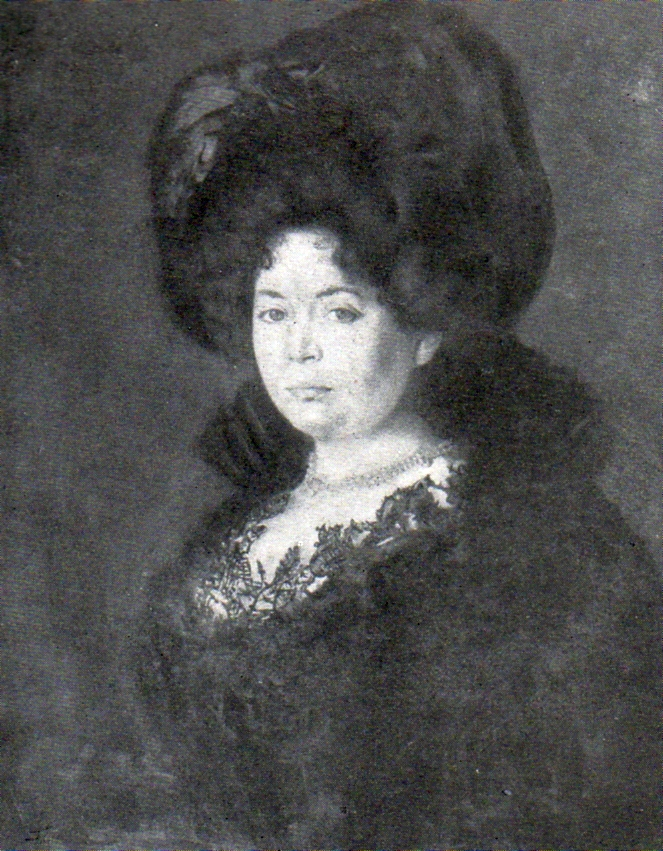
D-na Ulrich
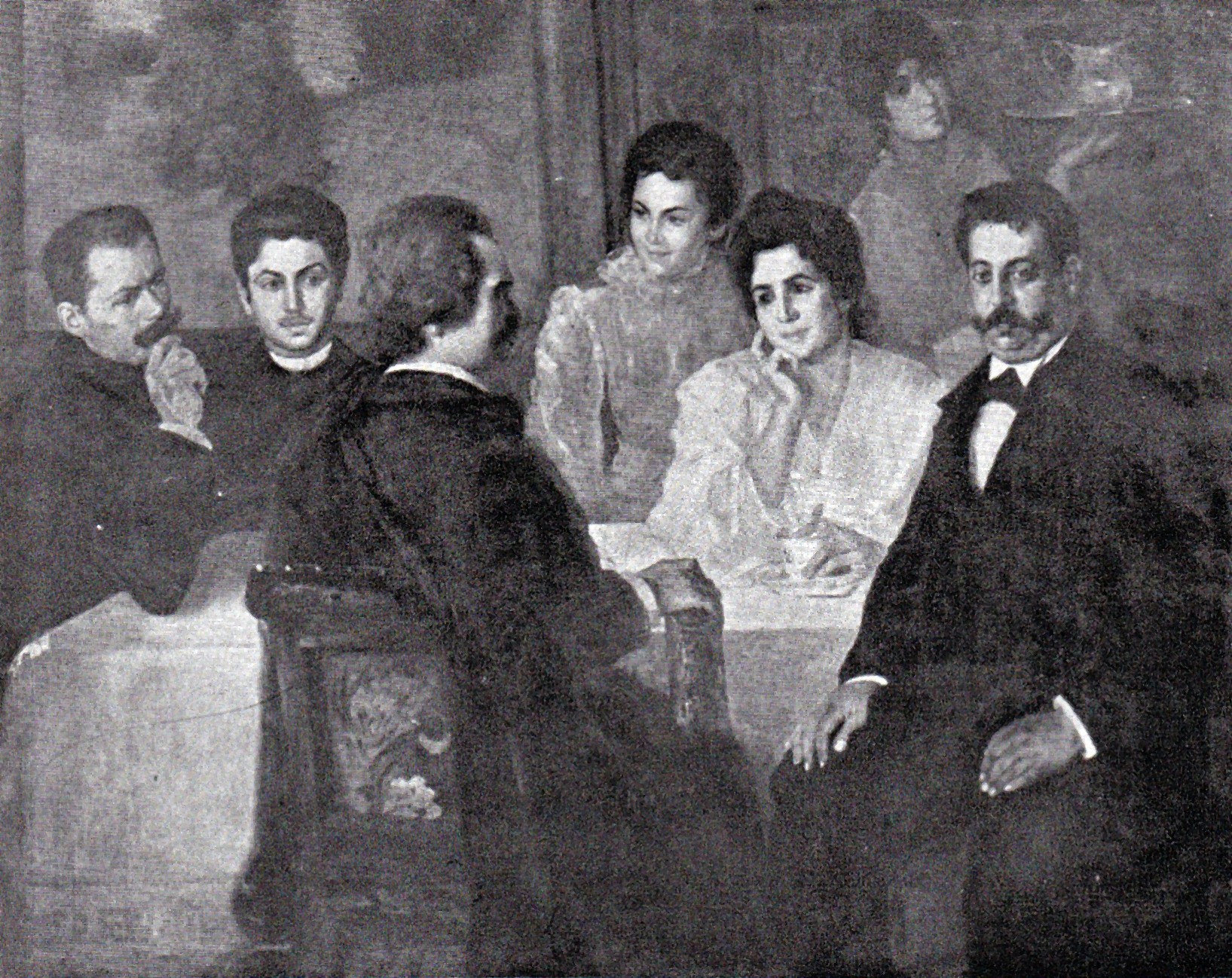
Portretul de familie (1900)

Mai multe portrete a făcut țăranilor, cum este Baba Frăsina din Broșteni, portretele babelor și moșnegilor cu care a participat la expozițiile din anii 1914 și 1915 și portretele evreilor ca Kol-Nidre și Maica Kiriachia de la Agapia. Multe dintre portretele executate de către Octav Băncilă au fost denumite capete de expresie, așa cum era moda în acele timpuri. Portretele muncitorilor și capetele de țărani, cărturari sau artiști dezvăluie privitorului ceva semnificativ și exprimă personaje care nu cunosc nepăsarea sau contemplația.

#### Autoportrete
Cele mai realiste reprezentări pe care Octav Băncilă le-a făcut pe timpul studiilor sale la München au fost autoportretele. În acea perioadă, sub influența neoclasicismului și al secesionismului, portretele pe care le făcea erau tributare unui aer visător, romantic cu caractere convenționale. Pictorul proceda cu totul altfel la auto-reprezentările executate pe atunci, chiar și în alegoria cu autoportret intitulată Un cap visător încununat cu lauri. Cunoscându-se pe sine, Băncilă nu s-a rezumat la un autoportret care să emane doar impresii de suprafață, ci abordând lecțiile pe care marii maeștri le-au dat portretisticii, a purces la înfățișarea oglindirii sufletești. La München, ca și la venirea sa în România după terminarea studiilor, el s-a înfățișat în forme clasiciste inspirate ca stil din portretistica lui Tizian, Velasquez și Rembrandt, precum și din opera lui Franz von Lenbach.
În autoportretul realizat în perioada 1896 - 1898 la München, s-a înfățișat cu plete ondulate și negre, părul vâlvoi reliefând într-un mod fără echivoc, chipul energic cu fruntea lată și cu sprâncene stufoase. El are ochii pătrunzători, aproape negri și mustăți groase și lungi, răsucite în sus, cu un nas acvilin senzual și cărnos evidențiat de obrajii plini și buzele rotunjite. Un contrast deosebit îl dă gulerul cămășii, impecabil de alb pe fundalul întunecat. Anterior acestui autoportret, pictorul a mai făcut unul din profil, probabil în ultimul an al studenției, unde s-a înfățișat cu ochii visători și chip mai subțiratic.
În anul 1909, artistul a făcut un autoportret în care desenează într-un bloc de schițe și are  cămașa albă.  Chipul este interiorizat și liniștit, amintind de picturile maeștrilor italieni prin modul în care a fost reliefat din umbre de lumini, cu alb și negru. Personajul are o scufie pe cap, toată compoziția întărind sentimentul de vigoare care reiese din ținuta corpului și a mâinilor, precum și din chipul încruntat. Pictura a fost modelată pe suprafețe netede, întinse, și transpare din ea concentrarea și hotărârea artistului autoportretizat.

Autoportretele lui Octav Băncilă
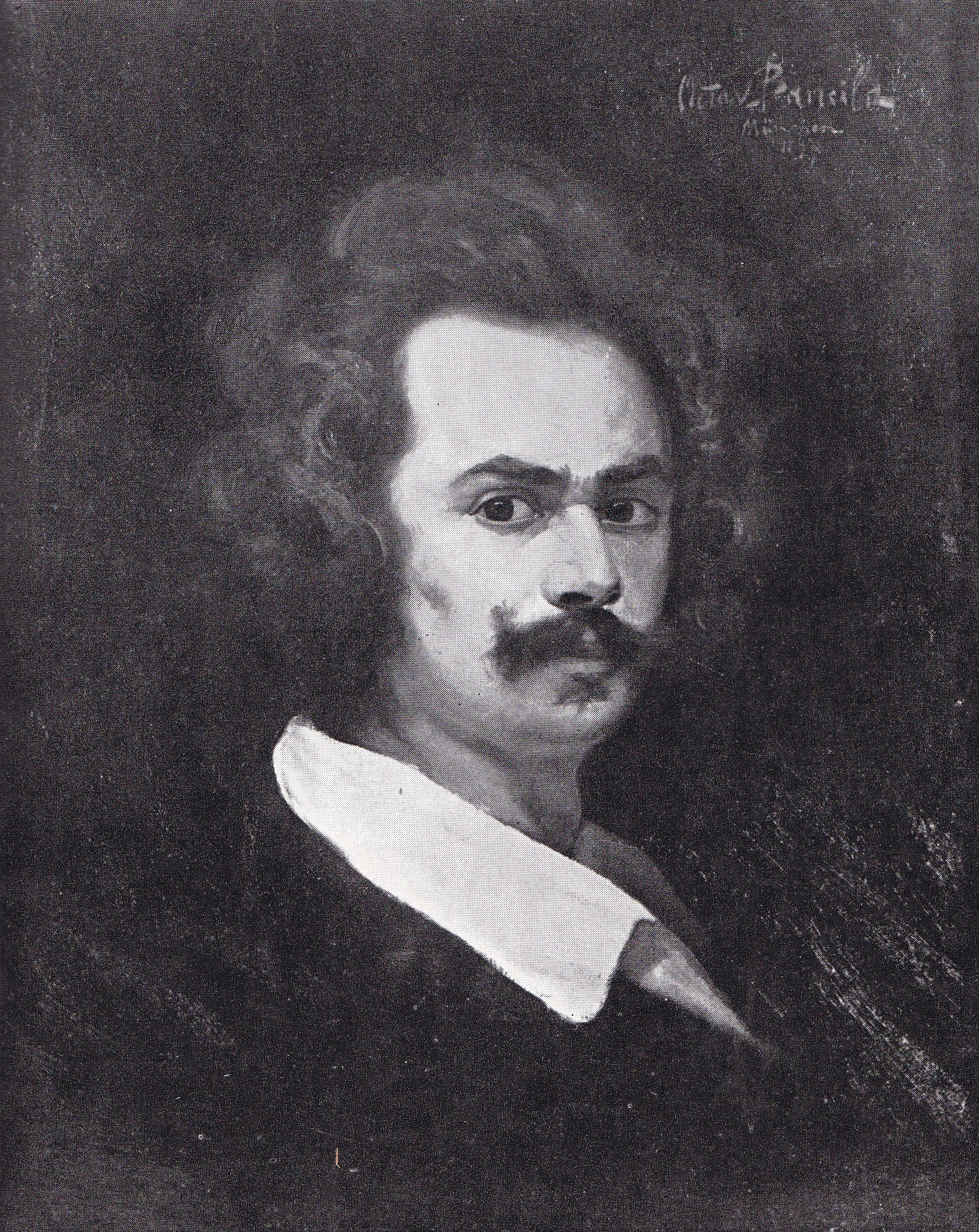
1896 - 1898
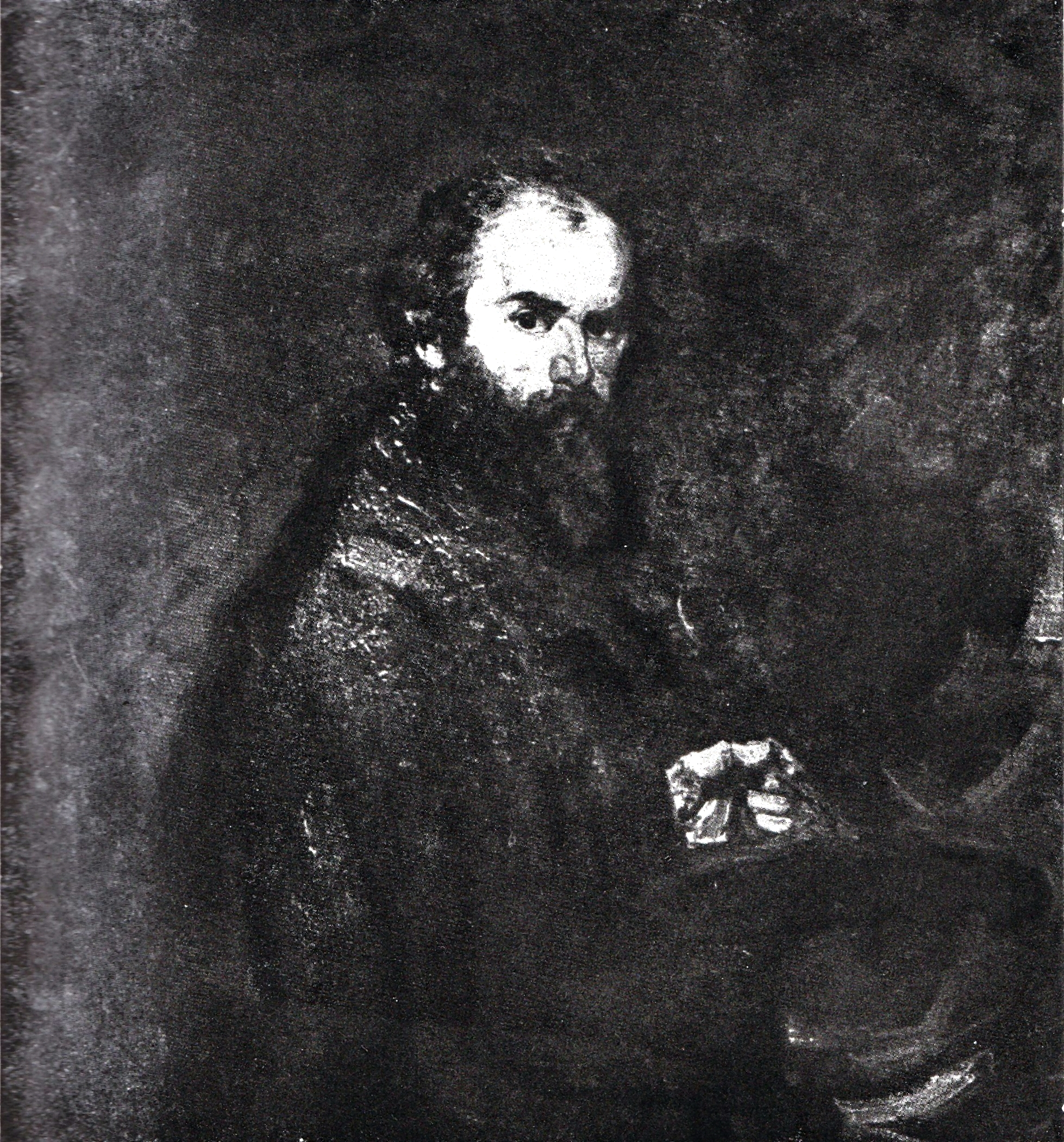
1920
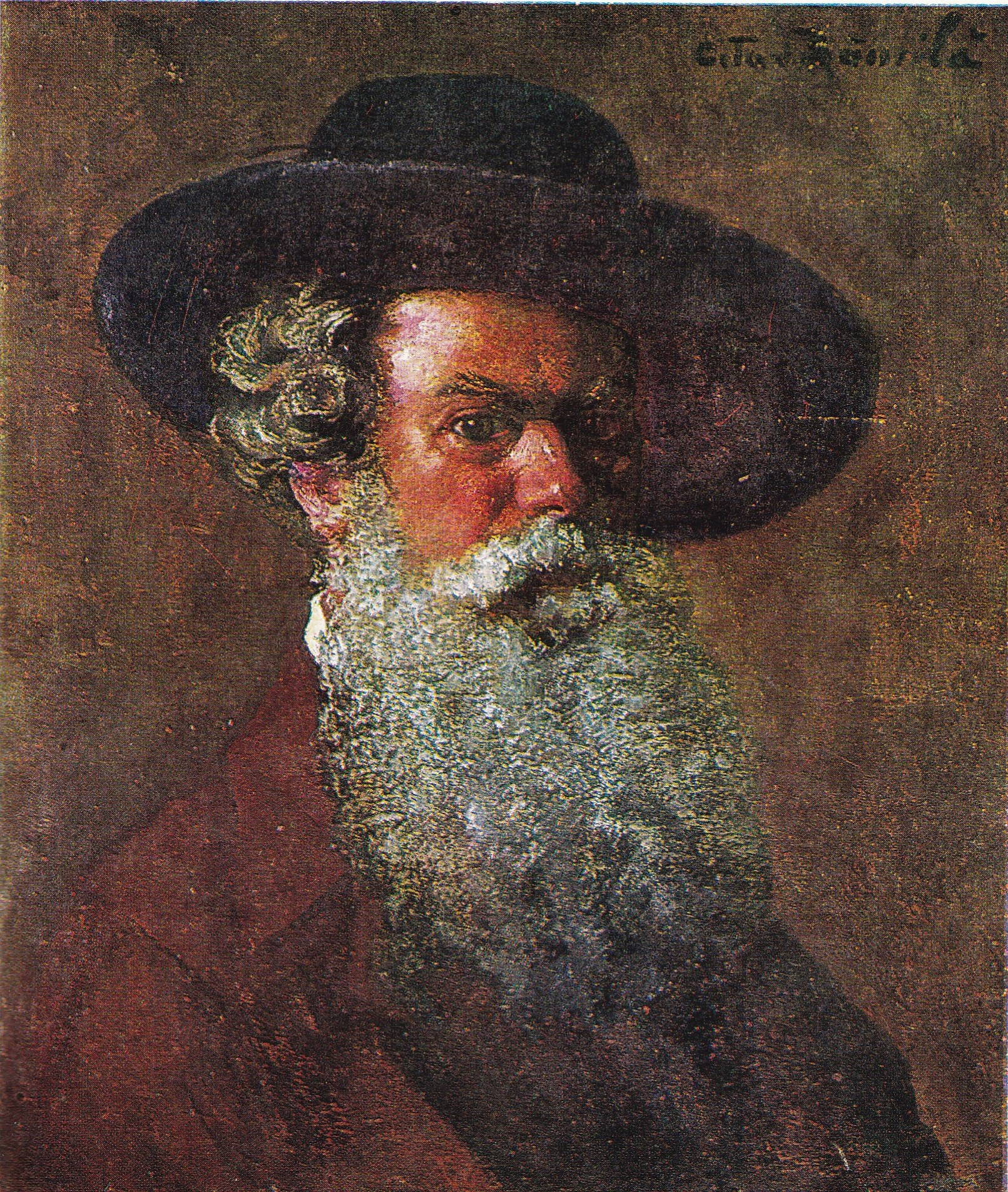
?
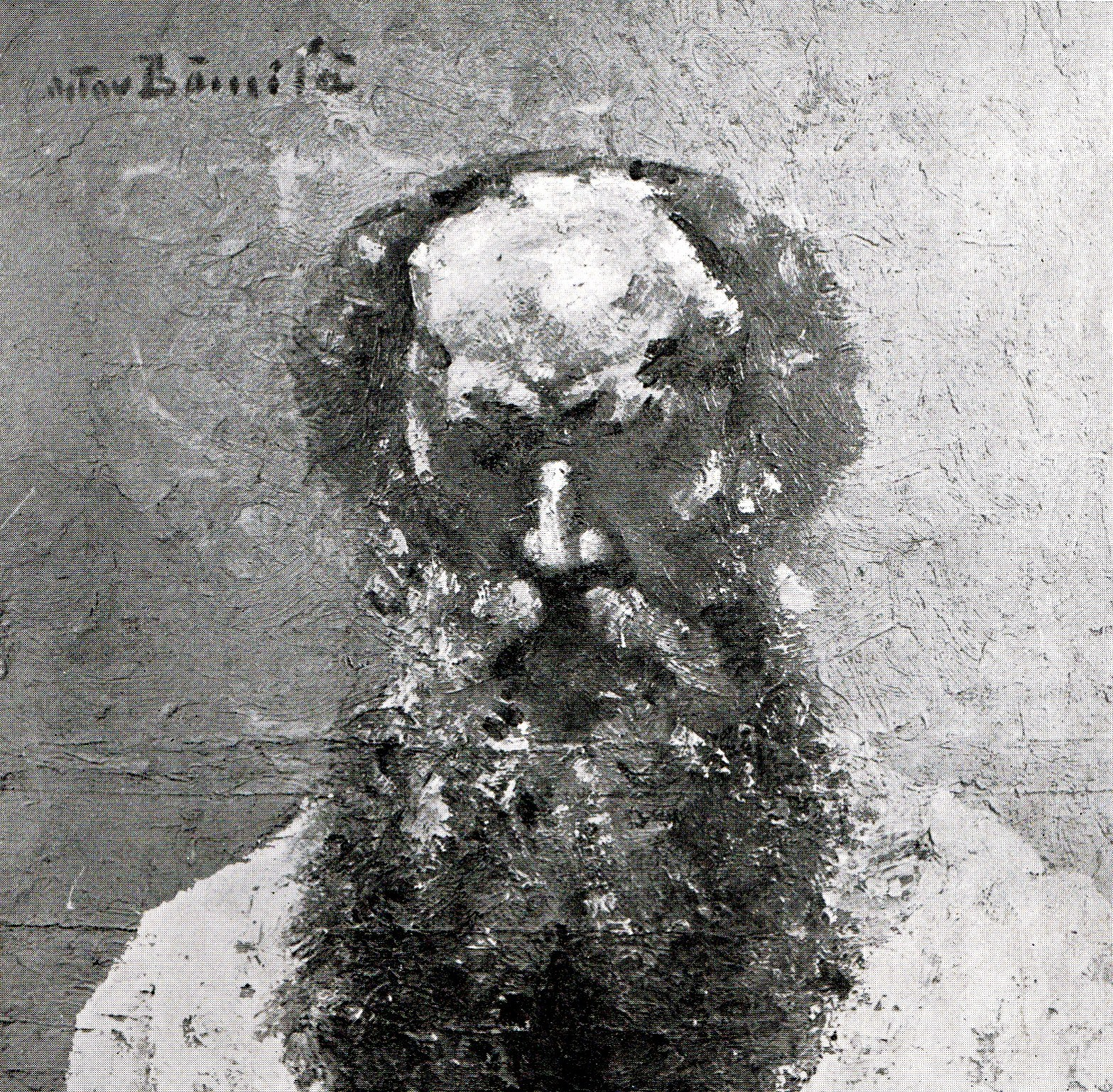
?
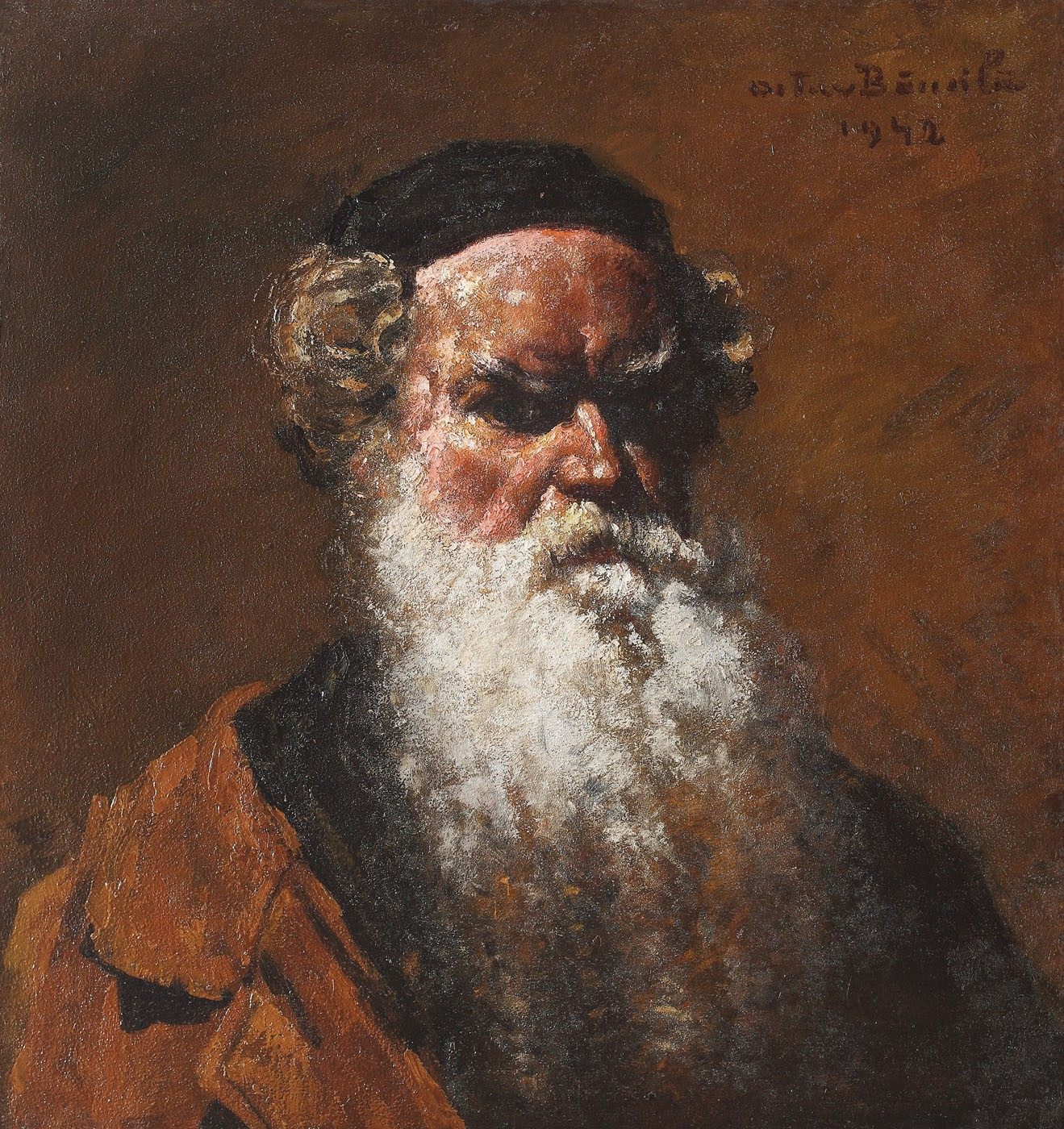
1942

Autoportretul cu pălărie neagră, barbă sură și haină cafenie, care are fundalul de culoare pământie, îl reprezintă pe Octav Băncilă în floarea vârstei. Tabloul se află la Galeria Muzeului Național de Artă din București. Autoportretele realizate la maturitate și mai apoi spre bătrânețe, nu mai au apropieri de operele marilor maeștri, fără a fi lipsite de o adâncire psihologică în reprezentare. Spre bătrânețe, autoportretele lui Băncilă capătă o tentă tolstoiană, dar sunt vii și energice, cel din anul 1940 având un aer mai meditativ. Ele au fost făcute pe tonuri roșcate și gălbui, acest fapt distanțându-le de sobrietatea Autoportretului cu paletă din 1920 sau de cel de la München cu guler răscroit. Autoportretul din 1920 a fost publicat în Revista Arta și Arheologia din anul 1930 împreună cu un text semnat de C. Săteanu și alte imagini după picturile lui Octav Băncilă.

#### Flori / Naturi statice / Nuduri
Naturile moarte, florile și nudurile au fost realizate de către Octav Băncilă într-un mod plastic inegal, asemenea perioadelor sale de creație și influențe. Tematica nudurilor este foarte puțin prezentă în opera artistului, acesta fiind preocupat mai mult de robustețea și sănătatea trupului femeiesc. De aceea modelele pe care le-a ales au fost de obicei planturoase, el fiind interesat de un studiu realist al lor fără o portretizare pe care la începuturile sale artistice o conferise într-un mod poetic nimfelor și bancantelor realizate.

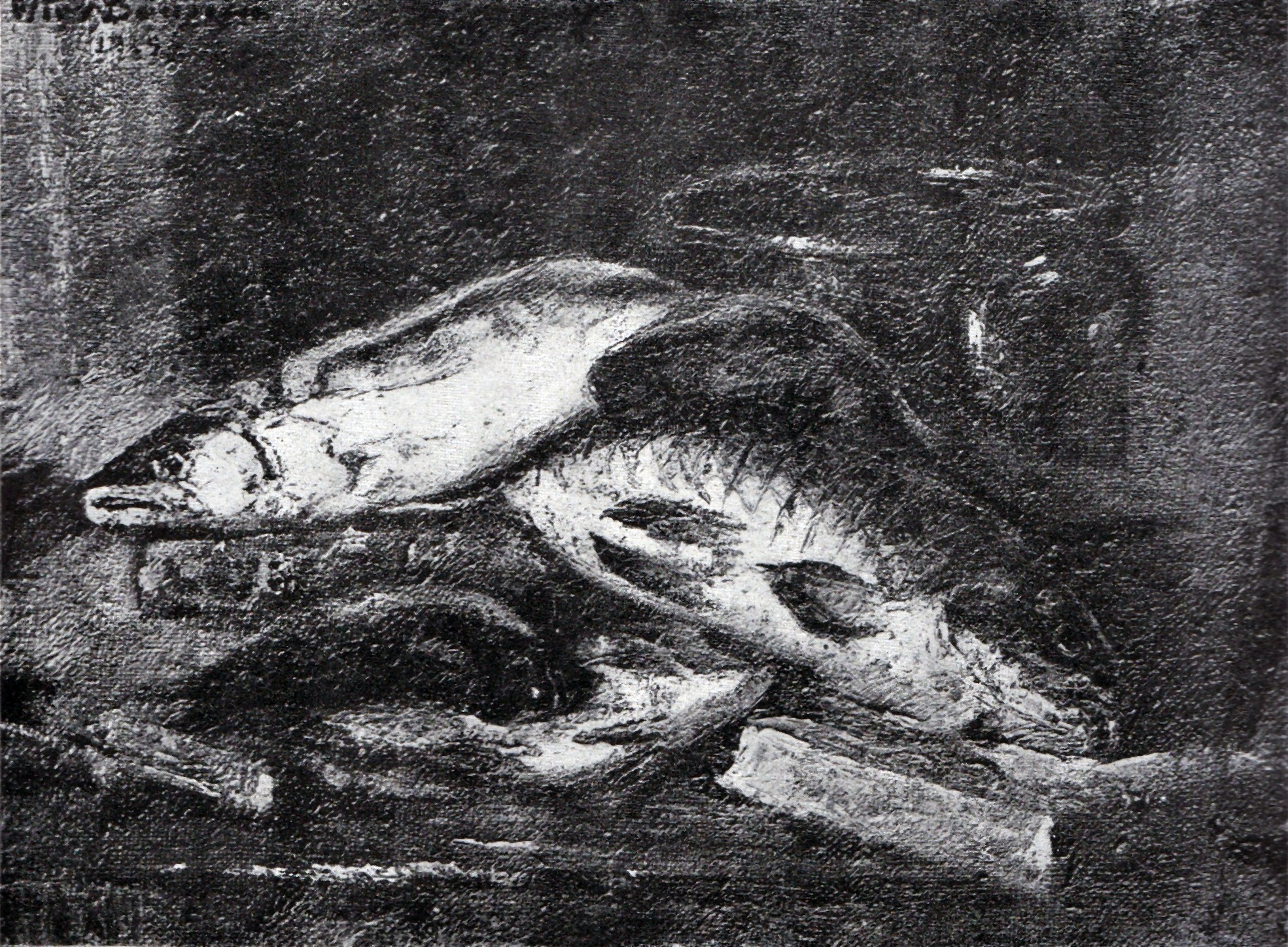
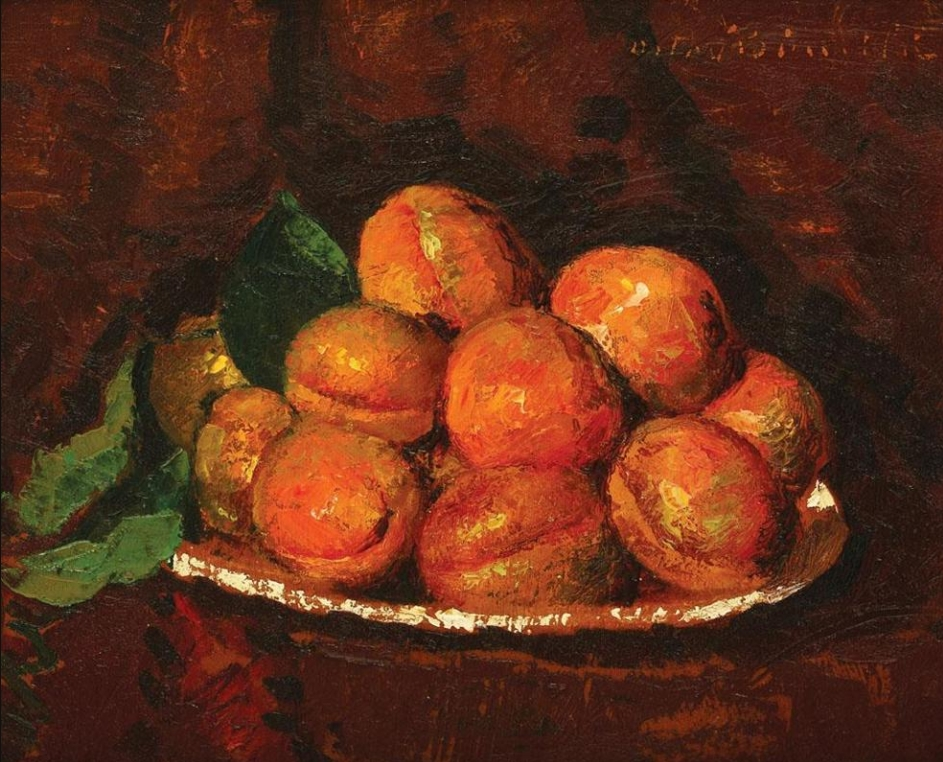
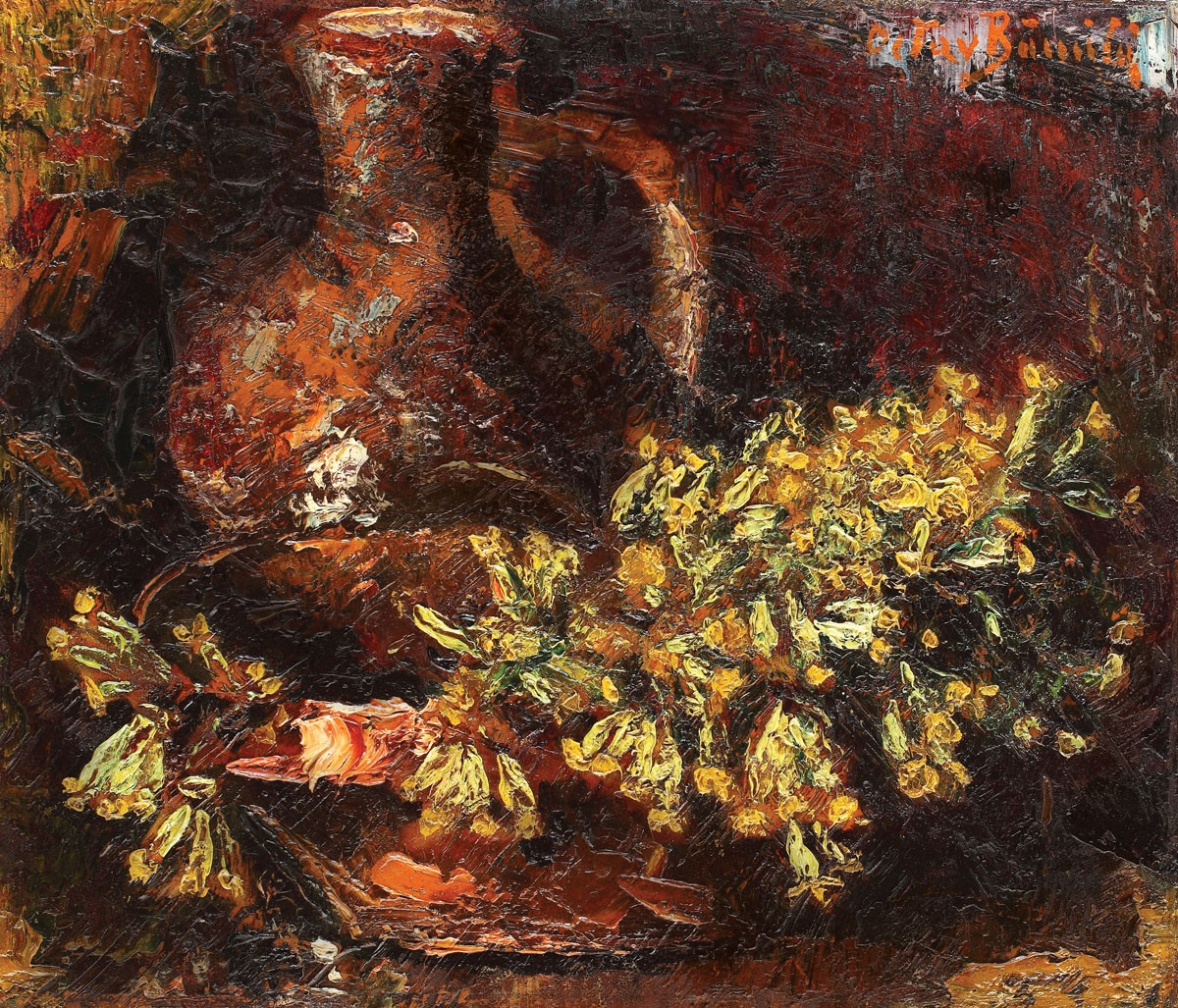
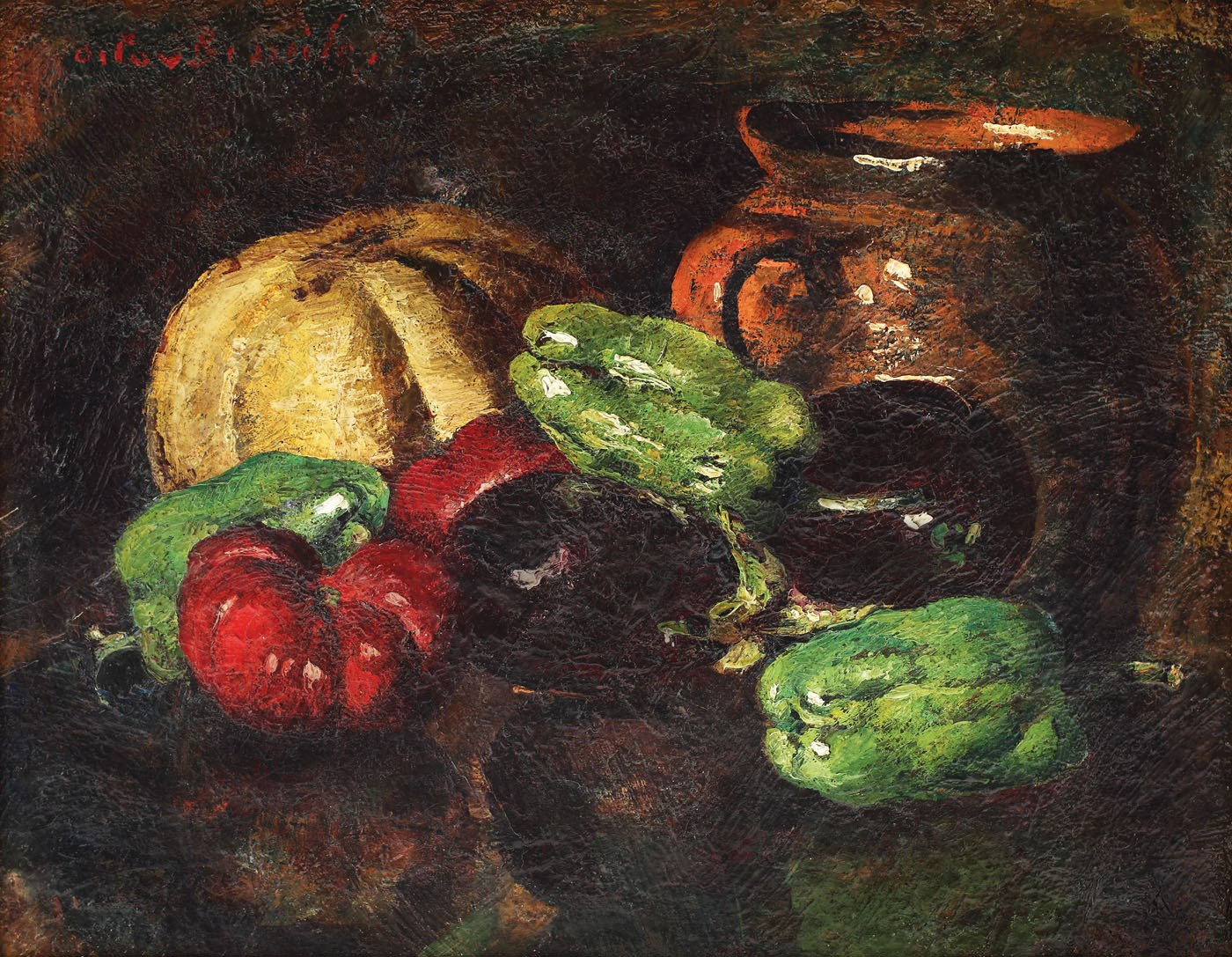
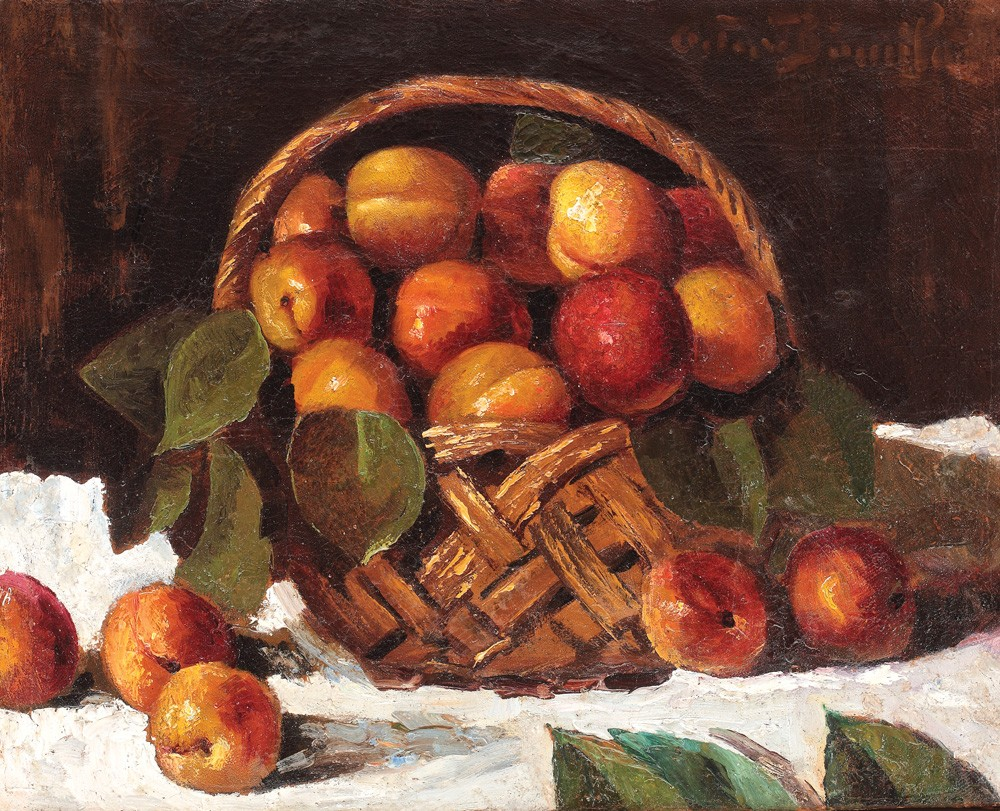

Strălucitoare și expresive sunt naturile moarte, dintre care se remarcă Crapul sau Păstrăvii pictați la Broșteni, precum și o mulțime de tablouri cu fructe  ca pepeni, mere, cireșe, gutui sau portocale. În naturile moarte, artistul a adus și obiecte casnice pe care le-a tratat cu mare vioiciune fără să fie preocupat să caute o atmosferă prețioasă sau rafinată. De fapt, genul naturilor moarte nu prea l-a interesat pe Octav Băncilă.

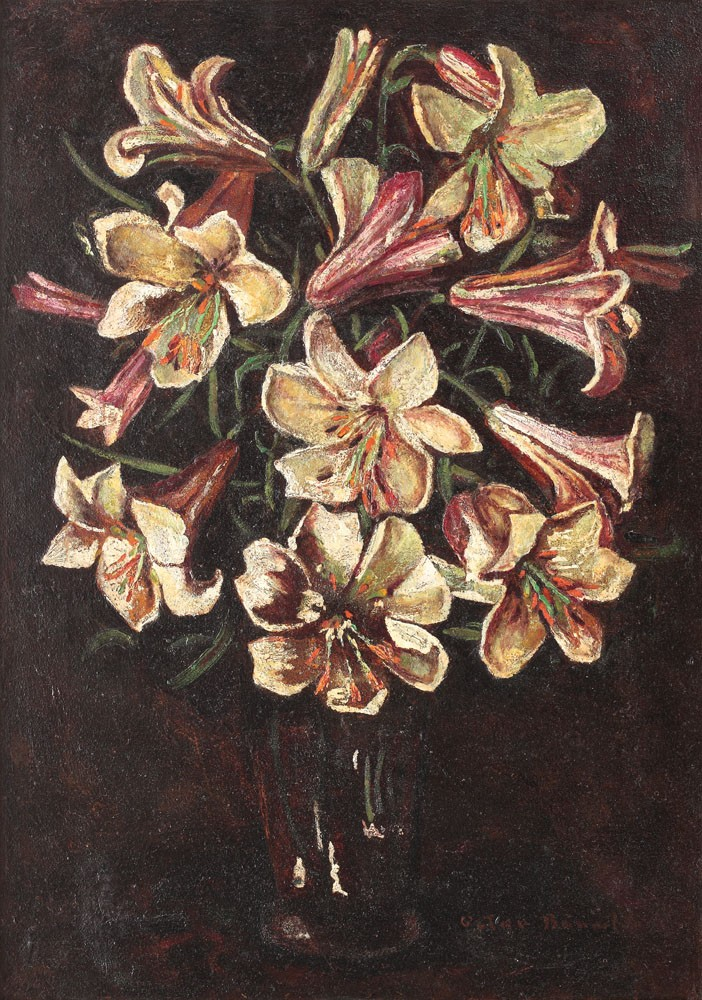
Crini
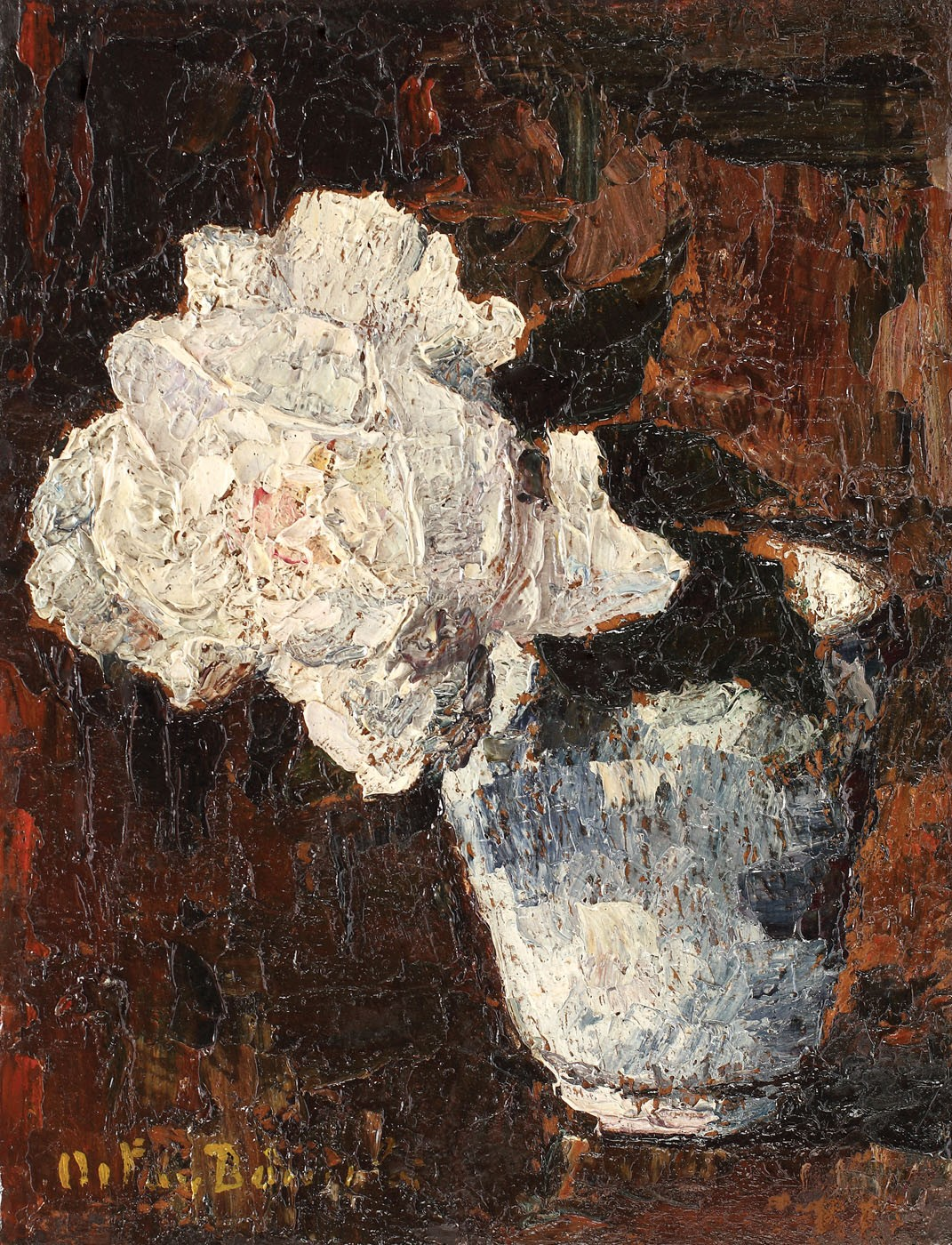
Trandafiri
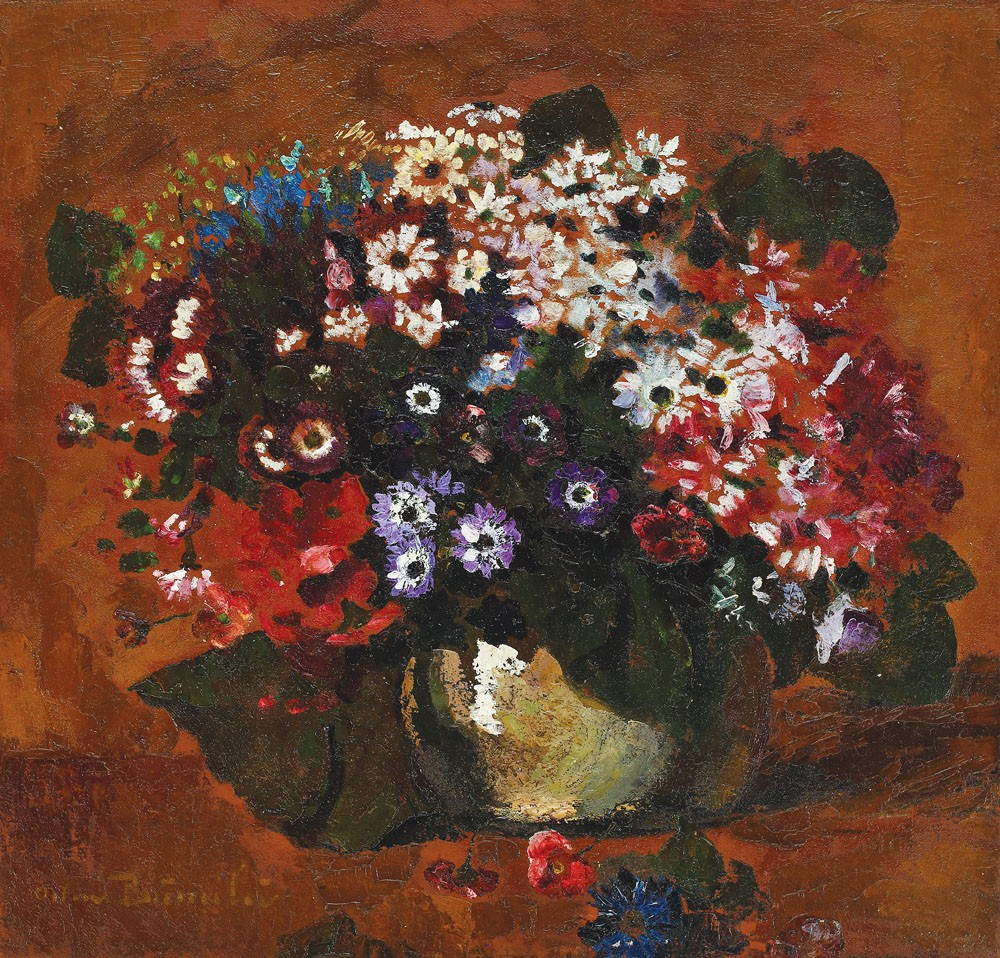
Flori de câmp
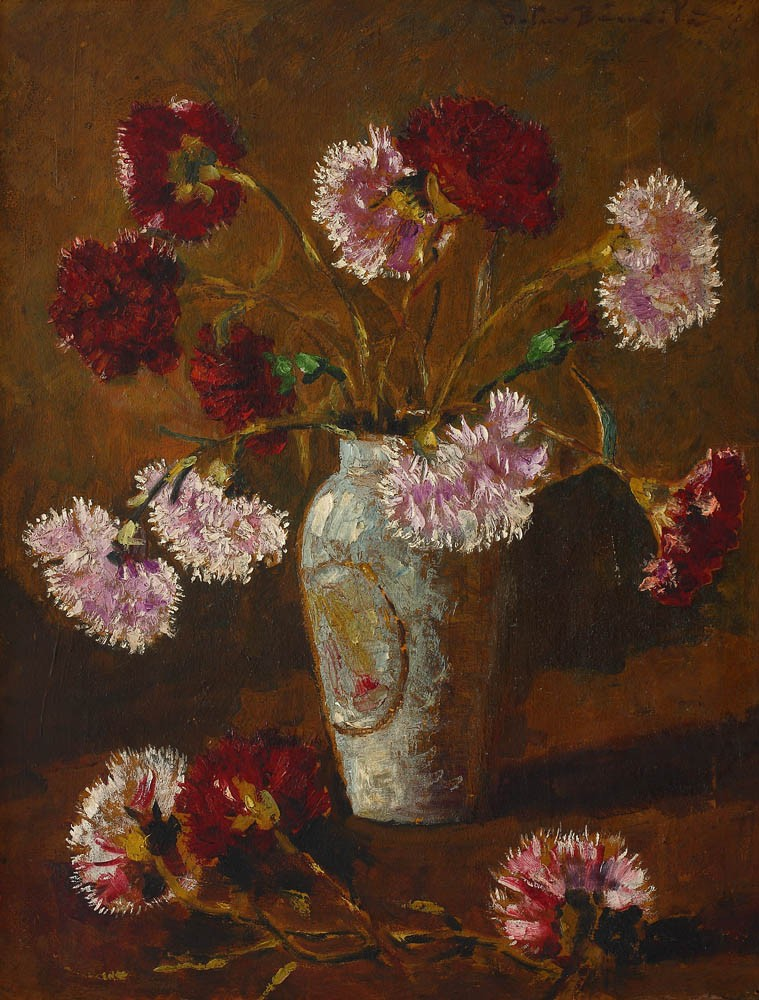
Garoafe
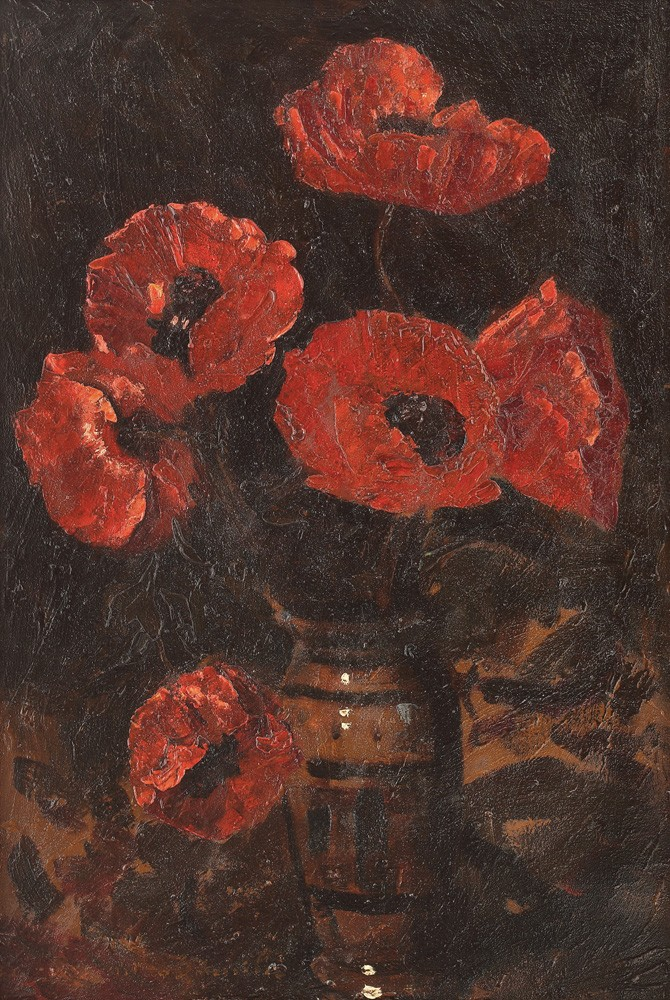
Maci
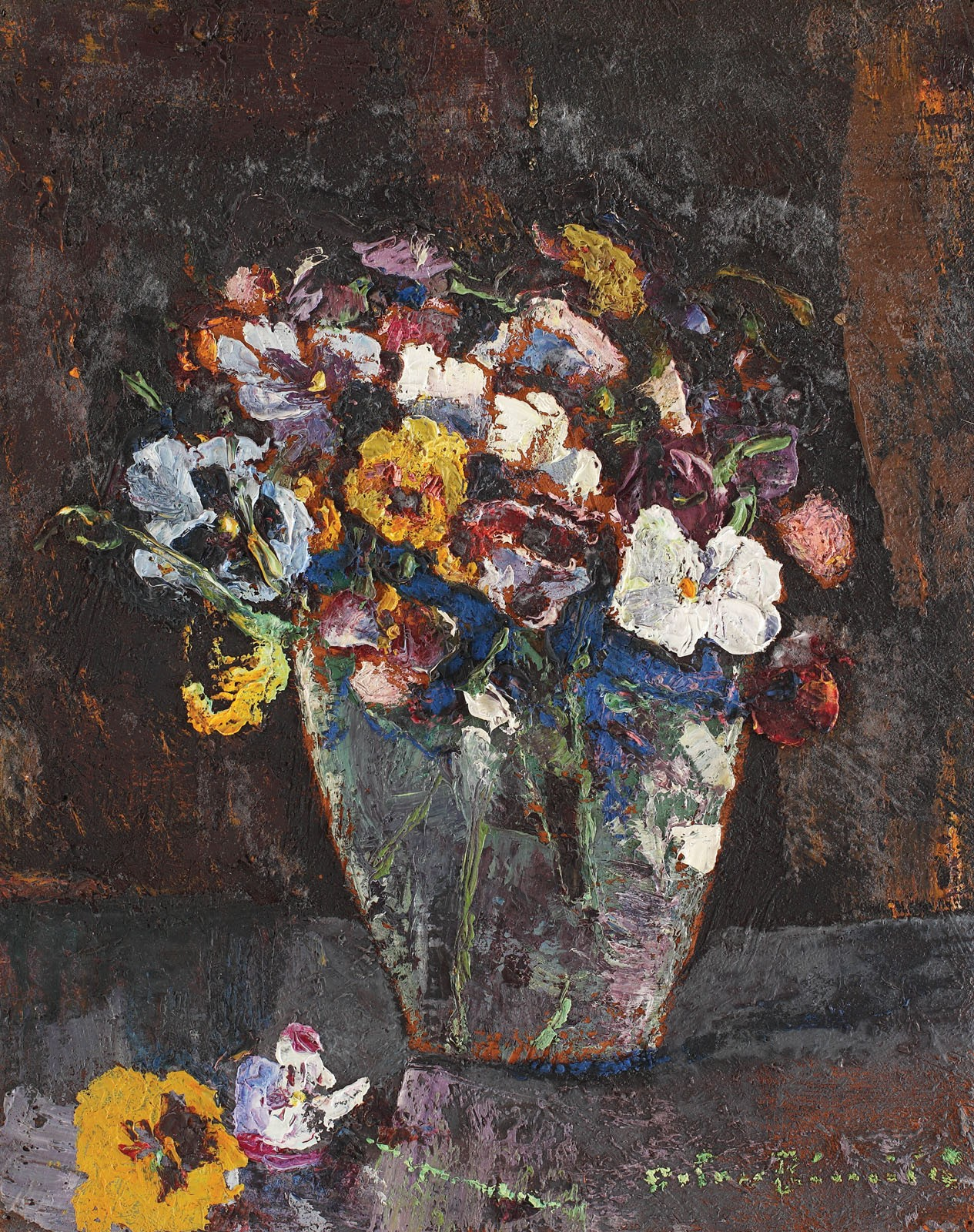
Panseluțe
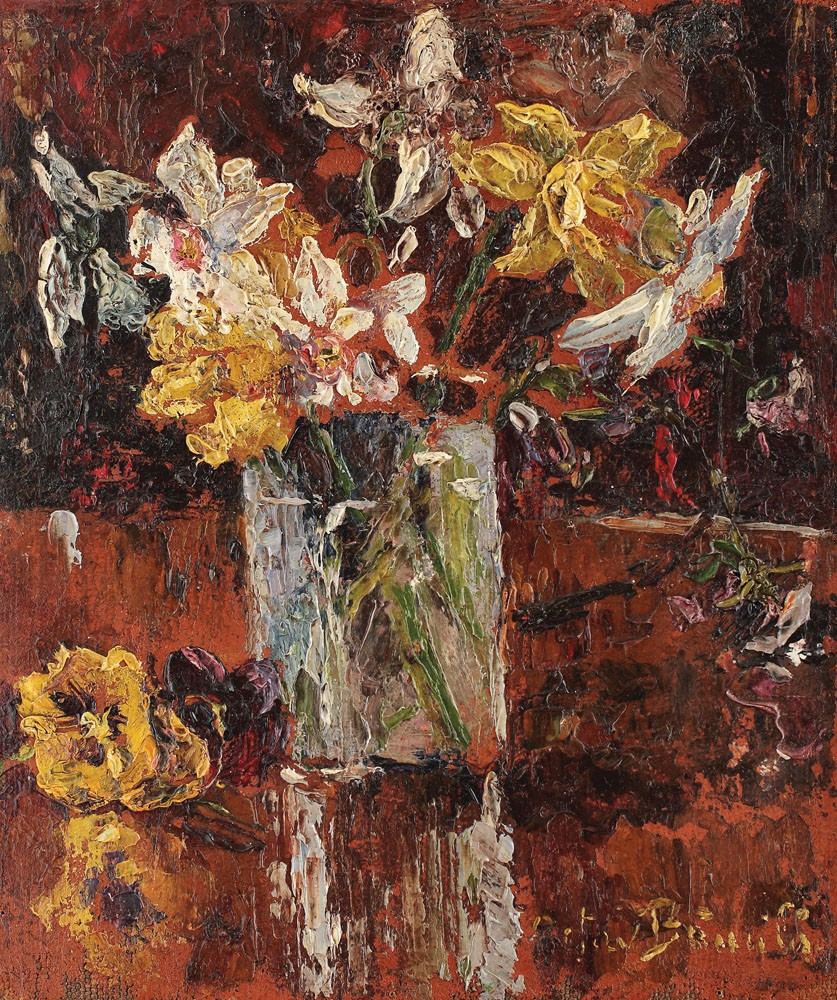
Narcise

Florile au fost o tematică îndrăgită mai ales în ultima perioadă a vieții pictorului. Nu a pictat flori de seră, scumpe sau rare, cel mai adesea a înfățișat florile obișnuite din case oamenilor simpli. A pictat condurași, ciuboțica cucului, toporași, panseluțe, gura leului, maci, ghiocei; multe astfel de tablouri au fost prezente la expozițiile pe care le-a făcut în anii 1923 și 1937. A pictat mulți bujori, trandafiri și crizanteme. Cea mai îndrăgită floare a fost liliacul, floare pe care artistul o avea în grădina sa de pe strada Păcurarilor din Iași. A folosit tonalitățile liliachii și în multe compoziții cu alte tematici, relevantă în acest sens fiind lucrarea intitulată Dimineața la sapă (tematica țărănească) sau Spre necunoscut (tematica țigănească).

Liliacul în opera lui Octav Băncilă
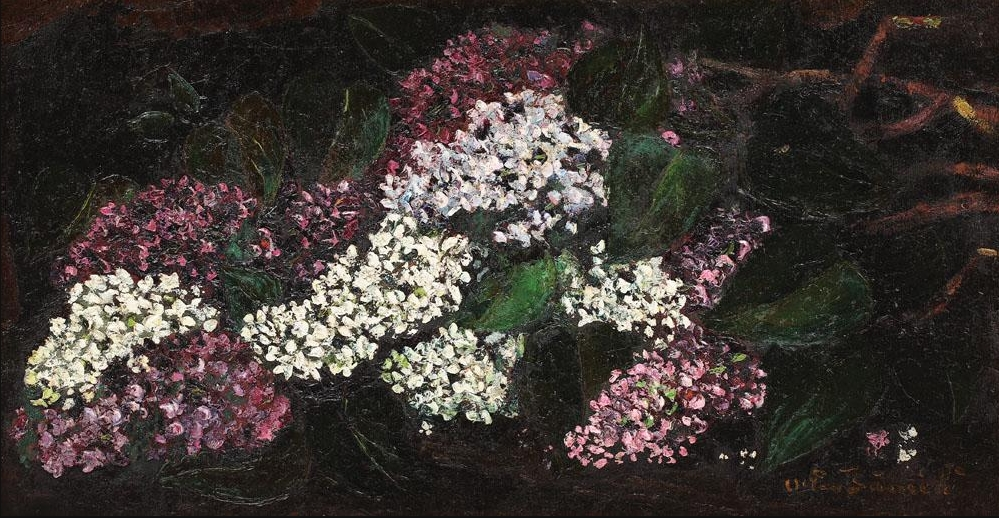
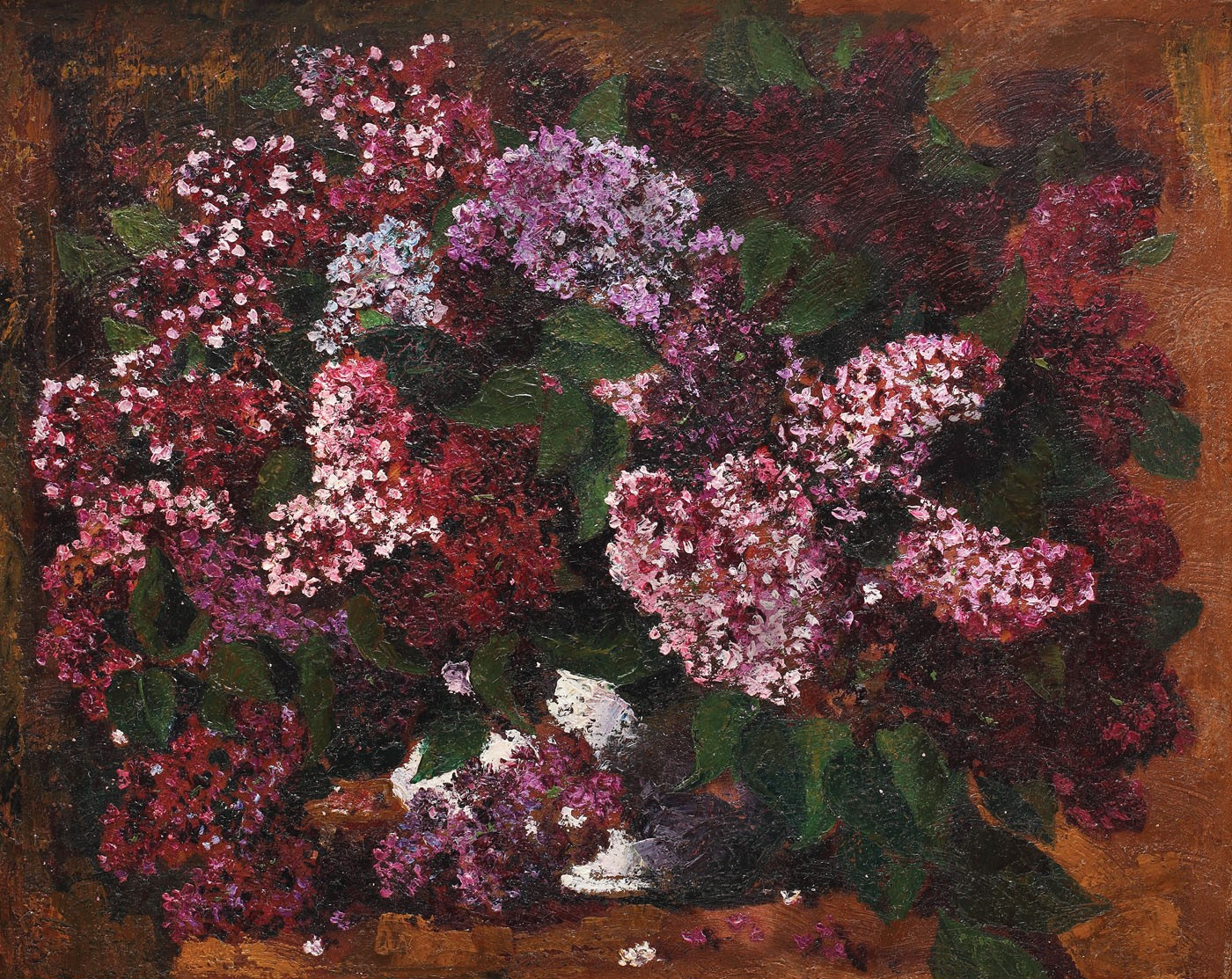
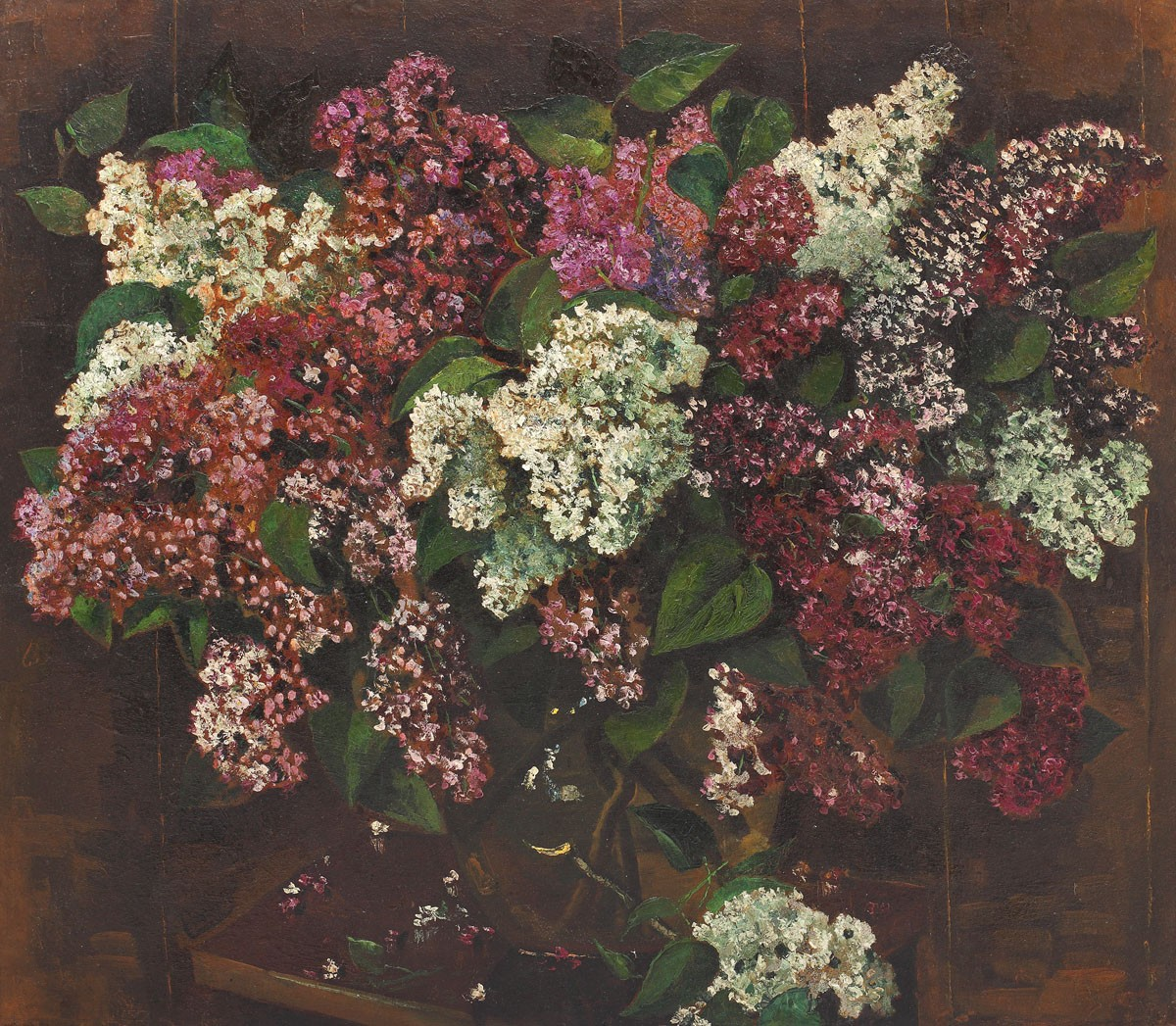
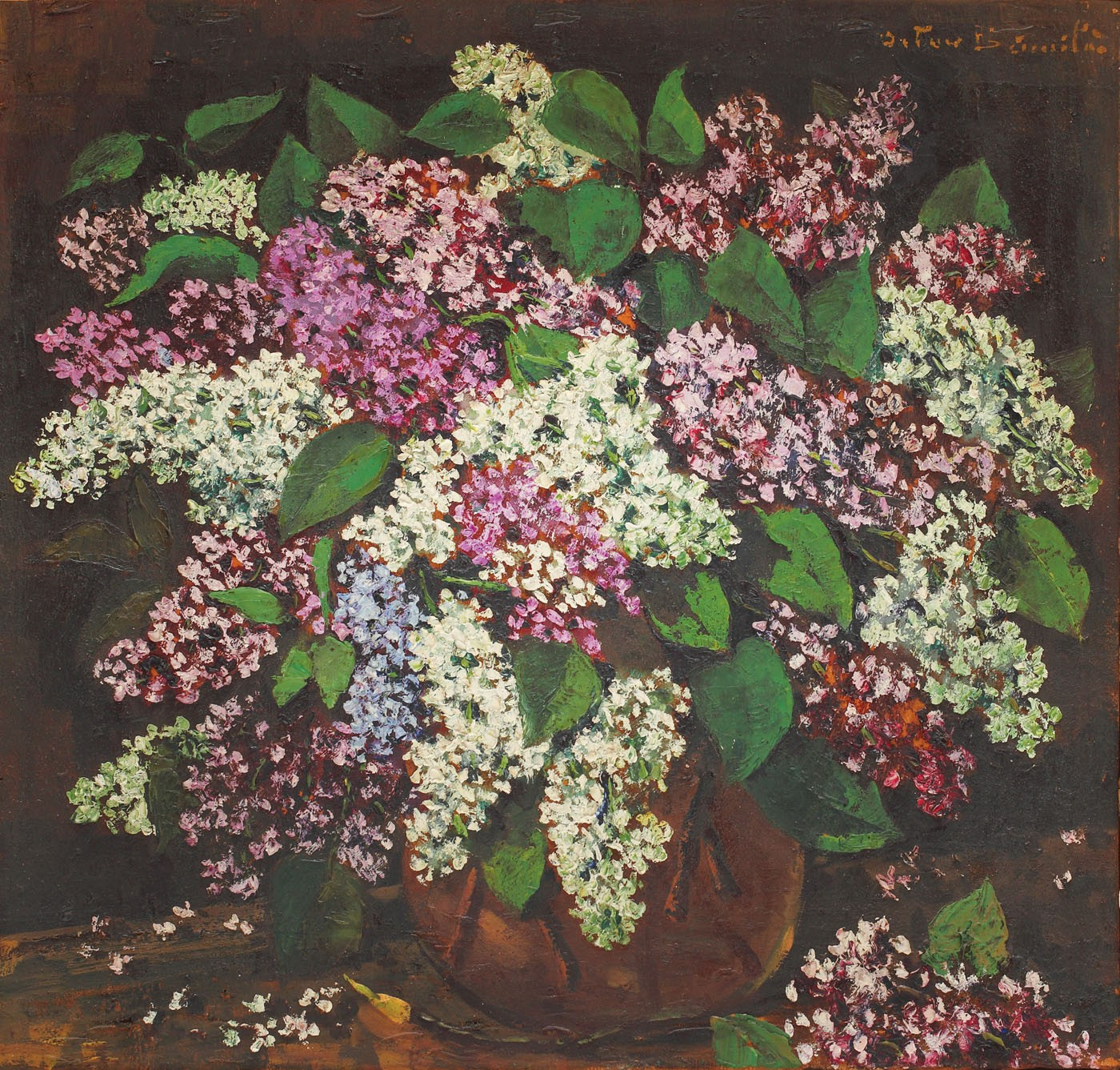
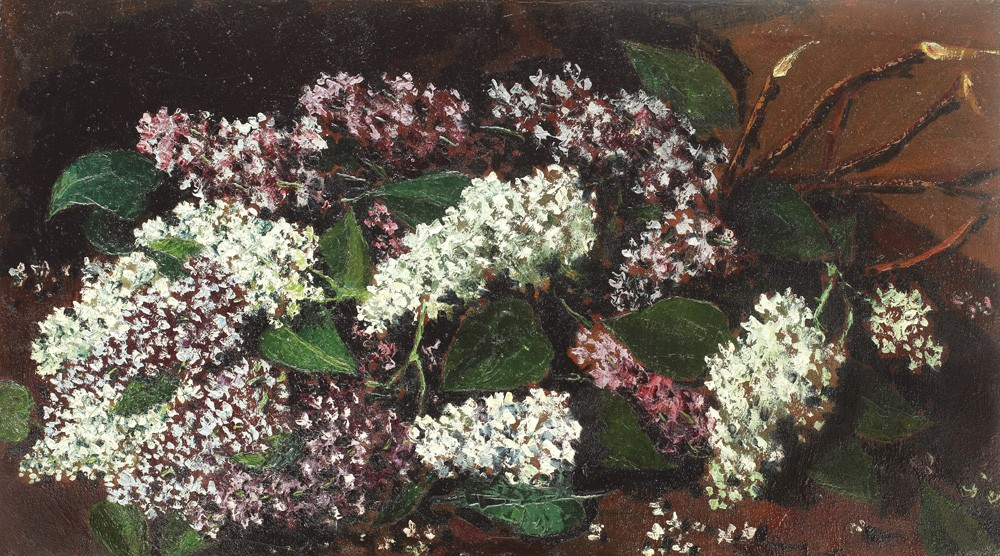

Octav Băncilă nu a fost un artist liric ca Ștefan Luchian, care își exprima sentimentele sau stările sufletești în această tematică. Fiind un pictor realist critic, Octav Băncilă a văzut în frumusețea florilor ceva firesc și menit a da putere de muncă omului. Florile sale sunt zugrăvite fără efuziuni poetice, dar suficient de viguroase pentru a emoționa și a încânta privitorul.

Crizantemele în opera lui Octav Băncilă
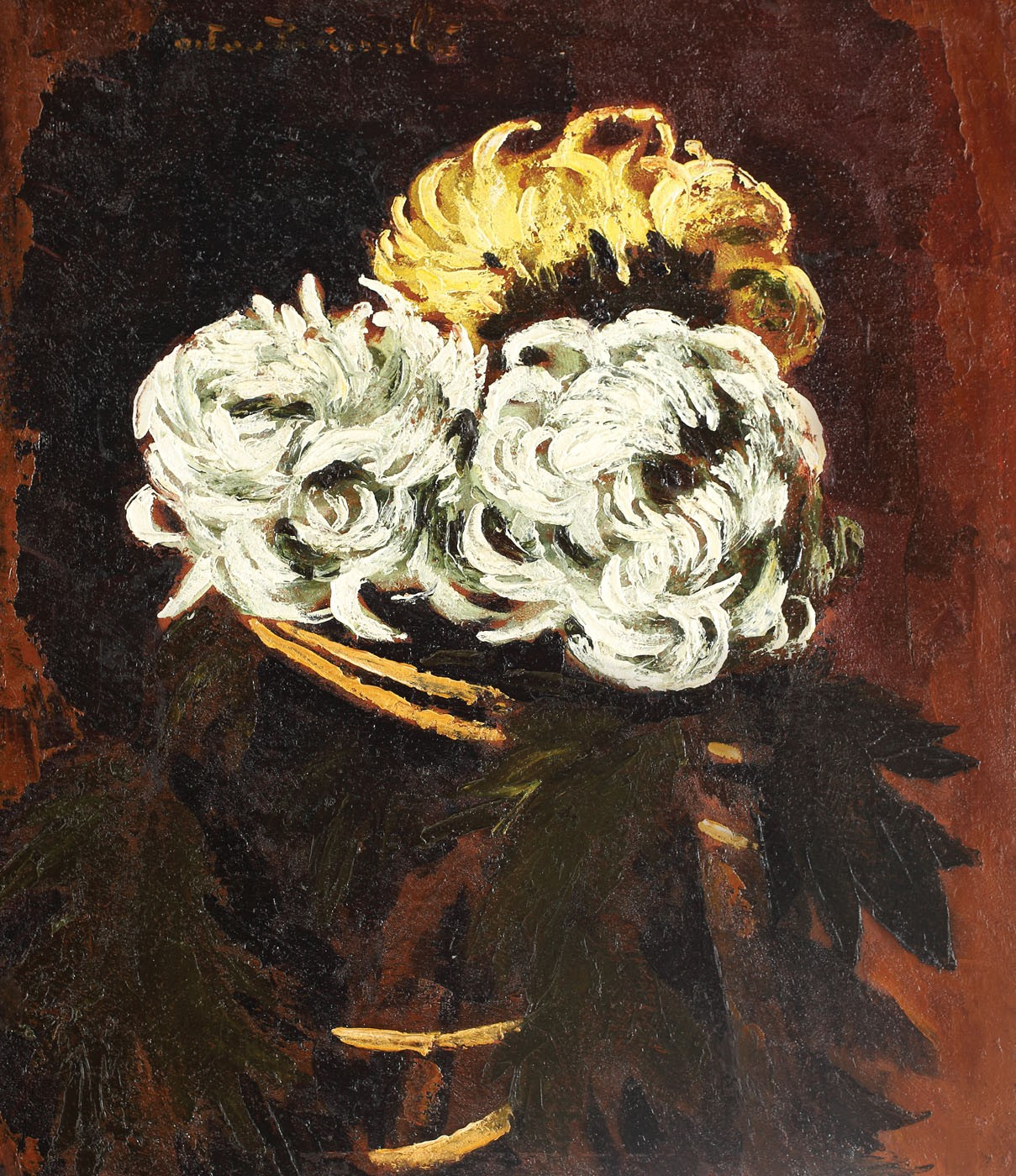
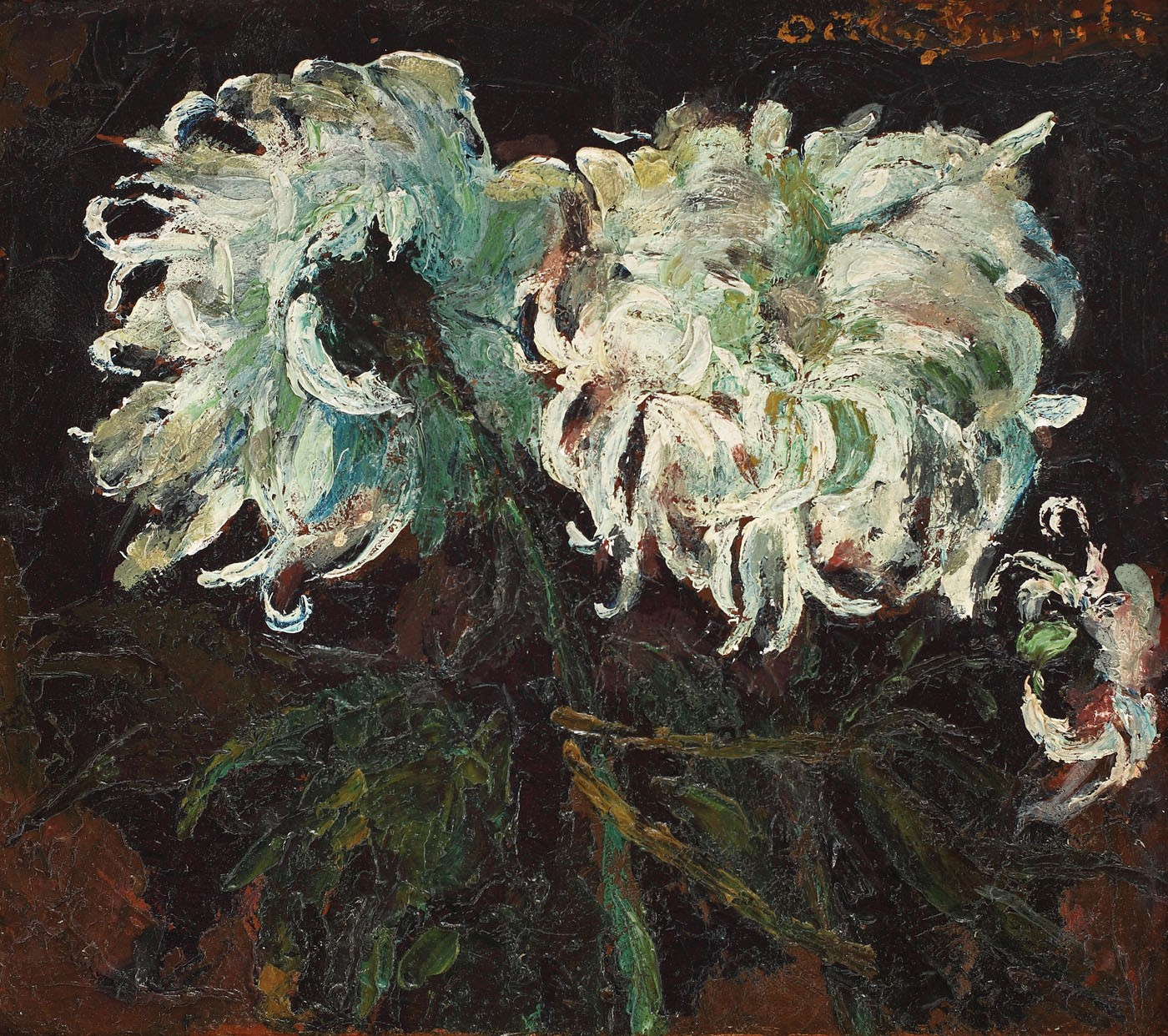
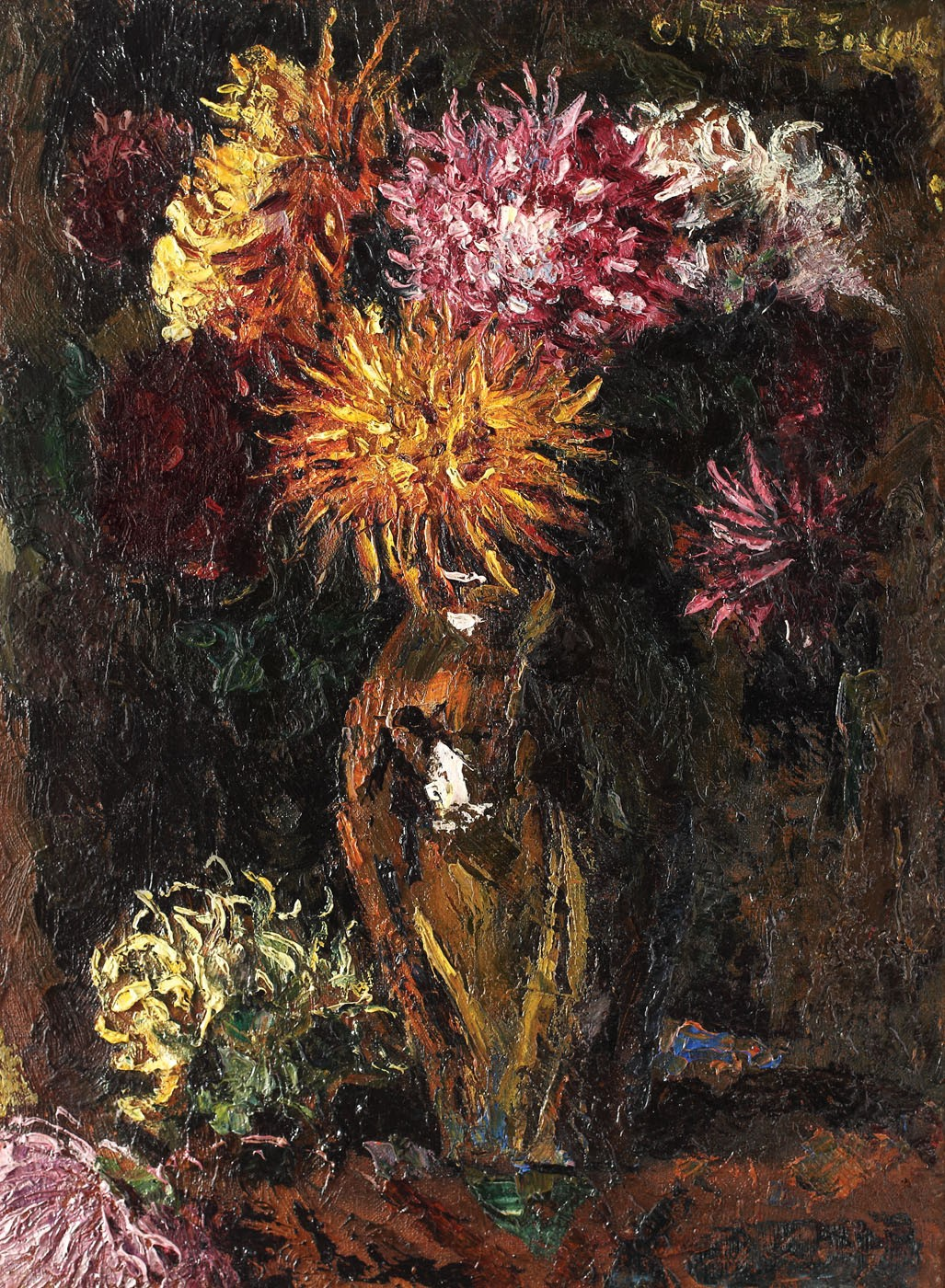
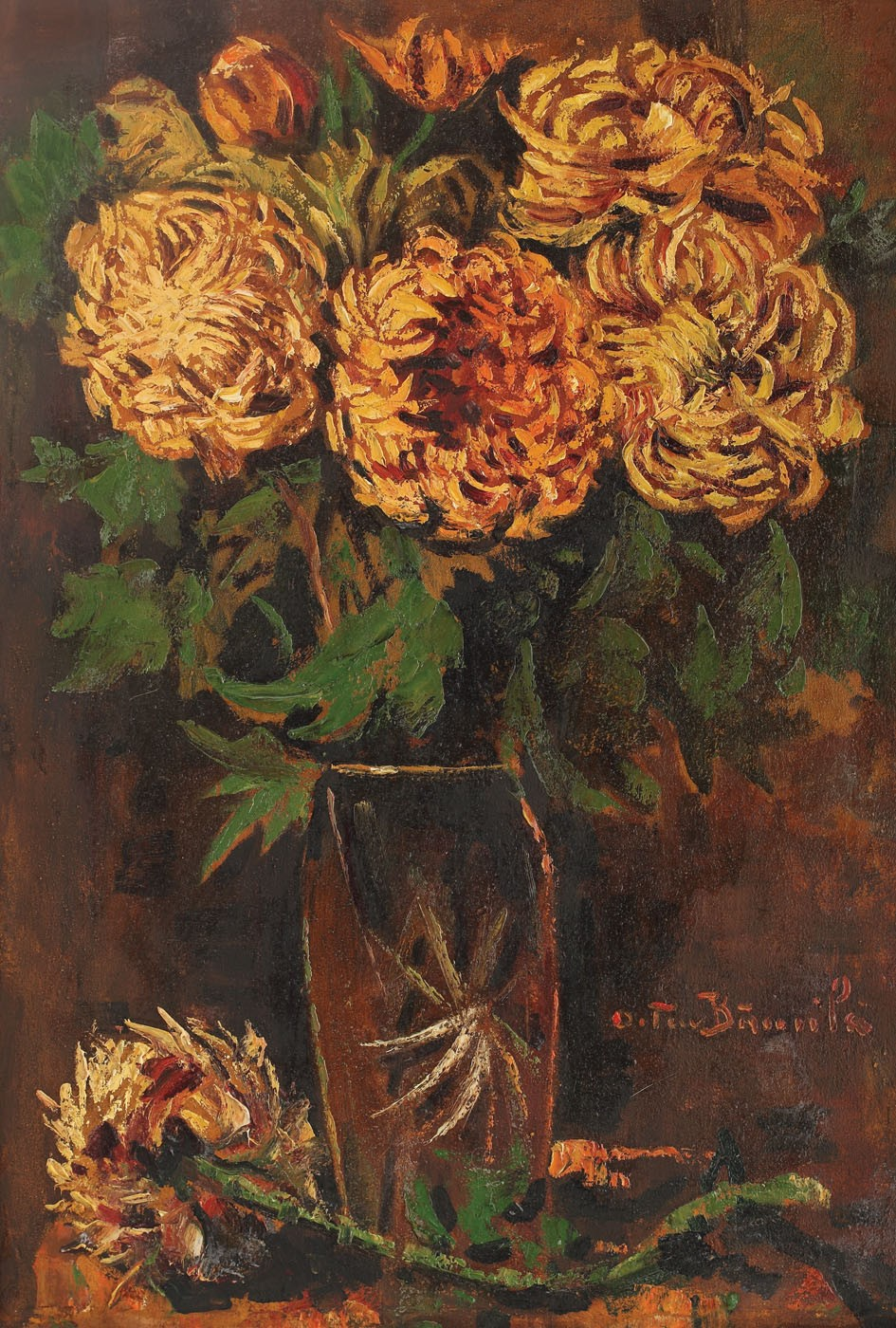
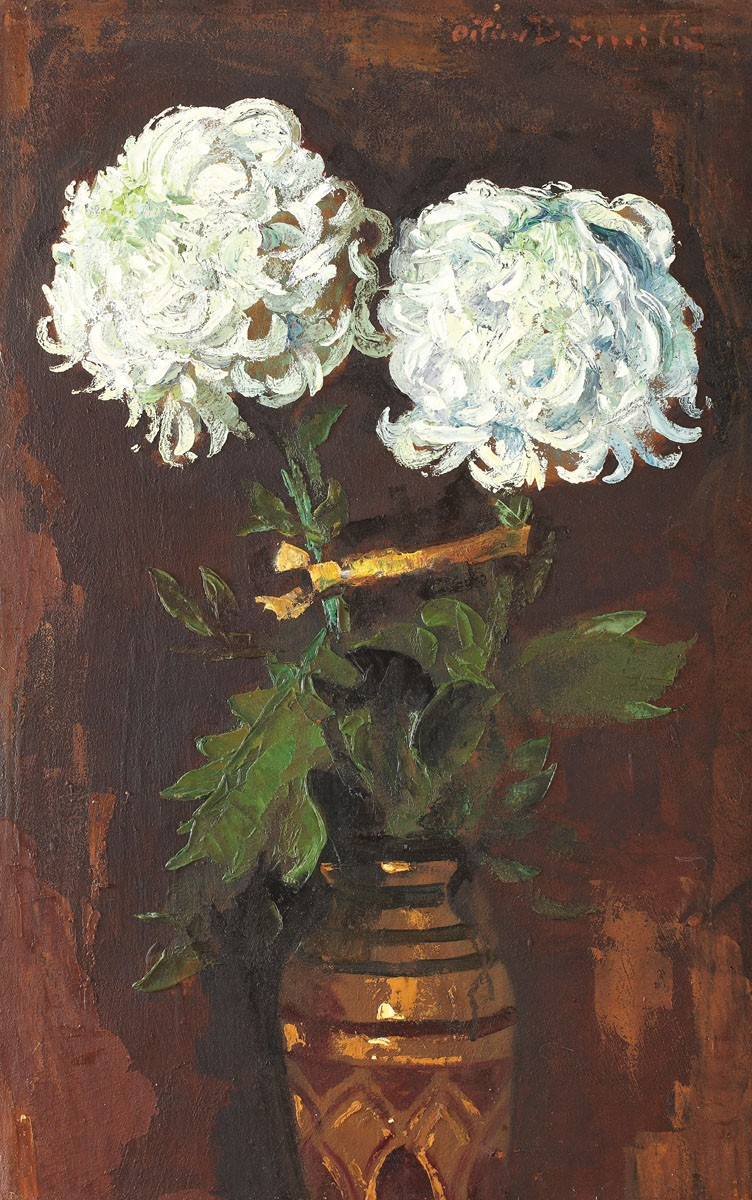
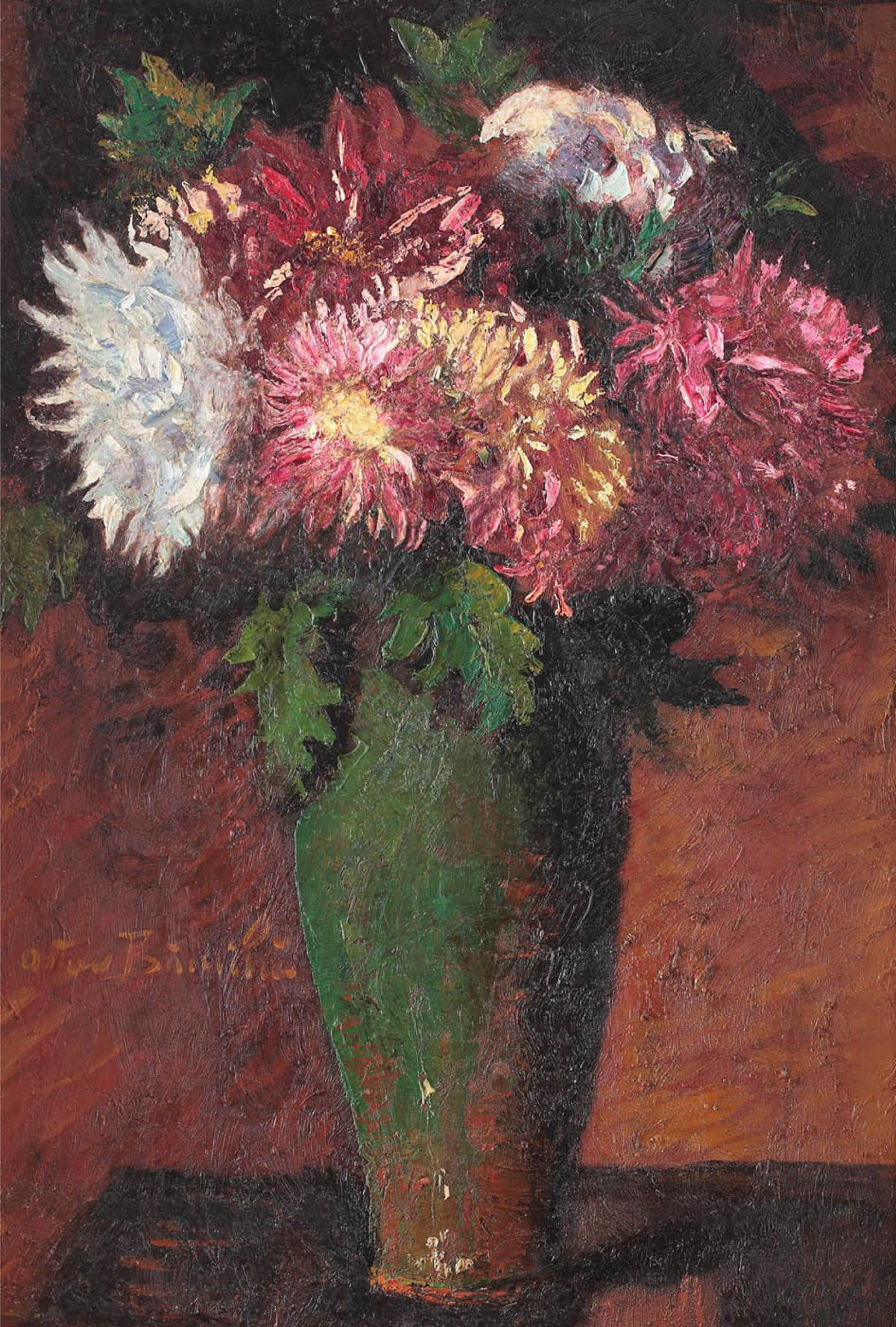
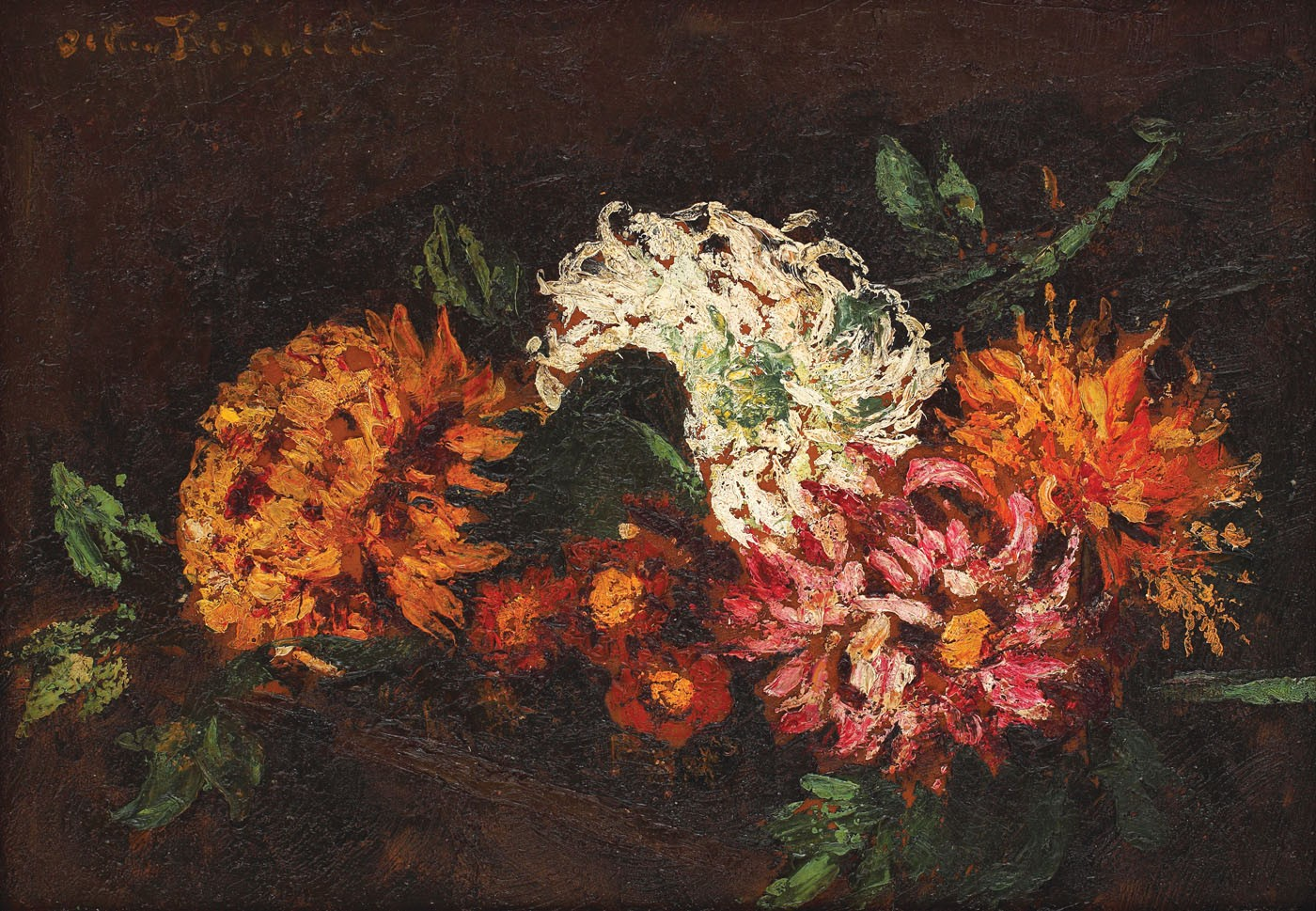

#### Peisaje
Peisajele realizate de către Octav Băncilă nu au fost niciodată un scop în sine. Ele constituiau doar mediul în care pictorul reprezenta activitățile umane, oamenii fiind înfățișați cu predilecție în timpul muncii. Chiar și compozițiile în care apare câte un flăcău și o fată se petrec în timpul în care aceștia se întorc de la coasă, având uneltele după ei. Așa sunt lucrările Sfârșitul unei zile de muncă, Dragostea, Popas în pădure, Întoarcerea din pădure sau Idila unde moșneagul pare că-i povestește babei ceva din tinerețe, în timp ce ea deapănă fuiorul.

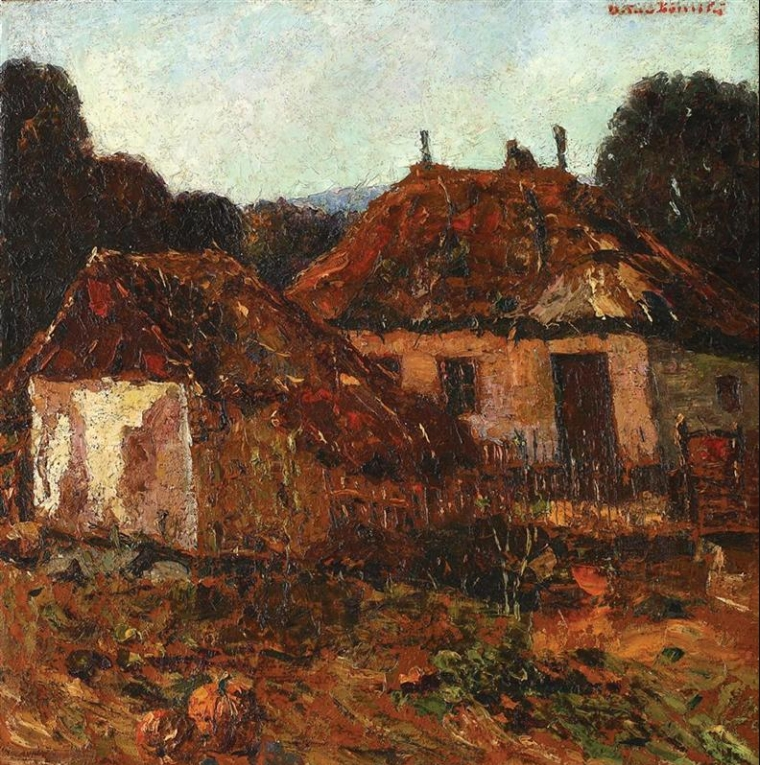
Case țărănești

Peisaje remarcabile fără personaje umane sunt Casa de la munte, Moară la Broșteni și Piatra Holdiței. Aceste imagini suferă, în schimb, de o fixitate a imaginii specifică fotografiei, fapt care contravine unei arte care se dorește a fi dinamică și expresivă. Semnificativă este Femeie cărând vreascuri, care este un peisaj de iarnă în care munca femeii este înglobată genial în imensitatea naturii împovărată de zăpadă. Întreaga compoziție arată dificultatea activității pe care țăranii din acele vremuri trebuiau s-o facă pentru a-și asigura existența. Acest tablou aduce în centru viața umană și nu peisajul.
În toate lucrările care au subiecte rurale, drumurile, pământul semănat, cerul sau dealurile au fost creata ca elemente secundare, prim planul fiind ocupat de om cu uneltele agricole, secera, coasa sau plugul. Cu predilecție se poate observa în lucrările executate în compozițiile din 1914 și 1915, că natura a fost doar indicată, în timp ce personajul a fost proiectat cu forță ca idee principală a compoziției.
De obicei, natura pictată de Octav Băncilă nu are elemente vesele, ea este aspră sau posomorâtă ca și oamenii obidiți zugrăviți în cadrul ei. Reprezentative în acest sens sun Semănătorul, Orbul, Bunicul și nepotul și La coasă. Dacă lumina soarelui a fost pictată generos pe coamele dealurilor, țăranul apare frământat de gânduri negre în Pribeagul, Înmormântarea, Pâinea noastră cea de toate zilele, etc. În perioada a treia de creație a pictorului, natura este înfățișată mai precis, cu copacii stufoși, cu lanuri îmbelșugate și cu păduri falnice. Atmosfera degajată de Secerișul tinde spre poezie, liliachiul din Dimineața la sapă și vânturile tomnatice sugerate de Căruțele cu nomazi sunt variații ale anotimpurilor cu fluctuații ale luminii de sezon.

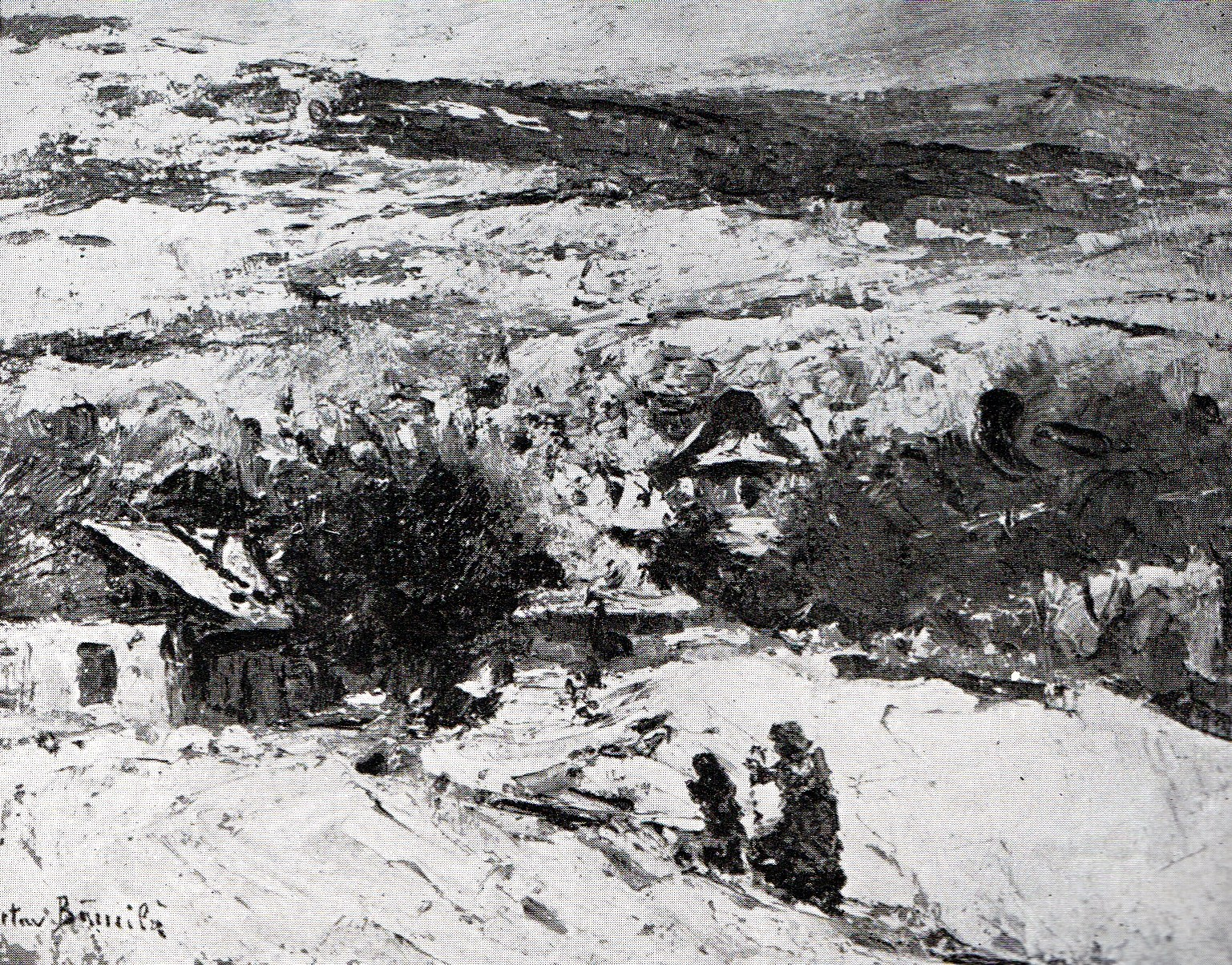
Peisaj de iarnă
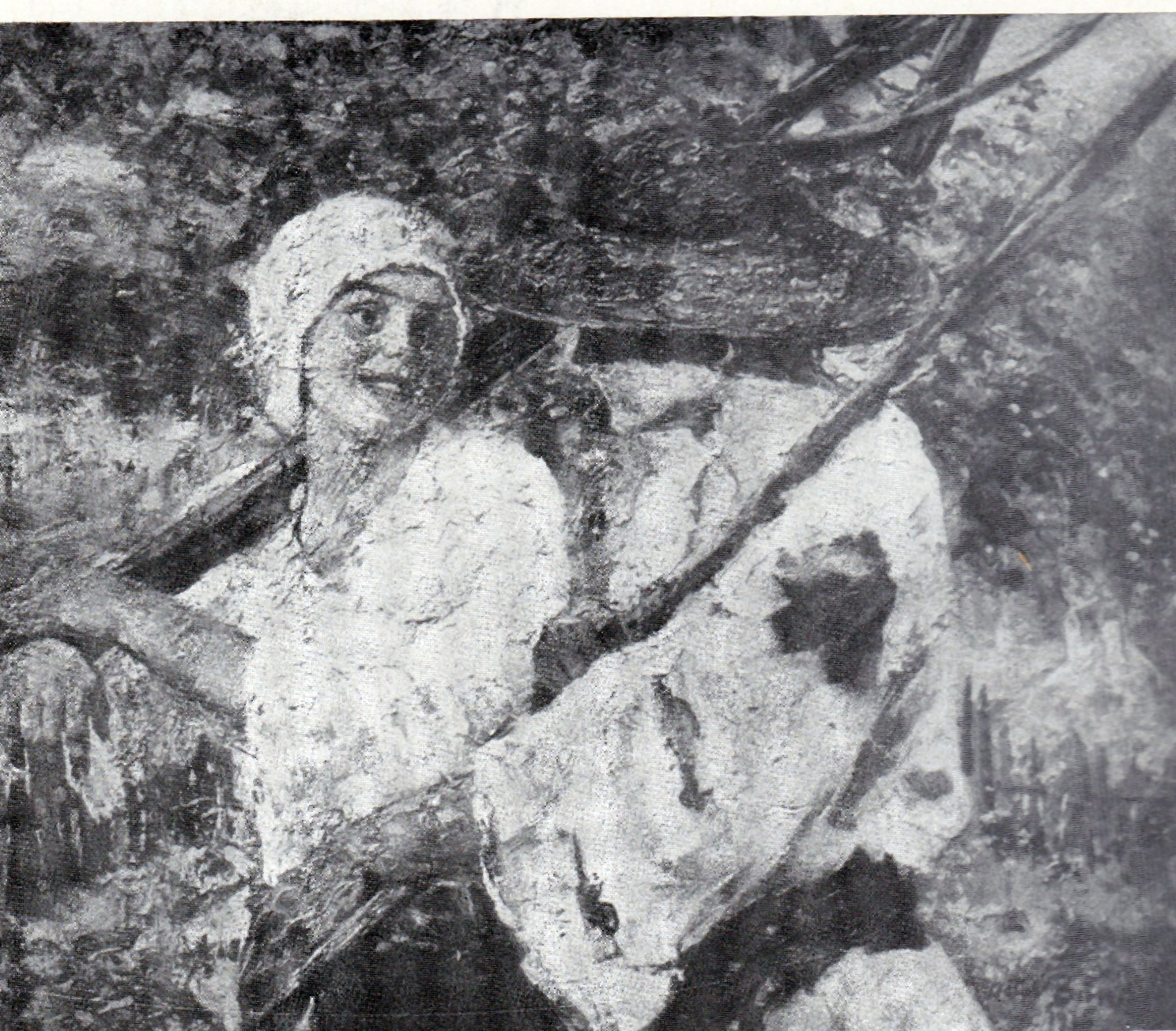
Dragostea
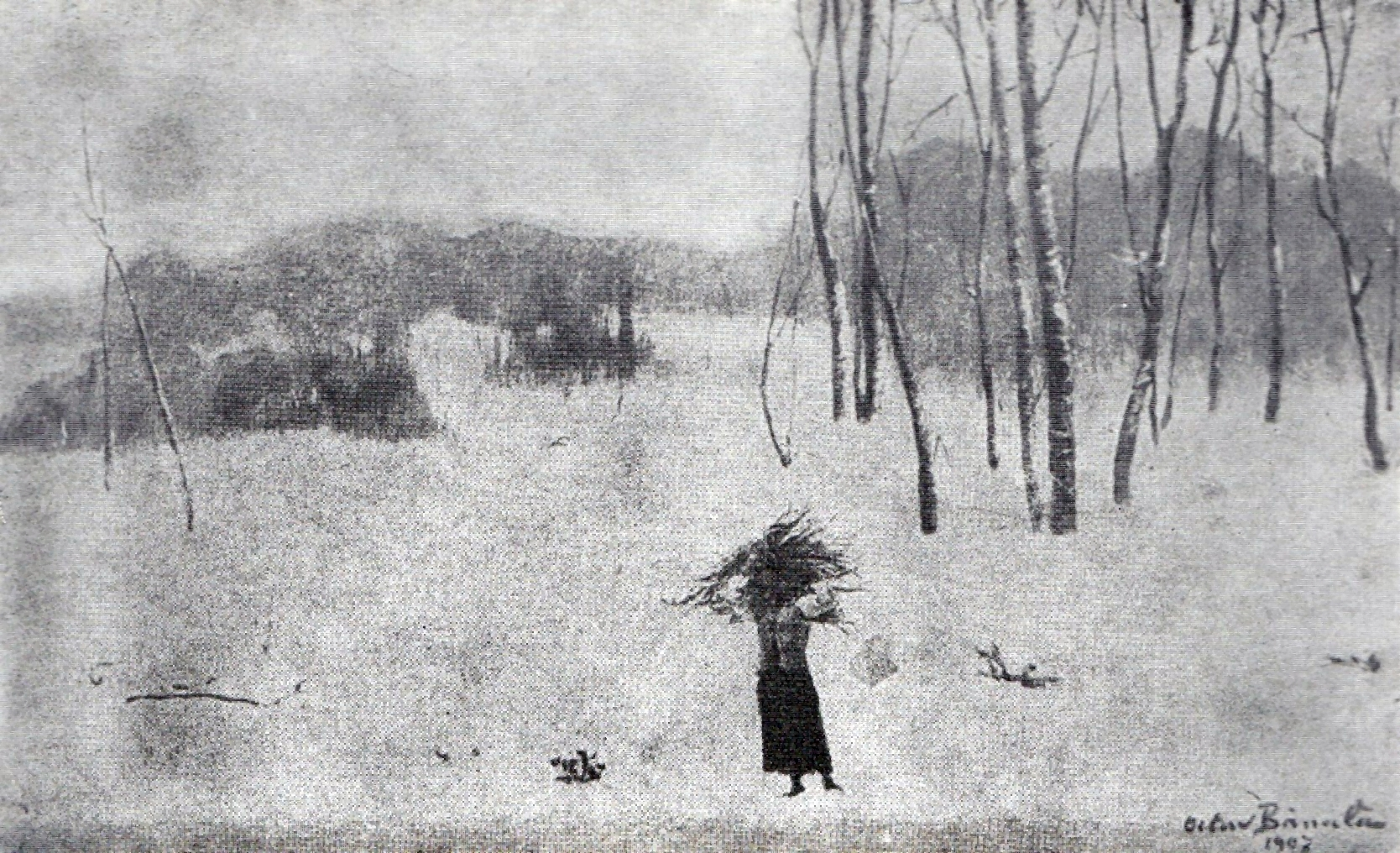
Femeie cărând vreascuri
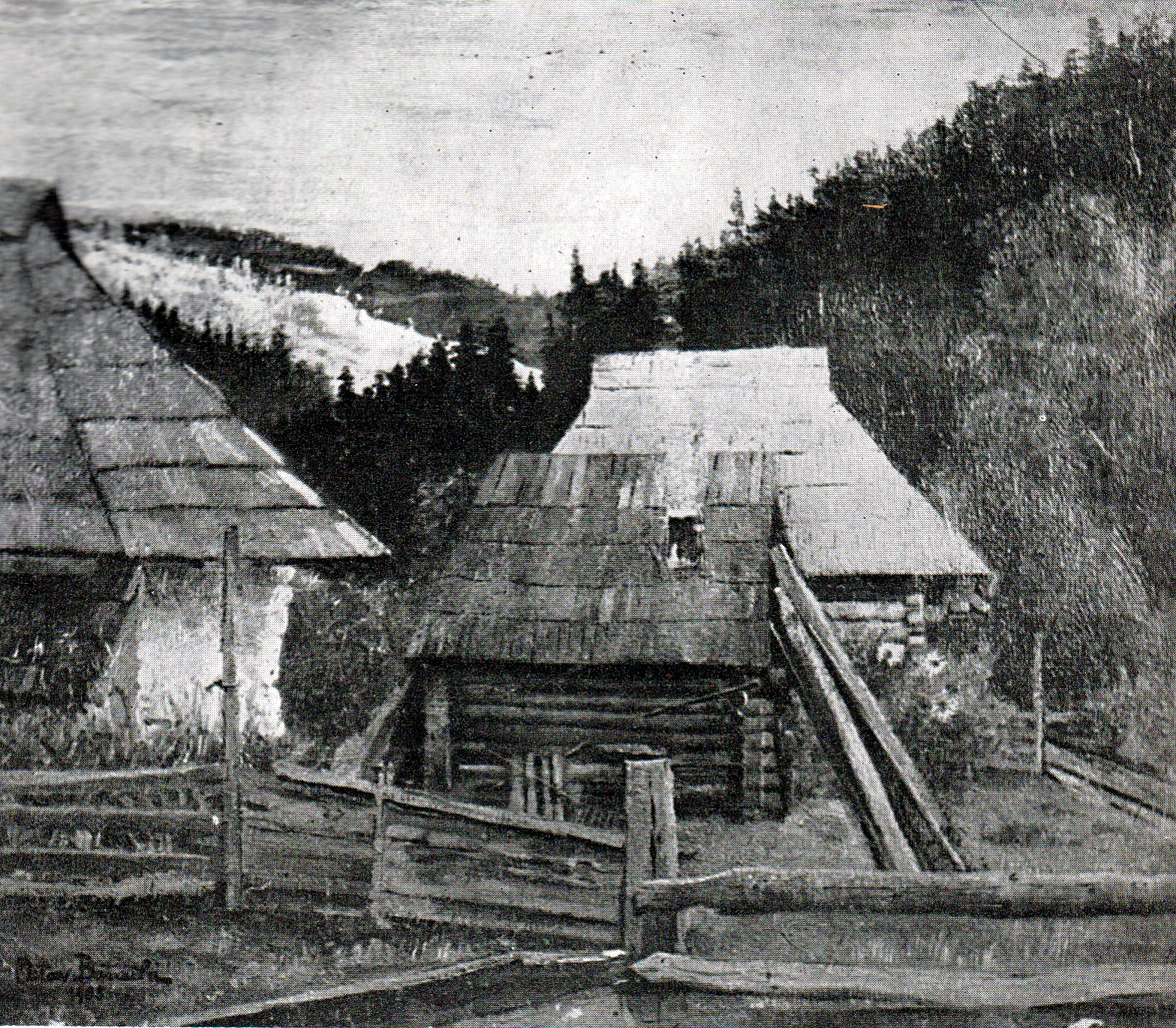
Peisaj de munte

Tablourile pe care pictorul le-a creat la Agapia (1914), la poalele Ceahlăului și pe râul Bistrița (1930 - 1935), precum și popasurile în pădure dau exuberanță și amploare și peisajul este plin de măreție și strălucire prin includerea omului în el; remarcabil distingându-se dintre peisaje lucrarea denumită Spălătoreasa.

### Deficiențe în opera lui Octav Băncilă

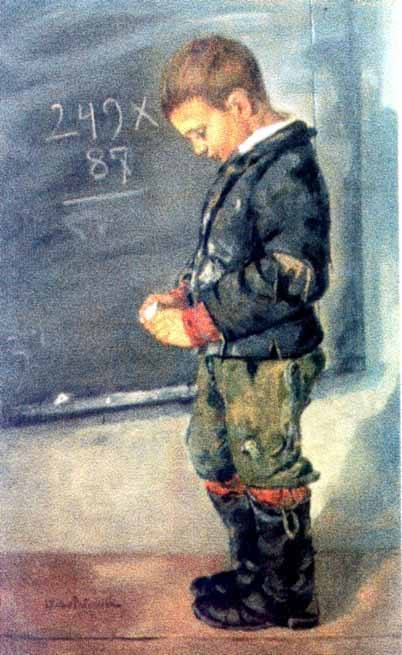
Încurcat în socoteli (1909)

Ținând cont de atmosfera artistică care s-a manifestat în anii de studii pe care Octav Băncilă i-a petrecut la München, criticul Anton Coman în monumentala monografie pe care i-a dedicat-o pictorului român în anul 1954, a reușit să explice  originea contradicțiilor existente în opera lui Băncilă. Contradicțiile sesizate de critica de artă românească au fost identificate prin inegalitățile și șovăielile începutului său artistic. Până la alegerea căii de urmat în pictură, Băncilă a depistat și întâmpinat numeroase dificultăți. Din cauza numeroaselor curente artistice la care a fost martor pe vremea studiilor la München, precum și datorită călătoriei pe care a făcut-o la Paris sau în Italia, el a văzut o multitudine de modalități de expresie puse în practică de către artiștii europeni. Astfel, Băncilă a fost determinat să facă fel și fel de experiențe și să găsească diferite formule prin care să-și pună în valoare gândurile care l-au frământat. Pictorul și-a diversificat adesea tehnica, practic în întreaga sa carieră artistică, tehnică care nu a dat întotdeauna rezultatele cele mai satisfăcătoare. De exemplu, unele procedee cromatice nu s-au transformat în mobilul care să ducă la o exprimare puternică și clară, deși tehnica folosită ar fi avut atuurile atingerii acestui scop.
Faptul că în opera lui Octav Băncilă se pot constata procedee artistice nepotrivite tematicii sau conținutului, precum și inegalități tehnice, arată posterității că el a trebuit să facă față unor înrâuriri decadente. Aceste defecte care se regăsesc în pictura lui Băncilă sunt de fapt, rămășițele curentelor și formulelor pe care a reușit, în general, să le depășească sau chiar să le înlăture. Intrarea sa în contact cu arta clasică occidentală de prin muzeele müncheneze nu a reușit să altereze puternica legătură pe care Băncilă o avea cu realitățile sociale din România. Din fericire, apartenența sa la spațiul românesc l-a ferit în a urma o cale a formalismului. În marile lucrări pe care pictorul le-a făcut, el a reușit să se desprindă de influența secesionismului și a decadentismului münchenez și să dezvolte arta sa pe o linie a realismului tradițional, pe calea clasicismului. Astfel, Octav Băncilă a pictat la München, pe lângă unele lucrări cu tematică și viziuni străine de realitățile românești, multe tablouri inspirate din viața poporului român. Lucrările cu tematică românească făcute la München au fost expuse în galeriile din capitala Bavariei unde au fost premiate, dar și în țară, la Iași. Elocvente în acest sens sunt picturile „Între crini”, „Bachus”, „Doi vagabonzi” și „Un cap de visător încununat cu lauri” expuse în anul 1896 la Iași.[B]

### Pictura lui Băncilă versus piața de artă

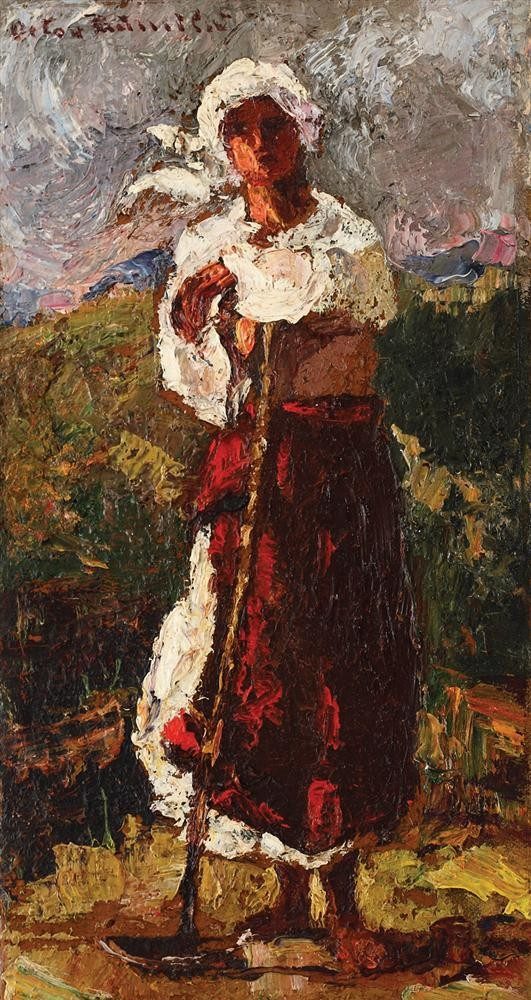
Țărăncuță

Octav Băncilă a fost considerat un deschizător de drumuri în pictura românească, drept pentru care multe din lucrările lui iau parte la numeroase licitații din România. Tocmai din această cauză multe dintre ele au fost falsificate pe piața de artă. Majoritatea colecționarilor apreciază naturile statice și florile create de Băncilă. Tablourile cu flori realizate de către artist emană prospețime, viață și frumusețe, sunt decorative și satisfac gustul estetic al colecționarilor, chiar dacă sunt falsuri sau originale.
Până în anul 2010, tabloul cel mai bine vândut a fost un Autoportret (1942) pe care Băncilă l-a făcut înaintea decesului său și care făcea parte din colecția familiei. Investiția în picturile lui Octav Băncilă a adus în anul 2011 un randament de circa 41%. Tablourile cele mai bine vândute au avut preț în creștere permanentă după cum urmează: Autoportret (2010), Țărăncuță (2010), Evrei în Târgu Cucu (2010) și O afacere bună (2011).
Mai multe picturi realizate de către Octav Băncilă au fost falsificate încă din timpul vieții artistului. Există mențiuni documentare care amintesc de faptul că pictorul Băncilă a acționat în justiție pe Iosif D. Iscovitsch, proprietarul din pasajul Comedia a magazinului Galeria artistică, pentru vânzarea de picturi falsificate semnate Octav Băncilă. Mai târziu, în anul 1936, același Băncilă a făcut din nou apel în justiție pentru rezolvarea unor probleme cauzate de falsificatorii operei sale. Mai mult, în prima parte a anilor '50 ai secolului XX, autoritățile comuniste au comandat copii după picturile unor artiști de notorietate (precum Grigorescu, Luchian și Octav Băncilă), pentru a fi trimise muzeelor din România si instituțiilor publice. Cele mai bune reproduceri ale acestora au fost realizate de Ion Panteli-Stanciu. Nu este cunoscut în prezent traseul acestora și nu există garanția că unele dintre acestea nu au circulat pe piața liberă.

## Varia

### Achiziționarea portretului lui Ghe. Panaiteanu-Bardasare

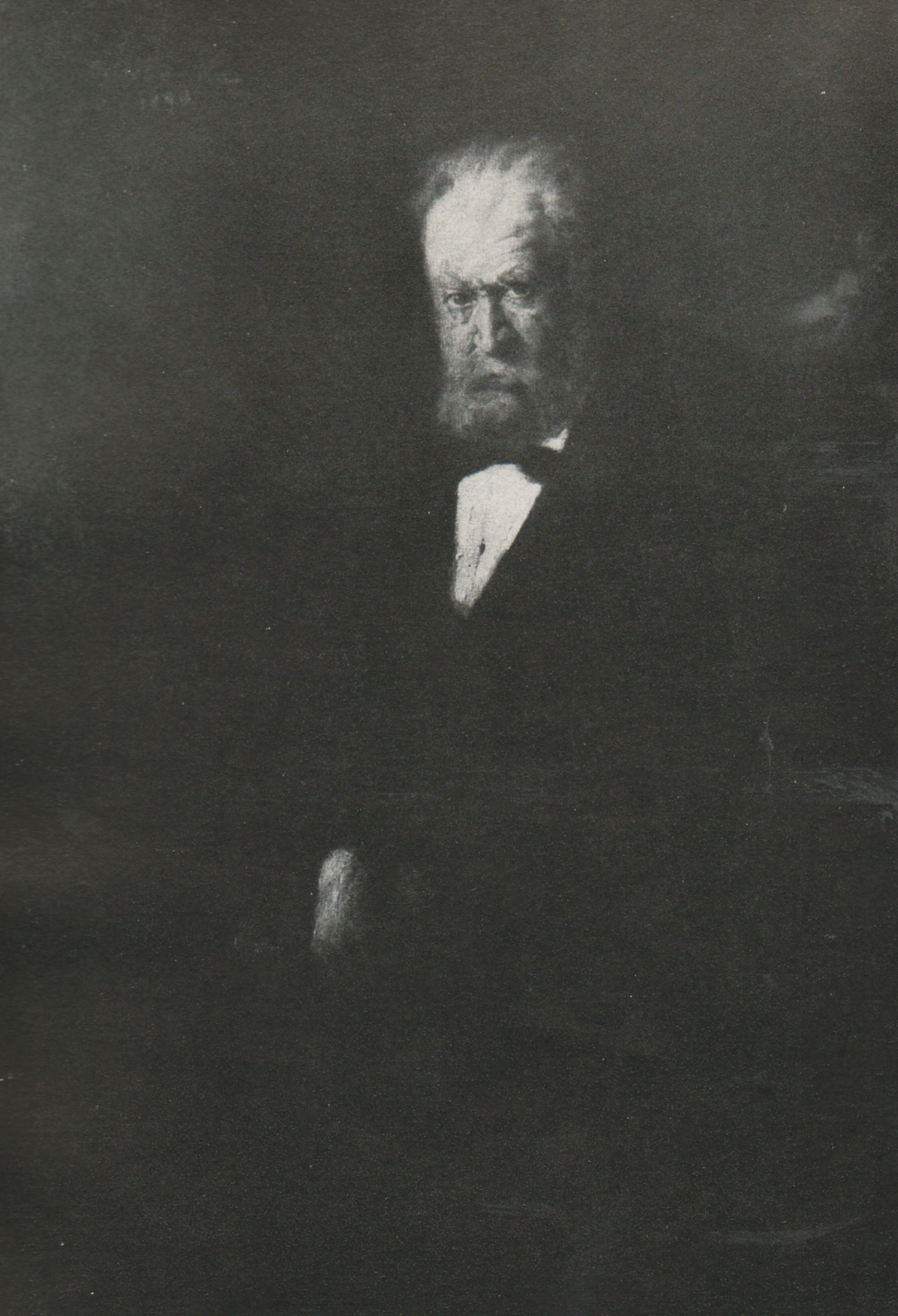
G. Panaiteanu-Bardasare - portret de Octav Băncilă (foto a/n)

Octav Băncilă în perioada anilor 1898 - 1900 s-a pregătit pentru deschiderea primei expoziții a lui la Iași. În acest sens a realizat o serie de lucrări dintre care s-a remarcat portretul lui Gheorghe Panaiteanu-Bardasare. Pictorul a început să fie cunoscut pentru arta sa la Iași și București. El nu a expus niciodată într-o expoziție singur, ci mai mult prin vitrinele magazinelor din Iași, mai ales lucrări făcute în perioada studiilor sale la München. În anul 1898 a creat portretul lui Paniteanu-Bardasare care a fost recunoscut de critică a fi o lucrare de excepție pentru acele vremuri. Din cauza unor necesități de ordin financiar, Octav Băncilă a cerut Ministerului Instrucțiunii Publice, în anul 1899, să achiziționeze portretul lui Bardasare. În acele timpuri, un astfel de demers din partea statului era unul foarte anevoios, mai ales din cauza mentalităților și a moravurilor de care se izbeau pictorii novatori în pictură, cum au fost Ștefan Luchian sau Ion Andreescu. Pe de altă parte, fondurile alocate de către minister erau restrânse și artiștii cărora li se făceau acest hatâr erau puțini. Erau preferați pentru astfel de acțiuni, artiștii cu trecere, mai mult politicieni decât artiști. Nu se punea problema achiziționării dacă tinerii pictori nu erau arondați politic liberalilor sau conservatorilor. Cum Octav Băncilă nu era nici una, nici alta, ministrul a cerut printr-o adresă Școlii de belle arte din Iași, părerea despre un astfel de demers. Corpul profesoral adunat ad-hoc nu și-a exprimat părerea, ci a cerut ministrului înființarea unei comisii speciale. A fost și o obiecție adusă de către un profesor, cum că Panaiteanu-Bardasare a fost reprezentat bătrân și nu cum era el cu patruzeci de ani mai tânăr, când a înființat Pinacoteca din Iași. Ca urmare, în presa vremii au apărut tot felul de comentarii și analize critice a situației tinerilor artiști în societate. Elocvent este articolul lui Gheorghe Popovici din acel an.
Tabloul a fost în cele din urmă achiziționat de către minister. Partea absurdă a fost că, ministerul a cerut ca Gheorghe Panaiteanu-Bardasare să-și dea cu părerea în scris că: „portretul meu... seamănă cu originalul și este desprins într-un mod foarte caracteristic încât aș crede, ca pictor, că ar merita să figureze în orice galerie publică”. În anul următor, 1900, Gheorghe Panaiteanu-Bardasare a decedat.

### Vasile Morțun și expoziția din 1914
Cu ocazia expoziției pe care Octav Băncilă a organizat-o în anul 1914 la Ateneul Român din București, galeria de la Ateneu a fost vizitată și de ministrul Vasile Morțun care era  susținător al socialiștilor. Acesta trecuse de curând, împreună cu „gruparea generoșilor” pe care-o conducea, la Partidul Liberal și a făcut carieră cu această trădare politică. Ministrul Morțun, mare latifundiar, a privit lucrarea intitulată Pâinea noastră cea de toate zilele și a observat mâncarea țăranului din tablou și a spus:
- Vasile Morțun - Cam mare boțul de mămăligă, domnule Băncilă.
- Octav Băncilă - Îl reduc, domnule ministru, că țăranii, rareori îl au așa de mare. Aveți dreptate, am fost prea generos. L-am făcut așa de mare ca să se vadă bine în ce constă masa țăranului...

### Controverse, incertitudini
- Compoziția intitulată Înainte de 1907, astăzi dispărută, a fost expusă în decembrie 1907 la Iași și mai apoi la București.[43] Ea a fost fotografiată și publicată în unele periodice și ziare ale anilor de atunci. Ea a fost reprodusă și pe cărți poștale ilustrate și a fost realizată în vara anului 1907 la Broșteni. Octav Băncilă l-a folosit pe moșneagul Lupu Erhan din Broșteni ca model în vederea executării acestei lucrări, ca și în alte picturi pe care le-a făcut mai târziu.[43] În galeria Muzeului Național de Artă există o pictură intitulată Cap de țăran bătrân care pare a fi o variantă a compoziției Înainte de 1907 sau un fragment al acesteia.[43] Privind portretul, s-ar putea crede că Băncilă, nemulțumit fiind de compoziție, ar fi decupat capul personajului și a distrus restul compoziției.[43] Un argument plauzibil în susținerea acestei ipoteze poate fi considerat faptul că lucrarea Cap de țăran bătrân este pictată și pe marginile prinse de sașiul de lemn.[43] Comparând lucrarea cu reproducerile fotografice ale compoziției Înainte de 1907, se constată că nu există diferențe semnificative ale detaliilor tehnice de execuție.[43] Astfel, se poate spune că personajul portretizat este identic sau aproape identic cu cel din reproducerea fotografică. În data de 4 decembrie 1907, ziarul Voința Națională a publicat un articol în care s-a menționat că Octav Băncilă lucra la un cap de țăran istovit.[43] Articolul nu a spus că tabloul a fost expus, alte publicații nu au pomenit decât de compozițiile 1907 și Înainte de 1907, ultimul fiind expus cu siguranță în expoziția din anul 1909 din București.[43] Din toate aceste motive, Anton Coman a considerat că ipoteza decupării capului de țăran din lucrarea Înainte de 1907 și distrugerea celei din urmă, nu este sustenabilă.[43] Anton Coman a susținut ideea că Băncilă a realizat de mai multe ori compoziția Înainte de 1907, ca și alte teme similare, și nemulțumit de una dintre ele a păstrat numai capul lui Erhan. Probabil, pe acest cap de țăran l-a văzut corespondentul ziarului Voința Națională.[57]

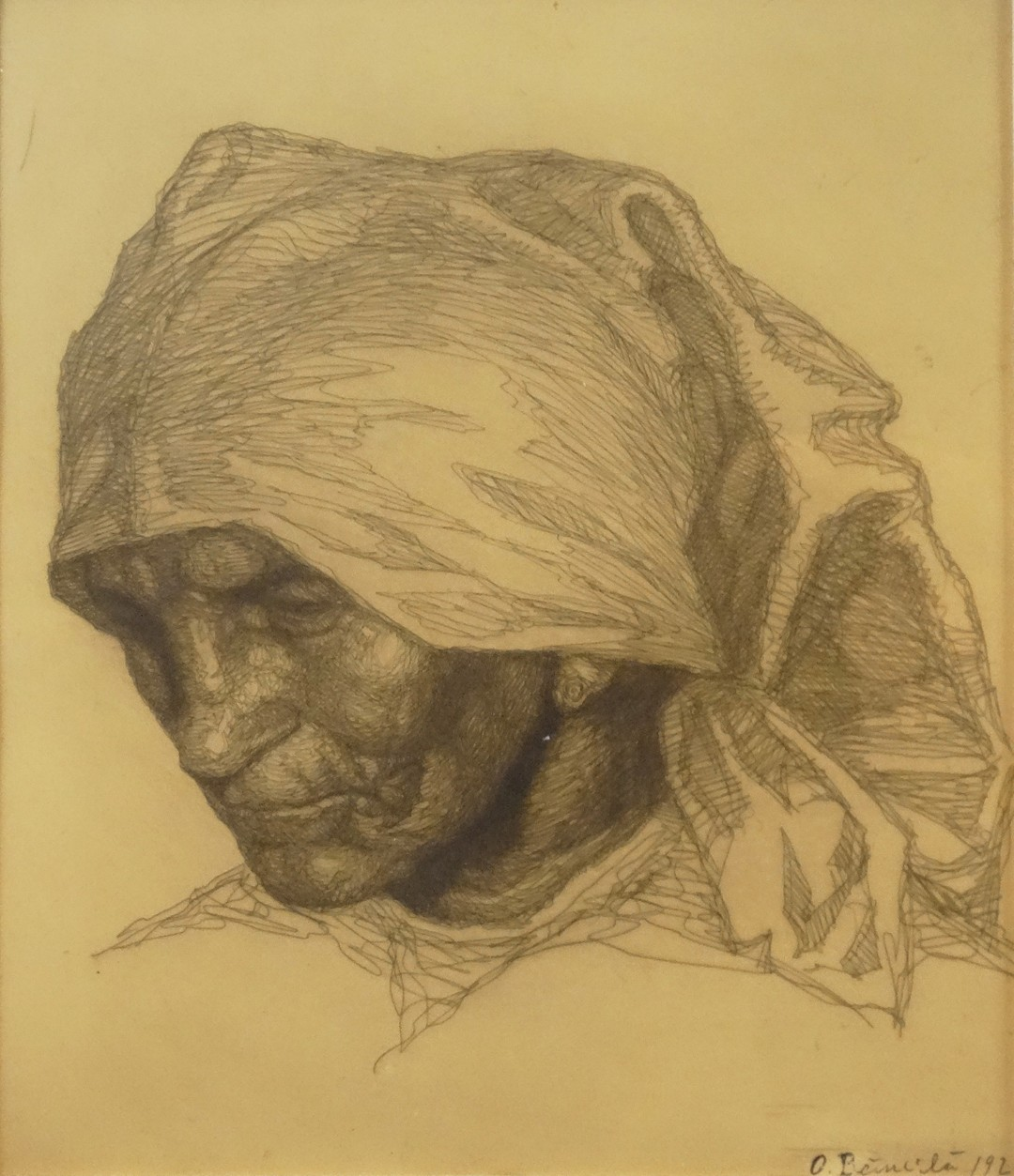
Portret de bătrână - 1920

- Există o incertitudine care privește cele trei lucrări Execuția, Recunoașterea și Înmormântarea care au fost expuse la expoziția de la Ateneul Român din anul 1909.[126] Ca urmare a scoaterii tablourilor de la expoziție de către autorități, s-a presupus mult timp că acestea au fost distruse atunci de autorități. Mihai Pocloș și Hariton Clonaru au menționat în albumul retrospectiv editat cu ocazia a o sută de ani de la nașterea artistului în anul 1972, că academicianul Vasile Rășcanu, bun prieten al pictorului, a spus că lucrările au fost salvate de prietenii lui Octav Băncilă și că acestea au fi existat la Iași până în anii 1914 - 1915.[126] În anul 1922, Băncilă i-ar fi spus lui Vasile Rășcanu că cele trei lucrări au ieșit din România în timpul primului război mondial și că ele au fost cumpărate de niște iubitori de artă.[126] În susținerea afirmației, Octav Băncilă i-ar fi arătat lui Râșcanu[126] o revistă americană în care au apărut imagini după aceste picturi.[127]
- Există o incertitudine care vizează anii de studii pe care Octav Băncilă i-a petrecut la München. Conform spuselor lui Anton Coman, care nu a adus nicio sursă în susținerea afirmației, Băncilă a avut profesor pe pictorul Raub și a lucrat în atelierul unui alt pictor Haschbé unde a realizat studii în ulei și cărbune.[19] Atât Haschbé cât și Raub nu au putut fi identificați ulterior anului 1954 în care Anton Coman a făcut prodigioasa monografie pictorului Băncilă. Numele de Haschbé și Raub au fost preluate de către toți biografii pictorului, fără ca cineva să spună care este prenumele lor sau cărui curent artistic au aparținut. Un argument  care să susțină inexistența sau identificarea eronată a profesorilor lui Băncilă, este că până în anul 1972 când Petru Comarnescu a scos cea de a doua monografie a lui Băncilă, nu a rezolvat nimeni această incertitudine din moment ce Petru Comarnescu a menționat pe aceiași profesori doar cu numele, fără prenume. Nici Mihai Pocloș și Hariton Clonaru cu ocazia publicării catalogului omagial a o sută de ani de la nașterea lui Octav Băncilă (tot în anul 1972), nu au adus vreo rectificare afirmației lui Petru Comarnescu.
- Din spusele monografului principal al vieții lui Octav Băncilă, Anton Coman, după anul 1918 artistul a fost preocupat de mișcările muncitorești și de ideile pe care Marea Revoluție Socialistă din octombrie 1917 le-a propagat în Europa.[79] Informațiile au fost preluate de Anton Coman, așa cum a declarat în monografia sa, de la familia pictorului după ce acesta a decedat. La alte povestiri din monografie nu există surse menționate pentru a fi credibile și altele sunt ambigue.[128] Același monograf a menționat că Băncilă a fost implicat în mitingul de la Iași din data de 1 mai 1920 când a fost arestat la grădina La trei sarmale de către autorități. Există în monografia lui Anton Coman diverse relatări despre situațiile în care a fost pus Băncilă în anul 1920 și care privesc arestarea și penitența sa timp de două săptămâni.[128] Referitor la arestarea sa din anul 1920, Anton Coman a adus ca argument în susținerea afirmației o telegramă existentă în arhiva Școlii de belle arte din Iași din data de 18 octombrie 1920 prin care Ministerul Cultelor și Artelor a cerut confirmarea știrii că Băncilă a fost arestat.[129] Gheorghe Popovici ar fi înaintat o adresă tribunalului din Iași prin care a cerut lămuriri. Anton Coman a menționat răspunsul tribunalului din data de 1 noiembrie 1920 și a citat faptul că Octav Băncilă nu a făcut ceva nelegal și că pe timpul cercetărilor acesta a fost la siguranță (închis).[129]
- Anton Coman a susținut, fără să aducă nicio referință de încredere, că tabloul Pax (cel cu beretă frigiană) realizat de Octav Băncilă în anul 1915 a fost donat de către Băncilă sediului muncitoresc Casa Poporului din Iași.[80] Tabloul a fost găurit și distrus de jandarmii chemați de autorități în anul 1920, să evacueze clădirea.[80]

### In memoriam

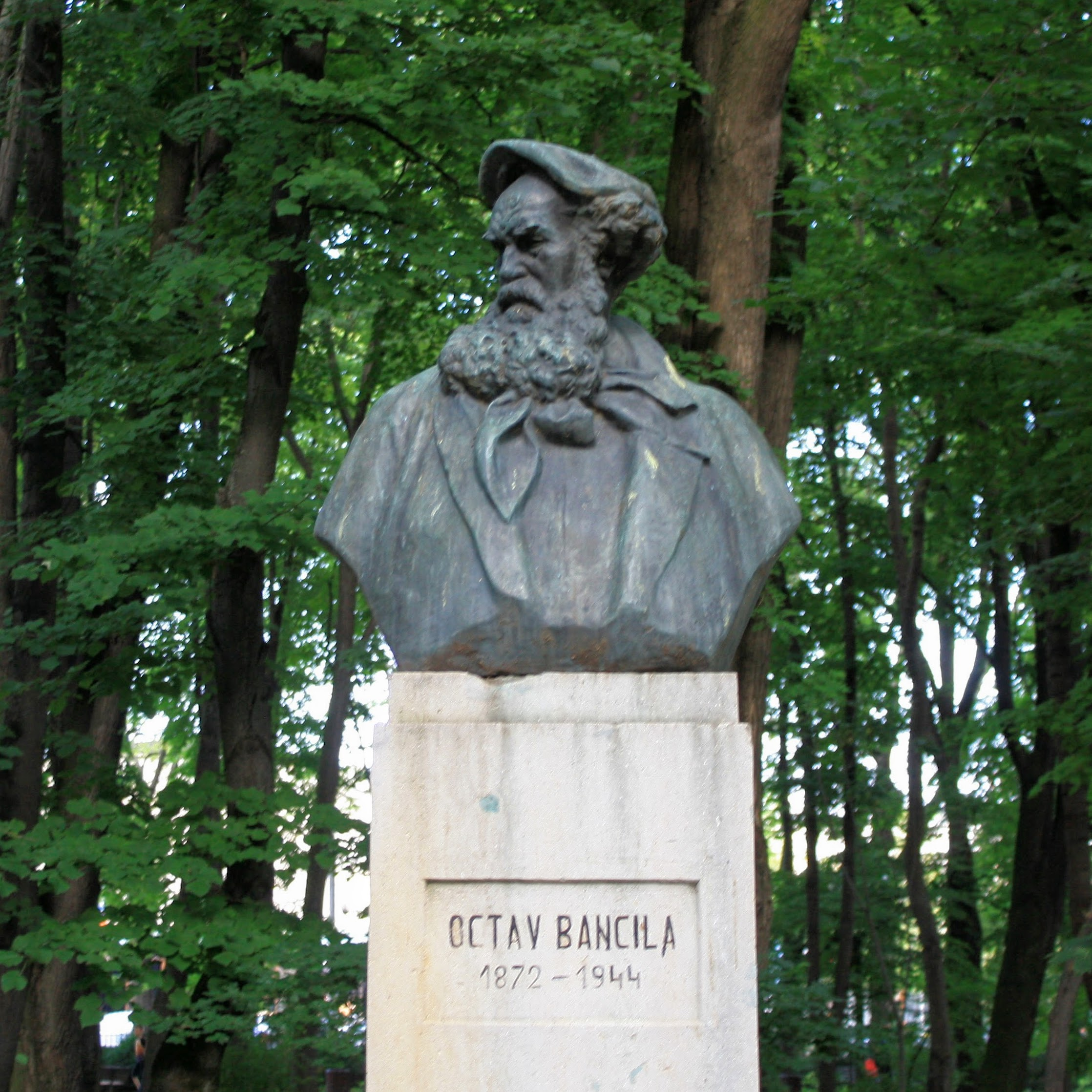
Bustul lui Octav Băncilă din Parcul Copou din Iași

Liceul de artă din Iași poartă numele de Colegiul Național de Artă „Octav Băncilă” și Școala Gimnazială „Octav Băncilă” Corni, județul Botoșani. Sculptorul Ion Dimitriu-Bârlad a făcut un bust al pictorului în anul 1930. Numele de Octav Băncilă îl poartă unele străzi din diferite orașe ale României ca București, Cluj, Iași, Botoșani, Suceava, Timișoara, Vaslui, Constanța, Galați, Cernavodă, etc.

## Cronologie
Prezenta cronologie a fost întocmită de către Mihai Pocloș și Hariton Clonaru în albumul Octav Băncilă, publicat cu ocazia împlinirii a o sută de ani de la nașterea artistului în anul 1972, pag. XX - XXV.
- 1872—s-a născut în Comuna Corni, la 4 februarie, Octav Băncilă. El a fost al cincilea copil al soților Profira și Vasile Băncilă. A rămas orfan încă de la vârsta de patru ani și a fost crescut de către sora sa Sofia Băncilă, în familia lui Ion Nădejde cu care aceasta s-a căsătorit. Ion Nădejde a fost un activist socialist, care i-a descoperit talentul de pictor și care l-a încurajat să urmeze această profesiune artistică.
- 1879 - 1883—a urmat cursurile școlii primare din Iași.
- 1883 - 1886—a urmat cursurile Gimnaziului Ștefan cel Mare din Iași, pe care nu l-a absolvit.
- 1887 - 1893—s-a înscris la Școala de arte frumoase din Iași unde a fost elevul pictorilor Gheorghe Panaiteanu-Bardasare și Constantin D. Stahi. După absolvire, a primit premiul întâi pentru lucrarea Caritatea, la un concurs pentru obținerea unei burse de studii la München. În 1893 protestează la București pentru obținerea bursei câștigate.
- 1894 - 1898—a studiat la München cu profesorii Raub (vezi capitolul Controverse, incertitudini) și Nikolaos Gyzis. A trimis în România o serie de picturi realizate la München, pentru a fi expuse. Înainte de întoarcerea sa în România, face o călătorie de studii la Paris.
- 1898—a făcut serviciul militar și a lucrat într-un atelier pe și l-a amenajat în curtea Gimnaziului Ștefan cel Mare din strada Sărăriei. Aici a lucrat până în anul 1900 lucrări ca Santinela și Recrutul.
- 1899 -- Pinacoteca din Iași a achiziționat portretul făcut de Băncilă profesorului său Panaiteanu-Bardasare.
- 1900—și-a instalat atelierul în curtea Mitropoliei din Iași, ajutat fiind de diaconul Gheorghe Șerban. Aici a făcut portretul mitropolitului Iosif Naniescu. A deschis prima expoziție personală din Iași într-una din sălile Teatrului Național unde a prezentat pe simeze lucrările Recrutul, De planton, Emigrantul, Melancolie și portretul lui Panaiteanu-Bardasare. Revista Răsăritul a publicat mai multe articole.
- 1901—a deschis a doua expoziție personală în casele Adelaidei Neuschatz. aici a expus portretele unor comanditari. În 1901 a devenit profesor la Școala normală Vasile Lupu.
- 1904—s-a căsătorit cu Ana Popovici și a locuit în fundacul Lozonschi.
- 1905—s-a mutat pe strada Păcurari nr. 91 unde a locuit până în anul 1940 când s-a mutat la București pe strada Știrbei Vodă nr. 111. A frecventat la Iași Cercul democrat studențesc care era format în jurul profesorului Paul Bujor. Cercul avea ca membri și pe căpitanii Constantinov și Neculcea și pe naturalistul Constantin Chirică. În 1905 a pictat tablourile Muncitorul și Muncitor în repaus.
- 1907—a realizat lucrarea Înainte de 1907. În toamna acestui an, Octav Băncilă a vizitat împreună cu Vasile Rășcanu satele din Oltenia lovite de reprimări sângeroase. Din povestirile țăranilor s-a inspirat pentru tema Tragedia anului 1907. În acest an a început Ciclul 1907 cu douăsprezece lucrări din care fac parte Înainte de 1907, Cap de țăran, 1907, Execuția, Recunoașterea, Înmormântarea, După răscoală, Povestirea răscoalei, Historia și Blestemul.
- 1908—a expus lucrarea Înmormântarea în vitrina unei librării din Iași și a participat la București la un concurs la Ateneul Român pentru ocuparea unui post de profesor la Școala de belle arte din Iași.
- 1909—a participat din nou la concursul din București  pentru ocuparea unui post de profesor la Școala de belle arte din Iași cu peste șaizeci de lucrări. A avut probleme cu autoritățile privind trei lucrări din Ciclul 1907 pe care le-a expus.
- 1910 - 1914—a pictat în vara anului 1913 la Agapia unde l-a cunoscut pe Gala Galaction.
- 1914—a făcut a patra expoziție personală în data de 2 februarie în sala bibliotecii Ateneului Român, unde a expus peste șaizeci de picturi: Pâinea noastră cea de toate zilele, Rugă, Pribeagul, Melancolie, Pățania unui artist. Pe 8 februarie și-a expus crezul său artistic în Ziarul Rampa.
- 1915—a făcut cea de a cincea expoziție personală la București unde a expus peste o sută de picturi.
- 1916—a reușit să ocupe postul de profesor la Școala de Arte Frumoase din Iași începând din data de 1 aprilie. Majoritatea lucrărilor expuse la Ateneu au fost cumpărate.
- 1917 - 1918—a fost concentrat pe timpul războiului la Marele Cartier al armatei române din Bacău împreună cu alți artiști plastici. A fost apreciat de mareșalul Constantin Prezan.
- 1919—a deschis o nouă expoziție la Iași și mai apoi la București. Nicolae Tonitza l-a elogiat pe artist.
- 1920—a participat la mitingurile muncitorilor din Iași și a pictat lucrarea Pax, care a fost deteriorată la Casa Poporului din Iași cu ocazia evacuării acestui sediu muncitoresc.
- 1921—a făcut o expoziție la București. Presa a menționat lucrările Rutenii, În ușa cortului, Spre sat, Moș Gheorghe, Pribeagul și Dinspre stână.
- 1922 - 1923—a expus la Maison d'art în data de 27 decembrie și 17 ianuarie 1923 capete de expresie, peisaje, flori și mai multe compoziții. Au fost remarcate Cosașul și Madona rustica. Împreună cu Băncilă au mai expus Otto Briese și Paul Verona. Cronicarii expoziției au fost Fulmen și Victor Ion Popa. A mai expus încă de două ori la Iași în luna mai și decembrie și a expus la expoziția Artei Române. Presa vremii a mai menționat că Octav Băncilă a mai expus și în saloanele fotografului Barach din Pasajul Vilacrosse.
- 1925—a deschis expoziția de la Sala Ileana în data de 3 - 5 decembrie la Cartea românească, cu peste șaizeci și șase de picturi. Ministerul Artelor i-a achiziționat lucrarea Întoarcerea de la câmp.
- 1926—a dat în judecată pe Iosif D. Iscovitsch, proprietarul din pasajul Comedia a magazinului Galeria artistică, pentru vânzarea de picturi falsificate semnate Octav Băncilă. Presa din Iași l-a susținut pentru ocuparea catedrei de pictură a Academiei de Arte din Iași ca urmare a pensionării pictorului Popovici.
- 1927—a făcut o nouă expoziție la Iași în luna noiembrie cu peste cincizeci de lucrări. S-au remarcat picturile Christ în anul 2000 și Culesul viei.
- 1928—a devenit membru al Salonului Oficial ca urmare a demisiei lui Ștefan Dimitrescu. Din juriu mai făceau parte Ștefan Popescu, Ion Theodorescu-Sion, Gheorghe Petrașcu, Jean Alexandru Steriadi, Camil Ressu, Cornel Medrea, Marius Bunescu și Ion Jalea.
- 1929—Ștefan Dimitrescu a fost numit director al Școlii de Arte Frumoase din Iași ca urmare a pensionării lui Gheorghe Popovici. Fanii pictorului s-au scandalizat deoarece considerau că această funcție trebuia acordată lui Octav Băncilă.
- 1930—a deschis o expoziție în sala fostului palat al lui Alexandru Ioan Cuza. Ion Dimitriu-Bârlad i-a făcut un bust, artistul a donat un tablou Școlii Comerciale de Băieți în scopul de ajutor umanitar acordat unui profesor bolnav.
- 1931—a oferit lucrarea Sonata crizantemelor pentru întrajutorarea șomerilor din Iași.
- 1935—a publicat un interviu și a susținut opinia existenței unei singure academii de artă în loc de cinci, câte existau  în acea vreme. A deschis o expoziție la Sala Dalles la 1 decembrie. Tonitza i-a făcut un articol plin de elogii în data de 9 ianuarie 1936 în Ziarul Zorile.
- 1936—a făcut apel în justiție contra falsificatorilor operei sale.
- 1937—a deschis o nouă expoziție la Sala Dalles. Vedetele expoziției au fost Pâinea noastră cea de toate zilele (o nouă variantă) și Politica la țară. S-a pensionat la vârsta de 65 de ani și a părăsit învățământul.
- 1939—a făcut ultima expoziție personală din București.
- 1940—s-a mutat la București în strada Știrbei Vodă nr. 111.
- 1942—a participat la Salonul Moldovei și a primit Premiul Național al Moldovei în valoare de 100.000 lei.
- 1943—a participat la expoziția colectivă din București, împreună cu Costache Agafiței, Corneliu Baba, Mihai Cămăruț, Nicolae Popa, Alexandru Clavel, Ion Marșik și sculptorul Ion Marinescu.
- 1944—la data de 3 aprilie a murit pictorul Octav Băncilă în locuința sa de pe strada Știrbei Vodă.
- 1949 - 1950—picturi realizate de Octav Băncilă au participat la Expoziția de Artă Românească din Moscova.
- 1954 --  Muzeul de Artă din București a organizat o expoziție retrospectivă cu ocazia împlinirii a zece ani de la moartea artistului. Anton Coman a publicat o monografie monumentală a vieții și creației lui Octav Băncilă. Locuinței pictorului din București i-a fost marcată o placă comemorativă.
- 1957—s-a organizat o expoziție comemorativă a Răscoalelor din 1907 unde lucrările lui Octav Băncilă au fost cele mai reprezentative exponate.
- 1959—lucrările 1907, Peticarul și Muncitorul au fost expuse la Expoziția de Artă Românească de la Budapesta.
- 1961—lucrările 1907, La sapă și Peticarul au fost expuse la Expoziția de Artă Românească de la Paris.
- 1968—s-a organizat o expoziție retrospectivă la Muzeul de Artă din Iași. S-a publicat cu această ocazie un catalog științific redactat de Maria Hatmanu.
- 1972—s-au organizat expoziții omagiale cu ocazia împlinirii a o sută de ani de la nașterea artistului la Iași, Craiova și Constanța.